# Rock de Argentina

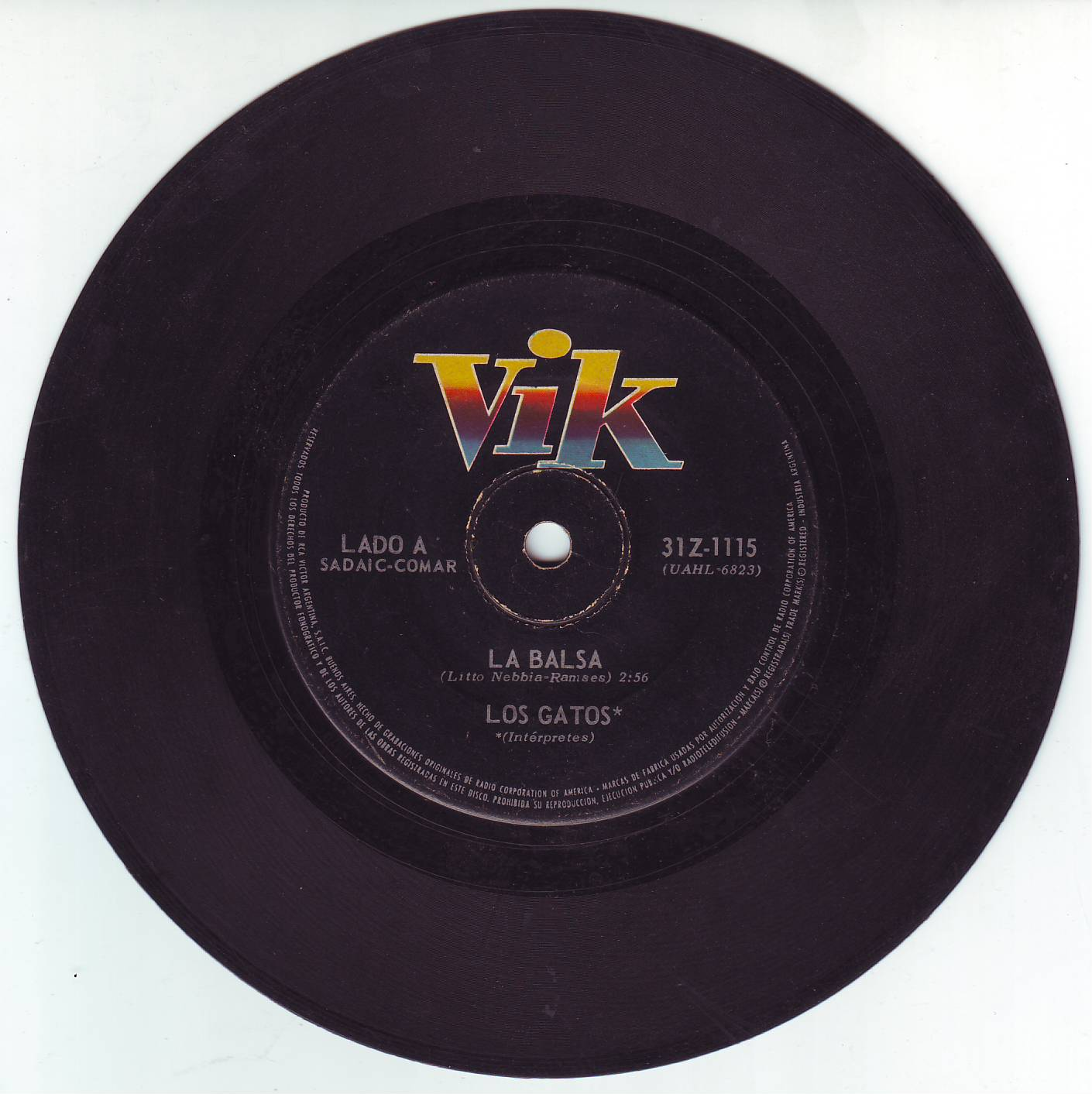
"La Balsa", de Los Gatos.

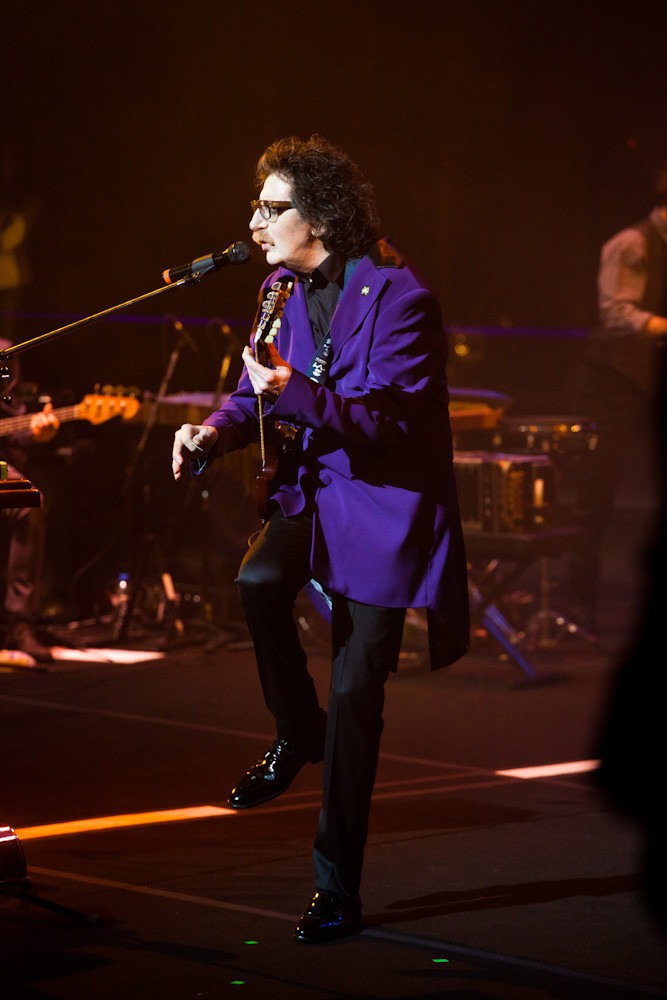
Charly García, considerado el «padre del rock latino»

El rock argentino, llamado en su país rock nacional, es una denominación musical muy amplia, aplicada a cualquier variedad de música rock producida en Argentina. Argentina combinó los diversos géneros derivados del rock and roll con elementos locales, desarrollando así un rock de identidad propia, que recibió el nombre de «rock nacional» a mediados de 1980 cuando las radios empezaron a difundir masivamente el genero por la prohibición de la música en ingles. Las primeras bandas de rock argentino, como otras de América Latina, tuvieron la idea de cantar en su propio idioma (como sucedía, también a principios de los años 1960, con el rock francés y el fenómeno del Anatolian Rock, en Turquía, en idioma turco). No obstante, si los músicos mexicanos en general se conformaban con traducir al español las letras de los grandes éxitos anglosajones, los argentinos pronto se diferenciaron por un uso más personal del idioma castellano, buscando comunicar y referenciar la geografía, historia, música, cine, costumbres, etcétera, nacionales e incluir elementos culturales locales como la jerga y el lunfardo. Estos componentes le dieron origen a una forma de hacer rock. De este modo, el rock argentino se convirtió en un importante precursor del rock de habla hispana y el que logró inicialmente mayor éxito comercial fuera de sus fronteras. Así es destacado y reconocido en toda Iberoamérica como la piedra fundamental en habla hispana, por la gran popularidad de las bandas y artistas, que cosecharon récords en ventas de álbumes y en asistencias a recitales.
El rock en Argentina comenzó a interpretarse en la segunda mitad de los años 1950. Al igual que el caso citado de México, los primeros grupos locales se dedicaban a cantar en español y en inglés canciones de rock and roll, originales o versiones de éxitos internacionales, sin conferirles identidad musical propia. Pero a partir de la mitad de la década del 60, el rock argentino inició una evolución constante que durante las décadas de 1970 y 1980, y especialmente tras la guerra de las Malvinas, cristalizó en un movimiento de características estéticas bien definidas y reconocimiento internacional.

## Llegada delrocka Argentina (1955—1967)
Los orígenes del rock de Argentina se remontan a la segunda mitad de la década de 1950, cuando llegó al país como parte de la fiebre internacional que estaban experimentando las bandas de rock and roll estadounidenses. Este ritmo bailable y novedoso hizo que se formaran las primeras bandas de rock en el país, contrariamente a la creencia que el rock argentino nació a finales de los años 60, puesto que en febrero de 1956 se publicó una canción de rock en castellano en partitura, que luego fue grabada en disco en mayo del citado año; se trataba de "Rock con Leche" de Eddie Pequenino . También cabe destacar que entre 1955 y 1964 es bastante difícil hallar grabaciones de músicos que hayan cantado en inglés. Eddie Pequenino, la orquesta Los Comandantes, Los Rocklands, Los Mac Ke Mac's en su primer álbum y la orquesta de Osvaldo Norton son algunas de las pocas excepciones.
Diversos músicos hicieron las primeras experiencias e intentos de rock en tiempos donde todavía predominaban en el país el tango y el folcklore argentino. Estos conjuntos y solistas de un temprano rock argentino animaban al baile y a la fiesta, influenciados por nombres como Bill Haley, Chuck Berry, Elvis Presley, Little Richard, Chubby Checker y Bo Diddley, entre otros. Naturalmente, estos primeros exponentes del rock argentino tenían diversos estilos por consecuencia de imitar los diversos géneros estadounidenses: algunos como Eddie Pequenino y su banda Mr. Roll y sus Rocks estaban más inclinados al estilo swing de Bill Haley & His Comets, otros como Los Cinco Latinos eran adeptos a los grupos vocales de doo wop como The Platters, y había otros como Sandro que estaba claramente inspirado en la fusión con country de Elvis Presley. Al llegar los años 60, aparecieron más grupos y solistas de temáticas parecidas, ahora con influencias de nuevas bandas se fueron apareciendo los géneros de twist, nueva ola, surf y garage a medida que avanzaba la década, como así también serían de gran impacto en la música argentina las invasiones británicas y uruguayas.
A fines de los 60 aparecieron bandas más influenciadas por el merseybeat británico. Centros de reunión como La Perla de Once o el Instituto Di Tella fueron los núcleos de esta nueva corriente artística. En 1967 se editó la canción "La Balsa" de Los Gatos, que con su rotundo éxito y popularidad con 250 000 copias vendidas se convirtió en el primer éxito masivo del merseybeat argentino en español.

### Contexto de la escena musical local
La escena musical en Argentina de los años 50 tenía, entre sus principales géneros, el tango (establecido desde aproximadamente 1880 como el principal género urbano), el folklore (que vivía un boom con la migración interna), la música melódica tanto de Francia e Italia (el Festival de la Canción de San Remo, iniciado en 1951, era muy popular en la sociedad argentina de la época) como de Estados Unidos (como Frank Sinatra y Tony Bennett), los géneros de otros países iberoamericanos (como el bolero) y el jazz (que desde aproximadamente los años 20 se había establecido en la escena porteña). Justamente, este último género sería crucial en el nacimiento del rock en Argentina.
Desde aproximadamente los años 1930 se producía el fenómeno de la migración interna en Argentina. La llegada al poder en 1945 de Juan Domingo Perón influyó en grandes cambios en varias áreas, entre ellas la música argentina. En 1949 Perón dictó el Decreto 3371/1949 "de Protección de la Música Nacional", el cual establecía que en lugares públicos debía haber un 50% de música hecha por artistas argentinos. En 1950 el folklore ya daba muestras serias de poder competir de igual a igual con el tango: «El rancho 'e la Cambicha», una canción de folklore, se convirtió en la primera canción argentina que llegó a la cifra de un millón de ventas por su sencillo; en el total de sencillos lanzados ese año, 21% eran de tango y 17% de folklore; y en el total de partituras lanzadas ese año, 30% eran de tango y 25% de folklore. Por lo que ya para los años 50 el tango comenzaba a dar señales de ceder su puesto hegemónico en la escena musical argentina.
La dictadura militar autodenominada Revolución Libertadora de 1955 inició grandes cambios en varias áreas del país, y como consecuencia la escena musical argentina cambió sustancialmente. El tango fue seriamente afectado: la crisis económica bajo el gobierno de facto llevó a que los locales bailables reduzcan sus presupuestos, y a las orquestas y conjuntos a reducir su cantidad de integrantes. El régimen militar persiguió artistas por sus ideas políticas, prohibió eventos con gran concentración de gente (lo que le quitó a la música argentina un espacio de difusión), derogó las leyes peronistas de protección musical y estableció medidas que favorecieron la difusión de música extranjera.
El rock and roll surgió como género musical en los Estados Unidos en los años 50, producto de la fusión entre diversas corrientes musicales tales como el folk, el hillbilly, el bluegrass, el country, el western y el rhythm & blues, ganando rápidamente popularidad nacional e internacional a través de artistas como Elvis Presley, Bill Haley, Eddie Cochran y Buddy Holly, entre otros. En Argentina, la difusión de sus temas a través de radios y discos despertó en muchos músicos el interés por emular los novedosos sonidos y marcados ritmos que lo caracterizaban.
Fue a mediados de los años 50 cuando llegó el rock and roll a Argentina, con éxitos estadounidenses por parte de cantautores como Bill Haley & His Comets, Elvis Presley, Chuck Berry, Buddy Holly y Gene Vincent que se hicieron mundialmente populares, junto con los estrenos en los cines argentinos de la trilogía fundacional de películas del rock and roll: Blackboard Jungle, Rock Around The Clock y Don't Knock The Rock (traducidas en Argentina como Semilla De Maldad, Al Compás Del Reloj y Celos Y Revuelos Al Ritmo Del Rock, respectivamente). Las películas de rock and roll tuvieron tal repercusión entre los adolescentes y jóvenes que se ponían a bailar este ritmo novedoso en los pasillos del cine, las calles, plazas, o incluso en el obelisco de Buenos Aires. Comenzó las ventas de discos de rock and roll en las disquerías (llamadas por entonces casas de música o casas de discos) y la difusión del ritmo en las radios con emisoras publicitando como Radio Splendid, Radio Mitre y su programa Melodías de rock'n'roll con César Lazaga, y Radio Excelsior con Rock and Belfast con Jorge Beillard, ocasionalmente reemplazado por Miguel Ángel Merellano.
En cuanto a las radios, predominaban las estaciones AM, a pesar de que la FM (inventada en Estados Unidos en 1933) ya había tenido su primer caso en Argentina, con la transmisión en febrero de 1945 de la estación LU3A. No obstante, no funcionaba como una FM como se las conocería cuatro décadas más tarde: esta transmisión era experimental, funcionaba en determinados horarios del día y tuvo interrupciones a través de los años. En los años 50, continuarían los experimentos con las FM argentinas.

### Orígenes a mediados de los años 50

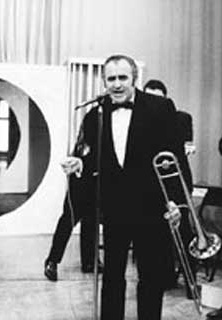
Eddie Pequenino con su banda Mr. Roll y sus Rocks publicó en 1956 la primera canción original de rock argentino en español "Rock con leche", también publicó el primer álbum en 1957, y participó de la primera película, Venga a bailar el rock.

El 5 de diciembre de 1955 se realizó la primera grabación de rock en Argentina de la que se tenga noticias. Fue una versión de «Rock Around the Clock» hecho por la orquesta de jazz del trompetista Roger Santander.
El cantante y trombonista Eddie Pequenino, oriundo del jazz (en los años 40 y aún siendo adolescente formó la banda Jazz Los Colegiales junto a Ricardo Romero) y del R&B (a principios de los años 50 había formado Eddie Parker y su Rhythm Band) fue el primero, en 1956, en cantar rock and roll con la orquesta de Lalo Schiffrin. El sello discográfico Columbia le propuso lanzar su carrera como solista pero este prefirió ocultar su identidad, formando la primera banda de rock en Argentina que lanzó discos al mercado: Mr. Roll y sus Rocks, con Arturo Schneider en saxo tenor, Jaime Rodríguez Anido (alias Ike) en primera guitarra eléctrica, Héctor Rea en guitarra rítmica, Domingo Malagreca en contrabajo y Jorge Padín en batería. Su primera grabación data del 7 de diciembre de 1956 y se editó en enero de 1957, vendiendo más de 27.000 copias.
La banda grabó varios reversiones de Bill Haley y otros rockeros de la talla de Bobby Freeman y Alan Dale, entre los que se cuentan: «See You Later, Alligator», «Mambo Rock», «Rock», «Shake, Rattle and Roll» y «Rancho Rock», siendo Bill Haley & His Comets su gran influencia con su estilo orientado al swing. Al principio los músicos ocultaban su identidad para que el público pensara que era una banda americana. Pero finalmente Pequenino reveló su identidad en un programa en vivo de Radio El Mundo donde se estaba debatiendo la supuesta inmoralidad en el baile del rock. Tras esta revelación, Mr. Roll y sus Rocks fueron contratados para tocar en esa emisora todos los miércoles a la noche, y luego pasa a Radio Splendid los viernes a las 20 y 30 hs. Fue tal el éxito que tuvo el conjunto, que sus grabaciones con las versiones de las canciones de Bill Haley se vendieron más que las originales. 
En ese mismo año, Eddie Pequenino fue protagonista de la primera canción original argentina de rock cantada en español, la ya mencionada "Rock con leche", una canción de tono humorístico hecha en colaboración con el cómico argentino Délfor Dicásolo, el arreglista musical de Radio El Mundo Santos Lipesker, el guionista cómico Aldo Cammarota y el productor musical Ben Molar. Gracias al éxito obtenido por el corte, se rodó la película Venga a bailar el rock, estrenada el 29 de agosto de 1957 y con la actuación de Mr. Roll y sus Rockers y los actores Eber Lobato, Nélida Lobato, Alfredo Barbieri, Alberto Anchart (h) y Pedrito Rico. La película incluía dos composiciones propias en inglés de Pequenino («Despacio nena» y «Aquí viene el rock»), y un rock en español titulado como la película, creado por Éber Lobato. En mayo de 1958 Bill Haley visitó Argentina con su conjunto, realizando presentaciones en el Teatro Metropolitan, y eligió como banda telonera a Mr. Roll y sus Rocks.
Fue ese el momento de mayor éxito del género en la Argentina, y reavivó la polémica en torno al rock, cuando ciertos medios argumentaban que los jóvenes "enloquecían" en las salas de cine a causa de las películas sobre rock, causando en algunos casos destrozos, y levantaban la guardia ante la llegada de Bill Haley diciendo que el rock and roll era música extranjerizante. Por otro lado la revista Antena publicó un número en donde aparecía Bill Haley usando un poncho y tomando mate, como gesto de conciliación cultural.
La llegada del nuevo fenómeno musical y la formación de Mr. Roll y sus Rocks, llamó la atención de la industria discográfica argentina, quienes vieron que existía un segmento de la sociedad que hasta entonces no había sido explorado por la misma: los adolescentes y jóvenes. De allí se abriría un nuevo mercado para ser comercializado con bandas y solistas de música juvenil.
En 1958 y continuando con el éxito que tuvo la visita a principios de ese año de Bill Haley & His Comets, se formaron más bandas de rock and roll que interpretaban canciones propias como también composiciones de grupos provenientes de Estados Unidos, varios de los miembros de esas agrupaciones musicales contaron con integrantes que años más tarde serían populares cantantes pop de la llamada "nueva ola" argentina en los años 60. También comenzaron a aparecer programas de radio de rock and roll como en Radio Libertad (hoy AM del Plata) y Radio El Mundo. La revista Jazzlandia había tomado nota de la explosión del rock and roll en la escena musical argentina y comenzó a publicar artículos, letras, partituras y reseñas de rock, igualmente hacía la revista Estrellas. El disc-jockey del programa Música en el aire, Rodríguez Luque, creó el sello Disc-Jockey desde el cual editó a los músicos de rock nacientes. En abril del citado año se estrenó Loving You, tercera película de Elvis Presley, traducida en el país bajo el título La mujer que yo adoro, tuvo una promoción en los medios a diferencia de las dos anteriores entregas, el resultado fue un boom en la estética de Elvis.
Se formó The Paters, con el cantante Lalo Fransen (futuro miembro de El Club del Clan) quien por entonces se hacía llamar Danny Santos, sus dos cortes de difusión eran grabaciones de "A White Sport Coat (and a Pink Carnation)" de Marty Robbins y "I Forgot to Remember to Forget" de Elvis Presley. También aparecieron Los Modern Rockers, cuyo integrante Luis Aguilé —el cual interpretaba temas propios como Los Iracundos y versiones de artistas como Pat Boone— también se destacaría años después, cuando fue contratado por el sello Odeón, y con su guitarra y el apoyo de la orquesta de Armando Patrono grabó el bolero "Mirá qué luna", pero también uno de los primeros temas de rock creado de forma original en Argentina, "La Balanza".
Acompañado por la orquesta de Lucio Milena, las versiones que grabó en castellano Billy Cafaro, "Pity, pity" de Paul Anka y "Personalidad" tuvieron un considerable éxito. Se cuenta de aquella época que "cuando Billy se presentaba a cantar en Radio El Mundo, ubicada en Maipú 555, las colas de fans alcanzaban dos cuadras y congestionaban el centro de la capital. En más de una oportunidad llegó hasta el lugar a bordo de un helicóptero que aterrizaba en el obelisco y el trayecto hasta la radio lo hacia custodiado ya que decenas de jovencitas intentaban abalanzarse sobre él, tal como cuando se presentaba en algún teatro o club". A estos éxitos le siguieron varios más, como Marcianita, Bésame Pepita, y Viento, viento (estos dos últimos compuestos por Lucio Milena, a pedido de Daniel Tinayre para la película "La Patota" de 1960), llegando a vender un millón de copias de su primer long play, "Bésame Pepita".No obstante, cuando hizo una interpretación en castellano del éxito alemán "Kriminal Tango", resultó ser muy impopular entre los tangueros quienes malinterpretaron la canción y lo consideraron como una ofensa al tango. Billy Cafaro sufrió reiteradas agresiones por parte de los tangueros, por ello se mudó a España. Oriundo de este país Andy Maciá registró temas propios en castellano como "Rock del vaquero", "Tú eres mi luna" y "Una motoneta" —este último se trataba de un jingle publicitario para las motonetas Siam-Lambretta, y posiblemente se trate del primer jingle publicitario de la historia argentina— ayudado por la orquesta de Horacio Malvicino que en aquel entonces se hacía llamar Don Nobody, más tarde al volcarse al tango en Europa adoptaría otro seudónimo, Alain Debray.
En julio de 1961, la discográfica multinacional RCA contrató a un músico bajo el seudónimo de Balder, que se había presentado en el programa Justa del Saber de Canal 7. Se editó un sencillo de 45 RPM con una canción de rock compuesta por el mismo Balder, "El rock del tom tom", la primera canción argentina que se puede encuadrar sin dudas dentro del género rockabilly. Al poco tiempo se editó también su composición en castellano "Zapatos de pom pom". El artista se trataba de Alberto Felipe Soria, conocido como Johnny Tedesco. El álbum vendió medio millón de copias en muy poco tiempo, convirtiéndose además en un éxito en las radios. Tedesco desarrolló un estilo muy influenciado por Elvis Presley que era una mezcla de rock, rockabilly y country y se impuso como intérprete en castellano de sus propias composiciones y de éxitos de rock internacional. "Presumida", "Un montón de amor", "Preciso tu amor esta noche", "Ocho días a la semana", "Coqueta" (composición propia) y "La plaga" son algunas de sus interpretaciones que ayudaron a consolidar el género rock en Argentina.
En agosto de 1961, la multinacional CBS, para contrarrestar y contraponer el éxito y la figura de Tedesco, promocionó y editó a su nuevo artista Tony Vilar, que con temas propios en castellano como el rockabilly "Rock de Fuego" y "Bailando", o versiones del Dúo Dinámico como "Quince años tiene mi amor" o "Diablito" de Neil Sedaka. Tony representaba al típico hijo de inmigrantes italianos de la juventud del momento. Fue el primer argentino en interpretar los llamados rock lentos o baladas slow, y su pieza más importante en este género fue el rock lento en castellano "Y los cielos lloraron" con Frank Ferrer y su conjunto (seudónimo de Waldo de Los Ríos). Su segundo álbum se editó en 1962, de donde se destacan los sencillos "Despeinada", "Nada vale sin amor" y "Acomplejada". Si bien su éxito fue efímero, fue rápidamente eclipsado por la vertiginosa aparición del Club del Clan.
En ese momento habían surgido Los Pick Ups, banda de Horacio Ascheri, que hacían canciones propias como "Mi promesa" y "Es La Locura". Radio Antártida, el nombre que tenía por entonces la Radio América, presentaba una programación de rock and roll todo el día de principio a fin, que contaba en su grilla con los programas Una ventana al éxito con Antonio Barrios, La discoteca de Juan José con Juan José May, Whiskeria de Johnny Carel y Círculo musical con Héctor Larrea.

### Influencia de otros países que seguían un camino similar

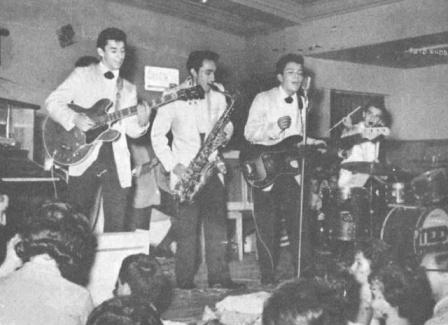
La banda mexicana Los Teen Tops tocando en Argentina en 1962. Al hacer versiones en español de éxitos del rocanrol estadounidense, fueron una influencia importante en el desarrollo de la escena argentina.

Los músicos chicanos y mexicanos de rock a finales de los años cincuenta y comienzos de los sesenta ejercieron una importante influencia sobre el naciente rock argentino. En 1957 Ritchie Valens logró el primer éxito mundial en castellano gracias a "La Bamba", en tanto que las bandas mexicanas Los Teen Tops, Los Blue Caps y Los Locos del Ritmo realizaron exitosas adaptaciones en español de temas de Elvis Presley, Chuck Berry, Little Richard y Buddy Holly que se convirtieron en clásicos en español, tales como "La Plaga" y "Popotitos". Esto influyó al hermano de Eber Lobato, Rocky Pontoni, que incursionó al mercado discográfico con canciones propias como "Dulce Amor Mío", "Edad", "Gracielita", "María Cristina", "Mi Presentimiento", "Noche de Luna y Rumor del Viento"; e interpretaciones de "Stupid Cupid" de Neil Sedaka, "Adam and Eve" de Paul Anka y "I'm On a Merry Go-Round" de Teddy Randazzo. Pontoni siempre cantó en castellano. Lo siguió Luis Bastián con sus versiones en castellano de "Jailhouse Rock" de Elvis Presley e "Itsi, bitsi, tiny winy yellow polka dot bikini" de Brian Hyland. Apoyado por el sello Orfeo —subsidiario de CBS— surgió Johnny Carel —cuyo nombre real era José Roberto Gentile— con temas propios de country rock en español como "Sácala a Bailar" o su versión en castellano de "Let's think about living" de Bob Luman, cuyos éxitos hicieron que sean editados en otros países como Perú, Venezuela, Ecuador, Colombia, México y España. 
En ese momento apareció otro futuro miembro de la nueva ola y de El Club del Clan: Norberto Fago, que se desempeñaba como cantante en la orquesta de jazz Los Platos Voladores la cual luego fue germen de la banda de rock The Rocklands. Con esta banda logró su primer éxito con la versión en español de Runaway de Del Shannon, titulada Fugitiva. Este tema llamó la atención de Ricardo Mejía, de la discográfica RCA Víctor (el mismo que impulso a Johnny Tedesco), quien lo contrató y le asignó el nombre artístico de Nicky Jones, decisión de la que este se enteró al escuchar su propio disco en una disquería. Por la misma época surgió Johnny Allon dentro de su grupo Los Tammys, quienes grabaron en castellano temas propios como "Las Viejas Molestan" y varias versiones de grupos de surf y beat de los años 60. En la provincia de Tucumán apareció Nery Nelson quien grabó rocanroles en castellano de autores locales y no versiones de canciones de Elvis Presley como se suele decir; Nery era promocionado por el sello Discofonia, llegó a editar sin repercusión alguna, y luego en RCA adoptó el apodo por Palito Ortega. El mismo sello editó a otro joven llamado Martín Meyer que contaba con el apoyo musical del compositor Aldo Legui. Editó un LP cantado en castellano El millonario del disco.
También influidos por el éxito de Los Teen Tops, traduciendo hits del inglés al español, surgen Los Jets, primeros en grabar versiones en castellano de The Beatles (por entonces aún muy poco conocidos en el país): "Ámame" (Love me do) y "Quiero tener tu mano" (I want to hold your hand) para luego lograr un notable hit con el tema "La Pecosita", cover del grupo mexicano Los Silver Rockets. A principios de los años 60 varios músicos estadounidenses del mainstream de la época como Johny Ray, The Platters, Paul Anka (que en su presentación en el teatro Opera cantó teniendo a una orquesta local dirigida por el baterista Enrique Corriale como acompañante), Dion DiMucci, Brenda Lee, Neil Sedaka y Chubby Checker visitaron el país. Este último tenía un enorme éxito con las canciones "Limbo Rock" y "The Twist". Se trataba de dos canciones cuyas letras hablaban específicamente de estilos de baile y pasos de moda entre la juventud, generando una moda que la publicidad presentaba como una nueva cultura juvenil, un fenómeno social al que llamaron twist y que intentaba desactivar el contenido rebelde del rock'n'roll, canalizando la energía juvenil sólo hacia  el baile frenético. El twist sirvió de inspiración también para Los Jets, cuyo miembro Jorge Jackie Álvarez, formaría Jackie y los Ciclones para encarar un estilo más bailable y divertido que le dio un gran éxito, con canciones propias como Daniela y Lección de Twist, pero especialmente con sus covers del mencionado Limbo Rock y del Speedy Gonzalez de Pat Boone. Este último se editó bajo el nombre de "Corre Gonhsales", y sería el éxito más persistente de la banda, al punto de ser versionado, en el futuro, por intérpretes argentinos de distintos estilos, como Ian Simmons o The Sacados.
Durante un tiempo, Jackie y los Ciclones fue una de las bandas más populares en la escena del rock'n'roll argentino, con constantes actuaciones en programas televisivos como "Ritmo y Juventud" y "Escala Musical". Se disolvieron en 1965, cuando Jackie se lanzó como solista con el sello Music Hall; allí grabaría algunos éxitos como "Amor de ocasión" y "No tengo dinero" y algunos temas en ingles como "Saltando el palo de escoba", "Jambalaya" y "Tan profundo". El resto de los integrantes de Los Ciclones continuaron como grupo de rock'n'roll instrumental influido por el sonido surf rock, con el nombre de Les Eiffel y su guitarrista, Beto, con algunos integrantes del grupo Las Sombras Rojas formaron Beto y Los Huracanes. Aunque ninguno de estos proyectos lograron el éxito comercial, dos de los integrantes de Beto y los Huracanes tendrían éxito como solistas: el cantante -que en ese momento usaba el seudónimo Giuliano-, llegaría a ser uno de los cantantes melódicos más famosos de la Argentina rebautizado como Cacho Castaña. El mismo Beto (Alberto Kreimerman), se convertiría en el primer "guitar hero" argentino cuando el sello Disc Jockey lanzó su carrera solista, bajo el seudónimo Bingo Reyna para explorar su extraordinaria habilidad como guitarrista. Fue el primero en desarrollar en la Argentina el estilo twang, potenciando el sonido vibrante y agudo característico de la Fender Telecaster.  Al igual que Les Eiffel, grabaría discos instrumentales claramente inspirados en el sonido del surf rock californiano. Ya en 1967, en su tercer disco, Bingo Reyna y su guitarra de fuego, incluiría la primera versión que se hizo en Argentina de un éxito surf: Jinetes en el Cielo, imponente versión del Riders in the Sky de The Shadows. En su segundo longplay, Ritmo Bingo (1966), había vuelto a grabar un éxito contemporáneo de los Beatles: Submarino Amarillo, y desde entonces y hasta fines de la década del sesenta desarrolló una carrera basándose en versiones instrumentales de los éxitos del momento en todos los géneros, habiéndose dicho de él que le ponía "ese aire de rock a cuanto tema cayó en su interpretación".
Muchos artistas de esa época señalan que las bandas mexicanas influenciaron a grupos del rock argentino como Los Gatos y Los Dukes entre otros, así como a casi todos los grupos similares de los demás países de habla hispana. Litto Nebbia contó en su libro Música progresiva argentina que se unió a una banda en 1961 en Rosario y que en ese momento existían muchos grupos influenciados por el rock mexicano. Las bandas estadounidenses eran la fuente de la música y las mexicanas las que tomaban ese sonido y lo exportaban a los demás países del ámbito hispanohablante.

### Nueva ola y El Club del Clan
LS10 Radio Libertad, presentó a principios de los años 60 un programa de radio que daría lugar a la nueva ola, un estilo de pop mezclado con twist, beat y rock que tuvo gran popularidad en Latinoamérica y Europa. El término provino del nouvelle vague del cine francés. En los estudios de la emisora transmitían varios artistas, que si bien no eran bien remuneradas, el medio les permitió hacerse conocer y llegar a tener cierta popularidad al presentarse en los clubes de barrio los fines de semana. Se sumaron al programa Johny Tedesco, Lalo Fransen, Los Pick Ups, Ricky Montana, Joe Twist, Gasparino —luego Indio Gasparino y más tarde Facundo Cabral—, Danny Palma (que grabó en Odeón una versión en español de "Muñeca rota", éxito de Johnny Halliday), Raúl Lavié (cantando en castellano éxitos de Paul Anka), Jolly Land, Los Jets y el dúo Los Novarro (de donde surgiría años después el solista Chico Novarro), entre otros. El actor y comediante Dino Ramos, al ver su éxito y el potencial de un público juvenil, convenció a los dirigentes de Canal 11 de hacer un programa que se dirigiera a ese público, así se gestó Ritmo y juventud, que más tarde sería conocido como La cantina de la guardia nueva, que se transmitía los domingos de 19:30 a 20:30 hs.
Como una continuación natural de ese éxito, el sello RCA Víctor y el Canal 13 de Buenos Aires, firmaron un contrato para poner en el aire un programa televisivo semanal, de corte musical-juvenil, denominado El Club del Clan.
El Club del Clan salió al aire por primera vez el sábado 10 de noviembre de 1962 a las 20:30 h, bajo la dirección de María Inés Andrés.
Formaron parte del programa diversos artistas que venían de bandas de rock and roll y que adoptaron seudónimos, vestuarios y personalidades propias: Johnny Tedesco, Nicky Jones, Lalo Fransen, Raúl Lavié, Chico Novarro, Rocky Pontoni, Galo Cárdenas, Perico Gómez, Horacio Molina, Raúl Cobián bajo el seudónimo de Tanguito (sin relación con quien más tarde también se lo conoció como Tanguito, cuyo nombre real era José Alberto Iglesias), Pino Valenti y Palito Ortega, y entre las mujeres Jolly Land, Violeta Rivas y Cachita Galán. Apoyados gracias a este programa televisivo, tuvo gran repercusión el grupo Los Red Caps, probablemente la primera dream band o supergrupo en la música argentina moderna, formada por Johnny Tedesco, Lalo Fransen, Nicky Jones y Palito Ortega y que era, de toda la propuesta de El Club del Clan, la que más buscaba acercarse a géneros comoel rock'n'roll clásico, el rockabilly, el twist o el surf rock. El nombre de la banda era un homenaje a los Blue Caps que acompañaban a Gene Vincent y se identificaban con unas gorras rojas tipo botones de hotel. Se publicó un LP y aparecieron en los compilados "Explosivos" y en los discos del Club del Clan, con éxitos como "My Bonnie" (canción tradicional escocesa que había sido grabada por los Beatles en su primera grabación comercial junto a Tony Sheridan), "El Surf de los Red Caps", "Sobre las Olas", "Ruby Baby", "Lección de Twist" (original de Jackie y los Ciclones), "En el Tren", "Para Cuando Joven", "El Twist del Recluta", "Surf City" y "No me Niegues tu Amor". Un segundo LP, grabado enteramente en inglés y ya sin Palito Ortega, no llegó a editarse.
Una de las claves del éxito de El Club del Clan fue su estrategia de venta, sus LP recopilatorios, que en verdad costaban $626, eran vendidos a $160 y así todos los hogares conocían a los artistas.
Por problemas de negocios, el programa terminó y su sucesor donde fueron los artistas fue Sábados continuados en Canal 9. Aparecieron también competidores que no llegaron a los mismos niveles de popularidad que el Club del Clan, programas como Aquí... la juventud, conducido por Julio Vivar en Canal 13 (programa en el que había hecho su debut televisivo, en 1962, Sandro junto a Los de Fuego), o el ya mencionado Ritmo y Juventud que era apoyado por la discográfica Disc-Jockey y donde estaban Chicote López, Chiquita Saldi, Haydée Warren, Eduardo, Ricardo Roda, Chico Miranda, Tony Vilar, Ricky y Los Solitarios, Los Wonderfulls, Los Five Rockers, Los Flamantes, The Lonely Boys, Los Jaque Mate, Sósimo y los Demonios, Tony Maara, Juan Ramón (uno de los que sobresalieron, apareciendo en películas como El galleguito de la cara sucia). Por su parte, CBS promocionaba a una nueva estrella para competir con Palito Ortega en el rol de chico común, se trataba de Leopoldo Dante Tévez, natural de Atamisqui, un pueblo de Santiago del Estero, se lo conoció con el seudónimo de Leo Dan. CBS también lanzó otros cantantes de perfil más humilde como Larry Moreno y Yaco Monti.
Con el paso del tiempo se produjo un repudio generalizo contra el Club del Clan y todo lo que representaba, nació el término de "música complaciente" para calificar la propuesta "popera" (es decir, relativa al género pop) carente de todo compromiso ideológico. Daniel Colao y Rafael Abud en declaraciones a la revista Rock Superstar en 1978, hacían un análisis atribuyendo el ánimo despreocupado de la nueva ola y El Club del Clan a que en ese tiempo se suponía que existía un buen pasar económico de Argentina. Ediciones mal intencionadas de este artículo han reproducido citas totalmente descontextualizadas para probar una supuesta complicidad entre "sistema" y el show televisivo. Pero los autores solo buscaban probar que las letras del Clan hablaban de temas cotidianos, como el servicio militar pero también el hogar.

Si bien El Club del Clan y aledaños fueron la máxima representación del pop, justamente este hecho hizo que lo popular fuera calificado de mersa. Con el tiempo, comenzaron a dividirse los gustos entre lo nacional y lo extranjero. La beatlemania estaba llegando y los jóvenes que no se sentían Identificados por el tipo de temática despreocupada comenzaron a calificar esta música como "complaciente". Sin embargo, no por nada tuvo la popularidad que tuvo. Era un época de bonanza económica y los jóvenes no se preocupaban más que por salir y bailar. No es que los temas no fueran los que eternamente preocupaban a la juventud sino que los matices eran diferentes como lo son en diferentes épocas.

La desilusión amorosa: "Y ese amor que hasta ayer nos quemaba, hoy el hastío ya le dio sabor a nada" ("Sabor a nada" - Palito Ortega).
El hogar: "Mirando en el mapa veo montañas y ríos y mil caminos que pasan, pero mi pueblo y mi casa ¡ay caramba! no figuran en el mapa". ("El mapa" - Palito Ortega).
La escuela: 'De qué me sirve el latín, no sé, no sé; quisiera saber qué puedo decir mejor en latín que en mi lengua natal, si a mí me gusta más el twist que el latín'. "De qué me sirve el latín" - Violeta Rivas.
La familia: "Qué suerte que tengo una madre tan buena, que siempre vigila mi ropa y mi cena: qué suerte mi padre callado y sereno, qué suerte el amor, qué suerte la escuela, qué suerte escuchar la voz de la abuela". ("Qué suerte" - Violeta Rivas).
El servicio militar: "Aprovecha a bailar que te van a pelar. Ya cumpliste los 20, ni cuenta te has dado, muchacho ten presente que ya eres soldado". ("Twist del recluta" - Palito Ortega y los Red Caps).
Citados por Daniel Colao y Rafael Abud.

En décadas posteriores, llegó a acusarse al Club del Clan por "complaciente" hacía la dictadura del general Juan Carlos Onganía, llegando a ser acusado de querer imponer un estilo de vida "sumiso" a la juventud. Esta acusación es descabellada toda vez que el dictador Onganía comenzó a gobernar desde junio de 1966, fecha en la cual el Club del Clan ya no existía. La música juvenil de la época solía criticar al colegio o al menos referirse a él de forma humorística, sin que eso haya suscitado acusaciones que vean intenciones encubiertas. Es el caso de School Days de Chuck Berry, Sacre Charlemagne de France Gall, Pitagora de Adriano Celentano, Laisse tomber les filles de la ya mencionada Gall, o "Matemáticas" de Los Teen Agers y "Banco de Colegio" de Los Tammys. Los dos últimos temas son otras canciones de rock en español compuestas por bandas argentinas previas a 1967.

### Sandro: el Elvis de Valentín Alsina

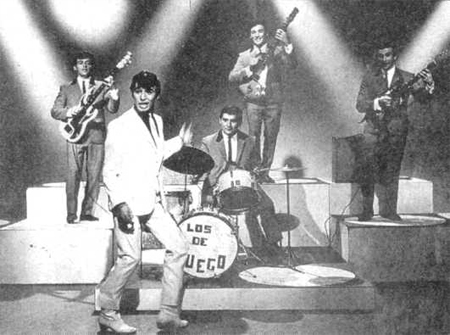
Sandro, considerado uno de los primeros roqueros del país, influyó decisivamente en el nacimiento del rock argentino. Rechazado durante años por el mundo del rock nacional debido a su estilo «popular», ha sido revalorizado a partir de los años 90 incorporando sus temas al repertorio de varias bandas.

En 1960, simultáneamente con el inicio del fenómeno comercial de la Nueva Ola y el Club del Clan, un grupo de jóvenes de los suburbios industriales del sur de la ciudad de Buenos Aires, creaban una banda de rock and roll llamada Los Caniches de Oklahoma. Entre sus integrantes, como guitarrista, se encontraba Roberto Sánchez, quien se hacía llamar Sandro. Sandro era el guitarrista líder y también era vocalista. El grupo se completaba con Héctor Centurión (bajo), Armando “Cacho” Quiroga (batería), Miguel “Lito” Vázquez (guitarra rítmica) y Carlos Ojeda (piano y percusión); luego formarían parte de él Enrique Irigoytía (guitarra rítmica) y Juan José Sandri (guitarra). Un año después cambiaban el nombre por Los de Fuego.
Los de Fuego fue para algunos historiadores la primera banda argentina que reunía todas las características clásicas del rock and roll, aunque esto lleva a despreciar a las innumerables bandas de rock contemporáneas a ellos o anteriores. Sin bien la mayoría de sus temas eran covers en español de los hits roqueros en Estados Unidos y Gran Bretaña (al estilo de las bandas mexicanas de entonces), también incluyeron temas de rock propios, lo cual era común en los grupos de la época tal como se ha visto antes en el artículo. El primero fue "Comiendo rosquitas calientes en el Puente Alsina", de Sandro, que grabaron en un demo en 1960 (candidato a primer rock argentino) y luego le siguieron otros como "Peggy Peggy", "No Puedo Esperarte Más Nena", "Pintados Por Dios", "El trovador", "Confíate a Mí", "Solo y sin ti", "Muchacho de la Cara Triste", "Johnny", "Compañero de Tu Amor", "Sigue Llamando Nena", "Como Caja de Música", "Quiero Que Me Digas", "Queda poco tiempo", "Con Los Ojos del Recuerdo", y "Ave de Paso", compuestos por Sandro. Varios de estos temas no fueron grabados con Los de Fuego, sino con el Black Combo.
Los de Fuego —y Sandro en particular—, habían seguido una trayectoria artística completamente diferente de la del Club del Clan, tocando en bares y bailes suburbanos, por poco dinero y hasta el amanecer, ganando un espacio popular para el rock and roll. Aunque esta afirmación debe ser relativizada, ya que también tocaban en programas televisivos como Sábados Continuados, o aparecían en fotonovelas y otros recursos típicos de la promoción musical de la época. Sus grabaciones fueron escasas, realizando gran cantidad de actuaciones en vivo, con temas de Johnny Burnette como "El tren sigue andando" o "Gastate el Sueldo en Rock And Roll" (versión en español de Rip It Up de Little Richard, a veces citada erróneamente como Ha Vuelto el Rock And Roll). Estas canciones son mencionadas en el booklet reediciones de Sony de 1998, pero no han sido encontradas nunca. La versión de Rip It Up sí fue grabado en parte en el filme Convención de Vagabundos.
El propio Sandro reflexionaba años después sobre su inicio en la música:

Yo me nutrí con el rock. Gracias al rock dejé las calles, las navajas y las cadenas, y agarré una guitarra. Dejé la campera de cuero y las pandillas. El rock me salvó. Me salvó de que fuera quizás un delincuente.

En 1963 de la mano del representante artístico Mario Naón, Sandro y Los de Fuego realizaron una prueba de grabación en los estudios de Columbia con "Hay mucha agitación", cover de "Whole Lotta Shakin' Goin' On" de Jerry Lee Lewis y que en la versión castellana en la voz de Sandro le valió el contrato con la grabadora. Aunque la grabadora solo se interesó en Sandro sin el conjunto y sería acompañado musicalmente por José Carli como Milo y su conjunto. Su primer sencillo eran covers de clásicos internacionales. De Paul Anka grabó "A esto le llamas amor", en versión castellana de Ben Molar; y de Elvis Presley hizo "Devil in Disguise", en versión castellana de Félix Villa. Su primer doble Presentando a Sandro, con temas en castellano como "Polka Rock" de Alejandro Chamica, y su primera balada "Dulce", también de Alejandro Chamica. Este era el pseudónimo empleado por los músicos argentinos Abraham Loiterstein y Micaela Cabrera
En 1964 Sandro y Los de Fuego grabaron su primer álbum, que lleva como título el nombre del grupo, incluyendo covers de The Beatles como "Anochecer de un día agitado", "My Bonnie" y "El dinero no puede comprarme amor", con letras en español traducidas por Ben Molar, convirtiéndose en uno de los grupos de mayor éxito comercial del momento. Este álbum ha sido considerado histórico, un eslabón de importancia en la evolución del rock en la Argentina, que también contenía tres temas propios en castellano (Peggy Peggy, el beat No Puedo Esperarte Más Nena y Pintados Por DIos).
Sandro desarrolló un estilo de canto "convulsivo" y movimientos de significación sexual, evidentemente derivados de Elvis, pero que adquirieron características completamente personales y que fue principalmente dirigido como un acto constante de seducción hacia las mujeres. Este estilo sexual irreverente tuvo un efecto arrasador sobre las jóvenes argentinas en particular e iberoamericanas en general (donde curiosamente más incidencia tenía la prédica sexualmente restrictiva de la Iglesia católica), sobre todo aquellas pertenecientes a los sectores más populares. Las fanáticas de Sandro ("sus nenas") llegaron a ser tan importantes como él mismo, devolviendo en sus presentaciones un clima de desenfreno y sexualidad, entre las que se volvió un clásico entregarle sus bombachas (bragas). Para la época, el mensaje de Sandro resultaba un revulsivo radical contra las normas morales establecidas sobre la virginidad de las mujeres y las relaciones prematrimoniales, férreamente establecidas en toda Iberoamérica.

Cuando hago los movimientos sensuales en el escenario siento que abajo, en la platea, deben de haber 450.000 ratones corriendo carreras. ¿Qué miran esas chicas? ¿Qué necesidades tienen? ¿Qué vacíos? Me intrigan. (Sandro, 2006)

Desde fines de la década del 60 Sandro viró su estilo musical para ser uno de los principales desarrolladores de la balada romántica latinoamericana (aunque manteniendo muchas características del rock en su temática de desenfreno sexual y en ciertos arreglos musicales) que lo llevaría a una fama sin precedentes en todo el continente

### Invasión británica y visitas de otros países sudamericanos

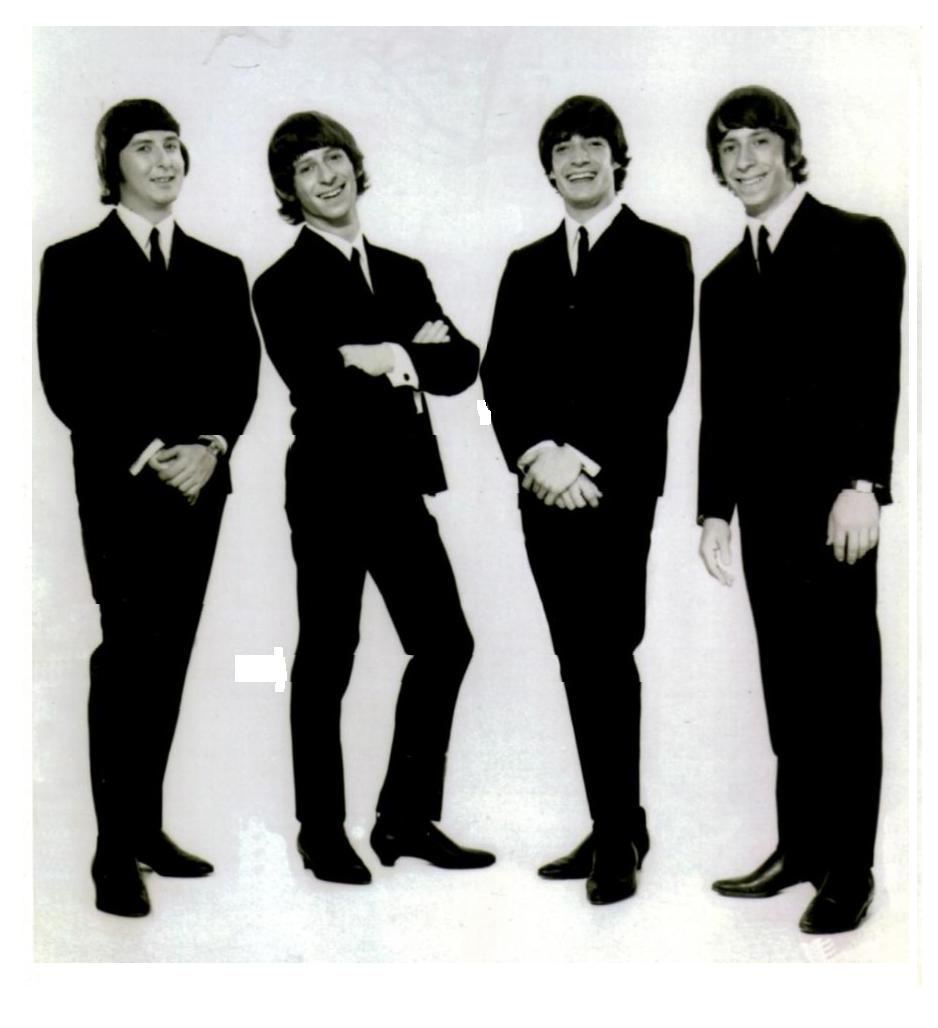
La banda beat Los Shakers fue una de las más destacadas de las «invasiones uruguayas».

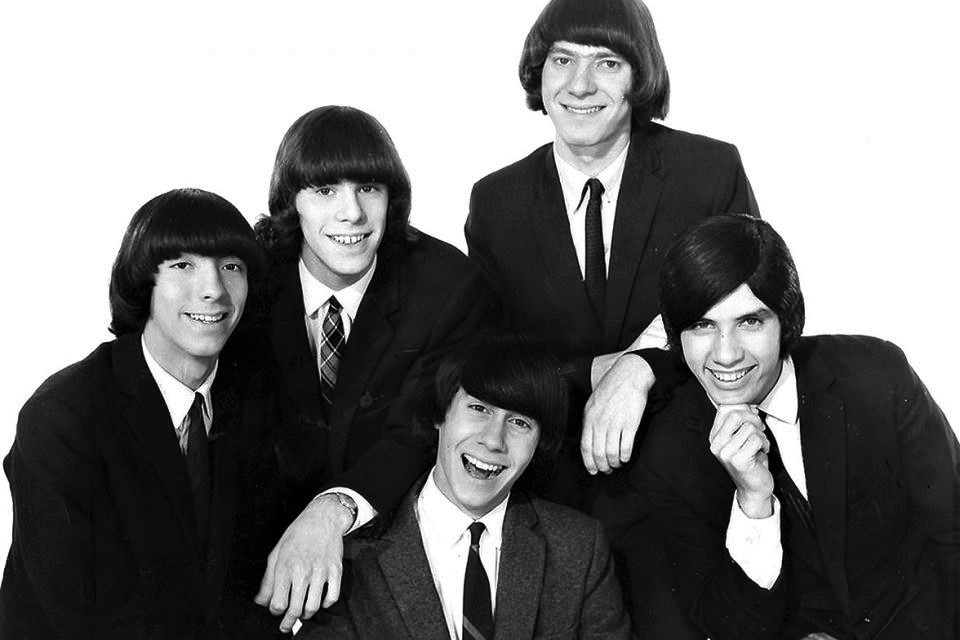
El grupo uruguayo Los Mockers en 1965. Este grupo formarían parte del movimiento de las «invasiones uruguayas».

Anteriormente Los TNT oriundos de Uruguay gracias a su estilo de rock and roll adolescente y enérgico, habían cosechado el suficiente éxito a fines de los años 50 y principios de los 60 a tal punto de llegar a probar suerte en Europa. Su éxito les permitió expandir su carrera en España, por lo que se fueron de la escena local. Pero aquella experiencia había mostrado que las bandas uruguayas podían llegar a copar Argentina. Como los mexicanos, que copiaban a los primeros artistas norteamericanos, los uruguayos lo hacían con los británicos.
En 1964 al igual que en el resto del mundo el fenómeno The Beatles tuvo una fuerte repercusión en la Argentina. El rock internacional empalmó con una generación (nacida aproximadamente entre 1945 y 1960), politizada y movilizada a través de organizaciones estudiantiles y sindicales, que comenzaba a enfrentarse en la calle a las dictaduras militares (sobre todo a partir de 1966), con una activa participación de los jóvenes, tanto varones como mujeres, de la extensa clase media del país.Esa generación simbolizó su identidad con el rock y la revolución sexual, que opusieron como ruptura radical al tango y a la doble moral machista de sus padres.
The Beatles comenzaban a remontar gran popularidad en el país, además de su música, su estética y sus desafiantes peinados tildados frecuentemente de "melenudos. La discográfica EMI-Odeón en su LP compilado El monstruo despierta los llamaba Los Grillos. Cuando en 1964 Canal 9 anunció la venida del grupo a la Argentina, una multitud juvenil fue a recibirlos al aeropuerto de Ezeiza y la transmisión televisiva llegó a 63 puntos de ráting, para encontrarse con la sorpresa de que no eran The Beatles, sino The Beetles (también llamados The American Beetles), una banda americana creada para explotar el éxito de los de Liverpool. Pese a ello el grupo estadounidense desencadenó una euforia masiva equivalente a la que podrían haber desencadenado John, Paul, George y Ringo, tocaron en varios teatros y realizaron un recital en el microestadio de Huracán. The Beatles en Argentina al igual que en varias partes del mundo fueron una sensación popular muy grande, y se terminaron de imponer, abriendo la puerta a la llegada de discos de otras bandas británicas como The Rolling Stones y Dave Clark Five, y a la moda de los flequillos, las camisas rosadas, las botitas y los pantalones ajustados. Estas bandas fueron tan influyentes como la ola de rock & roll clásico estadounidense, tanto para el gusto juvenil inicial por el rock & roll internacional como para el surgimiento del merseybeat argentino en español.

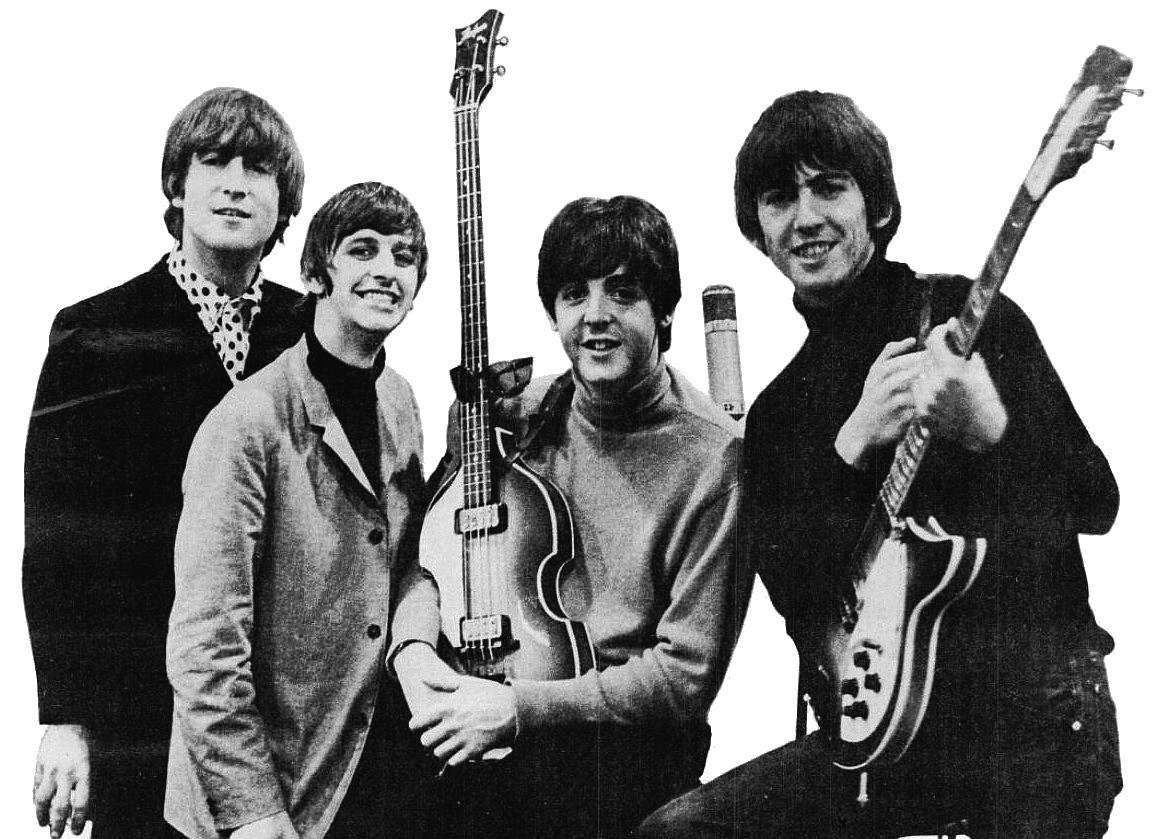
The Beatles

Pero fueron las notables «invasiones uruguayas» entre 1964 a 1965 las que contribuyeron decisivamente en Argentina para que se comenzara a tocar música beat en el país, con sus imitaciones inspiradas en el nuevo rock británico. Tres bandas, Los Shakers, Los Mockers y Kano y Los Buldogs tomaron el estilo de The Beatles y The Rolling Stones, respectivamente, cantando en inglés y así pasaron a Buenos Aires cuyo mercado era infinitamente superior al de su país.
A mediados de los años sesenta y durante pleno auge de la invasión británica, las bandas beat uruguayas alcanzaron cierta popularidad en Sudamérica. De entre todos los grupos uruguayos, Los Shakers se destacaron en particular. Si bien eran un grupo beat inspirado abiertamente en The Beatles su sonido se destacó con un estilo propio, una notable calidad musical en sus interpretaciones y originalidad en muchas de sus composiciones.Los Shakers comenzaron a presentarse en vivo en muchos programas de televisión de Uruguay, Argentina y otros países sudamericanos. Finalmente se asentaron en Buenos Aires, donde vivían en hoteles realizando una cantidad importante de conciertos cada semana para darse a conocer hasta lanzar su primer sencillo, «Rompan todo» («Break It All») en 1965 que sería un gran éxito. A diferencia de muchos grupos similares de la época, Los Shakers contaban con material completamente propio, cantado en inglés y ocasionalmente en español.

### Músicabeaten inglés y español pre-«La balsa»

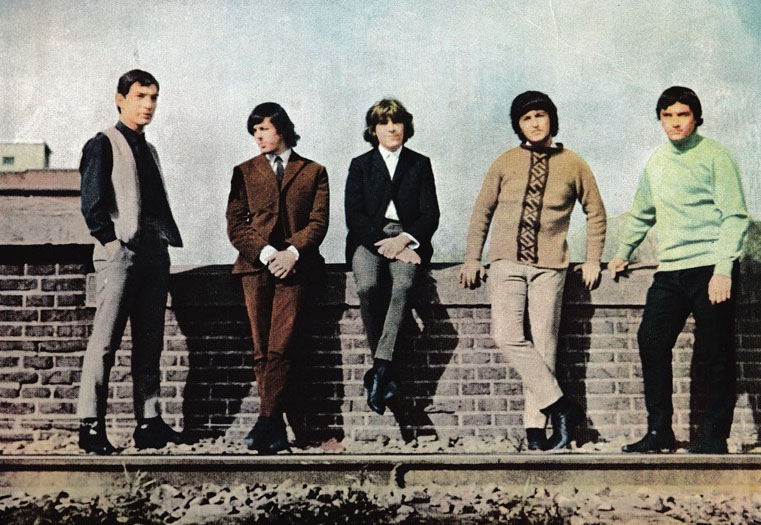
La banda rosarina Los Gatos Salvajes —precursora de Los Gatos— en 1965

En la segunda mitad de los 60, apareció la llamada música beat en Argentina enrolando tanto a grupos que cantaban en inglés como los que preferían el español. La gran mayoría de los jóvenes músicos que con el tiempo fueron considerados pioneros del rock nacional provenían de esta movida, que pese a lo afirmado por la historiografía tenía raíces en el viejo rock and roll. Luis Alberto Spinetta dio sus primeros pasos con su grupo The Hammers, un conjunto similar a Los Teen Tops y vestidos como el protagonista de la serie de televisión Mike Hammer. Del mismo modo, en 1963 en Rosario se habían formado los Wild Cats, una banda con influencias a Elvis Presley, pero en 1964 su cantante tuvo que abandonar el grupo para hacer el servicio militar obligatorio, por lo que en su reemplazo trajeron a Litto Nebbia, de apenas quince años de edad. Pese a su temprana edad Nebbia era compositor y con su incorporación pasó a llamarse Los Gatos Salvajes.
Hacia 1965 el beat experimentó un rápido desarrollo en Argentina con la aparición de numerosas agrupaciones tales como: The Seasons con Carlos Mellino y Alejandro Medina, Los Vip's grupo de Charly Leroy, Los In, banda de Francis Smith y Amadeo Álvarez que interpretaba algunos temas propios, Sam & Dan (dúo de la RCA que entraría con el nuevo sello "VIK La Nueva Generación"), Los Bestias (antecedente de Los Blue Men), Los Bishops y su continuación Los Jerks (célebres por interpretar un cover de You Really Got Me, de The Kinks, con una primera formación que incluía a Félix Pando e Hiacho Lezica, futuros miembros de La Joven Guardia, junto al guitarrista Richard Mochulske, que después formaría Alta Tensión con Héctor Starc y Vitico Bereciartúa),The Snakes y su continuación The Knacks (que llegaron a grabar un simple con dos covers de The Beatles: "Submarino Amarillo/Madera Noruega"), Los Interrogantes, Telmo y Los Stones (más apegado al sonido clásico de los cincuenta con un imitador de Elvis como cantante), Los Comanches, el Cuarteto Sir John, Billy Bond (seudónimo del italiano Luciano Canterini, quien se presentaba acompañado por el Lew Cuarteto -del guitarrista Roberto Lew- o por el Gamba Trío -del guitarrista Juan “Gamba” Gentillini-), los Larkins (cuyo integrante más conocido actualmente sería Luis Alberto Spinetta) y muchos otros que solían presentarse en el programa La Escala Musical, competencia del Club del Clan. Sam y Dan y Billy Bond cantaban en español, aunque a veces también recurrían al inglés. El resto de los grupos también poseía composiciones propias aunque cantaran en inglés.
Los Gatos Salvajes también fueron parte de esa generación, alcanzando repercusión gracias a la promoción de su compañía discográfica Music Hall, que les dio apoyo logístico y económico y les consiguió presentaciones en programas y multitud de fiestas. En 1965 grabaron su álbum debut con influencias de bandas modernas de los años 60 como The Rolling Stones y The Kinks, y que incluía el éxito "Bajo la rambla", una versión de "Under the boardwalk" de The Drifters que también fue un éxito en la música mainstream argentina de la época. Su disco debut poseía nueve temas propios en español, un instrumental propio y dos covers de los cuales uno solo estaba cantado en inglés. En 1966, el sello Music Hall editó el EP Gatos vs. Mosquitas, conteniendo dos canciones propias de Los Gatos Salvajes (“¿Quién vendrá por mí?” y “Ruta a go-go”); y dos covers interpretados por un grupo enteramente femenino: Las Mosquitas: “Simplemente no” (de los españoles Dúo Dinámico) y “Ayer” (versión en castellano del Yesterday de los Beatles).

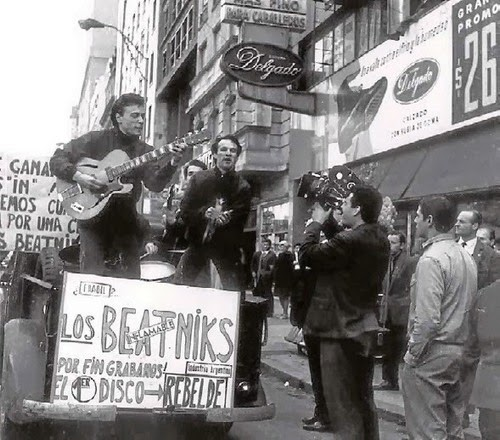
12 de junio de 1966: Los Beatniks promocionan el lanzamiento de su sencillo "Rebelde" en las calles de Buenos Aires.

Pero sería en la escena underground de Buenos Aires donde las piezas fundamentales del rock argentino de fines de los 60 comenzaron a emerger. Un reducido grupo de roqueros comenzó a encontrarse en espacios como "La Cueva", un local musical nocturno ubicado en Pueyrredón 1723, que fue un club de jazz hasta 1964, cuando Billy Bond convenció a su dueño de empezar a dar recitales de rock. Bond se convirtió en administrador de "La Cueva" y lo convirtió en el centro de la movida roquera hasta que fue clausurado por el comisario Luis Margaride como parte de la campaña de «moralidad» que dirigía durante la dictadura de Onganía. Estaba cercano a Plaza Francia, el auditorio del Instituto Di Tella (Florida al 900) y bares que no cerraban durante la madrugada como la legendaria pizzería "La Perla" de plaza Once, donde terminaban la noche los autodenominados "náufragos" de "La Cueva". Pipo Lernoud recordó el ambiente de ese lugar por esos años: "En ese lugar [por La Perla] se armaba una cosa muy caliente. Todo el mundo traía su cuadernito, su libretita, sus papelitos donde tenía anotado algo: una canción o una frase que había leído. No era que nos sentábamos y nos quedábamos callados. Era todo el tiempo divague, conversar y mostrar lo que teníamos escrito".
Es en ese pequeño núcleo geográfico que comenzó a gestarse una movida de jóvenes hippies y roqueros, como Moris, Pajarito Zaguri, Javier Martínez, los uruguayos Hugo Fattoruso y su hermano Osvaldo, Claudio Gabis, Pappo Napolitano, Carlos Mellino, Alejandro Medina, Daniel Irigoyen (Los Mentales) y los bonaerenses Miguel Abuelo y Tanguito, así como los poetas Pipo Lernoud y Miguel Grinberg, quienes se juntaban no sólo a hacer música sino también a intercambiar ideas. Estos estaban también fuertemente influenciados por la música de autores y bandas como The Beatles, The Rolling Stones, Bob Dylan, Joan Báez, Jimi Hendrix, Crosby, Stills, Nash & Young y Frank Zappa. Junto al sonido beat embrionario, que de a poco se iba tornando más complejo, comenzaban a desarrollar una filosofía y una actitud de vida que iba más allá de la música, y que en su argot se traducía como "naufragar":

El corazón, el espíritu de la movida no era intelectual, era musical, divagante... El naufragio creativo...
Lo que pasa es que había una diferencia entre nosotros y las generaciones anteriores, los intelectuales, los artistas plásticos, los poetas y periodistas beatniks argentinos: Nosotros no queríamos juntarnos un par de horas a conversar en un café, queríamos vivir las veinticuatro horas. La vida libre era la obra de arte. Vivir la vida sin ataduras y descubriendo la belleza del mundo. ¡Mirá qué propuesta!
Porque... ¿Qué es el naufragio? Es llevar la charla, la creatividad, la amistad y el amor hasta el fondo. No aceptar horarios que corten las ganas de inventar o de estar juntos. Eso era lo que nos proponíamos, que después en muchos casos derivó en un delirio incontrolable. Pero había que probar. (Pedro Pujó)

Esta pequeña movida roquera -que la revista Primera Plana estimaba en no más de 200 personas- tuvo su primer contacto con las vanguardias artísticas del Instituto Di Tella en el mes de julio de 1968 con la exposición Importación-Exportación: Lo más nuevo en Buenos Aires, de Marta Minujin. Según recuerdos de la misma: "Al entrar, cada persona era cubierta por una enigmática luz negra que descubría dibujos fosforescentes en el piso, mientras en el aire se escuchaban temas de Jimi Hendrix, Cream, Grateful Dead, Jefferson Airplane y Country Joe and the Fish. Pasando a otra sala, aparecían luces y figuras creadas por diapositivas y un reflector de aceite de colores. En otra área, con paredes recubiertas en aluminio, estaba la novedosa lámpara estroboscópica. Y atravesando una puerta asomaban el vaho a incienso, música de Ravi Shankar y una explosión de revistas, discos y artesanías". A partir de ese momento y del interés que esto produjo en los jóvenes músicos locales, el incipiente rock nacional tuvo la entrada franqueada en esa institución: "Ese mismo invierno, Roberto Villanueva preparó la obra de teatro Ubú encadenado, de Alfred Jarry, en el Di Tella, con música de Carlos Cutaia. En la Sala Payró, los hermanos Fattoruso y los integrantes de Los Gatos presentaron un show que bautizaron Canciones para argentinos jóvenes. Los sábados a la mañana, Víctor “Vitico” Bereciartúa daba clases de rock, con material que le traían unas amigas azafatas. Y a partir de fin de año sonó en vivo en el Di Tella la música de Manal y Almendra"
Los Beatniks, grupo del cual Moris, Zaguri y Martínez eran miembros grabaron algunos de los primeros temas de beat en español con temática de protesta. Formados en Villa Gesell, una playa de la costa atlántica, grabaron en 1966 el sencillo "Rebelde" con "No finjas más", considerado incorrectamente el primer corte de difusión de rock argentino; pues el rock en castellano existía desde 1956. Este sencillo no tuvo mucha repercusión, y se llegaron a vender solo 200 copias.

## Lanzamiento de «La balsa» y popularización del movimiento (1967-1976)

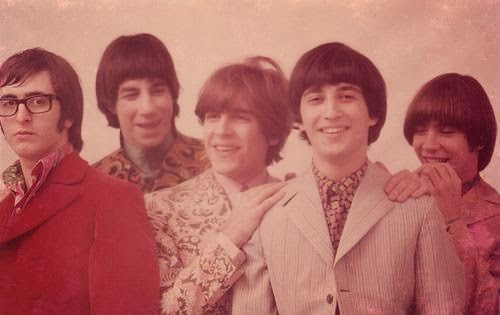
Los Gatos en su primera formación (de izquierda a derecha): Kay Galiffi, Oscar Moro, Litto Nebbia, Ciro Fogliatta y Alfredo Toth. Su primer sencillo «La balsa» estableció la viabilidad comercial del rock en español y lo convirtió en un fenómeno juvenil masivo.

El 3 de julio de 1967 se lanzó el sencillo «La balsa» de la banda Los Gatos, abriendo una nueva era en la historia del rock argentino. «La balsa» había sido iniciada en la madrugada del 2 de mayo de 1967 por Tanguito (José Alberto Iglesias) en el baño de caballeros de la bar La Perla del Once, quien se la pasó a Litto Nebbia para que termine la canción. Nebbia se basó para ello en una secuencia armónica emparentada con el gran hit de la bossa nova “Garota de Ipanema” y con su grabación por Los Gatos se convirtió en un fenómeno que arrasó con toda la escena tal y como se conocía hasta ese entonces. El sencillo obtuvo un éxito descomunal que shockeó a propios y extraños: vendió 250.000 copias.
El éxito de «La balsa» instaló un nuevo modelo de hacer canciones en la escena del rock argentino: cantadas en español en lugar de en inglés, composiciones originales en lugar de covers, con inclusión de elementos argentinos como su jerga, y con temáticas relacionadas con ideologías contraculturales. Para el grupo de jóvenes más influidos por el ambiente intelectual, la bohemia y la contracultura, este nuevo estilo entraba en contradicción contra la escena beat de la que provenían Los Gatos. A partir de ese momento, las ansias de diferenciarse de la misma, llevaron a adoptar posturas inflexibles con el objeto de delimitar los dominios supuestamente antagónicos de la "música complaciente" y la "música progresiva", aunque las diferencias musicales no solían ser tan claras y tajantes como pregonaban los nuevos medios.

### La escena beat
A partir de la creación de esa nueva escena, también empezaron a establecerse diferencias entre la misma música beat: los seguidores de su ala contracultural comenzaron a llamar despectivamente como "música complaciente" al otro ala de la música beat, que tenía canciones sin compromisos ideológicos. El mayor exponente de esta corriente, en esa época, eran Los Náufragos, quienes en 1968 lograron que en el sello CBS les grabara su primer simple, "La Leyenda de Xanadú", que incluía como lado B el primer tema compuesto por Tanguito, el mismo coautor de "La Balsa", llamado "Sutilmente a Susana". Para el segundo simple ("Eloise / Vuelvo a Naufragar"), el grupo incorpora como productor y luego figura clave a Francis Smith, quien más tarde se convertiría en uno de los mayores autores de poprock. No obstante el simple en cuestión está en las antípodas del sonido "complaciente" del que llegaría a acusarlo la primera prensa de rock. Por el contrario, su sonido, conducido por el inimitable sonido del órgano Hammond, resultaba totalmente en sintonía con el pop psicodélico que en ese mismo momento triunfaba en Europa. "Eloise", una canción de casi cinco minutos de duración, superaba las directivas que los sellos imponían para facilitar su radiodifusión y resaltaba por la exquisita vocalización de Quique Villanueva y el sonido orquestal que la rodeaba. El lado B, Vuelvo a Naufragar, presentaba el mismo sonido con un estribillo más pegadizo, pero igualmente el fondo orquestal le daba un toque psicodélico, que resultaría realzado en la versión surf que ese mismo año grabó Bingo Reyna en su último álbum solista: Mi corazón es una guitarra.  
El siguiente éxito de Los Náufragos fue «Otra vez en la Vía«; que sería el título de su primer LP de 1969. Éste incluía seis canciones compuestas por Pajarito Zaguri, otro de los habitués de La Cueva, y pese a las críticas, varias de sus letras -Cómo viene la mano, Hoy un plato volador- trataban los mismos temas que las de Los Gatos y reflejaban por igual la ideología del joven movimiento roquero mientras que en Hippies y todo el circo, lamentaban la rivalidad entre las distintas "tribus" de los jóvenes porteños. El escritor Jorge Dossi, autor de un ensayo sobre cantautores de rock nacional de los años setenta, resalta estas letras: "Los Náufragos –con la integración de Pajarito Zaguri- no se quedan atrás con temas como Tendría que insistir, Brillan las estrellas o Hippies y todo el circo, al generar canciones que bucean en una poética que no descuida la mirada sobre el cotidiano, muy a pesar del bombardeo sistemático de sus éxitos más rutilantes".  A partir de ese momento, y ya consolidado Francis Smith como su compositor principal, perderían ese componente psicodélico para abrazar un pop bailable mucho más comercial, como en sus hits «Zapatos Rotos» y «De Boliche en Boliche». Con esa impronta, Los Náufragos llegaron a producir a principios de los años setenta una saga de éxitos de relevancia inusitada en toda Iberoamérica, hasta tal punto que en el año 1973 la revista Cashbox menciona a Los Náufragos como el grupo que más simples en español había vendido en el mundo en toda la historia
El mismo autor cita el ejemplo de otra banda que, por un tiempo, abarcaba sin contradicciones ambas escenas, la del beat y la del rock, hasta ser defenestrada por la crítica: "Otro caso notable es el de Séptima Brigada, cuyas canciones más renombradas -Paco Camorra o Juan Camelo- desplazan (ocultan) la escucha de otras como Señor Brujo con inocultables influencias del Santana de Black Magic Woman, Sureña y Solitaria, cuya rica instrumentación permite considerarla uno de los primeros ejercicios de rock progresivo en la Argentina o Mis penas sobre la quena, calificada como latinsoul en la que se destacan el guitarrista Jorge Montes, quien años más tarde formaría Montes Mahatma; Juan Rodriguez que se integraría a Sui Generis y Diego Chamorro, participe en una de las varias formaciones de La Joven Guardia".
Otra de las grandes bandas de la era beat que sufrió el mismo destino fue Formación 2000, quienes grababan versiones covers en inglés de los éxitos del rock anglosajón del momento, pero al mismo tiempo componían canciones en castellano en un tono de pop psicodélico de altísima calidad. La instrumentación no sólo era sobresaliente, sino que se adelantaba a su época con detalles nunca vistos en el rock nacional, como el doble bombo implementado ya desde fines de los sesenta por su baterista Juan Espósito. Ya en su primer simple, en 1969, mostraban esa doble cara: en el lado A, Orgullosa Mary (cover del Proud Mary de Creedence Clearwater Revival) acompañada en el lado B por la bellísima Mañana será. Ese mismo año editan el que sería su único longplay, El Mundo al Revés, con un sonido impecable. Incluía dos covers de Creedence, Orgullosa Mary y Al salir la luna (su versión de Bad Moon Rising) y uno del éxito de los Rolling Stones, Susie Q. Pero el resto de las composiciones eran propias. La que le terminó dando nombre al álbum es un ejercicio de country rock con violín como instrumento líder y una clara influencia de Creedence. La letra de la canción, al igual que El Extraño de Pelo Largo de La Joven Guardia, o que Hippies y todo el circo de Los Náufagos representaba una protesta hacia los prejuicios a los que se veían sometidos los jóvenes de pelo largo. También había notables momentos de psicodelia barroca e influencias británicas como El Castillo del Rey Sol.Lamentablemente, y pese a la extraordinaria calidad del material propio, el solo hecho de incluir covers terminaron marginando a Formación 2000 de la categoría de "progresiva" para la prensa del momento. Vilipendiados como "complacientes", terminaron separándose poco después de la edición del disco y quedaron en el olvido. Ya en 1971, dos de sus integrantes -el baterista Juan “Locomotora” Espósito y el tecladista Luis Valenti- se unirían a El Reloj, banda pionera del hard rock progresivo en la Argentina.
No fueron sólo ejemplos aislados. Con el tiempo, toda la actividad pop-rock en Argentina previa a «La balsa», así como la escena beat de principios de los años setenta, pasaron a ser negadas, menospreciadas o tildada de "no ser verdaderamente rock argentino". Esta visión se trasladó incluso a los trabajos académicos y formales, como los libros de la historia del rock argentino que salieron a lo largo de las décadas siguientes: todos comienzan sus cronologías en los años '60. Solo a partir de los años 2010 surgió una nueva camada de historiadores del rock argentino que empezaron a cuestionar a los historiadores clásicos, investigando y publicando acerca de toda la actividad de rock en Argentina pre-«La balsa».

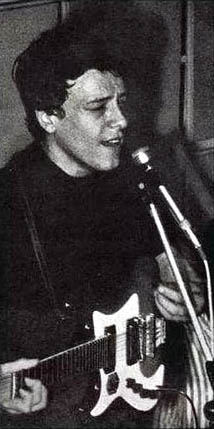
Moris en 1970, interpretando "El Oso" en vivo.

Sin embargo, fue fundamental el éxito que tuvo la música beat en el público joven, ya que dio lugar a que la discográfica CBS, la principal promotora de este género, venciera a su rival RCA que hasta entonces había dominado la industria musical argentina. La Joven Guardia llegó a encarnar, en 1970, el auge de la música beat con su éxito "El extraño de pelo largo", que llevaría a que con ese nombre se hiciera en 1970 una película y con Litto Nebbia actuando en ella, teatralizando la llegada de Los Gatos Salvajes de Rosario a Buenos Aires. En la película, Los Gatos comparten cartel con bandas beat como Trocha Angosta, La Joven Guardia, Conexión n.º 5, Pintura Fresca y también con el dúo Pedro y Pablo, pioneros del folk rock de protesta, que por entonces acababan de editar su primer simple: "Yo vivo en esta ciudad / Los caminos que no sigue nadie". La canción que ocupaba el lado A -y que daría nombre al primer disco del dúo-, retrataba el mismo tema central de la película "El Extraño de pelo largo", esto es, las complicaciones que tenían los jóvenes "modernos" de Buenos Aires para vestirse con la ropa significativa de la moda pop (desde el pelo largo para los varones hasta las minifaldas para las mujeres): “Yo adoro a mi ciudad/ aunque me acuse de loco y de mersa/ Aunque guadañen mi pelo a la fuerza/ en un coiffeur de seccional.”La Joven Guardia, por su parte, continuó el éxito del simple con un long play de igual nombre, que contenía composiciones y arreglos de enorme calidad. Se permitían, como los Beatles en Lucy in the Sky with Diamonds, hacer un guiño al movimiento psicodélico titulando una canción con un acrónimo de LSD ("Locos, santos, diablos"), y hasta cerrar el disco en plan conceptual, narrando la muerte del Extraño que le daba título, "víctima de la crueldad de la sociedad", asesinado por la policía, según la interpretación hecha por el mismo autor. Según Mario Antonelli: "Tiene muchas referencias al Álbum Blanco beatle. "Motores de pastel" es pop psicodélico con orquesta (Rodolfo Alchourrón) de gran nivel. "Después de la tormenta" sea quizás la mejor canción de Pando, con una coda que recuerda a While my guitar gently weeps... Roque se destaca como un guitarrísta ácido... (es un temprano guitar hero poco reconocido). La base rítmica de La Joven Guardia es implacable, otra de las claves del grupo, que a diferencia de sus contemporáneos, en vivo SONABA. "En el pueblo de San Esteban" es una broma a Roque (un joven country boy), cantada por Hiacho -otra humorada con referencia beatle. LSD es "Loco, santo, diablo". "Otoño" es una preciosa balada de Narvaja, muy álbum blanco. La muerte del extraño hasta le da un toque conceptual, muy Sargent Pepper...".
Del mismo modo, el siguiente éxito de La Joven Guardia "La extraña de las botas rosas" también tuvo mucha repercusión cuando fue usada en una publicidad de Coca-Cola filmada en República de los Niños. Entre los dos primeros simples, llegaron a vender más de un millón de copias, obteniendo un doble disco de oro. La seguidilla de esos dos hits convirtió a La Joven Guardia en la banda más popular del momento. Como lo recuerda Bobby Flores: "De “El extraño del pelo largo” a “La extraña de las botas rosas” no hubo más que algunos llamados telefónicos entre empresarios y publicistas. Un riff pegadizo, voces y coros prolijamente producidos, los cuatro tocaban bien: Roque Narvaja voz y guitarras, Hiacho Lezica en batería, Enrique Masllorens era el bajista y Félix Pando gran tecladista, se las arreglaban para tener un sonido bien definido e inimitable. Y la poesía de suburbio acomodado, tan bella y valiosa como la de Manal o Almendra. Hablaban de otras cosas en el mismo idioma".
Después de estos éxitos, La Joven Guardia incluso siguió el camino de algunos de los músicos progresivos, al optar por la radicalización política. El cantante Roque Narvaja y el bajista Enrique Masllorens habían comenzado a militar en agrupaciones de izquierda y sus letras comenzaban a alejarse de la candidez inicial para adoptar un tono de denuncia social, como ‘Fuerza para vivir' y la increíblemente explícita -para la época- ‘Los corderos engañados’. En ésta, además de agregar una guitarra distorsionada y un solo de batería, Narvaja cantaba: “Vino el águila del Norte a atender el bar / con gaseosas y películas sobre Vietnam / somos buenos, dijo el lobo sin pensarlo más /lo engañaba y le enseñaba el signo de la paz. / De vino pronto dormirán / y se hartarán sin reaccionar / el lobo es jefe del lugar / con sus amigos los va a devorar. / Lobos y corderos. / Lobos y corderos. / Lobos y corderos”. Este giro no fue bien tomado por el público, ni tampoco por los otros integrantes de la banda, preocupados por el descenso de las ventas. Todo ello motivó que Masllorens la abandonara para formar Cuero, una banda más progresiva y pesada, junto a Nacho Smilari y Carlos Calabró. Fue reemplazado por Víctor "Vitico" Bereciartua, con quien La Joven Guardia volvió a las fuentes beat, obteniendo un nuevo hit con "La Reina de la canción" (1971).Tras el éxito de este simple, se edita -con igual nombre- el tercer y último álbum de la banda, en el que ya se alejan del sonido beat para incluir muestras del estilo que Roque Narvaja desarrollaría en su posterior etapa como solista. Canciones como "Tu Libertad", "Dicen Que Te Fuiste A La Montaña" o "Mi Pensamiento" se acercan a la canción psicodélica acústica con apertura al folk latinoamericano y letras comprometidas como las que, desde 1972, darían forma a la carrera solista de Roque Narvaja tras su alejamiento de La Joven Guardia.En palabras de Mario Antonelli: "Vamos al sol cierra el disco notablemente, "Vamos al sol, a delirar de alegría"… nada de oxidarse".
Otras bandas de la escena beat eran: Pintura Fresca (quienes alternaban el idioma castellano y el inglés y, en pleno éxito de "El Extraño de Pelo Largo" grabaron un cover en inglés del mismo hit), Industria Nacional (cuyo primer long play, "Hurra para la banda de Industria Nacional" de 1970, traía arreglos del "Chango" Farías Gómez).El Grupo de Gastón (su primer simple, Oasis, cuenta con la guitarra distorsionada de Claudio Gabis),Los Cables Pelados, Los Bárbaros, Los Tíos Queridos, Katunga, Los In (liderados por Francis Smith y especialistas en sentidas versiones de los éxitos anglosajones del momento, como Georgia en mi mente, Submarino Amarillo, Con su Blanca Palidez, Noches de Satén Blanco, Penny Lane, Hey Bulldog o Estas botas están hechas para marchar), Los Walkers, Piel Tierna, Solvente. En el interior se destacaban Alma Pura, Los Rebeldes y Manteca Rancia (de Santa Fe), Los Brujos (de Paraná), Los Bichos (de Córdoba) y Batallón Mermelada (de Rosario). Mantra fue un raro ejemplo de una banda de la provincia de Corrientes, que llegó a tener un éxito masivo en Buenos Aires, grabando para el sello Music Hall éxitos como Saravah, Trinidad Tobago, Me gusta hacer las cosas, Nos amaremos en cualquier lugar, y tocando en los principales boliches de la noche porteña, entre ellos Mau Mau, Bwana y St. George.
Trocha Angosta y Banana fueron otras dos bandas destacadas de esta movida que con el tiempo, a principios de los setenta, evolucionaron hacia las baladas y lo que luego en el mundo se denominó soft rock o rock melódico. Este camino ya había sido iniciado por los uruguayos Los Iracundos, que si bien venían de una época anterior, también eran considerados parte de la movida beat y habían definido las bases del estilo melódico con su clásico de 1968 Puerto Montt.
Kano y Los Bull Dogs, banda formada en Montevideo en 1964 pero radicada en Buenos Aires desde 1967 puede ser considerada el nexo entre la "Invasión Uruguaya" y la movida beat con su sonido de baladas psicodélicas. En 1969 llegan al éxito con la canción Sobre un vidrio mojado, incluida en “Los preferidos a la luna”, que sería el compilado de mayor venta en la historia de la RCA Argentina. Sobre un vidrio mojado fue el tema más irradiado del longplay, alcanzando éxito en toda Hispanoamérica. Inmediatamente, la compañía intentó capitalizar este éxito editándoles su primer disco homónimo. El disco se iniciaba con Vuelvo a casa, una de las mejores adaptaciones del sonido de la psicodelia californiana al Río de la Plata y continuaba con el ya consagrado Sobre un vidrio mojado que abría el paso a otras diez canciones, mayormente baladas, de arreglos preciosistas y grandes climas de ensueño. Sin embargo, tal como le sucedió a otra bandas beat, el primer éxito terminó eclipsando la brillante composición de otras canciones. Letras como Hoy se rieron -todo un manifiesto del modo de vida hippie- fueron ignorados y la prensa terminó tildándolos de "complacientes" por tener un éxito masivo. A diferencia de las bandas porteñas, Kano y los Bulldogs pudo alejarse y continuar su carrera en Montevideo, donde en 1971 editaron, antes de disolverse, un segundo álbum, Carita con carita, en el que las baladas se complementaban con ritmos latinos en estilo más cercano al que en esa época popularizaba Santana (en Báilalo ya) y con pasajes similares al sonido de rock pesado que comenzaba a imponerse en Buenos Aires (La quiero y Se vistió de negro).
Desde los principales medios empezaba a lanzarse esta nueva música beat. Por radio, Modart en la noche con la música de Ricardo Kleiman y conducción de Pedro Aníbal Mansilla, y Música con Thompson y Williams, mientras que por televisión se transmitía Sótano Beat, Alta Tensión y Música en Libertad. Los medios también usaban la música beat para la publicidad, como "Verano naranja" de Donald que era usado en una publicidad de la gaseosa Crush, y "Tiritando" que era usada en una publicidad de cigarrillos donde aparecía una niña de 17 años fumando. En ese momento en la música beat no se hacían distinciones entre bandas que tuvieran temáticas ideológicas y las que no. Mientras Donald, Tormenta, Juan y Juan, Sabú, Heleno, Raúl Padovani, Silvestre, la carrera solista de Quique Villanueva y Cacho Castaña eran catalogados dentro del beat más comercial, Arco Iris y Pedro y Pablo, entre otros, a menudo hacían música con mensaje de protesta, lo que les valía la reputación para ser elogiados como "progresivos" en nuevas revistas como JV, Baño, Pinap, Cronopios, La bella gente y Pelo.
Esta última, fundada en 1970 por Osvaldo Daniel Ripoll se convertiría en la publicación más clásica del rock argentino, llegando a tener verdadera influencia sobre los estilos musicales y las temáticas tratadas, especialmente durante los años 70. Se editó durante 31 años, hasta diciembre de 2001. En sus primeros números, la línea editorial de la revista puso mucho énfasis en diferenciar el movimiento "progresivo" de las bandas beat a las que se catalogaba como "complacientes". Estas descalificaciones eran permanentemente mantenidas en las críticas de discos y recitales, y tenía una sección de correo de lectores donde se publicaban cartas dirigidas a Ripoll y con un tono incluso más airado que el que se permitían los periodistas. Como un ejemplo, en el correo del número 25 (de fines de 1971), se publica una carta en la que se lee: "Realmente algo debe andar muy mal en la Argentina para que gente como Francis Smith sea considerado como ejemplo de nuestra juventud. Y por supuesto no faltan las grandes mentiras, la mayor de ellas es quizás que "nosotros hacemos esta música porque es la que la gente quiere que hagamos", falso, la gente no quiere nada, la gente es inducida a consumir esa música porque los managers de las grabadoras y los productores independientes ponen las suficientes trabas como para que esas canciones "tipo Alegría", como dicen ustedes, sean la única opción".
En el mismo número se publicitaba la nueva edición del B.A. Rock, festival organizado por la misma revista, y se dejaba en claro con rigidez cuál era el comportamiento que se esperaba del público y cuál se consideraría incorrecto: "Otro de sus fines es elevar el nivel de presentación que ambas partes, artistas y público, se merecen y necesitan, todo ello en un ambiente de amor a la música y respecto (sic) por la comunicación a través del arte. Los artistas que participan en los recitales B.A. Rock no son los que necesitan fans chillones, coléricos y falsamente entusiastas esos prototipos idiotizados quedan para la otra música. La intención principal de B.A. Rock es que se haga y se escuche música en PAZ; no queremos -ni vamos a permitir- hacerle el juego a nadie. Y que eso lo seguiremos cumpliendo -como ha quedado demostrado- que no quede ninguna duda". La "otra música" a la que se rendían los "prototipos idiotizados", era, para la línea editorial de la revista, la movida beat en toda su extensión y sin distinguir matices. Incluso cuando Ripoll tuvo la ocasión, durante un viaje a New York, de entrevistar a uno de sus ídolos, Ian Anderson, líder de Jethro Tull, llegó a recriminarle que saltara, bailara e hiciera chistes sobre el escenario, actitud que para Ripoll se contradecía con la que era esperable de un músico auténticamente progresivo. Hasta le manifestó su temor de que tanta "actuación" trermine condicionando la composición. Con manifestaciones de este tipo marcaba un alínea de conducta para músicos y público: los lectores que asistían a un festival sentían la presión de adaptarse a una estricta etiqueta para no caer ellos mismos en el descrédito.
El músico Enrique Masllorens, de La Joven Guardia, llegaría a decir: “Había alguien que regía todos los destinos en ese entonces y que se llamaba Daniel Ripoll, que dirigía la revista Pelo. Y a nosotros rápidamente nos encasillaron como ‘grupo comercial’”. El mismo Ripoll, muchos años después, reconocería: "nos volvimos un poco fundamentalistas".

### Nuevos medios, nuevas bandas y primeros festivales
El éxito de La Balsa no llevó a un interés por parte de las discográficas y los medios de comunicación masiva de difundir el recién nacido estilo de música beat en castellano, llamado también a partir de la década de 1970 "música progresiva" o "rock nacional".Las radios FM aún estaban en su etapa experimental. El 9 de julio de 1967 comenzó a transmitir por FM Radio Nacional Córdoba.En 1968 Radio Mitre comenzó a usar la frecuencia modulada, más que nada por necesidad: les cortaban los cables y eso interrumpía la señal.En 1970 Radio Municipal fue pionera en Argentina en transmitir en FM estereofónica y fue la primera en brindarle espacio al rock nacional. Con la participación de Miguel Grinberg y Ángel Del Guercio, resaltaban los programas El son progresivo, La nueva música urbana, Opus libre, La joven música, Rock en Buenos Aires y Melopea (este último con Litto Nebbia).
La difusión masiva entonces comenzó a ser realizada por medios propios. En 1968 se publicó el primer número de la revista de rock Pinap (dirigida por Daniel Ripoll quien luego fundaría Pelo) y se fundó el primer sello discográfico argentino de rock: Mandioca. Fueron estas dos empresas las que impulsaron el proceso de masificación del beat en español, a través de artículos, reportajes e imágenes de los músicos y las bandas argentinas, en el primer caso, y discos en el segundo. Por otra parte, tanto Pinap como Mandioca comenzaron a organizar recitales cada vez más masivos. 
El primer número de Pinap se editó en abril de 1968. La evolución en la línea editorial de Pinap marca la dirección que luego tomaría Pelo. El primer número de Pinap mostraba a Sandro en la tapa y mezclaba notas sobre The Beatles, Rolling Stones, Miriam Makeba, Los Gatos, Los Náufragos, Jimi Hendrix, Donald, Los Wizards, Johnny Winter, La Joven Guardia, Bárbara y Dick, Palito Ortega y Violeta Rivas. A partir de entonces, cada nuevo número de Pinap parece adentrarse cada vez más en la estética roquera, llegando a su apogeo en 1969, con el número 23, con Jimi Hendrix en la tapa.La revista editó su último número en enero de 1970 y, coincidentemente, en febrero de ese año, Daniel Ripoll empezó a editar Pelo, en donde se llevó al paroxismo la distinción entre música "progresiva" y música "complaciente".
La historia de Mandioca puede remontarse al año 1966 cuando Jorge Álvarez, un editor de libros políticos, históricos y culturales "comprometidos" (como se llamaba en la época a los intelectuales y artistas que tomaban posición política), comenzó a relacionarse con tres jóvenes estudiantes del Colegio Nacional de Buenos Aires, Javier Arroyuelo, Silvio Ramaglia y Pedro Pujó, interesados en los nuevos movimientos juveniles y los mecanismos de difusión. Álvarez y Pujó hicieron juntos un viaje a Nueva York, conocieron la escena contracultural de la ciudad y volvieron con el sueño de promover en Buenos Aires un barrio como el Greenwich Village para que se convirtiera en el centro del nuevo movimiento juvenil. Llegaron a elegir, para su locación, dos manzanas del barrio de San Telmo. De todos esos proyectos, lo único que se concretó  fue la creación de un sello discográfico que difundiera la música que estaban componiendo esos jóvenes. Este proyecto fue surgiendo poco a poco luego de que los jóvenes pusieran en contacto a Álvarez con un grupo que estaba naciendo, el trío Manal, en el que tocaba la guitarra otro compañero del Colegio Nacional de Buenos Aires: Claudio Gabis.
Gabis era un habitué de La Cueva, donde compartía "zapadas" (jams) de blues con el baterista Javier Martínez y por esa época estaban empezando a ensayar como Manal junto a Emilio Kauderer y Rocky Rodríguez. Gabis pertenecía al sector más intelectual e informado de aquella movida:

La Biblioteca Lincoln quedaba enfrente del Di Tella y en esa época tenía una gran colección de discos, permanentemente le llegaban los nuevos, ahí lo conocí a Bob Dylan porque ya tenían sus primeros discos. Dylan fue el primer tipo que me impactó realmente. Yo ya no tengo ídolos, pero si tuviera sería Dylan. 

Los Beatles y los Rollings Stones también estaban dando vueltas por ahí, pero me resultaba mucho más denso e interesante todo el tema del blues, el folk y sobre todo el folk de protesta. [...] Me llevaba todo, Muddy Waters, Dylan, Judy Collins, Peter Paul & Mary, New Lost City Ramblers, Pete Seeger, Mike Seeger, mucho material folk, country, folk irlandés, y me lo tragaba, tanto blues blanco como blues negro, yo sabía un pedazo de folklore americano, en esa época era casi un erudito.
Claudio Gabis.

A comienzos de 1967 viajó con sus padres a Estados Unidos, regresando con más de cincuenta vinilos de folk, blues, música hindú y rock psicodélico, entre ellos Fresh Cream de Cream, Are You Experienced? de Jimi Hendrix y todos los discos publicados hasta entonces de Bob Dylan, muy difíciles de conseguir en esa época en Argentina, ya que la industria discográfica local era ajena al nuevo rumbo que tomaba el mercado mundial.En 1968 Javier Martínez fue convocado para encarnar el personaje de "Paco" de la película Tiro de gracia dirigida por Ricardo Becher, basado en el libro homónimo de Sergio Mulet. Durante la filmación, Martínez le comentó a Jorge Goldemberg que tenía un conjunto musical que ya estaban grabando algunas canciones y, gracias a sus influencias, fueron invitados a tocar en el espectáculo teatral VietRock, en el teatro Payró. En esas instancias Gabis convence a su compañero Martínez de llamar al bajista Alejandro Medina para integrarse al grupo, completándose allí el trío musical de Gabis, Martínez y Medina. Poco después se terminó de filmar la película, y Becher le pidió a Manal que graben también la banda sonora. La misma iba a ser realizada por un profesional de música para películas, Roberto Lear, pero terminó aceptando que el grupo registrase la música, asistiendo incluso a una de las sesiones. El tema central de la película, "Estoy en el infierno", se había improvisado a base de experimentos en el estudio de Tagliani. La canción se volvió a grabar al igual que el resto de la música en los estudios Phonal ubicados en Santa Fe y Coronel Díaz. El trío compuso además "Tema del moderno" y "Seigmund's Zoo". El resto de las pistas, climas y efectos fueron producto de la improvisación y la versatilidad que tenía el conjunto, según los tiempos e indicaciones del director Becher.
No obstante el sonido experimental de esa banda de sonido difiere de la propuesta de blues rock que la banda tenía en sus ensayos y presentaciones en vivo. Para desarrollar este costado es que Pujó, Arroyuelo y Ramaglia buscaron la forma de poner en contacto a los Manal con Álvarez. Para eso organizaron una fiesta en casa de una amiga en común, la periodista y escritora Pirí Lugones, con el expreso objetivo de que la banda conociese a sus futuros productores. Fue en esa fiesta donde Claudio Gabis le enseñó a Javier Martínez un borrador con unas líneas para armar la lírica de una futura canción, y una base musical que había armado. Martínez terminó allí mismo la canción en menos de una hora. Se trataba de "Avellaneda Blues". El grupo le cantó este tema a Álvarez, quién quedó impresionado por la misma, convenciéndose de que tenía que producir al grupo.
Álvarez recuerda de ese momento:

En una reunión de cumpleaños los conocí como tipos, no como músicos. Un mes después Pedro [Pujó] me llevó a la casa de Alejandro [Medina], donde el trío ensayaba, y cuando los escuché me caí muerto, era realmente espectacular como tocaban. Les pregunto que pensaban hacer, me dijeron que no querían entrar en el engranaje comercial, que eso era una porquería, que querían hacer las cosas con libertad y todo eso [...] Hacemos el primer simple en el estudio TNT y me voy con las cintas a CBS. Se lo hago escuchar a John Lear, el presidente, y me dice que eso no sirve, que es una burda imitación de lo que sucede en Estados Unidos y que eso no venderá jamás en la Argentina, que a él no le interesa. Mando a un amigo a otra grabadora y nos patean.
Jorge Álvarez.

Luego del fallido intento en CBS, Álvarez junto a Pedro Pujó, Rafael López Sánchez y Javier Arroyuelo  fundaron Mandioca en 1968, con el eslogan "la madre de los chicos", primer sello del rock argentino, como una alternativa para aquellos grupos nacientes de rock que eran marginados por los grandes sellos discográficos. Álvarez sería el cazatalentos principal, habiendo descubierto a músicos y bandas tales como Almendra, Vox Dei y Sui Generis (estos dos últimos bajo el consejo de Claudio Gabis), Miguel Abuelo y Moris.
La idea de Álvarez era, además de que las bandas pudieran grabar su trabajo con libertad, que las mismas tocasen en teatros, ya que ese momento no existían los conciertos de rock en Argentina, los grupos tocaban únicamente en clubes para que el público pudiera bailar.
A finales de 1968, Mandioca editó su primer material al mercado, se trataba del primer sencillo de Manal: "Qué pena me das" con "Para ser un hombre más" como lado B que había sido grabado en octubre del mismo año. Se trataba de un corte extraño para la época, pues los temas superaban ampliamente el límite de tres minutos de duración impuesto por las radios y el sobre que lo contenía era un costoso tríptico de elaborada gráfica, cuyo autor era el dibujante Daniel Melgarejo. Pero este primer trabajo discográfico fue recibido por los medios con escepticismo, se difundió poco y la prensa criticó especialmente el uso del castellano en las letras. En su segundo sencillo publicado a mediados de 1969, "No pibe" con "Necesito un amor", la banda logró un sonido más depurado y blusero, evidenciando una clara evolución técnica y de estilo en su interpretación.
Mandioca tuvo su presentación al público el 12 de noviembre de 1968 con un concierto realizado en la Sala Apolo de la calle Corrientes al 1300 (donde funcionó luego el cine Lorange y hoy nuevamente es Apolo), en el cual participaron Manal, Los Abuelos de la Nada y la cantante Cristina Plate. El recital se hizo con los equipos Fender de Los Gatos, y al terminar el mismo subió Luis Alberto Spinetta, quien entonces estaba iniciando su banda Almendra diciendo "¿Se dan cuenta ustedes lo que empezó hoy? Hoy empezaste a terminar con la música comercial". Durante los meses siguientes el sello editó simples de los participantes del recital: el primero de Cristina Platé y el segundo de Los Abuelos de la Nada [que en marzo de ese año habían debutado discográficamente en CBS con una gema psicodélica compuesta por los temas Diana Divaga (con Claudio Gabis) y Tema en Flu sobre el Planeta (con Pappo)], además del primer simple de Manal y la única referencia del grupo Hielo.
La revista Panorama relataba casi con desprecio el primer recital organizado por Mandioca el 12 de noviembre de 1968, en ocasión del lanzamiento inicial del sello:

Recital de canciones por Manal, Cristina Plate y Miguel Abuelo.
Sobrevivientes de la tribu seudo-hippie de Plaza Francia, diezmada en parte hace un año por la tijera policial, numerosos jóvenes de sexos indefinidos con disfraz bohemio y algunos "notables" invitados especialmente, atestaron la sala Apolo durante la sesión inaugural de un ciclo auspiciado por "Mandioca", nuevo sello grabador capitaneado por el ahora barbado editor Jorge Álvarez y tres adolescentes de espíritu aventurero...
Una lánguida partidaria de este tipo de eventos explicó: "Nunca haremos nada importante. Sólo nos resta destacar nuestra insignificancia". Lo hacen tan bien, que el "arte" de aburrir tiene en ellos a sus estrellas máximas.

En ese mismo período se organizaron cuatro grandes festivales de música beat: los conciertos June Sunday, Festival Nacional de Música Beat, Festival Pinap y Festival de Música Joven. También, en los domingos de junio de 1969, en el teatro Coliseo, los ciclos Beat Baires, organizados por Jorge Álvarez, en los que tuvieron protagonismo Moris, Almendra, Manal, Vox Dei, Los Abuelos de la Nada, Engranaje, Los Mentales, Conexión n.º 5, Trío Galleta, Charly Leroy, Hielo, Piel Tierna y hasta Leonardo Favio. 
Durante el verano de 1969 Álvarez y Pujó armaron un boliche llamado Mandioca en Mar del Plata, al no existir un lugar donde las bandas pudiesen tocar. El interior del local fue pintado de negro y amarillo como un estacionamiento, y precisamente como no disponían de sillas y mesas, usaron neumáticos de autos, allí tocaron Manal con Pappo como invitado, y Los Abuelos de la Nada. También se alquiló una casa para que convivieran las bandas. Pero el lugar fue cerrado al poco tiempo por la policía.
En la misma ciudad de Mar del Plata, y en el mismo mes de enero de 1969, pero en la discoteca Matoko's que estaba ubicada en la avenida Constitución, tuvo su debut Almendra. El diario local El Trabajo realizó la siguiente crónica:

El conjunto suena realmente bien. Los muchachos se llaman Carlos Emilio, Rodolfo, Teddy y Luis Alberto. Algunos tienen chivita y todos pelo largo, muy largo. Promedian veinte años y no les gusta cantar en inglés, aunque guste como cantan en inglés. "Se terminó la época de repetir lo que hacen los demás o de hacer traducciones y listo. Tenemos que cantarle a lo nuestro, a lo auténtico", dicen.

Puede decirse que lo más destacado de este periodo estuvo, justamente, la formación de Almendra, grupo integrado por Luis Alberto Spinetta (voz, guitarra), Edelmiro Molinari (voz, guitarra), Emilio del Guercio (voz, bajo) y Rodolfo García (voz, batería) y Manal —trío influenciado por la música Afroamericana, considerado el primer grupo de blues cantado en castellano— integrado por Javier Martínez (batería y voz), Claudio Gabis (guitarra, piano, armónica) y Alejandro Medina (bajo y voz). Junto con Los Gatos, estas tres bandas son consideradas como la trilogía fundacional del rock argentino de fines de los 60. Sin embargo, ninguno de estos grupos tendría una historia muy larga, ya que los tres se disolvieron a principios de los años setenta.
Almendra fue un descubrimiento de Ricardo Kleiman, conductor del programa radial Modart en la noche, de enorme influencia en la juventud de aquellos años. Fue él quien les ofreció grabar un simple en RCA con Rodolfo Alchourron como director artístico, y hasta les consiguió prestados, para obtener un mejor sonido, los instrumentos de The Tremeloes, banda de la Invasión Británica que había compartido escenarios con los Beatles y los Rolling Stones, y que Kleinman había llevado por esos días a la Argentina. El disco fue editado en noviembre y salió a la venta al año siguiente, con "Tema de Pototo" como lado A, y "El mundo entre las manos", como lado B. El primero un tema compuesto por Spinetta con Edelmiro Molinari, y el segundo compuesto por Rodolfo García y Spinetta.
En agosto, la revista Pinap realizó una de las primeras crónicas referidas a Almendra:

Almendra se llama el conjunto que seguramente se va a convertir en la sensación de la próxima primavera porteña. El capo del grupo, José Luis (sic), según algunos de los entendidos, está destinado a ser una especie de prolífico Lennon argentino.

Ese mismo año la discográfica RCA Víctor utiliza varios temas de Spinetta para que los graben otros artistas de la compañía. De este modo "Tema de Pototo" también lo graba Leonardo Favio bajo el título "Para saber como es la soledad", obteniendo un éxito rotundo en toda Iberoamérica. Los In también graban "Where are you going Mary Sue?", un tema en inglés de Spinetta y Del Guercio que había sido el que Kleiman escuchó cuando oyó por primera vez a Almendra, pero que ellos nunca grabaron.
El 24 de marzo de 1969 realizaron su primera actuación en público en Buenos Aires, en el Instituto Di Tella, en el marco de un proyecto llamado Tres espectáculos beat, en el que también tocaron Manal y un original proyecto de corta duración llamado El Sonido de Hillber, que combinaba el sonido beat con un cuarteto de cuerdas. Dos semanas después se presentaron en el Teatro del Globo de Buenos Aires, estrenando varias canciones de Spinetta que integrarían el primer LP, como "Fermín", "Figuración" y "Ana no Duerme". Spinetta comenzaba a proponer un estilo inclasificable de música, sin preconceptos, en el que la poesía tuviera además un papel determinante. "Spinetta prueba que el acto poético en el rock es indisociable del sonido", dice Fernando García en el número que la revista La Mano dedicara íntegramente al músico en 2006.

### La trilogía fundacional y los primeros long plays clásicos
Así sintetizaba la naciente revista Pelo en su primer número de 1970 el momento de la música popular en Argentina:

Este año, después de tanto tiempo de utilizables confusiones y música complaciente, aparenta ser el definitivo para que se produzca el necesario decantamiento de la música popular argentina. La etapa parece iniciarse con la aparición de tres importantes long plays: el de Los Gatos, Almendra y Manal, tres elementos claves para prever la futura música nacional. A ello se agrega el renacimiento del grupo Piel Tierna, de un sonido sencillo pero bueno, y el triunfo de un conjunto nada complaciente, Arco Iris, en el festival realizado en Mar del Plata.
Tal vez todas estas pautas sean premonitorias de la alborada de una música popular más honesta, a pesar de la inevitable comercialización; pero realizada con mayor seriedad y estudio e integrada a la Argentina real.
Pelo, 1970.

Almendra entró a estudios a mediados de ese año para grabar su primer disco homónimo, con arreglos de Rodolfo Alchourrón y músicos invitados especialmente para las secciones orquestadas, además de Rodolfo Mederos en bandoneón. El álbum ha sido considerado en reiteradas ocasiones como el mejor álbum del rock argentino, y hasta uno de los mejores del mundo. Lanzado el 15 de enero de 1970, la tapa es un dibujo del propio Spinetta que representa a una especie de payaso llorando, con una flecha de juguete en la cabeza. La discográfica intentó desechar la ilustración perdiéndolo intencionalmente, pero Spinetta lo volvió a dibujar exigiendo que la portada se realizara según sus instrucciones. El dibujante Rep considera que es una de las diez mejores tapas que vio en su vida.
El álbum está integrado por nueve temas, todos ellos de un inusual nivel y todos ellos destacados del cancionero argentino. Siete temas pertenecen a Spinetta: «Muchacha (ojos de papel)», «Figuración», «Ana no duerme», «Fermín», «Plegaria para un niño dormido», «A estos hombres tristes» y «Laura va». Los otros dos temas son «Color humano» de Edelmiro Molinari, una zapada de 9 minutos que rompía con las pautas comerciales de la discográfica, y «Que el viento borró tus manos» de Emilio del Guercio. En el tema «Laura va», se destaca la participación en bandoneón de Rodolfo Mederos, y puede considerarse como una reinterpretación porteña y tanguera del "She's Leaving Home" de los Beatles. El álbum refleja una variedad de raíces musicales, desde el tango y el folklore, hasta Sargent Pepper's de Los Beatles, combinadas creativamente sin esquemas preconcebidos y con una complejidad poética que parecía incompatible con la difusión masiva.
La crítica de los medios fue dispar. En ese momento comenzó la actitud de Spinetta reacia hacia los grandes medios de comunicación.

A los tipos les reventaba que yo acentuara mal, tipo "plegariá" y otras pavadas así y gran parte de la resistencia que tengo hacia la prensa nació en ese momento cuando me di cuenta que varias revistas masivas como Gente o Siete Días hacían notas y tergiversaban las respuestas.
Luis Alberto Spinetta

Las sesiones de grabación para el primer álbum de estudio, homónimo, de  Manal, comenzaron a mediados de 1969, prolongándose hasta los primeros meses de 1970. Se registraron nueve temas, dos de los cuales fueron descartados, aunque luego se incluyeron en el álbum doble editado en 1973 por el sello Talent, llamado también Manal. Manal recibió críticas elogiosas y fue uno de los álbumes fundacionales del rock argentino de fines de los 60, además de ser el primero de blues en castellano en todo el mundo. Pese a las críticas que padeció en su momento, Manal rompió con el mito de que no era posible componer blues en castellano. Una encuesta organizada por la revista Rolling Stone, situó al álbum Manal en el puesto n.º 3 en su lista de «Los Mejores 100 discos de Rock argentino». De las siete composiciones del álbum, "Jugo de tomate" fue considerada por la crítica como una de las mejores canciones del rock argentino, la misma fue incluida en 2002 como la 20° mejor canción del rock argentino de la lista de Los 100 Hits por la revista Rolling Stone, mientras que en 2007 fue considerada por la página Rock.com.ar como la 54° mejor canción del rock argentino en su lista de Las 100 de los 40. La aclamada "Avellaneda Blues", considerada como el primer blues en español, también apareció en la lista de las "100 mejores canciones del rock argentino", en el puesto n.º 18. La obra evoca imágenes de un amanecer melancólico en Avellaneda, un suburbio portuario e industrial de Buenos Aires. El tema se gestó a partir de una caminata por las vías de Avellaneda y Gerli y su letra, como la de "Avenida Rivadavia" menciona explícitamente lugares y situaciones propias de la geografía y la cotidianidad porteñas, dando nacimiento a una inédita, hasta entonces, relación entre el blues y la Ciudad de Buenos Aires. La canción "Una casa con diez pinos" fue incluida entre los 15 mejores mitos del rock nacional en el puesto 13. Está inspirada en un lugar real, una casa quinta situada en la localidad de Monte Grande, al sur de la ciudad de Buenos Aires. Con cinco pinos a cada lado de la entrada, ese inmueble había sido alquilado por Marcela Pascual (una amiga de Tanguito) al pintor Roy Macintosh, su propietario. A la casa concurrían artistas como Tanguito, Pajarito Zaguri, Pappo y Javier Martínez. Durante el día, los visitantes ocupaban el parque de una hectárea componiendo música, pintando o dibujando, como dice la letra de la canción. Por la noche se juntaban en la casa y se mostraban sus obras. En ese contexto bohemio Martínez compuso la canción. Es la canción más hippie del álbum. Habla de escapar de la vida solitaria en la ciudad, para irse con los amigos a una casa en el campo, al margen de la sociedad.
Por la misma época, Los Gatos, después de su primera disolución, se reúnen, pero agregando como guitarrista a Norberto "Pappo" Napolitano, que había tocado con Los Abuelos de la Nada, pero en ese momento estaba trabajando como sesionista con Carlos Bisso y su Conexión N°5. Admirador del movimiento de blues blanco inglés, Pappo le daría su impronta a la banda, que así pasaría sin escalas del beat y el pop psicodélico a ser un grupo de rock y psicodelia con momentos experimentales. La nueva formación debuta con un gran concierto en el Teatro Gran Rex. Esta segunda etapa dura algo más de un año y en su desarrollo también registran tres LPs.
 Beat Nº 1 aparece a fines de 1969, y Rock de la mujer perdida a mediados de 1970. Con ellos, Los Gatos se incorporaban de lleno al pujante movimiento de música progresiva que tenía en el país como principales exponentes a Manal (1968) y Almendra (1967).
En Beat Nº 1 (curioso nombre para un álbum con el que precisamente estaban abandonando esa música por el blues rock), las composiciones de un inspirado Nebbia se unen fluidamente a la evolución musical del grupo, con espléndidos resultados como "Sueña y corre", "Escúchame, alúmbrame" y especialmente "Fuera de la ley", un tema de once minutos con extensos pasajes instrumentales, algo que nunca habían encarado anteriormente y que puede considerarse como la primera suite de rock progresivo hecha en Argentina. Pappo y Fogliatta son quienes, con su improvisación, sostienen esta pieza adelantada a su tiempo.
En Rock de la mujer perdida —el título original era Rock de la mujer podrido— las tendencias de rock y blues dentro del grupo —encabezadas por Pappo y Ciro— se hacen mucho más pronunciadas, incluyendo hasta una improvisación colectiva, como "Invasión". Pero Nebbia también compuso espléndidos temas, como el rock’n’roll que da título al álbum, "Mujer de carbón", los blues "Los días de Actemio" —homenaje a un plomo de la banda— y "Blues de la calle 23".
Pappo, que recibió numerosas ofertas para convertirse en solista, deja Los Gatos para perseguir una orientación aún más blusera con su propio trío, Pappo's Blues (con David Lebón en bajo y el baterista Black Amaya). Aun así, Los Gatos deciden perseverar, pero sin reemplazar al guitarrista. Alfredo Toth pasa a del bajo la guitarra, Litto Nebbia se hace cargo del bajo, y el grupo continúa como cuarteto. Los nuevos temas de esta etapa reflejan nuevamente los cambios que se estaban produciendo a nivel internacional, con el movimiento de Vuelta a la naturaleza representado por grupos como The Band, y las carreras solistas de George Harrison y Eric Clapton. Se trata de temas simples y melódicos, con una instrumentación más acústica.
A raíz del Festival de Woodstock de 1969, que había reunido 500 mil personas, pronto se despertó el interés de repetir una experiencia similar en territorio argentino. Fue entonces cuando el locutor radial Edgardo Suárez organizó con el apoyo de Coca-Cola y la municipalidad de Lobos el Primer Festival de la Música Joven de 1970. Este estaba programado para los días 19, 20 y 21 de septiembre (a modo de coincidir con el inicio de la primavera), a realizarse en un predio de 75 hectáreas del Country Club al lado de la Laguna de Lobos. Fue el primer intento de armar un megafestival en Argentina: se armó una megaestructura nunca antes vista en Argentina, preparada para recibir a 200 mil personas, se pusieron 80 baños portátiles y un gigante escenario que albergaría artistas de tango, folklore y el plato fuerte del festival, los artistas de la música joven beat: La Barra de Chocolate, Manal, Los Gatos, Miguel Abuelo y La Cofradía de la Flor Solar. Hacia el 19 ya se habían juntado 30 mil personas dispuestas a tener buenas ubicaciones para ver un megafestival sin antecedentes en Argentina. Pero entonces, el gobierno militar bajo el dictador Levingston se aterró y canceló el megafestival antes de que pudiera realizarse. Argentina se quedaba así sin una oportunidad histórica de tener una experiencia como la que había sido el Festival de Woodstock, o como la que sería el año siguiente en México el Festival de Avándaro. Décadas más tarde se hicieron hallazgos en los documentos de mensajería de la Policía bonaerense.

El informe deja ver que la policía se topaba con un fenómeno sin precedentes. Piden el apoyo del intendente porque la realización del evento “aparejaría una responsabilidad enorme para las autoridades, ya que no se cuenta con experiencias de estos festivales”.

Más de un año más tarde, Ripoll desde Pelo, comenzó a organizar el ciclo de los B.A.Rock (Buenos Aires Rock). La primera edición se llevó a cabo en noviembre de 1970, congregando a las bandas más notables de lo que la revista consideraba "música progresiva" (Moris, Almendra, Manal, Arco Iris, Pappo's Blues, Vox Dei, Los Gatos, etc). 
También en ese ciclo debuta Alma y Vida, que eran los músicos de acompañamiento de Leonardo Favio, pero con su propio proyecto de fusión enmarcado en el género que luego será denominado Brass Rock. Se trata de un género de fusión entre el jazz y el rock que, sin abandonar el formato canción de rock con su patrón de verso / estribillo, incorpora el sonido de los metales a través de una sección de vientos común de la música de Big Bands. Alma y Vida fue el único exponente de ese género en la Argentina, tomando como ejemplo bandas estadounidenses populares en el momento como Chicago Transit Authority y Blood, Sweat &Tears. El mismo nombre del proyecto, Alma y Vida, estaba inspirado en el de esta última banda. Después del éxito en el B.A. Rock, Mandioca les editó el simple ''Niño color cariño / He comprendido'' a fines de 1970. Un año después, y ya en RCA Vik, se edita su primer disco, homónimo, con letras que alternan temáticas amorosas con otras de compromiso social y político, donde desarrollan esa fórmula musical, encontrando su máxima expresión en los grandes arreglos de vientos y en la voz dramática -y con tono soul- de Carlos Mellino. Como excepción, la suite "Lágrima de ciudad" duraba más de 9:30 minutos y se movía en una dirección progresiva que resultaba de avanzada en ese momento. 
Esta actitud le valió a la banda, en sus inicios, el entusiasta apoyo de Pelo, que celebró mucho su primer longplay, homónimo, lanzado en 1971 a través de RCA. Pero esto cambiaría radicalmente a fines de 1972. Fue cuando la banda alcanzó el pico de la fama con su segundo álbum, y logró éxito masivo en las radios con canciones como «Hoy te queremos cantar» y «Don Quijote de barba y gabán», llegando a una audiencia que excedía al típico público de rock. Este éxito no fue bien visto por Ripoll, quien, en el número 33 -justamente una edición que desde la tapa llevó el título de "Las Mentiras del Rock Argentino", les dedicó la más temida de las secciones de la revista: la "Página Negra": Allí les endilgó "algunos temitas de ritmos facilones; más tarde las actuaciones con niñas bailando alrededor en Alta Tensión. Pero nunca llegaron a tanto como cuando se presentaron en el pergeño de la complacencia maquinada que se llamó "Una canción para el verano", un festival de la compañía RCA donde participaban artistas de la altura de Christian Andrade, Katunga, Donald y todos los demás". Alma y Vida participó de ese con curso presentando «Hoy te queremos cantar». El hecho de no haber ganado fue producto de una agria burla por parte de Pelo, que dejaron de considerarlos "progresivos": "Alma y Vida ya intentó los dos caminos: el de hacer creer que están identificados con el jazz rock progresivo ya fracasó a pesar de todas las oportunidades que se le dieron. El segundo fue más triste: intentar lo complaciente y también salir derrotados". Al margen de estas críticas, Alma y Vida continuó su camino y confirmaría su éxito en 1973 con con su tercer álbum titulado Del gemido de un gorrión. La canción que le daba nombre al mismo, terminó convirtiéndose en uno de los grandes clásicos del rock nacional de esa etapa. Y más allá de este éxito y de la menor complejidad en algunas composiciones, el disco alcanza momentos de innegable vuelo progresivo, especialmente en el lado B, donde muestran un sonido más rockero y pesado. ''Carna, rock y suficiente'' se adapta bien a la escena del rock pesado por entonces en boga, con fuertes guitarras eléctricas, ritmos poderosos y voces crudas, mientras que ''Un largo silencio'' puede sonar como una balada suave al principio, pero la presencia de una delicada flauta y la interpretación dominante del piano muestra conexiones obvias con el rock sinfónico, el jazz y la vanguardia. ''Bussi a las 3 y media'' es probablemente la mejor pieza del lado A, generando un clima psicodélico con mucha guitarra acústica y momentos líricos, combinados con flautas rurales y órgano experimental que recuerda a Van der Graaf Generator o a bandas de la escena de Canterbury. Las letras tampoco pueden ser tildadas de "complacientes", con "Es la hora" como una de las canciones más explícitamente políticas en esa convulsionada época de la Argentina: “Latierra tiene que ser de quien la pueda arar / De quien la riegue más con su propio sudor / Lo otro se acabó / Es la hora de luchar / Y a los caídos los guardo en mi corazón / Ellos tenían razón, razón / Es nuestro pueblo quien ya ve surgir la luz / Como un camino a seguir en paz”.

### Primera mitad de los años 1970: rock pesado
El mes de septiembre de 1970 se dan dos novedades de importancia en la escena: el debut de Pappo's Blues y la separación de Almendra. Pappo's Blues debutó en el Teatro Pueyrredón de Buenos Aires. Con una formación provisoria (el bajista era Poli Martínez, de La Banda del Oeste, que después de ese único show sería reemplazado por un adolescente David Lebón, recién llegado de los Estados Unidos donde había vivido desde los 8 años de edad), sentaba las bases de un nuevo estilo en el país: un blues rock psicodélico y con pronunciados riffs de guitarra distorsionada y ritmos potentes. Era la tendencia que por entonces comenzaba a imponerse en el Reino Unido y Estados Unidos, a la que con distintas variantes se conoció posteriormemte como hard rock. En la jerga argentina de ese tiempo se la llamaba rock pesado.
Por la misma época llega el desbande de Almendra. Las razones son complejas y cada integrante varía en el análisis. Lo cierto es que Almendra, nunca había pertenecido al grupo de roqueros «del centro», quienes tenían un estilo de vida más duro, relacionado con las drogas y cruzado por intereses y luchas de poder. Spinetta en ese momento estaba incursionando cada vez más en ese ambiente del que luego buscaría separarse, pero que en esa instancia lo alejó de su primera banda. Por esas épocas, Spinetta vivía una etapa de definición estética y de vida que él mismo considera su «etapa más oscura» y «caótica». Se había roto su relación con Cristina Bustamante, de la que estaba profundamente enamorado y se involucró fuertemente con un grupo de músicos y personas del ambiente artístico, con alto consumo de drogas, especialmente LSD. En ese grupo se destacaba Pappo, con quien Spinetta estableció una relación de mucha admiración y afecto, que terminaría poco después con un fuerte resentimiento mutuo, que se atenuó con el paso de los años.Pero en la segunda mitad de 1970, Spinetta aún sentía una profunda admiración por la estética y forma de pensar de Pappo, quien expresaba un modo más agresivo de llevar adelante el rock and roll, basado en el blues, que se oponía al camino comercial que el éxito y la fama de Almendra le ofrecían a Spinetta, impulsado por la empresa discográfica RCA. Spinetta rechazó radicalmente el camino comercial y entró de lleno al círculo social de Pappo y del sello discográfico Mandioca. Intentó también formar una banda de blues rock pesado (similar a Pappo's Blues) junto a Edelmiro Molinari, Pomo Lorenzo y Carlos Cutaia. La banda llevó el nombre de Tórax, pero no llegó a grabar ningún disco aunque sí realizó algunos recitales en Ezeiza.
Después de ese intento, y en paralelo a Pappo's Blues, Pappo y Spinetta formaron un trío blusero con el nombre de Agresivos, en el que Spinetta tocaba el bajo y se completaba con Héctor Pomo Lorenzo en batería. Miguel Cantilo recuerda la actuación de aquel trío ultrarrockero en un festival organizado por el padre Carlos Mujica en la Villa 31:

Nunca me voy a olvidar un festival organizado por el Padre Mujica, en el que también fue Pappo, Spinetta y Narvaja. Tocamos a un techo de una casa de una villa. Todos los del público eran bolivianos vestidos tradicionalmente que festejaban una fecha patria de Bolivia y bailaban la música que hacíamos nosotros. Pappo, Spinetta y Pomo en trío zapaban rock & roll del más cuadrado y podrido y todos los bolivianos miraban con sus gorritos al techo. Esas son imágenes para no olvidarlas. Encima cuando terminábamos de tocar salía el Padre Mujica y decía por el micrófono -¡El pueblo unido jamás será vencido!
Miguel Cantilo

De hecho Pappo grabó en ese momento su primera canción como solista, Nunca lo sabrán (que integra el recopilatorio Pidamos peras a mandioca), acompañado de Spinetta y Pomo, que no figuran en los créditos. Una de las canciones que ensayó Agresivos fue Castillo de piedra, que pocos meses después los tres grabarían en Spinettalandia y sus amigos.
Este último fue un disco experimental, grabado con Pappo y Pomo Lorenzo, sumando también a Miguel Abuelo en algunas canciones. El álbum expresa ese momento de opción estética y de vida que le estaba proponiendo Pappo, dilema que es el eje de la letra de Castillos de piedra. El disco, a la vez de ser un experimento psicodélico sobre música aleatoria -algo que Spinetta ya deseaba hacer con Almendra- bajo efectos del LSD, fue también un castigo para la opción comercial con que lo presionaba la empresa discográfica RCA, que lo intimaba a cumplir con el tercer álbum comprometido en el contrato firmado para Almendra. Spinetta decidió entonces hacer un «antidisco», "que no se lo pudieran vender a nadie", como él mismo lo definió.
La grabación se realizó en treinta horas consecutivas de estudio durante febrero de 1971, con una gran cantidad de invitados en el estudio, sin cuidar de hacer silencio, con las letras siendo escritas en el mismo momento.

Yo quería hacer un ritual: realizar músicas en estado casi tribal.
Luis Alberto Spinetta

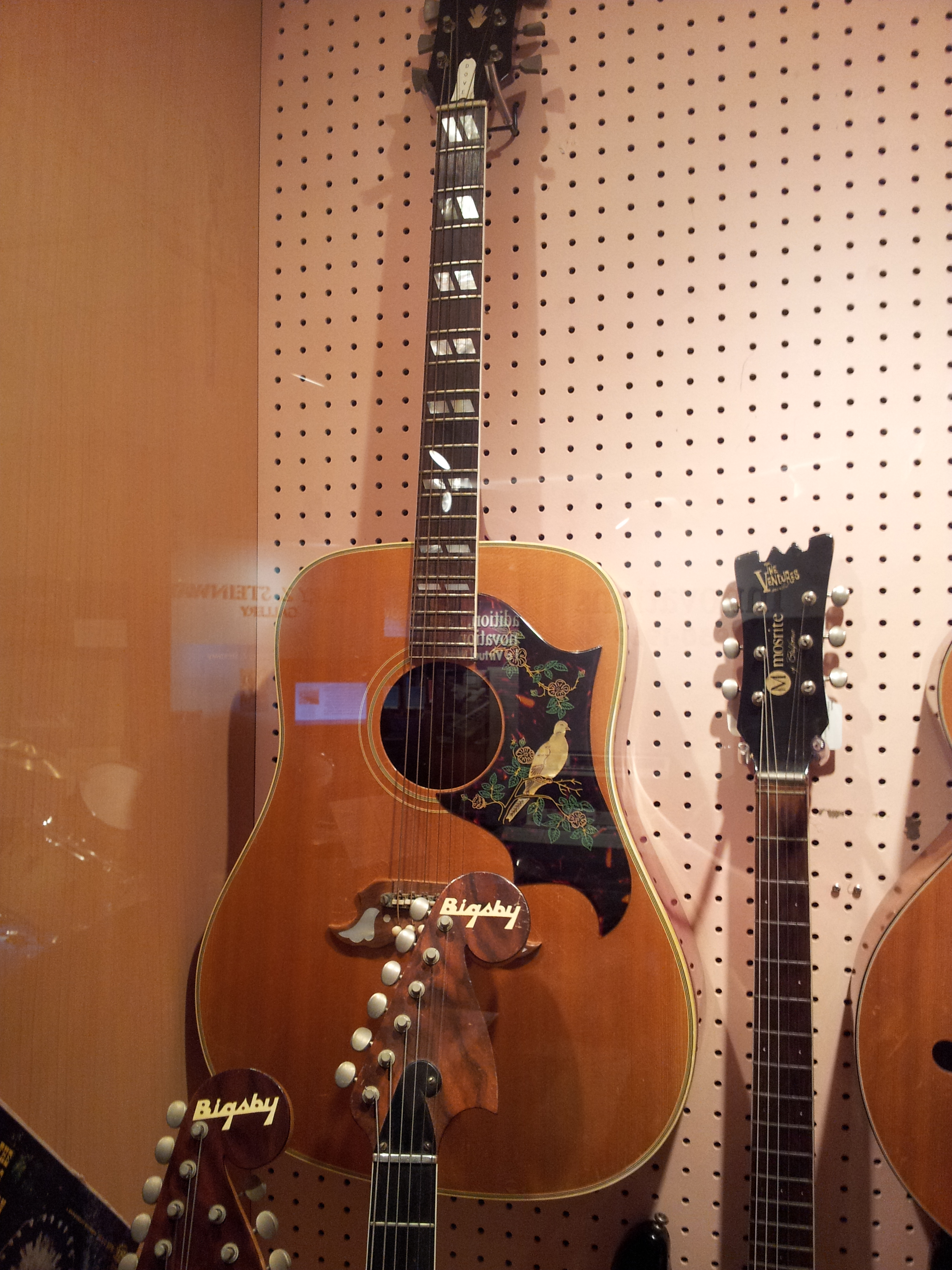
Guitarra acústica Gibson Dove idéntica a la que Spinetta usó en Almendra. "Le regalé a 'Pappo' mi guitarra 'Dow' (sic)... con la que compuse las canciones más hermosas que hice para Almendra... Fue como decirle: 'mirá, tomá, no te desprendas jamás de esto'".

En el disco la presencia de Pappo y Pomo es determinante. Pappo aporta los temas, «Castillo de piedra» y «Era de tontos») y Pomo compuso con Spinetta «Descalza camina». También participa Miguel Abuelo interpretando la flauta en "Dame, dame pan" y "Ni cuenta te das". Entre los temas compuestos por Spinetta se destaca "La búsqueda de la estrella".
RCA lanzó el disco en marzo de 1971, pero la empresa no respetó el diseño de tapa ni el título original y lo tituló sucesivamente Almendra, Luis Alberto Spinetta y La búsqueda de la estrella, lo que llevó a un juicio de los ex Almendra que perdió la discográfica, debido a lo cual lo retiró del mercado. Recién en 1995 el álbum sería publicado por la empresa Sony tal como fue concebido originalmente.
Luego de grabar el disco Spinetta le regaló su preciada guitarra acústica a Pappo, buscando transmitirle que él estaba buscando otro estilo artístico y de vida, que no fuera el del negocio musical y la fama, pero tampoco el de "sexo, drogas y rock and roll" y la negatividad:

Para mí era una forma de mostrarle a "Pappo" que no existían solamente las guitarras con el volumen al mango. Que así como él me había inculcado algo de esa dureza del rock pesado, y la mano, copar y todo eso, por otro lado yo trataba de demostrarle que existía una fuente de ternura que él no podía ignorar. Fue como decirle: mirá, tomá, no te desprendas jamás de esto, para no traicionarme en tu vida, para darme tu fe, aunque no tocáramos nunca juntos, aunque jamás nos viéramos...
Luis Alberto Spinetta

Spinetta se enteraría después que Pappo vendió la guitarra que le había regalado. El 10 de marzo de 1971 se fue con dos chicas a un viaje de destino indeterminado que abarcó Brasil, Estados Unidos y Europa durante siete meses.
Este estilo dentro del rock argentino fue impulsado, también, por Jorge Álvarez. Él fue el principal impulsor, en el inicio, de la carrera de Pappo´s Blues, banda a la que le consiguió los primeros shows y le impuso, como marca, comercial, ese nombre (Pappo había pensado en usar el nombre Los Rancheros). Y, por la misma época, desarrolló junto a Billy Bond el inusual proyecto Billy Bond y La Pesada del Rock and Roll. Se trataba de un "grupo abierto", un espacio en el que músicos de todos los orígenes se acercaban con el mismo espíritu con el que compartían "zapadas" (jam sessions) en la noche porteña, para compartir canciones, cantadas con la voz de Billy Bond, dentro de un formato de hard rock psicodélico. Por La Pesada pasaron reconocidos músicos argentinos como Pappo, Luis Alberto Spinetta, Javier Martínez, Claudio Gabis, Alejandro Medina o David Lebón, entre otros. En 1971 editan su primer álbum, Volumen I, que abría con la canción Salgan al Sol, todo un himno del hard rock argentino en sus inicios, compuesto por Javier Martínez, y con Divertido Reventado, un descarado plagio al You Got Me Floatin' de la Jimi Hendrix Experience, firmado por Pappo, quien con su guitarra imitaba el sonido de la de Hendrix. También aparece la formación completa de Agresivos (Spinetta, Pappo y Pomo más el agregado de Black Amaya en el bajo) tocando un tema de Spinetta, «El parque».
Después de eso, Spinetta intentó radicarse en el Reino Unido, pero recién llegado a ese país le fue negada la visa. Terminó recalando en Ámsterdam, donde vivió durante más de un mes la experiencia del hippismo tardío europeo. Como lo expresara Marcelo Fernández Bitar, "completó un periplo digno de un poeta maldito, psicodélico y hippie". En esa ciudad, el 12 de junio de 1971 vio en vivo a Emerson, Lake & Palmer, una de sus bandas favoritas por esa época y de la que tuvo gran influencia. El 22 de julio de 1971 volvió a la Argentina con nuevos planes: ni bien llegó formó el trío Pescado Rabioso junto a Black Amaya (baterista, al mismo tiempo, de Pappo's Blues) y Osvaldo «Bocón» Frascino. Es otra de las bandas pioneras en la introducción de los sonidos del hard rock, blues y rock psicódelico a la escena nacional, reflejando además un estado de ánimo general en la escena roquera que ya difería bastante de la utopía hippie. Como recordaba Bocón Frascino de aquella época: “En esa época Luis cambió mucho cuando conoció al Negro Black, que tomaba mucho alcohol y anfetaminas; estaba muy agresivo y no le podías decir nada. Yo me peleé mucho porque a veces estábamos haciendo arreglos para las violas y él venía con ganas de tocar rock pesado y zapar. Las pastas y el alcohol fueron lo que reventó y jodió mucho a esa época. Eran días y días en ese estado, tocando horas y horas seguidas”.

La banda fue presentada a la prensa en octubre de 1971, aún antes de bautizarla y debutó el 5 de mayo de 1972 en el cine teatro Metro. Luego participó del Festival Buenos Aires Rock II e hizo diferentes presentaciones en Buenos Aires y La Plata. En septiembre de 1972 grabaron Desatormentándonos, el primero de sus dos álbumes, en los estudios Phonalex, que fue editado por Microfón. El disco original contiene cinco temas compuestos por Spinetta (dos de ellos en coautoría), entre los que se encuentran "Blues de Cris", tema despedida de su "muchacha"; "El jardinero (temprano amaneció)", un blues progresivo que dura nueve minutos; "Dulce 3 nocturno", tema fundacional del grupo, compuesto junto a Black Amaya y el Bocón Frascino, referido al trío que fue en el origen; "Algo flota en la laguna", considerada la 61.ª mejor canción del rock argentino; y "Serpiente (viaja por la sal)", un ejercicio de rock sinfónico. A finales de la grabación de este disco la banda cambió de formación: el Bocón Frascino decide abandonar la banda, debido a que no se sentía a gusto tocando el bajo y deseaba desarrollarse como guitarrista. Lo reemplazó David Lebón que venía de Color Humano donde tocaba la batería. También se incorporó en forma definitiva Carlos Cutaia en teclados, quien colaboró en el tema "Serpiente (viaja por la sal)". El LP traía en su interior un papel con el siguiente texto de Spinetta:
El pueblo es la estrella mágica. Todos la vemos parecerse al río. Los gusanos de los emperadores trepidan en apocalíptico festín. Ellos no tienen tiempo de recurrir a las armas. La estrella las fusionó todas en un plano infinito. La cabellera de los torturadores sangra en mi carro. Nosotros: desatormentándonos para siempre.

PD: Yo te amo Beatles.
Editado poco después de Desatormentándonos y del primer disco de La Pesada, el primer álbum de Pappo's Blues conforma la trilogía fundacional del rock pesado en la Argentina, conteniendo este último canciones que se convertirían en clásicos, como "Algo ha cambiado", "Adónde está la libertad", "El hombre suburbano" y "El viejo". Después de su grabación, la banda tuvo su primera separación. Fue entonces cuando Black Amaya se sumó como baterista de Pescado Rabioso, mientras que David Lebón se sumó a Color Humano en el mismo rol, para luego pasar a tocar el bajo en Pescado Rabioso. Pappo, por su parte, emprendió su segundo viaje internacional, terminando en Inglaterra en donde conoció a John Bonham, de Led Zeppelin y a Lemmy Kilmister, de Motörhead. Estuvo casi ocho meses tocando la guitarra y armónica en la isla británica. Volvió a Argentina para grabar el segundo álbum de Pappo's Blues. Sin alineación definitiva, para la grabación de segundo álbum Pappo convocó a Luis Gambolini (baterista de Billy Bond y La Pesada del Rock and Roll) y al bajista Carlos Pignatta, que venía de tocar en el grupo beat paranaense Los Brujos. (Aun así, Black Amaya participaría en algunas canciones del álbum en batería). Este segundo disco perfecciona la fórmula de blues pesado, urbano y psicodélico. Fue incluido por la revista Rolling Stone en el puesto 11 entre los 100 Mejores discos del rock nacional, con este comentario:

En este Vol. 2 todo es perfecto, desde la portada con el dibujo naif de Juan O. Gatti hasta la foto interior con su estampa de guitar hero porteño, la Gibson SG conectada a un Robertone y un único crédito: "Compositor, autor, dirección orquestal e intérprete: Pappo". En el comienzo, un solo de batería de Luis Gambolini introduce «El tren de las 16», en que Pappo convierte la simple estructura de un blues de 12 compases en una canción inolvidable, con un recurso simple: la letra continúa a lo largo de dos estrofas, lo que extiende la "vuelta" armónica del tema a 24 compases. Hay riffs memorables «Tema I9 (-que bajo el nombre «Castillo de Piedra» había aparecido en Spinettalandia-), «Pobre Juan», «Insoluble» con muestras de su genial ingenuidad lírica ("ese monstruoso,que caminando va/ no se da cuenta de que no tiene lugar/ y con el tiempo desaparecerá") y solos improvisados que son libros de texto para generaciones de guitarristas. «Desconfío» se convertiría en el standard del género en Argentina.
Nota de la Rolling Stone de los 100 mejores discos del rock nacional.

El segundo y último disco de Pescado Rabioso, Pescado 2 (1973), es considerado por la revista Rolling Stone como el 19.º mejor álbum de la historia del rock argentino. Es un disco doble con jams, instrumentales extensos, donde se comienzan a notar los primeros indicios de la dirección progresiva que quería tomar Spinetta en ese momento, resultando crucial para esta deriva el trabajo de teclados de Carlos Cutaia, espceialmente sus contrapuntos con la guitarra de Spinetta en temas como “Madre selva” o “Peteribí”. Sigue habiendo mucho énfasis en el blues, combinando un poco la experimentación y búsqueda de nuevos sonidos de la psicodelia, sobre todo en el primer volumen. Ya en el segundo, el sonido se vuelve un poco más complejo y cerca del final se siente pesado, pero logran impresionar con canciones y letras como “Sombra de la noche negra” y la épica “Cristálida”.  
En ese mismo año, se publicó Artaud bajo el nombre de la agrupación, aunque se trató de un trabajo solista de Spinetta, ya que para ese entonces la banda ya se había disuelto. En un estilo muy diferente al hard rock de los dos discos anteriores, Artaud sería una de las obras culminantes no sólo de la discografía de Spinetta sino del rock argentino. El sonido del álbum es primordialmente acústico e intimista, aunque también sobresalen sonidos de guitarra eléctrica, como el distintivo riff de "Cementerio Club" o el más "latino" de "Las Habladurías del Mundo". Se emparenta en este sentido con el que tendría nueve años después el álbum Kamikaze. Numerosas guitarras acústicas, piano, cencerros, un ascetismo marcado en los arreglos y un viraje abrupto respecto de su disco anterior. Las canciones son complejas y ya señalan una incorporación armónica del jazz en su música, que sería notable a partir de 1977, con el álbum A 18' del Sol y luego con la Banda Spinetta y Spinetta Jade. 

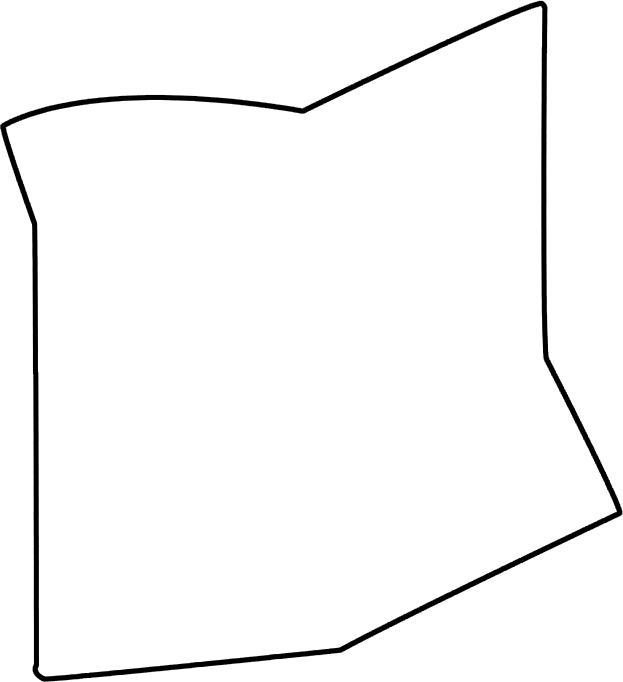
Silueta del LP original de Artaud, famoso por su forma irregular y rupturista.

Una particularidad de Artaud es su original portada, que no es cuadrada, como era y sigue siendo usual en los discos, sino que fue diseñada por Spinetta para que tuviera una forma octogonal irregular de cuatro puntas, de fondo verde y con una mancha amarilla en su cuadrante inferior izquierdo. En el frente lleva una pequeña foto de Artaud viejo, en el ángulo superior derecho, mientras que en el contrafrente lleva una pequeña foto de Artaud similar, pero joven y en el ángulo superior izquierdo.
El disco original tiene un sobre interno blanco, con la lista de temas y los créditos, así como una cita de Artaud escrita en mayúsculas, que dice: 

«¿Acaso no son el verde y el amarillo cada uno de los colores opuestos de la muerte. El verde para la resurrección y el amarillo para la descomposición, la decadencia?»
Antonín Artaud (Carta a Jean Paulhan)
París - 1937

En la parte inferior del sobre, figura la dedicatoria:

«Este L.P. se denomina "Artaud" porque está dedicado a Antonin Artaud, poeta francés (1896-1948)»

La idea del diseño de la portada fue del propio Spinetta y el diseñador fue Juan Gatti, el artista responsable de la tapa de Pappo's Blues Volumen 2 y varias otras de los primeros años del rock argentino. Es considerada una obra maestra para toda una generación, y recordada como una de las joyas del diseño de portada de todos los tiempos.

«En ese momento la hicimos con Luis Alberto y quedó como un delirio, porque realmente estábamos volados, pero no por las drogas, sino como en estado de permanente alucinación. Hicimos esa tapa que no entraba en ningún stand y las tiendas de discos nos querían matar porque no sabían cómo exhibirlo, la gente no lo podía guardar. Fue un objeto muy incómodo y movilizador para la época.»

Sus excompañeros de Almendra, seguían un camino similar (también interpretando un hard rock de inspiración psicodélica): Edelmiro Molinari fundó el trío Color Humano junto a Rinaldo Rafanelli en bajo y David Lebón en batería (este último abandonó la banda tras el primer disco para irse a tocar el bajo en Pescado Rabioso, siendo reemplazado por Oscar Moro), mientras que Rodolfo García y Emilio del Guercio integraban el grupo Aquelarre, cuya estética musical ya tendía a la fusión progresiva -aunque el particular sonido de la guitarra Gibson Les Paul distorsionada de Héctor Starc, especialmente en el homónimo primer disco, lo convierte en un claro referente de la escena "pesada" de la Argentina de principios de los 70-.
A principios de la nueva década, y ya disueltos Los Gatos, Almendra y Manal, el grupo de rock que más repercusión tuvo fue Vox Dei. Oriundos de Quilmes, e integrado por Ricardo Soulé (voz, guitarra y violín), Willy Quiroga (bajo y voz), Rubén Basoalto (batería) y Juan Carlos 'Yodi' Godoy (guitarra y voz), con una mezcla de hard rock y melodías sutiles, esta banda amplió el espectro musical del movimiento y le sumó importantes audiencias en el área suburbana que circunda a la capital argentina. Debutaron discográficamente en 1970 para Mandioca con Caliente, un disco que combinaba blues crudo -con claras reminiscencias a Cream y a Manal- y baladas rock más lentas y hasta melódicas, y se vería perjudicado por la deficiente calidad de grabación. No obstante, ya incluía dos de sus canciones más populares,"Total que" y "Presente (El momento en que estás)", el primero cantado por Willy Quiroga y el segundo por Ricardo Soulé.
El gran momento de Vox Dei llegaría en marzo de 1971, cuando editan La Biblia, un doble vinilo de corte conceptual basado libremente en las Sagradas Escrituras, el cual es una anomalía en todo sentido. Mientras todas las bandas jóvenes se preocupaban en lograr el estrellato y se obsesionaban por el sexo y las drogas, los Vox Dei posaban su mirada en las historias bíblicas, a las que intentaban imprimirle una óptica marcadamente humana, abandonando el ángulo ortodoxamente religioso. El resultado es que la banda nunca cae en los clichés del llamado "rock cristiano", sino que produjo una obra entre el hard rock y el folk rock con tintes de blues y psicodelia. Se grabó en un total de 150 horas de estudio, lo que era totalmente desacostumbrado para la época. La prensa lo amó desde el principio, llegando a sentenciar la revista Pelo: “La Biblia de Vox Dei es un hito fundamental en la música rock”. Las primeras presentaciones de este disco tuvieron lugar en el Teatro Alvear de Buenos Aires y en el Teatro Don Bosco de San Isidro, seguido por una gira nacional, con el guitarrista Nacho Smilari (ex La Barra de Chocolate) en reemplazo de Godoy, hecho éste que afectó al sonido más compacto que tenía el grupo previamente.Al terminar la gira, empiezan las sesiones del siguiente disco. A fines de 1971 se edita el simple con los temas «Donde Has Estado Todo Este Tiempo» y «Tan Sólo un Hombre» y tras esto Smilari se retira del grupo para formar su propio proyecto de rock pesado, el trío Cuero, con lo cual la Vox Dei pasa a ser un trío con la alineación conocida como "la formación clásica": Quiroga - Basoalto - Soulé.
Por su parte, el trío La Cofradía de la Flor Solar, surgido de la comunidad alternativa homónima establecida hacia 1967 en la ciudad de La Plata e integrado originalmente por Kubero Díaz (guitarra y voz), Morci Requena (bajo y coros) y «Manija» Paz (batería), generó la obra musical más destacada de la estética psicodélica argentina. Después de un simple editado por RCA que pasó desapercibido, fueron recibidos por el sello Mandioca. La canción Juana integró el compilado Pidamos Peras A Mandioca, y terminaron grabando un solo álbum —para el sello Microfón, de Billy Bond— en el cual colaboraron, entre otros, dos jóvenes y versátiles guitarristas: Quique Gornatti y Skay Beilinson, este último futuro integrante de Patricio Rey y sus Redonditos de Ricota. Más tarde participaron en la banda músicos de notable trayectoria posterior, como el violinista Jorge Pinchevsky. Varios de sus miembros terminaron alternando entre La Cofradía y La Pesada. Tras la disolución de ambas bandas, en 1974, fueron varios los que se autoexiliaron, primero en Brasil y después en España. En este país, junto a Miguel Abuelo, se presentaban bajo el nombre combinado de "La Cofradía de la Nada".
En 1972, la formación de La Pesada se hizo estable, incluyendo a Kubero Díaz (ex - La Cofradía de la Flor Solar) y Claudio Gabis en guitarras, Alejandro Medina en bajo y voz, Jorge Pinchevsky en violín, Isa Portugheis y Jimmy Márquez en batería y Billy Bond en voces y producción. Con esos integrantes, la banda grabó tres volúmenes más, además de discos solistas de cada uno de ellos y varios con artistas que luego serían famosos. Entre ellos, acompañaron a Raúl Porchetto en Cristo Rock, su disco debut con el que abandonó el sonido acústico de sus primeras actuaciones y se volcó al sonido Hard Rock psicodélico, buscando generar una obra conceptual cristiana en la misma vena que La Biblia de Vox Dei, pero con letras en primera persona desde la voz de Jesucristo, y conteniendo una crítica mucho más directa y explícita a la jerarquía de la Iglesia Católica.
Pero el disco más extraño y que más fue valorado con el paso del tiempo fue Buenos Aires Blus, el único álbum que se acreditó sólo a la banda (sin mencionar en la tapa a Billy Bond, pese a que fue ya no el frontman sino el productor artístico que le dio el sonido tan particular), con la participación de la cantante de jazz Donna Caroll y la orquesta de Oscar López Ruiz. El sonido, realmente avanzado para la época, incluía pasajes de un experimentalismo que fue reconocido mucho tiempo después. En una nota a Billy Bond del año 2011 en la revista Experimenta, se recuerda el disco en estos términos: "Rock y blues orquestal con bandoneón, bronces, guitarras distorsionadas, una jazz singer (Donna Caroll), pasajes instrumentales con sonoridades nuevas, improvisación cercana al free, jazzeros y rockeros entremezclados, gritos y estruendos, por momentos parece un ritual" (...) "Hay pequeñas piezas como “La Mufeta”, con Javier (Martínez) cantando un lánguido blues con el fondo de la calle, los canillitas, el bar, los mozos, etc, que se despegan de la lógica de producción de un disco de rock y blues".
Ese mismo año La Pesada dio su célebre recital en el Luna Park en el que el público destrozó el estadio arengados por el cantante Billy Bond ("Rompan todo..."). El incidente quedó en el imaginario colectivo como un símbolo de la rebeldía para el público roquero, y como un peligroso antecedente para las autoridades, que cada vez se mostraban más reacias a autorizar recitales masivos.
Junto con el surgimiento del rock pesado, un sector de su público que generalmente eran de clase media baja, usaban pelo largo, vestían con chaquetas negras y a veces tenían cadenas en forma decorativa, fueron apodados como firestones debido a su aspecto, a un cartel publicitario de dicha compañía que había entonces en la Rotonda de Llavallol (frente a la cual existe desde 1932 una fábrica de la misma empresa -en la intersección de las rutas provinciales 4 y 205-) y a su afición por los automóviles y las motocicletas. Este tipo de público disgustaba de los hippies y seguía a bandas como Pappo's Blues, Billy Bond y La Pesada del Rock and Roll, Vox Dei y Orion's Beethoven. En la década de 1980 algunos de estos firestones se fanatizaron con el heavy metal, tomaron la estética asociada al mismo y así pasaron a estar entre los primeros metaleros argentinos (ya que dicha subcultura provenía de Reino Unido); mientras que otros que eran fanáticos de The Rolling Stones (o se habían vuelto fanáticos en esa nueva década) pasaron a formar parte de una nueva subcultura originada en Argentina en torno al fanatismo por esta banda británica y denominada stone o rolinga.

### Rock acústico
En contrapartida a esta escena, crecía la escena de la música acústica, inspirada en las distintas formas de música folk que en EE. UU. y Europa eran adoptadas por la contracultura hippie. La aparición de Arco Iris en 1970 fue la primera señal de esta nueva tendencia. La banda, integrada en un principio por Gustavo Santaolalla (guitarra y voz), Ara Tokatlian (vientos), Guillermo Bordarampé (bajo), y Horacio Gianello (batería y percusión), ganó en enero de 1970 el "Festival Beat de la Canción Internacional" de Mar del Plata con el tema "Lo veo en tus ojos", que se transformó en un éxito. Pocos meses después editan una recopilación de sus sencillos bajo el título de Blues de Dana, y en mayo del mismo año editan su primer álbum oficial, Arco Iris, publicado por RCA Vik, un disco que, si bien no es enteramente acústico y contiene pasajes de alta experimentación psicodélica (como en Canción de cuna para el niño astronauta), llamaba la atención por su sonido caracterizado por la complejidad y la fusión con ritmos folklóricos, de la mano del talento del guitarrista y cantante Gustavo Santaolalla como compositor, y de Ara Tokatlian, aportando el sonido de la flauta o del saxofón, como así también cellos y diversos instrumentos de percusión inusuales en el rock argentino de entonces. La particularidad de Arco Iris no residía sólo en su propuesta musical sino también en su modo de vida mucho más conectado con la filosofía hippie que cualquier otra banda contemporánea en la Argentina. En ello fue fundamental la presencia de Danais Winnycka (Dana), una modelo ucraniana radicada en Buenos Aires, varios años mayor que los integrantes de la banda, quienes por entonces eran adolescentes viviendo en la localidad suburbana de El Palomar, en el Gran Buenos Aires. Fue ella quien introdujo a los miembros de Arco Iris en el ambiente místico, vegetariano y comunitario que caracterizó a la banda y de la cual fue reconocida como "guía espiritual".
Bajo su influencia los músicos de Arco Iris y Dana pasaron a vivir en comunidad en un departamento ubicado en el barrio de Palermo de Buenos Aires, en la calle Honduras y Bulnes. La comunidad se regía por estrictas reglas espirituales y de vida cotidiana, que Dana establecía, como la prohibición de carne, alcohol, drogas, y especialmente el sexo. El hecho era respetado por los seguidores de la banda, pero también provocaba el desprecio de algunos sectores, incluso dentro del mundo del rock nacional, que cuestionaban el hecho de tener a una mujer como "Maestro", y de haber aparecido en el número 318 de la revista Gente con fotos de los integrantes de la banda haciendo tareas domésticas (con el acápite "Saben lavar. Saben planchar. Saben barrer y tambien cocinar") lo que hizo en Alejandro Medina, en otro número de la misma publicación, los llamara "las amas de casa del rock". Como también lo expresó Billy Bond: "A Arco Iris lo puteábamos, porque eran un desastre. Primero, porque andaban con una mina que les hizo la cabeza: no podían fumar ni coger, tenían que comer hierbas… Para nosotros eran unos pelotudos".
No obstante ello, entre 1970 y 1972, mientras Arco Iris va evolucionando musicalmente hasta volcarse definitivamente al rock progresivo, comienza a surgir una nueva camada de músicos jóvenes que siguen su camino en el formato acústico. Esta tendencia alcanza su punto máximo en noviembre de 1972, cuando se lanzó el primer álbum de Sui Generis, Vida, marcando el primer éxito comercial para el movimiento acústico. Sui Generis había nacido como un sexteto de rock elaborado, pero había adoptado el formato de dúo acústico, con Charly García y Nito Mestre, de un modo casi casual, para actuar en el Teatro de la Comedia de Mar del Plata, como teloneros de Pedro y Pablo.
Pedro y Pablo (Miguel Cantilo y Jorge Durietz) fue el primer dúo acústico en tener un éxito masivo con la canción «La marcha de la bronca», tema incluido en su primer álbum, Yo vivo en una ciudad, de 1970. Este álbum fue sin duda el primero en abrir el camino de canción acústica en el rock argentino. Producido por Francis Smith, el dúo de guitarras era apoyado por una magnífica instrumentación de la Orquesta de Jorge Calandrelli. Por esa época el dúo se presentaba en el circuito de café concert y, tal como lo expresó Jorge Durietz, "ese primer disco casi no es rock", resaltando la influencia que tenía, sobre las composiciones de Cantilo, la chanson francesa de artistas como Georges Brassens, y de una pequeña escena de cantautores argentinos surgidos del Instituto Di Tella que seguían ese modelo, como Jorge Schussheim y Jorge de la Vega o Nacha Guevara. Las canciones combinaban dulces melodías y armonías vocales que, en canciones como «Dónde Va La Gente Cuando Llueve» y «La Quimera Del Confort» llegaban a asemejarse a las canciones por entonces en boga de Simon and Garfunkel, a la vez que se despachaban con críticas mordaces y ácidas ironías contra las contradicciones que hallaban en la cultura predominante de las clases medias porteñas, y lo que llamaban, justamente, "La Quimera del Confort". Pero a partir de su éxito, el dúo comenzó una etapa de experimentación a través de la vida comunitaria en una pensión del barrio de Belgrano, en calle Conesa n.º 2563, donde convivían Cantilo y Durietz y recibían, todo el tiempo, la visita de amigos como Kubero Díaz, Roque Narvaja, Moris, Charly García, Rocambole y Pappo, quienes se reunían en el patio interno de la pensión a ensayar y zapar. Fue esta experiencia la que inspiraría, poco después, a varios de los integrantes de esa comunidad a intentar la creación de una comuna hippie rural en El Bolsón (hecho al que hace alusión la canción «El Bolsón de los Cerros», compuesta en esas sesiones). El resultado de esta experiencia comunitaria quedó plasmado, en el año 1972, en dos discos que fueron editados por el sello independiente Trova, que era manejado con gran sentido artístico por Alfredo Radoszynski. Se trata de dos álbumes muy emparentados en cuanto a su estilo, su temática y al personal que intervino y que marcaba el terreno para una fértil escena de rock acústico: Conesa, segundo álbum de Pedro y Pablo, y meses después Octubre (mes de cambios), debut de Roque Narvaja en solitario. Dos álbumes de cantautores "comprometidos" que adoptan el sonido de folk rock lisérgico con guitarras de cuerdas de acero acompañadas por instrumentos autóctonos y climas andinos (Roque Narvaja estrenaba charango y lo cruzaba con las quenas de Uña Ramos y los tambores de Domingo Cura y armonías vocales inspiradas en Crosby, Stills & Nash). El disco de Narvaja era el de contenido político más explícito que el rock argentino había visto hasta ese momento, con letras dedicadas a Camilo Cienfuegos y el Che Guevara ("Camilo y Ernesto") y al dirigente del PRT Luis Pujals ("Balada para Luis"), pero fijando su posición en "Revolución, mi amor", de apoyo a las posturas de los sacerdotes tercermundistas que en ese momento tenía como su gran representante en la Argentina al Padre Carlos Mugica: "Revolución con Dios/ Sueño del trabajador”. Justamente Miguel Cantilo era quien había empezado a frecuentar el trabajo de Mugica en la Villa de Retiro, llevando a Roque Narvaja y a otros músicos de rock a colaborar. Y Conesa se iniciaba, justamente, con una canción claramente inspirada en el sacerdote: "Padre Francisco", mientras que "Blues del Éxodo" y "El Bolsón de los Cerros", celebraban el abandono de las ciudades y el sueño de comunidades utópicas en el interior del país.
Pero el éxito comercial de Vida terminó dejando en el olvido a esos antecedentes. Producidos por Pierre Bayona, Sui Generis había sido presentados a Billy Bond, quien consigue que Jorge Álvarez los haga grabar para el sello Microfón, con todos los músicos de La Pesada actuando como sesionistas en el estudio. El disco se grabó en dos días y llegó a vender 400.000 copias, una cifra nunca antes alcanzada por ningún disco de rock. En una nota del año 1973, la revista Pelo señala como particularidad que a los recitales de Sui Generis iban mujeres, algo que casi no sucedía en el rock nacional de esa época: la nota destaca la presencia de «muchachas que no son las habituales dentro de los recitales, habían concurrido en racimos de cuatro o cinco», convocadas por canciones en las «que se entremezclan el amor de verdad, la ternura como auténtico gesto de entrega». El éxito abrumador de «Canción para mi muerte» generó en ese momento una especie de malentendido temático y musical, que tendía a encasillar al dúo fuera del rock, dentro del género pop romántico. Nito Mestre reconocía esta situación en un reportaje de 1973:

Muchas chicas que nos vienen a hacer reportajes para revistas de colegios se asombran de que nosotros tengamos ideas políticas y otras cosas; muchas creen que nosotros somos personajes románticos, sufridos lectores de poesías o empedernidos intelectuales. El público en general cuando escucha nuestro show se asombra de no encontrar lo que esperaba pero no se decepciona.
Nito Mestre

Sui Generis fue uno de los primeros grupos de rock argentino cuyas canciones se tocaron en los fogones de los campamentos juveniles y en las reuniones de estudiantes. La banda transmitía un mensaje poético y sutil, con historias fácilmente comparables con cualquier vivencia cotidiana de los adolescentes, siendo así la primera banda de rock argentino de aceptación masiva. En un primer momento la crítica de rock, que le era adversa, lo atribuía al éxito radial de «Canción para mi muerte», que fue elegida por la revista Rolling Stone (edición argentina) y la cadena MTV, como la canción #11 entre las 100 canciones más destacadas del rock argentino. Se los veía como un simple grupo de moda con un solo hit, pero el éxito se mantuvo al año siguiente con el segundo disco, Confesiones de Invierno, un disco que incluye canciones de instrumentación más roquera, como el nuevo hit "Rasguña las piedras", y "Bienvenidos al tren", pero también conservó el atractivo de las baladas acústicas como "Aprendizaje" y "Un hada, un cisne".
El masivo éxito de los dos primeros álbumes de Sui Generis abriría las puertas para toda una serie de bandas y solistas acústicos: León Gieco (quien en 1973 editaría su primer disco homónimo, grabado y producido en forma independiente por Gustavo Santaolalla, de Arco Iris), Raúl Porchetto, el trío Pacífico y otros dúos como Mesías (fundado por un exintegrante del sexteto original de Sui Generis, Juan Bellia, y cuyo único simple se editó merced a la ayuda de Charly García), Pastoral y Vivencia. 
Estos últimos proyectos coincidían en haber debutado con discos conceptuales que pasaron desapercibidos, pero el auge del movimiento del rock acústico les dio popularidad.
Vivencia alcanzó su forma definitiva en 1973 cuando, seguramente por influjo del éxito de Sui Generis, se vuelca al formato folk acústico para editar su segundo álbum de estudio Mi cuarto, el más exitoso del dúo en toda su carrera. Sus temas: «Los juguetes y los niños» y especialmente «Mi cuarto» se convirtieron en clásicos del rock nacional argentino.
Pastoral tuvo su momento de máximo éxito a partir de su segundo disco, En el hospicio (1975), que contó con la producción artística de Litto Nebbia y la participación de su trío como grupo de apoyo, además del bandoneón de Juan José Mosalini, integrante de la orquesta de Antonio Agri, en su canción Grifana, la mujer, que marcaba un acercamiento al tango desde el rock. Este disco (con una portada diseñada por el propio Alejandro, mostrando una estética casi gótica en sus fuertes contrastes de blanco y negro) profundiza en un sonido calmo y de una sobria corrección técnica, creando una atmósfera en general melancólica en la que destaca el juego entre las voces de De Michele y Erausquin. Algunas pistas presentan un sonido más rico, con solos eléctricos cortos y suaves, órganos y pianos ligeros y la presencia de la sección rítmica de Nebbia. Por momentos el sonido se acerca un poco más al Folk Rock, pero incluso estos instrumentos se tocan bajo una atmósfera muy suave y elegante, aunque hay algo de espacio para las partes instrumentales. En el hospicio fue un éxito en lo comercial. Con él, Pastoral llegó a ser visto como el sucesor lógico de los recién separados Sui Generis, y tuvo un ascenso meteórico. Shows a sala llena en el teatro Coliseo y dos multitudinarios festivales en el Luna Park (el Concierto Para Un Mañana de Nebbia del 26 de marzo de 1976 fue el primero) marcarían la primera mitad de 1976 para el dúo. En la faz artística, con letras que versaban sobre la locura, la muerte y la autodestrucción hasta llegar a pasajes casi nihilistas, Pastoral había definido su estilo y seguiría profundizándolo en sus siguientes trabajos, ya incursos en el territorio del rock progresivo, pero siempre haciendo hincapié en la instrumentación acústica y delicada.
La proliferación de estas bandas y su creciente popularidad, sumado al hecho de que a comienzos de la década se dio el auge del movimiento hippie en la Argentina, llevaron al "Acusticazo" de 1972 con León Gieco, Raúl Porchetto, Miguel y Eugenio, Carlos Daniel Fregtman, Miguel Krochik, Litto Nebbia, David Lebón y Gabriela. Ahí se grabó el primer disco en vivo del rock argentino. En los años siguientes, la mayoría de estos intérpretes terminaron alejándose del formato acústico. Pero fue en esta etapa cuando, por primera vez en su historia, el rock argentino comenzó a aparecer en el exterior, cuando Sui Generis y Pastoral ganaron popularidad en Iberoamérica y el segundo grupo hasta llegó a editar un EP en Japón.

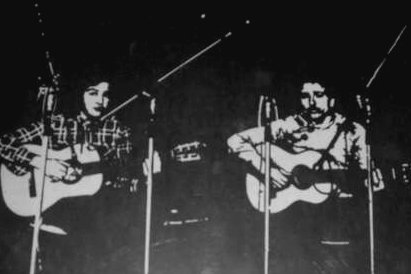
Vivencia en 1975, dúo de folk de la década de 1970.

### Rock progresivo
Entrados en la década de los años 70, y siguiendo la creciente influencia de las bandas que triunfaban en Europa y Estados Unidos, también en Argentina comenzaron a aparecer intentos de acercarse al rock progresivo o sinfónico. Distintas bandas abandonaron el corto sencillo pop en favor de técnicas de instrumentación y de composición más frecuentemente asociadas con el jazz o la música clásica en un esfuerzo por dar a la música rock el mismo nivel de sofisticación musical y respeto de la crítica. En el caso de Argentina, como en otros países iberoamericanos, esta fusión también se extendía a los estilos musicales típicos de esta región, como el tango y distintos géneros folklóricos.
Ya a principios de los años 70 la banda Contraluz había combinado el rock con matices progresivos y folk. Este sería uno de los grupos más influyentes en los años previos al surgimiento del rock progresivo y sinfónico. El grupo participó de la primera edición del festival B.A.Rock el miércoles 11 de noviembre de 1970 y de la segunda del mismo en noviembre de 1971, obteniendo gran éxito en la respuesta del público, aunque recibiendo críticas por el excesivo parecido entre su sonido y el de la banda inglesa Jethro Tull. La banda no negaba esa influencia primordial; ellos también basaban gran parte de su sonido en la flauta traversa (interpretada por Alejandro Barzi), e incluso interpretaban un cover de ellos, de la canción Bourée. Su único disco, Americanos, se editó en 1973 por Music Hall con la producción de Billy Bond, y tuvo una repercusión moderada.
Por la misma época, en Villa del Parque, surgió Materia Gris, banda liderada por Julio Presas, que tuvo la rareza de centrar su obra no en long plays, sino directamente en óperas rock que estrenaban en teatros. Oh perra vida de Beto, estrenada en teatro en 1972 fue luego editada en long play con la presencia de Litto Nebbia y Bernardo Baraj como músicos invitados. Poco después estrenaron Pandemonium en teatros de Capital y Gran Buenos Aires, pero ésta no llegó a ser editada en disco. Otra ópera rock que no llegó a ser editada en disco fue Indio, compuesta en la ciudad de Santa Fe. por Horacio Bidarra y Miguel Bertolino, ex tecladistas de la banda beat Alma Pura, quienes la presentaron el 21 de septiembre de 1973 en el Teatro Municipal de Santa Fe con su nueva banda Virgem. Tenía casi dos horas de duración y su temática era la destrucción de las culturas nativas americanas tras la llegada del hombre blanco. Tras la muerte de Bertolino en un accidente de tránsito en 1975, Bidarra rearmó la banda en 1976 y en 1978 estrenó una nueva ópera rock: El principio de lo infinito, que tampoco llegó a editarse.
En el mismo año 1971 apareció Orion's Beethoven que en 1973 editó en Phonogram su placa debut Superángel. Se trata de un álbum integrado, esencialmente, por dos grandes suites -compuestas ellas de temas interconectados por secuencias instrumentales- que lideran sendos lados del vinilo y son acompañadas de dos canciones más. La primera de ellas le da título al álbum, y consiste internamente de tres movimientos: “El Camino De Los Superhombres”, “Soy El Sol” y “Nirmanakaya”. Acompaña a esta suite “Retrato De Alguien”, un rock'n'roll muy en la vena de la época, que cierra el lado A. El lado B lo abre “Hijo Del Relámpago (Fuego)”, doce minutos de vadeante improvisación, climáticos crescendos y una atmósfera bastante lograda, para luego cerrar el álbum con algunos fragmentos de la “Sinfonía Nº 8 En Si Menor” de Franz Schubert arreglados al rock. Su segundo álbum ''Tercer milenio'' ya fue más convencional y para 1981 la banda lograría su momento de fama -abandonado ya el sonido progresivo, cerca del formato de hard rock de los 80 y con el nombre abreviado a Orion's- con su único éxito "Toda la noche hasta que salga el sol".
En 1972 nace Ave Rock, una banda que, si bien enraizada en el blues y el hard rock, lograba sus mejores momentos cuando se alejaban de esos estilos y se adentraban en formatos progresivos deudores de Yes. Con el impresionante trabajo de guitarra de Luis Borda (un adolescente en ese momento), y sus contrapuntos con los teclados de Osvaldo Caló (quien más tarde integraría la banda de Astor Piazzolla), se adelantaron a Espíritu y Crucis en la creación de un rock progresivo de influencia europea, aunque nunca llegaron a tener la popularidad de estas bandas. 
Ese mismo año, Arco Iris abandona su tradicional sonido acústico y, a partir de las placas Tiempo de Resurrección y sobre todo Sudamérica o el Regreso a la Aurora (ambos de 1972), adoptan un sonido que combinaba el progresivo y el jazz rock con el folklore local. Ya en 1973 profundizan en ese sonido con Inti-Raymi y en 1974 Agitor Lucens V los lleva a incursionar directamente en el rock sinfónico. En 1975 la comunidad que formaban los integrantes de Arco Iris se rompió y Gustavo Santaolalla abandonó la banda, fundando el grupo Soluna, junto al baterista de Arco Iris, "Droopy" Gianello y al adolescente Alejandro Lerner en teclados. Grabaron un solo álbum Energía natural, que también pertenece al género progresivo y cuenta con participación de Charly García en dos temas, "Ella despertaba" y "Detrás de la valla". Al margen de esta deriva de Santaolalla, Arco Iris continuó su carrera bajo el lierazgo de Ara Tokatlian y Dana. Con una nueva formación que incluía a Ignacio Elisavetsky en guitarra y al baterista uruguayo José Luis Pérez editan el álbum Los Elementales en 1977, que ya puede ser calificado como jazz-rock. Después de eso emigraron a los Estados Unidos.
Cuero fue una banda efímera de música experimental cuyo primer LP, Tiempo después (1973), aborda el estilo de rock y blues de los años 70 con marcadas influencias de grupos británicos como Black Sabbath o los primeros discos de Deep Purple. Estaba integrada por Ignacio Smilari (ex - La Barra de Chocolate, Piel de Pueblo y Vox Dei) en guitarra, Enrique Masllorens (ex - La Joven Guardia) en bajo y Carlos Calabró en batería. El primer disco fue bien recibido tanto en Argentina como en países latinoamericanos como Perú, Venezuela, Brasil y México. No obstante ello, luego de este álbum el grupo se separa, cuando tanto Masllorens como Calabró deciden radicarse en los Estados Unidos.Ante las buenas ventas y críticas, la discográfica vuelve a llamar a Nacho Smilari para editar una segunda placa con el nombre de la banda.
Smilari, tras intentar fallidamente reclutar a sus anteriores compañeros para el segundo trabajo, convoca entre otros a Osvaldo López en batería —ex Los In- y a Bernardo Baraj en saxos —ex Alma y Vida—, además de otros múltiples saxofonistas y percusionistas, buscando la influencia de los ritmos afro y larguísimos pasajes instrumentales. Por ese entonces, Smilari vivía una etapa de fascinación por el costado más experimental de la obra de Santana. Así, este segundo LP, Crecimiento (1974), marcaría un giro en el estilo comparado con el primer disco, ya que se enfocaría más en el jazz-rock latino. Este cambio de estilo no convenció a sus antiguos seguidores y poco después de su edición la banda terminó disolviéndose sin siquiera presentarlo en vivo.
Por la misma época, otros dos exintegrantes de La Joven Guardia, Hiacho Lezica y Félix Pando, dan vida a un proyecto que no llegaría siquiera a debutar en vivo. Gorrión quedó como una banda fantasma que encaró un proyecto ambicioso: grabar una versión adaptada al rock de La Misa Criolla, la obra folklórica conceptual de Ariel Ramírez. El mismo compositor dio su aprobación para el proyecto y supervisó las grabaciones en las que, además, participó el Chango Farías Gómez. El disco se editó de manera independiente y con una portada cuando menos provocadora, con un dibujo que remitía a la contraversial obra de León Ferrari "La Civilización occidental y cristiana", que mostraba una imagen de Jesucristo crucificado sobre un avión de guerra estadounidense, de los que en ese momento eran utilizados en la guerra contra Vietnam. El álbum no tuvo gran repercusión al momento de ser publicado recibiendo, como todas las grabaciones relacionadas con La Joven Guardia, una dura crítica de parte de la revista Pelo, que cerraba diciendo: "Síntesis: ni rock, ni folklore".Nunca fue presentado en vivo y la banda se disolvió.
La banda Espíritu formada en 1973 fue un grupo que marcó el apogeo del rock sinfónico en la Argentina. Recomendados por David Lebón (quien se incorporó brevemente al grupo como tecladista, pero acabaría abandonándolo para formar Polifemo) se convirtieron en protegidos de Jorge Álvarez, quien ansiaba producir una banda de rock progresivo en el país. Álvarez les produce, para el sello Microfón, su primer simple: “Hoy Siempre Hoy” y “Soy la Noche”, que empieza a sonar bastante en las radios. Su primer álbum Crisálida, fue pensado como una obra conceptual completa de 50 minutos de duración, por lo que no aparecen silencios entre los cambios de una canción a otra, es citado como su mejor trabajo y se le atribuyen influencias de Yes, Genesis y del progresivo italiano, especialmente de bandas como Premiata Formeria Marconi, Celeste, Biglietto per L'Inferno, y Semiramis. Las presentaciones en vivo también estaban concebidas como una performance teatral, con escenografías y vestuarios especiales para cada show.
Cuando Espíritu se rebeló contra las directrices que pretendía imponerles Jorge Álvarez, éste intentó reactivar su proyecto contratando a Crucis, banda formada en agosto de 1974 por Gustavo Montesano (guitarra y voz), José Luis Fernández (bajo), Daniel Frenkel (batería) y Daniel Oil (teclados). Cuando Fernández dejó la banda para unirse a La Máquina de Hacer Pájaros, Montesano pasó al bajo. Luego se les unirían Pino Marrone y Aníbal Kerpel. Su música, de una gran técnica y calidad musical única, atrajo seguidores en la escena underground, para luego comenzar a tocar en lugares más grandes. Hacia 1975 su música comenzó a tener más éxito, al punto de que el mismo Charly García fue a ver uno de sus conciertos para "comprobar su perfomance", ofreciéndose a producir su primer álbum, homónimo. En cuanto al segundo disco, Los Delirios del Mariscal, grabado y editado en 1977, lo mezclaron en Nueva York. Con este material realizaron giras por Estados Unidos, dejando impresionado al público que iba a verlos y escucharlos. Poco después de haber lanzado este disco y de regreso a la Argentina, se conoce la imprevista noticia que se separan por conflictos personales entre ellos.
En 1974 hace su debut la banda Madre Atómica, que tomaba su nombre de un álbum de Pink Floyd. Formado en 1973, este trío de adolescentes constituía el boom del circuito underground: Lito Epumer (20 años) en guitarra, Mono Fontana (14 años) en la batería y Rubén Darío Alcaraz en el bajo ―luego reemplazado Pedro Aznar (15 años)―, conformaban pese a su juventud uno de los grupos más virtuosos del medio. Pedro Aznar tocaba el bajo sin trastes con claras influencias de Jaco Pastorius y toda la banda tendía hacia la fusión con el jazz, manifestando la influencia del sonido de bandas como Weather Report y Return To Forever. En 1975 Quique Sinessi sustituyó a Epumer, pero diferencias internas disolvieron la banda, que luego tendría un renacimiento ya en los años 80.
Por esa misma época Sui Generis inició una transición de un rock acústico a un sonido más eléctrico y visceral con su tercer álbum, Pequeñas anécdotas sobre las instituciones. La banda había dejado de ser un dúo y pasaba a ser un cuarteto, con la incorporación de Rinaldo Rafanelli en bajo y guitarras y Juan Rodríguez en batería. El disco sorprendió a la crítica y a los fans, con un estilo de rock sinfónico, incluyendo instrumentos electrónicos novedosos para la época y una marcada temática de crítica política. Este nuevo rasgo surge de las conversaciones que por ese momento tenía Charly García con el intelectual izquierdista David Viñas y que lo llevaron, por un breve espacio de tiempo, a militar en el Partido Comunista Revolucionario, de tendencia maoísta. Con el tiempo, García se apartó de la militancia y llegó a burlarse de aquella época, pero de este período quedó un disco con letras explícitas y una visión totalmente ácida sobre las «instituciones» básicas de la sociedad: la familia, el Estado, las Fuerzas Armadas, al tiempo que denunciaba la represión policial, la censura, los asesinatos políticos. Musicalmente, el álbum mostraba un cambio estilístico de fondo, más complejo, conceptual y orientado al rock sinfónico. “Tema de Natalio” es un instrumental que bien refleja este cambio o “El Show de los Muertos”, en el que cuatro de los ocho minutos que dura la canción están ocupados por distorsiones con teclados. Suena extraño escuchar estos sonidos adaptados a un grupo que, hasta ese momento, se había identificado por un sonido casi opuesto. Contaba además con los coros de María Rosa Yorio, pareja de Charly García por la época, y aportes de numerosos músicos invitados. El disco fue muy elogiado aunque no vendió como se esperaba. Al público y a los productores, le costaba entender la evolución musical de Charly y les exigía volver al estilo acústico y sencillo de los dos primeros álbumes. Por otra parte tanto García como Mestre y el resto de la banda, habían comenzado a consumir ácido lisérgico. Charly decidió entonces realizar un nuevo álbum conceptual alrededor de la psicodelia y pensó en un nombre: Ha sido (un juego de palabras con "Ácido"). La banda llegó a grabar todo el álbum, pero los managers y productores se negaron a editarlo, presionando para que el grupo volviera a las baladas iniciales que tenían asegurado el éxito comercial. Finalmente tuvieron que resignarse a lanzar un EP, con uno solo de los temas del álbum nuevo («Alto en la torre») y tres temas de los álbumes anteriores. El contenido completo y las grabaciones del frustrado álbum Ha sido nunca han sido dados a conocer públicamente. Se sabe que al menos lo integraban «Entra eléctrico», «Nena (Eiti Leda)», «Bubulina», «Fabricante de mentiras» y probablemente también, «La fuga del paralítico», un instrumental de Rinaldo Rafanelli. El propio Rafanelli dijo al respecto:

Jamás llegué a entender por qué Ha sido no se editó; porque lo grabamos y todo. Era una cosa muy loca, con letras de Charly que hablaban de los gusanos de la mente de la gente. Eso sí: no era Sui Generis tal cual se lo conoció.
Rinaldo Rafanelli.

Después de eso, García y Mestre intentaron darle un nuevo impulso al folk rock acústico con el proyecto PorSuiGieco, una especie de superbanda con otros dos cantantes acústicos, Raúl Porchetto y León Gieco, además de la mencionada María Rosa Yorio. Pero incluso en este proyecto terminaron filtrándose elementos eléctricos en sus canciones más destacadas, como "Quiero ver, quiero ser, quiero entrar" y "El Fantasma de Canterville". 
El rock progresivo argentino alcanzaría su pico de popularidad en 1975. En ese año, Sui Generis pone fin a su carrera, dando dos conciertos conocidos como Adiós Sui Generis en el Luna Park el 5 de septiembre de 1975. En un principio las once mil localidades se habían agotado en dos semanas, por lo que se agregó una función, según Mestre fue el primer concierto multitudinario de rock en Argentina. Se grabó una película a color con el mismo nombre sobre aquellos conciertos, en donde se pudo escuchar por primera vez canciones como "Bubulina", "Nena" (que luego integraría el primer disco de Serú Girán con el nombre cambiado a "Eiti Leda") y "El blues del levante". La película, estrenada ya durante la dictadura instalada en 1976, fue prohibida para menores de 18 años.Se sugiere que los conciertos de despedida de Sui Generis fueron el punto final de la tendencia hacia el formato acústico predominante en la escena, el rock acústico se fue disolviendo y las bandas se separarían o cambiarían su sonido. Las que continuaron en ese estilo, como Pastoral y el nuevo proyecto de Nito Mestre, Los Desconocidos de Siempre, conservaron algo de popularidad pero, salvo algún éxito masivo durante la dictadura, como "Sólo le pido a Dios" de León Gieco, se fueron alejando cada vez más del centro de la escena del rock nacional. Raúl Porchetto, quien ya se había acercado al rock progresivo con su conceptual Cristo Rock y posteriormente con su banda Reino de Munt, se alejaría definitvamente del formato acústico y rozaría la new wave en discos como Metegol (1980) y Televisión (1981), con la participación de los futuros G.I.T. Pablo Guyot, Willy Iturri y Alfredo Toth.
También Pastoral, banda emergida del movimiento de rock acústico, abrazaría el estilo progresivo a partir de su tercer álbum, Humanos. Para su grabación se contó con una orquesta de cuerdas a cargo de Antonio Agri, y de invitados de lujo como Charly García, Oscar Moro y Pino Marrone. A diferencia de los dos discos anteriores, Humanos tuvo una composición más cuidada y refinada, con mayor percusión y arreglos de cuerdas que sus predecesores. Canciones como «Prórroga de la tierra» y «Lustrabotas de avenida» destacan en su musicalización. Sin embargo, la canción columna del álbum fue «Me desprendo de tu vientre», seguida de «De regreso a tus entrañas», una composición de casi diez minutos de duración que entrelaza las dos canciones, que recorre la vida de un ser desde su concepción y nacimiento, y que, horrorizado por el mundo que lo rodeaba, planteaba un regreso al útero materno. El disco bordeaba lo conceptual en torno a la muerte y la sinrazón de la existencia y puede considerarse el eslabón entre el folk de comienzos de los 70s, en su forma más sensible, y el progresivo de los finales de la década con sus facciones sinfónicas a plena vista. De Michele tomó el liderazgo completo en letras y composiciones, consolidando un sello propio de la banda fiel al hippismo hasta sus ideas más ecologistas, siendo un estandarte de la música con mensaje ambientalista en el país, y sus apreciaciones sobre la vida y la muerte. Este estilo se prolongaría con el cuarto álbum el dúo, Atrapados En El Cielo (1977) una obra grabada en Brasil con la participación de Billy Bond en las mezclas, que muestra una mayor amplitud musical, acercándose al sudamericanismo que por entonces comenzaba a entrar en boga, a través de la supresión de las cuerdas y la entrada, en su lugar, de grandilocuentes arreglos de vientos (con flautas y saxos tocados por Ara Tokatlián y las gaitas de Richard Pearson). «Hermana realidad» (también conocida como «La realidad es mi hermana») tiene guiños hacia el estilo moderno de tango de Astor Piazzolla, completando el giro estilístico que habían iniciado con «Grifana la mujer».
El mismo año 1975 nace en Villa Adelina Músicos Independientes Asociados (MIA) como una cooperativa independiente para impulsar la aparición de nuevos músicos. Era impulsada básicamente por el matrimonio del docente musical Rubens "Donvi" Vitale y la antropóloga, arqueóloga, profesora, escritora y gestora Esther Soto. La idea era crear una forma de productora independiente y no comercial para sus hijos Liliana Vitale y Lito Vitale (por entonces un joven pianista de apenas 12 años). A estos se fueron sumando alumnos de Donvi Vitale, pasando por el proyecto alrededor de cincuenta músicos tales como Alberto Muñoz, Verónica Condomí y Juan del Barrio, así como también sonidistas, iluminadores, diseñadores gráficos, etc. Así, la cooperativa llegó a tener alrededor de 60 personas que producían sus propios recitales y grabaciones fuera del circuito comercial, convirtiéndolos en precursores del rock independiente en Argentina. Muchos de los músicos participantes lograron editar sus propias placas solistas en la pequeña discográfica, en distintos géneros musicales, que iban desde la proyección folklórica al jazz-fusión. Además, bajo la denominación de MIA se presentaban como banda y lanzaron cuatro discos directamente enraizados en el rock progresivo de influencia británica, empezando con Transparencias, en 1976. Su segundo disco, Mágicos juegos del tiempo, centraba su argumento en la vida de un personaje imaginario llamado Juliana Gabina, desde niña hasta su adolescencia.
En Rosario, en 1973, nace Pablo El Enterrador, una banda progresiva que contaba con la presencia de Lalo De los Santos y Rubén Goldín, dos músicos que luego alcanzarían notoriedad al margen del rock, con la llamada Trova Rosarina. El 11 de enero de 1974 tocan en la sala Evita como soporte de Raúl Porchetto, que presentaba su ópera rock Cristo Rock, obra grabada junto a los músicos de La Pesada, y que puede ser considerada otra de las obras fundacionales del rock progresivo en Argentina. En esa actuación, Porchetto se deslumbra con Goldín y De Los Santos invitándolos a formar una nueva banda en Capital. El resultado es Reino de Munt, otra banda de rock progresivo, que contaría, además con el tecladista Alejandro Lerner en sus filas. Tras unos pocos meses, y sin llegar a debutar con la banda, los rosarinos deciden volver a su ciudad natal, siendo reemplazados por el guitarrista Gustavo Bazterrica y el bajista Frank Ojstersek, respectivamente. En Rosario, Rubén Goldín forma otra banda progresiva, Exordio de Bruja, mientras que De los Santos vuelve a integrar Pablo El Enterrador, que grabaría un único disco homónimo en RCA en 1983. Por esa época, en la Provincia de Santa Fe existió toda una escena de rock progresivo, tanto en Rosario (con bandas como Irreal y Síntesis), como en la capital provincial con Virgem y Agnus, una banda que fusionaba climas folklóricos con pasajes medievales y coros femeninos.
La banda El Reloj, que había nacido con una propuesta más cercana al blues y al hard rock a principios de los ‘70, con una fuerte y notable influencia de Deep Purple, viraría hacia un estilo de progresivo barroco, con tintes sinfónicos y mucha distorsión en su placa homónima de 1975. El extenso tema inicial "El viejo Serafín", "Alguien más en quien confiar" y "Blues del atardecer" son los temas más destacados del álbum, mostrando el sonido pesado y característico del grupo, fusionado con el rock progresivo, perfectamente impulsado por el órgano Hammond de Luis Valenti (también manager de la banda) y la guitarra característica de Willy Gardi. La banda también contó con la potente batería de Juan "Locomotora" Esposito y la guitarra rítmica de Oswaldo Zabala, quien interactúa con Gardi en numerosas ocasiones, creando un agradable sonido de guitarra doble. Espósito también ilustró la portada del disco. La idea original era de poner el cuadro La persistencia de la memoria de Salvador Dalí, pero como no daba con el tiempo y el presupuesto para los permisos, RCA le pidió al grupo que presente una tapa alternativa y Juan "Locomotora" Espósito, realizó un dibujo de la noche a la mañana que posteriormente sería modificado por la compañía, comprimiéndolo en un recuadro chico y poniéndole las letras, como finalmente fue editado. El disco se convertiría en un clásico pese a que en su momento fue muy criticado por los seguidores de la banda, que esperaban un sonido mucho más distorsionado y duro como en sus presentaciones en vivo. También fue criticado por los propios integrantes del grupo, al no contar con instrumentos y equipos de calidad a la hora de grabar y técnicos que supieran estar a la altura de las pretensiones de la banda, generándose así el mito de que se trataba de una banda que sonaba tan bien en sus recitales que ninguna grabación podía hacerle justicia a sus performances en vivo.  
César "Banana" Pueyrredón, nombre con el que es conocido César Honorio Pueyrredon (n. 7 de julio de 1952 en Buenos Aires) había formado la banda Banana en 1969, junto a su hermano Daniel Pueyrredón y su primo Alejandro Giordano y con temas como "Conociéndote" y "Toda una Noche" definieron con su impronta el rock melódico y romántico en la Argentina, obteniendo un éxito comercial que excedía al ambiente del rock nacional y los acercaba al circuito de la música melódica. Sin embargo en 1975, influido por la escucha de la banda holandesa Focus, decide adoptar un sonido más roquero y elaborado, reemplazando a los otros dos miembros por músicos con trayectoria en el rock, como eran Pablo Guyot y Willy Iturri, que venían de tocar en Reino de Munt. Con esta nueva formación, continúan tocando sus hits en vivo, pero dándole un sonido más potente e incorporando en sus shows el cover de Smoke On The Water de Deep Purple. Finalmente, a partir de 1979, y pese al alejamiento de Guyot e Iturri, una nueva formación de Banana incorpora este cambio estilístico a sus grabaciones, editando el disco "Aún es tiempo de soñar", de clara impronta progresiva sinfónica. Este sonido tuvo cierta continuidad en dos discos posteriores: Licuado (1980), y De Entrecasa (1983), aunque en estos se combinaban las canciones progresivas con baladas románticas como las que le habían dado éxito a la banda. En 1984 el grupo se separaría y Pueyrredón daría inicio a una exitosa carrera como solista dentro de la canción pop y la balada romántica.
En 1976 surgió la banda sinfónica Alas, cuando el trompetista, tecladista y cantante Gustavo Moretto se alejó de Alma y Vida y convocó a Carlos Riganti (exbaterista de la banda Materia Gris), y a Álex Zuker (bajista y guitarrista de Pedro y Pablo). En su efímera existencia (entre 1975 y 1978) se caracterizó por un estilo que fusionaba rock con influencias del tango, folklore argentino y jazz. Después de un auspicioso debut en el teatro IFT (de Buenos Aires), a mediados de 1976 apareció su álbum debut, Alas, que contenía solo dos extensas composiciones, «Buenos Aires solo es piedra» y «La Muerte contó el dinero», divididas en seis y siete subtemas respectivamente. En el primero predominaba un sonido tanguero, mientras que el segundo estaba basado en un ritmo de vidala, aunque siempre guiado por los sintetizadores y un sonido que recibió comparaciones con el de Emerson, Lake & Palmer, aunque con más influencias jazzeras. Tras el verano de 1977, Álex Zucker se radicó en Estados Unidos. Su lugar en Alas fue ocupado por un muy joven Pedro Aznar (de 17 años), que venía de tocar en Madre Atómica. Con esta nueva formación, más el aporte de Daniel Binelli y Néstor Marconi en bandoneón, Alas realizó una nueva serie de presentaciones, pero volvió a ser trío para la grabación de un segundo álbum, bautizado como Pinta tu aldea, que se grabó en 1977, pero recién sería editado en 1983, cuando la banda ya no existía. El segundo disco muestra un esfuerzo por alejarse del sonido de Emerson, Lake & Palmer y profundizar la influencia del tango.
Esta misma fusión con los sonidos rioplatenses fue llevada aun más lejos por Saloma, banda liderada por Alejandro Del Prado que generaba ambientes musicales de claro corte progresivo, pero incorporando en grandes dosis sonidos de música tradicional rioplatense; principalmente del candombe, pero también de tango y milonga con el bandoneón de Daniel Binelli. En 1977 editaron su único longplay, Canciones de Buenos Aires, que tiene la rareza de musicalizar textos de poetas como Raúl González Tuñón, Osvaldo Ardizzone y Jorge Boccanera.
Luego de disolverse Sui Generis, Charly García formó La Máquina de Hacer Pájaros, otro exponente de rock progresivo, introduciendo la novedad de dos tecladistas simultáneos en escena (García y Carlos Cutaia), además de Oscar Moro (ex Los Gatos y Color Humano) en batería, Gustavo Bazterrica (ex Reino de Munt) en guitarra, y José Luis Fernández (ex Crucis) en bajo. Esta banda, como dijo García, pretendía ser “el Yes del subdesarrollo”. Los críticos le reconocen fuertes influencias de Genesis, Yes, Camel, Focus y Steely Dan. También Invisible, el trío formado por Luis Alberto Spinetta tras la disolución de Pescado Rabioso, puede ser catalogado como progresivo, especialmente desde su segundo disco, Durazno Sangrando, una obra conceptual inspirada en nociones tomadas por Spinetta de la obra del filósofo y psicólogo suizo Carl Jung basada en el tradicional libro chino El secreto de la flor de oro.
En esa época se formaron otros grupos sinfónicos y progresivos como Bubú, Anacrusa (más enraizado en la proyección folklórica, pero con instrumentación e influencias del rock progresivo), Canturbe, Rayuela, Redd de Tucumán o Trigémino, de Quilmes. Arco Iris continuó expandiendo su folk/rock jazzero-progresivo, primero en la Argentina y después en Estados Unidos, donde la banda se radicó en septiembre de 1977. Después de esta partida, uno de los exintegrantes que se quedó en Argentina, Horacio Gianello, fundó Avatar, una curiosa formación con dos baterías que continuó el legado del rock fusión progresivo hasta 1983. Gianello, que no participaba de la formación, actuaba como director musical y asesor, mientras que el líder y compositor de casi todos los temas era Carlos Piraña Piégari, un ex Sui Generis. Otro de los ejemplos más tardíos de acercamiento al rock progresivo se dio en 1981 con Sobre miedos, creencias y supersticiones, el debut solista de Lito Vitale. Este álbum denota una inspiración de las bandas progresivas y sinfónicas de la época, como Yes, Emerson, Lake & Palmer, Genesis, y una mezcla con la música nativa.

## Impacto de la última dictadura cívico-militar (1976-1983)
El 24 de marzo de 1976, el gobierno democrático de María Estela Martínez de Perón fue derrocado por un golpe de Estado cívico-militar que se autodenominó Proceso de Reorganización Nacional, abriendo uno de los períodos más oscuros de la historia argentina, marcado por la represión, censura y la masiva desaparición forzada de personas. El rock argentino, al igual que la sociedad en su totalidad, sufrió el período de mayor censura de su historia. El rock era percibido como de carácter subversivo por los militares, y en un discurso de 1976 el almirante Emilio Massera, denunció a sus músicos y fanáticos como potenciales subversivos. Paradójicamente, esta antinomia no pasó de ser un enfrentamiento meramente retórico. Durante la dictadura hubo miles de desaparecidos, de todas las profesiones y orígenes sociales, pero no hubo ni un solo músico de rock que integre esa lista. Tampoco ninguno sufrió prisión, y en la célebre lista de casi 200 canciones prohibidas que el COMFER hizo circular entre las radios, las canciones de rock nacional eran apenas seis: una canción de Pescado Rabioso, una de Serú Girán y cuatro del disco El Fantasma de Canterville de León Gieco, que se editó apenas dos meses y medio después del golpe (pero tres de estas últimas, grabadas en vivo, fueron incluidas sin problemas en el disco siguiente de Gieco, cuando ya los controles se habían relajado). En términos del periodista Mariano Dal Mazo: "lo que se oficializa en la dictadura es el exterminio de la guerrilla, y en ese plan sistemático el rock no fue perseguido porque no era un peligro”. O, como también lo expresó el músico Iván Noble: "No hay ningún desaparecido del rock. No hay un Víctor Jara en la Argentina, un tipo al que le martillaron los dedos en Chile. En la música popular hubo tipos que tuvieron que exiliarse por supuesto, pero después volvieron y siguieron cantando".
Entre los músicos de rock que se exiliaron se encuentran Moris, Litto Nebbia, Crucis, Edelmiro Molinari, Gabriela, Gustavo Santaolalla, Arco Iris, Miguel Cantilo y Roque Narvaja, e inclusive el productor Jorge Álvarez. Todos ellos lo hicieron por voluntad propia temiendo por sus vidas, pero muchos de ellos retornaron antes del regreso de la democracia. También regresaron, incluso, algunos que se habían ido antes del golpe de Estado (como Miguel Abuelo y Aquelarre). Los músicos que quedaron en la Argentina, en general, no sufrieron molestias adicionales a las de la generalidad de la población durante aquella difícil etapa marcada por el terrorismo de Estado. Y si bien la movida nocturna y el ambiente cultural se tornó difícil, con permanentes patrullajes policiales y militares en las calles, espacios distintivos del underground, con signos tan diversos como "Jazz y Pop" y el Café Einstein, nacieron en este período y se erigieron en refugios para músicos y artistas. Durante todo este período es cuando se edita la revista Expreso Imaginario, cuyo contenido abarcaba al rock y lo excedía. Con editores y periodistas que provenían de la contracultura hippie (como sus dos primeros directores: Jorge Pistocchi y Pipo Lernoud), durante todo el período del Proceso publicaron información sobre arte, poesía, espiritualismo, orientalismo, ecología y movimientos contestatarios, a la vez que su Correo de Lectores se convertía en un espacio donde los jóvenes podían debatir y comunicarse. Su cosmovisión era claramente antagónica a la que propugnaba la Dictadura, pero en la medida en que ejercieron una autocensura, evitando hablar directamente de política o atacar directamente al gobierno, la revista fue tolerada y se vendía abiertamente en los kioscos, al igual que la ya instalada Pelo.  Incluso es en 1978 cuando se inaugura el Estadio de Obras Sanitarias, que pronto pasaría a ser denominado "El Templo del Rock Nacional".
El principal daño ocasionado por el Proceso al rock nacional se relaciona con la censura impuesta por el régimen y la autocensura a la que se vieron arrastrados sellos discográficos y medios de prensa. El intercambio informativo con el exterior dejó de fluir y, en una época en que el rock a nivel mundial sufrió sus mayores cambios, en la Argentina quedó detenido. El punk, el post punk, la new wave y las principales tendencias internacionales no llegarían a plasmar en la Argentina sino hasta después de la apertura originada por la Guerra de Malvinas. En pleno apogeo mundial del punk, las bandas que se disputaban todo el público en Buenos Aires eran Serú Girán y Spinetta Jade, ambas procedentes del rock progresivo con apertura hacia el jazz rock.

### Jazz rock
"Este género que hizo su ingreso triunfal durante la dictadura militar nunca existió en ninguna otra ciudad excepto en Buenos Aires. Quizás fue algo orquestado o el fruto de mezclar lo poco que nos llegaba del resto del mundo".
Con estas palabras inicia el DJ y periodista Bobby Flores su artículo titulado "¿Es el jazz rock un invento argentino?". Señala, con precisión, que en los primeros años del Proceso, junto con la merma en las ediciones nacionales de discos de rock internacional, las disquerías porteñas, comenzaron a separar, en sus bateas, sectores con música catalogada como "Jazz - Rock", algo que nunca se vio en otras ciudades. "Siempre sospeché que el jazz rock era un invento argentino. Lo comprobé en Río de Janeiro, en París, en Londres, en Lima, en New York, en Bogotá y en Los Ángeles. En ninguna disquería de esas grandes ciudades encontré alguna batea que dijera Jazz-Rock." Resulta llamativo que, ya en épocas de internet, no es común encontrar fuentes en idioma inglés que traten como género al "jazz-rock", sino que más bien lo engloban en otras tendencias como "jazz-fusión".
De cualquier modo, se ha definido al Jazz-Rock como un término paraguas que engloba distintas manifestaciones musicales que tienen en común "la fusión de instrumentos y elementos sonoros propios del jazz y la experimentación con los ritmos e instrumentos eléctricos del rock". Dentro de este género se engloban los primeros experimentos llevados a cabo en los años '60 por músicos de jazz como Miles Davis, John MacLaughlin y Herbie Hancock para incorporar sonidos del rock, y más por el lado del rock a grupos como Soft Machine, Grateful Dead y Frank Zappa, quienes incorporaron a sus jams roqueras ritmos y sonidos del jazz. También se suele prodigar este mote a bandas de rock menos experimentales que incorporaron sonidos e instrumentación del jazz dentro de canciones de estructura pop más convencional (como Chicago, Blood, Sweat & Tears o Steely Dan, esta última de enorme influencia en el rock argentino, entre otras cosas porque varios de sus discos eran los que sonaban antes de los recitales de Serú Girán y Spinetta Jade. Se dice que los sonidistas ponían sus discos para calibrar el PA antes de los conciertos). Ya en los 70, en pleno auge del rock progresivo, se usó esta etiqueta para músicos de jazz que, con instrumentación eléctrica, trataban de adaptar el sonido del jazz al formato de álbumes conceptuales, divididos en canciones y suites, propio del rock progresivo. En esta categoría es donde brillan Weather Report, Return to Forever, y la Mahavishnu Orchestra.
En la Argentina, donde existía una escena de jazz muy desarrollada, las fusiones con el rock siempre existieron. En la acepción más convencional del concepto, como es el de incorporar vientos y modismos jazzeros a canciones pop, Alma y Vida resulta la banda pionera y la primera en imponer la fusión a nivel comercial, especialmente a partir de su segundo disco, Volumen 2, de 1973, que incluyó éxitos radiales como «Hoy te queremos cantar», «Don quijote de barba y gabán» y «Para mí no hay jaula». Pero también el desarrollo del rock progresivo llevó a múltiples y variadas fusiones. Justamente el trompetista, pianista y compositor de Alma y Vida, Gustavo Moretto, es quien abandona la banda para formar Alas, banda progresiva de gran influencia jazzera especialmente a través del sonido del bajo de Pedro Aznar. Éste provenía de Madre Atómica, otra banda de clara impronta jazzística. También había marcas de jazz en el sonido de otras bandas progresivas como MIA o los últimos Arco Iris.
En 1973, uno de los considerados padres fundadores del rock argentino, Litto Nebbia, había dado un paso fundamental en esa fusión, al grabar el álbum Muerte en la Catedral, acompañado por dos músicos de enorme prestigio en la escena del jazz porteño: Jorge "Negro" González en bajo y Néstor Astarita en batería, conformando lo que se llamó el "Litto Nebbia Trío", experiencia que duró hasta 1978 y que dejó como resultado la mejor sucesión de álbumes en la extensa carrera de Nebbia. Al histórico Muerte en la Catedral le siguió Melopea (1974, en el que suma también al guitarrista Rodolfo Alchourron y al bandoneonista Rodolfo Mederos, ambos procedentes del ensamble Sanata y Clarificación, agrupación pionera en la fusión entre jazz y tango), Fuera del cielo (1975), Bazar de los milagros (1976) y El vendedor de promesas (1977), todos discos de innegable tinte jazzístico sin dejar de lado el tono de canción psicodélica. Este trío, por otro lado, acompañó a Litto Nebbia en sus primeros pasos como productor, participando de la grabación de discos muy abiertos a la fusión estilística, como En el Hospicio (1975), que marcó el giro eléctrico del dúo Pastoral, y Situaciones (1976), disco debut del cantautor cordobés Rodolfo Haerle.
El siguiente músico del núcleo fundacional del rock argentino que se suma a la confluencia con el jazz es Luis Alberto Spinetta. En El Jardín de los Presentes (1976), el tercer y último disco de su banda Invisible, el original power trío de hard rock progresivo se convertiría en un cuarteto, con la inclusión de Tommy Gubitsch, un joven guitarrista que tendría un paso efímero por el rock argentino, ya que tras la disolución de Invisible se radicó definitivamente en Francia donde desarrolló una extensa carrera como compositor, arreglista y director de orquesta. Se trata de un álbum orientado más hacia la canción y con matices de jazz y música autóctona (con la presencia de un bandoneón en las canciones Los Libros de la Buena Memoria y Las Golondrinas de Plaza de Mayo, mientras que Gustavo Moretto ejecutaba en esta última canción y en Ruido de magia el sintetizador polifónico ARP String Ensemble).
Tras el fin de Invisible, todos sus exintegrantes comienzan a intentar un acercamiento al jazz rock. Pomo y Machi crean Sr. Zutano, una banda con la intención de servir de expresión para las canciones que venía componiendo el baterista Pomo. A poco de iniciar su andadura, Machi Rufino se va para unirse a otro proyecto de similares características: en 1977 habían regresado al país los músicos de Aquelarre, que se hallaban viviendo en España desde 1975. Vinieron a dar su concierto de despedida (en el Luna Park) y, a continuación Héctor Starc y Rodolfo García convocaron a Machi para formar un trío de jazz rock experimental: Tantor, que editó su disco debut a principio de 1979, con Lito Vitale y Leo Sujatovich como tecladistas invitados. En ese momento, Pomo reforma Sr. Zutano incorporando al guitarrista Lito Epumer (de Madre Atómica), el bajista y cantante Frank Ojstersek, (ex Reino de Munt), y el tecladista Juan Del Barrio (del grupo M.I.A.). Sr. Zutano recibió gran apoyo de la prensa por los músicos involucrados, pero sólo tocaron en vivo unas pocas veces y luego se disolvieron sin llegar a editar ningún material. 
Al momento de la disolución de Sr. Zutano, en 1978, dos de sus integrantes, Epumer y Ojstersek, se unieron a otro proyecto que no llegaría a grabar: Capitán Fantasía. Liderado por Alejandro De Michele, el exintegrante de Pastoral, se movía en un terreno fronterizo entre el rock progresivo y el jazz rock, y contaba con un baterista de apenas 18 años, que con el tiempo tendría un gran desarrollo dentro del rock nacional: Daniel Colombres. Como Sr. Zutano, también Capitán Fantasía recibió gran atención de la prensa, pero el proyecto se desbandó cuando De Michele aceptó la propuesta de Gustavo Montesano, el ex Crucis que venía de una temporada en Estados Unidos, de crear un proyecto new wave. El resultado fue el dúo Merlín, que terminó a mitad de camino, editando en 1980 un longplay homónino que mostraba en su cubierta a los dos músicos con imagen totalmente inspirada en la new wave. Sin embargo las canciones, más allá de algún arrebato bailable como "Quería ser el mejor", seguían cultivando un sonido progresivo.
En cuanto a Spinetta, ni bien terminó su etapa de Invisible, se volcó de lleno al sonido entonces conocido como jazz rock con el álbum A 18' del sol, un disco al que años después, el propio Spinetta caracterizó como "la mejor grabación que hice en mi vida". La atmósfera del disco, algo alejada del rock, es delicada y suave, priorizando el mood antes que la melodía en buena parte del disco. Años después, en una entrevista con Pipo Lernoud, Spinetta recordaría: "Sabía que lo que estaba haciendo era suficientemente peligroso a nivel musical. Me propuse investigar. Que aparecieran cosas en la guitarra que no fueran parecidas a otras, escuchar un tipo de música que nunca me había permitido escuchar con libertad, porque tenía la sensación de que el jazz era música para tipos con un whisky en la mano, apoyados en la barra de un boliche oscuro. Y después me di cuenta de que el jazz es la libertad, que no se fija límites a la inspiración, te podés imaginar cualquier temática y trabajar sobre eso”. El acercamiento sin restricciones al jazz surgió principalmente de la influencia que tuvo sobre Spinetta haber empezado a trabajar con Diego Rapoport, quien había participado de la última formación de Arco Iris y llegó a Spinetta por mediación del ex Alma y Vida Gustavo Moretto. Rapoport le abre las puertas a las posibilidades musicales que ofrecía el jazz-pop de ese momento, sobre todo el que expresaba la Mahavishnu Orchestra de John McLaughlin. La influencia de ese encuentro con el jazz se sentiría, con posterioridad, en toda la obra de Spinetta, tanto desde el punto de vista armónico como en la forma de concebir la instrumentación y los arreglos.
Para interpretar A 18' del sol, Spinetta organizó una banda con el propio Rapoport en teclados, Machi Rufino en el bajo (continuando la relación de Invisible) y Osvaldo Adrián López, un baterista de formación jazzística, que había integrado Sanata y Clarificación y había llegado a tocar con el Mono Villegas. También contó con la participación de su hermano Gustavo y Marcelo Vidal en el tema Viento del azur. Así comenzó lo que Spinetta llamaba su "proyecto jazzero", y a formarse la banda con la que Spinetta tocó en esos años finales de la década de 1970, conocida con el nombre de Banda Spinetta. A fines de 1977, la Banda Spinetta se fue ampliando por la convocatoria a nuevos músicos para profundizar este período de orientación al jazz de Spinetta, como Leo Sujatovich (teclados), Gustavo Bazterrica (guitarra), Rinaldo Rafanelli (bajo), Ricardo Sanz (bajo), Eduardo Zvetelman (teclados)  Luis Ceravolo (batería), y por primera vez instrumentos de viento a cargo de Bernardo Baraj (saxo) y Gustavo Moretto (trompeta), .
Poco después del Mundial de 1978, Litto Nebbia decidió abandonar el país y se radicaría durante tres años en México. Pero ya en ese momento, los otros dos integrantes de su trío, los jazzeros Néstor Astarita y Jorge González, junto a Gustavo Alessio, habían creado el Jazz y Pop, un boliche con música en vivo en el que compartían escenario músicos de jazz, de rock, tango y bossanova. Allí diferentes géneros y artistas convivían y se mezclaban en un mismo espacio de libertad. El local se convirtió en el reducto cultural donde a partir de la expresión artística, se escapaba de la censura y persecución de la época. El equipo periodístico y de dibujantes de revista Hum®, el artista Federico Peralta Ramos o Luca Prodan se mezclaban entre otros de sus personajes habitués. Sobre el escenario, músicos y artistas de la escena local como Luis Alberto Spinetta, Dino Saluzzi, Litto Nebbia, Walter Malosetti, el Chivo Borraro, Bernardo Baraj, Gustavo Bergalli, Leo Sujatovich o Baby López Fürst, compartían jams entre sí mientras que músicos de la escena internacional como Hermeto Pascoal, Chick Corea, Larry Coryell, Jean-Luc Ponty o Gilberto Gil, pasaban por Buenos Aires y, después de sus shows en teatros, pasaban sin aviso previo por Jazz y Pop y hacían pequeños sets o se sumaban a las jams con los músicos locales. Entre los músicos extranjeros que frecuentaban el lugar se contaban los uruguayos Hugo y Osvaldo Fattoruso y Rubén Rada, que por entonces tenían renombre mundial con su proyecto Opa, uno de los nombres más destacados por la época de la escena de fusión jazz rock. A partir de 1979, el afrouruguayo Rada se radicó (al principio de modo provisorio pero luego definitivamente) en Buenos Aires, y desde entonces fue un nombre crucial de esta escena, actuando semanalmente en el local. Siendo un gran percusionista, Rada marcó una novedad en la misma, puesto que a la fusión de jazz y rock le agregó los ritmos bailables y la influencia del candombe, creando sonidos bailables y, a través de su personalidad desbordante y siempre cercana al humor, shows divertidos sin perder la complejidad jazzística. Su primer proyecto en Argentina fue la creación de una banda a partir de los músicos con los que zapaba en Jazz & Pop (Gustavo Moretto luego reemplazado por Jorge Navarro, Bernardo Baraj, Benny Izaguirre, Ricardo Lew, Ricardo Sanz y Luis Cerávolo). El proyecto se llamó, simplemente, La Banda, y consiguió no sólo romper con la solemnidad de la escena jazz rock de la época, sino que hasta tuvo un discreto hit radial con la canción que abría el disco: Rock de la Calle. Según la crónica de la Revista Pelo: "La Banda es un grupo que apareció en 1978 con la finalidad de registrar un álbum y autosepultarse, ya que su director, Rubén Rada, pensaba emigrar nuevamente a Estados Unidos, de donde había llegado ese año. Sin embargo, la formación se convirtió en un fenómeno de éxito en los locales nocturnos donde actuó, hasta que finalmente dio una serie de conciertos (en julio) que la afirmó como una de las bandas más sincronizadas de la música popular argentina, aun cuando la caracteriza una fusión de rock, jazz y candombe. El deslumbramiento que provocan en las audiencias proviene, en buena parte, de Rada, quien, además de cantar y encargarse de la percusión, le adiciona una cuota de desacostumbrado humor".
La Banda tocaba semanalmente en Jazz & Pop y alternaba con otros boliches jazzeros como Satchmo -donde había debutado- y Music Up más algunas apariciones en teatros del centro. Sergio Marchi destaca las presentaciones en el Teatro Margarita Xirgu:

(...) donde se generaba una atmósfera especial. Sobre todo cuando al final del concierto entraba por el pasillo del teatro una fila de tamborileros, se subía al escenario y después bajaba seguida por todos los músicos y por todo el público. La verdadera conclusión acontecía en la calle Chacabuco con la gente enloquecida por el ritmo del tambor en tiempos de dictadura, donde aquello constituía una verdadera afrenta al orden público. Rada siempre tenía el buen timing para la llamada final antes que apareciera algún patrullero. Calle, que le dicen.

Ese era el ambiente en que el público del rock comenzaba a moverse y a acostumbrar su oído a fusiones estilísticas y sonidos procedentes del jazz. Este ambiente de experimentación y cruce de estilos se extendía a otros locales como Music-Up, en pleno centro porteño (funcionaba en el primer piso de la disquería Zivals, en Corrientes esquina Callao), donde tocaban asiduamente músicos como Rodolfo Alchourron y Rodolfo Mederos y el Mono Villegas, pero también músicos de rock como Litto Nebbia, su esposa Mirta Defilpo, Rubén Rada con Emilio Del Guercio, Saloma y Solopororo (la banda que formó Alejandro Lerner tras la disolución de Soluna y que también incluía a Ignacio Elisavetsky, quien había sido el reemplazante de Santaolalla en Arco Iris). Otro punto focal de la escena fue, desde 1979, La Trastienda, donde estaba instalado permanentemente el piano de Enrique "Mono" Villegas, y se creaban ciclos de un día de semana fijo para artistas de distintos estilos como el mismo Villegas, Alejandro Lerner y folkloristas de fusión como Manolo Juárez y Chango Farías Gómez. Los músicos de rock nacional que frecuentaban este circuito comenzaban a dar forma a proyectos más relacionados con el jazz, y este estilo se volcaba desde Buenos Aires, hacia los festivales del interior, donde sorprendían bandas como los santafesinos Síntesis y Fata Morgana y los cordobeses Garage y Grupo Encuentro, luego convertido a Los Músicos del Centro. Con este nombre, y desde 1982, se convertirían en la banda de acompañamiento de Litto Nebbia tras su regreso definitivo al país, grabando juntos el álbum "Llegamos de los barcos".
Fue ese el ambiente que recibió a Charly García en 1978 cuando, tras sus vacaciones en Buzios, volvió a presentar a Serú Girán, grupo que fusionaba sonidos de rock progresivo, jazz y pop en formato canción, convirtiéndose en pieza estelar de la escena del rock nacional. La única banda que, desde 1980, se acercaría a ese éxito, fue Spinetta Jade, superbanda con la que Luis Alberto Spinetta dio el salto desde su "proyecto jazzero" otra vez al formato canción con una formación especialmente diseñada para incorporar sonoridades del jazz rock. Para ello, Spinetta se reservó el rol de único guitarrista y se rodeó por dos teclados. En una formación siempre variable, por Jade pasó la flor y nata de la escena jazz rock argentina, junto a Spinetta y Pomo que fueron los únicos dos integrantes fijos durante toda su trayectoria. En uno de los teclados se sucedieron Juan del Barrio (de MIA), Leo Sujatovich (de Sr. Zutano) y el Mono Fontana (de Madre Atómica). En el otro teclado se sucedieron Lito Vitale (de MIA) y Diego Rapoport (ex Arco Iris y Banda Spinetta), hasta que la banda dejó de tener dos teclados. En el bajo se sucedieron Pedro Aznar (Madre Atómica, Alas y Serú Girán), Beto Satragni (Raíces), Frank Ojstersek (Reino de Munt y Sr. Zutano), César Franov (de Los Músicos del Centro) y Paul Dourge. En la última formación se suma también Lito Epumer (de Madre Atómica) en segunda guitarra.

### Nuevas tendencias
Los primeros intentos por formar bandas de new wave procedían en general de los músicos que se habían ido al exterior al principio de la dictadura y que, al ver que no había riesgo en regresar, intentaban venir con esa información privilegiada para crear una nueva sensación en la escena local. Fue el caso de Miguel Cantilo con su grupo Punch, de Miguel Abuelo con la nueva formación de Los Abuelos de la Nada y Gustavo Santaolalla cuando grabó su álbum Santaolalla, acompañado por una banda integrada por Alfredo Toth (bajo), Willy Iturri (batería), Alejandro Lerner (teclados), Rubén Rada (congas), Oscar Kreimer (saxo), Osqui Amante (percusión) y Mónica Campins (coros). El álbum ha sido considerado «el primer disco de rock moderno de la Argentina». También el periodista Uki Goñi, tras su estancia en Londres, intentaría generar el primer producto new wave de la Argentina con su banda Los Helicópteros, que en 1982 editó el disco Música Pep.
Algo similar ocurrió con Pappo que, tras sus años en Estados Unidos y Europa, volvió a Argentina intentando influenciar a la escena local con las primeras influencias de la nueva ola del heavy metal británico en la región. Así, junto a Vitico Bereciartúa, Michel Peyronel y Boff Serafine, fundó Riff, que si bien adoptaba la imagen del heavy metal —basado en la estética de Rob Halford—, su sonido era de hard rock. Con sus primeros tres álbumes (Ruedas de Metal -de 1981-, Macadam 3...2...1...0 -de 1981- y Contenidos -de 1982-), llegó a generar un fenómeno de seguimiento tribal que hasta entonces no se había visto en el rock nacional. Para la época del tercer álbum, ya era la banda argentina que más gente llevaba a los recitales. La estética de sus integrantes y seguidores combinaba la ropa de cuero con tachas propia de los metaleros, con el uso de logos de marcas de automóviles y motocicletas propias de los denominados firestones de la década de 1970 (los cuales eran seguidores, entre otras bandas, de Pappo´s Blues). El éxito de Riff alimentó el crecimiento de una generación de bandas de heavy metal y hard rock como Thor, V8, Bloke, Púrpura y La Torre, que hicieron que el rock pesado argentino ganara popularidad. El productor Mundy Epifanio supo ver el fenómeno y comenzó a organizar recitales cruzados de Riff acompañados por V8 y por la primera banda de punk rock en resaltar, Los Violadores. Consiguió generar una escena diferenciada de la del resto del rock nacional y así se adelantó, ya en 1982, a lo que sucedería a partir del recambio democrático.
Es preciso aclarar que todas estas nuevas tendencias chocaban, inexorablemente, contra los prejuicios del público roquero para el cual, como consecuencia de la relativa desvinculación con las modas del resto del mundo, el tiempo parecía no haber pasado desde la primera mitad de la década de 1970. Charly García, a través de la canción Mientras miro las nuevas olas de Serú Girán, se burlaba de la new wave a la que relacionaba, confusamente, con El Club del Clan, Jolly Land y el "Baile del palo de escoba". Como puede apreciarse en la película "Buenos Aires Rock", todavía en noviembre de 1982, para el público la experiencia de ir a un festival de rock aún seguía el modelo de los festivales hippies, como Woodstock. Gran parte del público llegaba vestido como se acostumbraba desde la década de 1960, con símbolos de paz (entre otra iconografía hippie) y usando pelo largo y barba, lo cual era un estilo completamente distinto al del público de rock del resto del mundo en esa época. De hecho, la palabra hippie había caído en desuso durante la dictadura y quienes usaban en ese momento esa imagen, se autodefinían como "rockeros" (en ese tiempo surge el personaje humorístico de Paolo El Rockero -interpretado por Jorge Montejo-, el cual parodiaba a los roqueros de la época del régimen militar). Esta película incluso captura la interpretación de la canción Pantalla del mundo nuevo por parte de Riff. La cámara muestra las primeras reacciones del público más joven a un recital de hard rock. Mientras al lado del escenario se desencadenaba un rudimentario pogo, se llegan a ver en el fondo parejas ataviadas con típicos ropajes hippies que bailan tomadas de la mano, imitando los pasos del rock and roll de los años cincuenta.
La reacción contra esa mentalidad y esa estética, que en todo el mundo se dio con el punk rock, a la Argentina llegó muy lentamente a través de pequeñas grietas informativas que llamaban la atención, especialmente, del público más joven.
En "Mordisco", la sección de música de la revista Expreso Imaginario -justamente, una revista comprometida con la cosmovisión hippie y "rockera"- se editó en junio de 1978 "La Nota Punk", un extenso dosier firmado por el periodista Alfredo Rosso. El periodista comenzaba la presentación exponiendo la visión característica de los roqueros argentinos: "la primera vez que oí hablar sobre el punk me dio asco. Así nomás: ASCO. ¿Quiénes eran esos tipos de pelo revuelto y ropas rotas que querían tirar abajo diez años de prolija y esforzada evolución musical con sus tres tonos de mmmmorondanga?". Pero posteriormente presentaba una completísima información sobre lo que pasaba en Inglaterra y Estados Unidos. Esa nota despertó la imaginación de muchos jóvenes argentinos, proceso que se completó en 1979 cuando se edita en el país "Punk: La Muerte Joven", una crónica de la escena punk londinense de 1977 escrita "en caliente" por el periodista argentino Juan Carlos Kreimer, quien vivía en Londres en ese entonces.
Ese mismo año de 1979 nace la primera banda de punk rock del país, Los Testículos, formada por Pedro Braun -bajo el seudónimo de Hari B- después de sus acostumbradas vacaciones europeas, donde había visitado a su familia de Polonia, para luego pasar por Londres. Llegó con una gran variedad de discos de punk rock de bandas casi desconocidas en Argentina en ese momento, tales como: Sex Pistols, The Clash, The Stranglers, The Jam, The Damned, Buzzcocks, Generation X, Ramones, etc. Para Braun, que luchaba por dominar la guitarra, el descubrimiento de este estilo musical fue toda una epifanía, la cual configuró su futuro estilo. Para formar la banda publicó un aviso en la revista Pelo, al que respondieron Sergio Gramática y el bajista Beto Mafioso, con quienes quedó completa la banda. Tras el reemplazo de este último por Pil Trafa como cantante y Gustavo Fossa a.k.a. Stuka como bajista, cambian su nombre a Los Violadores. No sólo imitan el sonido del punk rock sino la temática de sus letras. Pil Trafa traía desde su anterior banda rockabilly Don Gato y su Pandilla la canción Represión, que desde los primeros shows, se convirtió en el himno de la banda, con una letra de protesta totalmente explícita que contrastaba con la autocensura de las bandas y solistas tradicionales. Basada en el jingle promocional de Mantecol que decía “Mantecol a la vuelta de tu casa, Mantecol a la vuelta de la esquina…”, pero cambiando la palabra "Mantecol" por "Represión" Además, Gramática también incursiona en la particular forma de transmisión de información editando “Vaselina”, el primer fanzine de la Argentina.
A fines de año, en el Abba Café Concert, de propiedad del actor Esteban Mellino debuta la segunda banda punk de Buenos Aires, Los Laxantes, formada cuando Horacio “Gamexane” Villafañe, en unas vacaciones en Mar de Ajó, y de forma azarosa descubre el simple God Save The Queen de los Sex Pistols en la fonola de un local de flippers (algo realmente inusual en la Argentina de esa época).
En Gerli, por la misma época surgen Los Psicópatas que, en un primer momento, era un dúo psicodélico de guitarra y batería, absolutamente disonantes y con voces o aullidos que nadie comprendía en sus primeras actuaciones. A comienzos de 1981 incorporan al bajista Daniel García quien, influido por las mismas fuentes escritas, los va orientando hacia el punk, cambiando su nombre a Estado de Sitio. Debutaron en un show junto a Los Violadores en el Teatro del Plata y pronto fundaron su propio sello, Pelmaso Records para autoproducirse lo que sería el primer sencillo punk de la Argentina: Desocupación, con el lado B de Jipi Japa, el primer himno anti hippie del rock argentino. El simple se editó recién después de la Guerra de Malvinas. Se hicieron sólo 50 copias de las que se regalaron 48. Ya para entonces habían incorporado al cantante Sergio “Mongo” Spadavecchia, con lo que volvieron a rebautizarse adoptando el nombre de Alerta Roja. Con esa denominación se convertiría en una de las bandas más renombradas del movimiento, llegando a establecerse una clara rivalidad con Los Violadores, así como una gran amistad con Sumo, banda con la que compartieron muchos recitales. En 1983 grabarían su único casete, Derrumbando la Casa Rosada, que reunía 21 temas en 45 minutos.
En 1981 se formó en La Plata Los Baraja, banda liderada por Marcelo Montolivo y Claudio Apas, dos jóvenes amantes del rock progresivo que se habían conocido en la disquería "JEU", donde trabajaba el segundo de ellos, y organizaban viajes a la Capital los fines de semana para buscar material nuevo en las disquerías especializadas porteñas. Los dos tomaron conocimiento del punk por medio de "La Nota Punk" de Alfredo Rosso en "Expreso Imaginario" y, según cuentan, escuchar por primera vez a Sex Pistols, los llevó a la decisión de crear su propia banda para recrear ese sonido. Los Baraja debutaron el 16 de octubre de 1981 en el teatro del Club La Protectora, perteneciente a la mutual de empleados públicos. La banda por entonces tenía fuertes influencias de Sex Pistols, The Damned y Dead Boys, y una imagen provocativa con pelo revuelto, remeras agujereadas y pins artesanales. Para darle el tono de "ritual rupturista", comenzaron el recital con Claudio Apas destrozando, sobre el escenario, un disco de Julio Iglesias.
Más en el círculo íntimo de Los Violadores, nace Trixy y los Maniáticos, con la novia de Stuka, Sandra Elena Chaya a.k.a. Trixy, y contando como guitarrista con Robert Zelazek (más tarde bajista de Los Violadores). Los hermanos Juan Pablo y Alejandro Correa, dos de los primeros miembros de esa incipiente movida, consiguieron organizar un ciclo de conciertos juntos en el lugar más impensado: Le Chevalet un restaurant francés que durante unos pocos meses albergó la movida punk en sus trasnoches de los fines de semana. Sus dueños eran los artistas Botto Jordán y Teresa Idoyaga. Jordán exponía sus cuadros en el lugar y la gente cenaba mientras Diana Nylon recitaba a un costado de un pequeño escenario donde tocaban, según las noches, Los Violadores, Trixy y los Maniáticos y Los Laxantes. Por imposición del dueño del local, las bandas punk debían compartir escenario con La Elmer's Band, una banda que había formado Andrés Calamaro exclusivamente para tocar en ese lugar, y cuyo estilo no tenía nada que ver con el punk rock.
Entre todos ellos se va formando una pequeña escena de recitales en lugares minúsculos en el que los miembros de cada una de las bandas van a ver a las demás y creando de a poco una subcultura que, con su particular y provocativa imagen, empieza a hacerse notar en las calles.
En julio de 1981 esta pequeña escena cobra notoriedad a través de lo que se llamó el "primer festival punk de la Argentina", en el auditorio de la Universidad de Belgrano. Hari B, que estudiaba en esa Universidad, había conseguido el auditorio para una actuación de Los Violadores que serviría, además, para el debut de Trixy y Los Maniáticos como soporte. Pero, al tomar en cuenta que debían pagar el sonido, debieron incluir en el line up a una banda que no tenía nada que ver con el punk, La Rosanroll Band, cuyo líder, Eduardo “Rosanroll” Camilli, era un personaje conocido en el mundillo del rock por haber sido plomo de Pappo, Spinetta y Nebbia, y hasta había llegado a tener una columna fija en la revista "Mordisco" en la que contaba trascendidos de recitales, que solían incluir novedades de grabaciones o recitales. Los jóvenes punks engañaron a Camilli para que pagara el sonido, con la falsa promesa de que su banda sería el número central, que tocaría el doble de tiempo que las otras y que le rembolsarían parte del dinero. Los músicos y público de La Rosanroll eran ejemplo de los jóvenes "rockeros" de pelo largo a los cuales se enfrentaban los punks. La unión de estos dos públicos terminó en un disturbio y Camilli denunció lo ocurrido en una indignada carta publicada en el Correo de Lectores del número de octubre de ese año de Expreso Imaginario: “Durante la actuación de éstos (Los Violadores), había una barrita punk dirigida por el guitarrista de Los Laxantes (Horacio “Gamexane” Villafañe; Los Laxantes no tocaban esa noche sino que estaban como público), que se pasó quemando papelitos, insultando a las rockeras y pegando patadas a los rockeros de Belgrano (éstos no hacían nada). El cantante de Los Violadores, cuando cantaba Represión decía: “Represión en la U.B…. los rockeros de Belgrano están tirados en la plaza sin un c… que hacer, hippies de m… rockeras p… etc.: ustedes sacarán sus propias conclusiones” Hubo sillazos, pelea y terminó con músicos y público detenidos en la Comisaría 33. Más tarde se dijo que el escándalo fue buena publicidad, pues significó “el desembarco de la prensa escrita de espectáculos, que llevaría a Los Violadores y al punk a sus tapas”.
Con posterioridad a ese escándalo, Gamexane compone, para Los Laxantes, otro de sus himnos, basado en ese incidente: Rockero Pajero, que sólo quedaría grabado en un demo: "Estas siempre en la esquina y yo te veo pajero / estas siempre en la esquina y yo te veo rockero/ sos un baba grasa rockero pajero / estas siempre en la esquina y de ahi nunca te vas / rockero pajero quien te pario? Walt Disney??". Este tipo de provocaciones conseguían el fin perseguido por la banda: enervar a la prensa tradicional del rock nacional. Es célebre la nota escrita por Gloria Guerrero para la revista Humor ("Punks Go Home") en la que los acusaba de “denigrar a la generación de Woodstock con insultos y frases hirientes”.
La siguiente muestra de ese desfasaje se dio en 1982 cuando, con la organización de la Revista Pelo, se realizó la cuarta edición del festival Barock, bajo el lema "Adiós a la pálida, bienvenido rock", que quedaría documentada en el film "Buenos Aires Rock". Las imágenes del film dan muestra del ambiente de "festival hippie" que aún se vivía, si bien en el line up del festival coexistieron todos los estilos musicales. Las bandas que intentaron mostrar nuevos estilos fueron, en general, denostadas -siendo emblemáticos los casos de Los Encargados, sepultados bajo una lluvia de frutas y de V8 peleándose, desde el escenario, con los hippies que les arrojaban fruta y botellas- mientras el público llegaba al clímax con Raúl Porchetto cantando Algo de Paz, una letra que parecía sacada de un álbum hippie de fines de los 60.

### Las Grandes Bandas del período dictatorial
Durante los años más duros de la dictadura, el mayor hito para el rock nacional había sido la inauguración, el 25 de mayo de 1978, del Estadio Obras Sanitarias, que con el correr del tiempo se ganaría el apodo de el templo del rock argentino, por su crucial importancia: llegar al primer Obras como número propio era para las bandas un certificado de que se habían convertido en uno de los números principales de la escena argentina de rock. El primer recital en Obras, aunque prácticamente un ensayo con invitados, fue de Banda Spinetta, sin embargo el primer recital oficial fue el 3 de noviembre con Serú Girán. Esta fue, sin duda, la banda más exitosa de todo el período de la dictadura.
Serú Girán nació, como concepto, de la mente de los músicos Charly García, y David Lebón durante su estadía de tres meses en el nordeste de Brasil, concretamente en Buzios, en 1978. A los dos meses, Charly regresó a Buenos Aires para arreglar contrato con Oscar López y Billy Bond como productores. También reclutó al resto de la banda: Oscar Moro fue seleccionado como baterista y éste le recomendó como bajista al joven Pedro Aznar que había coincidido con él en una de las formaciones de Pastoral. Con esa formación se instalaron en los estudios El Dorado de Sao Paulo, donde entre zapadas y ensayos comenzaron a darle forma a las canciones del primer álbum. Contrataron a Daniel Goldberg para agregarle arreglos orquestales, de modo que ni bien terminada la grabación, éste viajó a los ABC Recording Studios de Los Ángeles (Estados Unidos) a grabar la orquesta de 24 miembros.
La primera presentación en vivo de Serú Girán tuvo lugar en el Riachuelo, a bordo de un barco anclado. Este recital ―al cual solo asistieron periodistas, músicos y amigos― tenía la finalidad de observar la respuesta de la crítica especializada. Esa noche el grupo se mostró sólido y contundente, lo que parecía abriría las puertas del público masivo.
El debut en vivo de la banda ante el público porteño ocurrió dos semanas después, el 28 de julio de 1978, en el estadio Luna Park, en el Festival de la Fundación de la Genética Humana. Se trataba de una fundación científica que tenía por objetivo obtener y facilitar los medios para proveer información diagnóstica y preventiva de las enfermedades genéticas y estaba presidida por la primera dama, Alicia Hartridge Lacoste de Videla. Serú Girán fue promocionado como el número central del festival, provocando gran expectativa en el público. También se presentaron Nito Mestre y los Desconocidos de Siempre, Pastoral, León Gieco, Horizonte, además de la que sería la única presentación en Argentina de una de las bandas más reconocidas del rock progresivo en Latinoamérica: los brasileños Casa das Maquinas, que pese a dar un estupendo show fueron abucheados por su sola condición de brasileños por un público enfervorizado por la reciente obtención del Mundial de Fútbol de 1978. Para Serú Girán, el resultado fue aún peor por la expectativa que existía: el sonido fue malo y el público no entendió la nueva propuesta. Sufrieron abucheos y mucha gente les arrojó las pilas de los grabadores que habían llevado para registrar el momento. Tuvieron que abandonar el escenario tras tocar sólo tres temas.

Después de eso, viajaron a Estados Unidos para mezclar el disco Serú Girán (1978), agregándole la orquesta de 24 músicos que participó en algunos temas como «Eiti Leda» o «Serú Girán». La complejidad armónica de este proyecto demuestra que, desde el comienzo, las ambiciones que tenían apuntaban mucho más alto que la de la mayoría de los músicos nacionales del momento. El resultado final del disco los entusiasmó: sonaba como una fusión de jazz rock con música brasilera. Aznar recuerda: «...cuando apareció ese álbum, la prensa le dio una importancia infernal, se creó todo un caso... había un inmovilismo total». La revista Pelo, una de las publicaciones especializadas de la época, decía:
Serú Girán es un álbum compacto, extremadamente pulido en su producción, a pesar de lo cual suena menos armado que La Máquina de Hacer Pájaros. (...) Serú Girán debuta con un buen álbum. Una música que trasluce los nuevos horizontes de García y sus nuevos compañeros de ruta.

Revista Pelo, n.º 104
El álbum fue editado por Sazam, un sello subsidiario de Music Hall que era regenteado por el productor de la banda, Oscar López. No obstante, el entusiasmo de la prensa especializada no se contagió en nada a un público escéptico, aunque ofrecía temas como «Seminare» y «Eiti Leda», que posteriormente se convirtieron en himnos. De regreso, hacia fin de 1978 estrenaron de manera oficial el Estadio Obras (el 3 de noviembre), con orquesta (sección de cuerdas y vientos) y circuito cerrado de televisión. En la parte trasera del escenario, una pantalla gigante mostraba a los músicos dirigiéndose a escena. Lebón, Aznar y Moro salieron vestidos de blanco, mientras que Charly eligió una malla negra, saco y zapatillas. El comienzo del recital, con la orquesta a pleno interpretando la poderosa introducción del tema «Serú Girán», presagiaba una noche inolvidable. No fue así. Otra vez hubo fallas en el sonido y en la pantalla que predispusieron mal al público. Cuando tocaron el tema «Disco shock» ―una sátira de la música disco, tan en boga en el momento― la gente creyó que era en serio y, tras un coro de silbidos, empezaron a pedirle a García el «Blues del levante», el tema que había compuesto con motivo de la despedida de Sui Generis. El público quedó desconcertado y la prensa especializada lo destrozó. Pipo Lernoud, en el número 29 de Expreso Imaginario escribió:
El público no sabía que iban a venir estos muñecos. Ellos pagaron por ver a Serú Girán, el nuevo grupo de García, con toda la polenta y el sentimiento que eso significa. Pero estos saltimbanquis pedantes y mecánicos no son un substituto adecuado.
Revista Expreso Imaginario, n.º 29, p. 44
Por su parte,en  la revista Periscopio, el periodista uruguayo Jorge Nasser le hizo una entrevista muy crítica a Charly García, en la que incluso el periodista se permitía opinar sobre el estilo musical, reclamándole más atención a las raíces latinoamericanas. La entrevista llevó un título agresivo:  "García: ¿Ídolo o qué?".
Ante este fracaso, García tomó una serie de decisiones para reiniciar desde cero la historia de la banda. En primer lugar desvinculó a los dos productores y desde ese momento, los mismos músicos se encargaban de vender los shows (poco tiempo después, esa función fue asumida por un joven Daniel Grinbank). Empezaron a hacer shows más pequeños en teatros y lugares chicos, y tomaron la decisión de evitar los arreglos orquestales y optar por composiciones cuidadas, pero más simples y directas.
Con estas premisas, Serú Girán lanzó su segundo disco, titulado La Grasa de las Capitales en 1979. Como respuesta a los ataques de la prensa, se editó con una llamativa portada que parodiaba a las tapas de la revista Gente y llevaba como titular superior, el mismo que había ofendido a Charly en Periscopio: "García: ¿Ídolo o qué?". El disco se iniciaba con la canción que le daba nombre, de un potentísimo ritmo bailable -siguiendo la apropiación de la música brasileña contemporánea que ya habían hecho en el primer disco en "Autos, Jets, Aviones, Barcos"- construido alrededor del mismo solo de órgano que García había tocado en "Tango en Segunda" (de Sui Generis), pero con su velocidad aumentada al máximo.El resto del material contenía canciones memorables como la hermosa balada "Viernes 3 AM" (una de las pocas canciones de rock nacional que llegó a ser prohibida en las radios por el COMFER, por entender que podía constituir una incitación al suicidio), "Noche de Perros" o "Frecuencia Modulada". Este álbum sí fue bien recibido por la prensa especializada y por el público y cimentaría su lugar como la banda más convocante de la época.Tras la experiencia frustrante del comienzo, prefirieron no exponerse y escogieron un lugar pequeño, el Auditorio Buenos Aires, para su presentación en seis shows. A fuerza de recitales y tenacidad, Serú logró revertir las opiniones de la crítica y del público. Allí comenzó a gestarse el fenómeno masivo. Dentro de la campaña de promoción, Charly García incluso logró un hito: convertirse en el primer músico de rock nacional en ser invitado a la mesa de Mirtha Legrand, el show televisivo más visto y emblemático de ese momento.
Al inicio de la década Serú Girán seguía siendo una de las bandas más populares, aunque ya sus composiciones no eran tan pretenciosas. El tercer álbum del grupo, Bicicleta editado en 1980, fue recibido tibiamente al principio, pero con el tiempo se convirtió en uno de los clásicos del grupo. Tanto este como su anterior La Grasa de las Capitales se van alejando del rock sinfónico del primer álbum, mientras que el panorama musical argentino en general se vuelve más visceral y "simple", con menos arreglos. Serú Girán no se mantendría al margen de estos cambios, mientras en el rock argentino comenzaban a disolverse las composiciones sinfónicas y progresivas.
En agosto de 1980, se presentaron en el Rio Jazz Monterrey Festival, en Río de Janeiro, donde los representantes argentinos siempre estaban más vinculados al jazz o al tango que al rock progresivo que proponía Serú. Ese año, el concierto se dividió: En la primera parte, se presentaban Serú, el guitarrista Pat Metheny y George Duke. El éxito obtenido por los argentinos fue tal, que los organizadores les ofrecieron tocar en la segunda ―la principal― junto a John McLaughlin, Hermeto Pascoal, Egberto Gismonti y Weather Report.

Cuando tocaba McLaughlin, la gente patinaba y le tiraba avioncitos de papel. ¡Yo me quería morir! Si a McLaughlin le hacían eso, a nosotros nos achuraban.
Charly García

Esa predicción resultó errónea. La principal razón de la respuesta favorable residió en la variedad de matices en sus temas y algunos de marcada cadencia que invitaba al baile.
Este festival marcó dos hechos importantes para el grupo. Por un lado, se hicieron conocer y dejaron una muy buena impresión entre el público brasileño, hecho destacado incluso por la prensa argentina (Clarín, 28 de agosto de 1980). Por el otro, allí fue donde Pat Metheny conoció a Aznar. Impresionado por los demos caseros que le entregó el bajista de Serú, Pat Metheny le ofreció costearle sus estudios en Bercklee y sumarlo a su banda. Este sería, a la larga, el detonante para el fin de la banda.

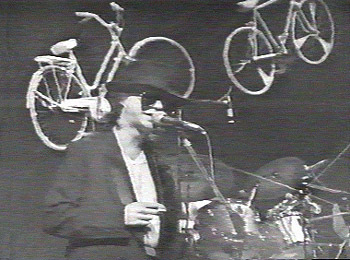
David Lebón en la presentación de Bicicleta.

Antes de terminar el año se presentaron en Obras junto a Spinetta Jade. Este recital resultó histórico.
Spinetta Jade era la banda con la que Luis Alberto Spinetta canalizó su creciente acercamiento a músicos de jazz desde el disco A 18' del sol, de 1977. Después de la experiencia fallida de viajar a Estados Unidos a grabar un disco en inglés, Only love can sustain, los interludios de este último, titulados "Jade", darían a Spinetta la idea para el nombre de su próxima banda, al volver a la Argentina. La primera formación de Spinetta Jade estuvo integrada por el propio Spinetta (guitarra y voz), Juan del Barrio (teclados) que venía de M.I.A. y Sr. Zutano-, Lito Vitale (teclados) -que también venía de M.I.A.-, Pedro Aznar (bajo) -que estaba en Seru Giran- y Pomo Lorenzo (batería) -que venía de Sr. Zutano y había integrado Invisible.
Al comienzo de Spinetta Jade, Spinetta estaba también ocupado con el regreso de Almendra, con la que estaba preparando el álbum El valle interior, y era consciente de que se trataba aún de una formación provisoria. Por esa razón Aznar y Vitale integraron la formación inicial como músicos invitados para el debut, el 3 de mayo de 1980, en el estadio Obras Sanitarias. Un mes después, Lito Vitale se retiró de la banda y en su lugar ingresó Diego Rapoport. Con esta nueva formación se presentan en el teatro Ópera el 3 de junio de 1980. Por último Beto Satragni ingresó en lugar de Pedro Aznar, así anticiparon su primer álbum que saldría en el mes de octubre.
Charly García y Spinetta eran por entonces los dos máximos exponentes del "rock nacional" argentino, y solían ser presentados como dos figuras enfrentadas. El recital conjunto fue considerado como «el evento musical del año». Era un hecho histórico que García y Spinetta, con dos grupos de semejante magnitud, estuvieran simultáneamente en el escenario. Pocos meses antes se había publicado el primer número de la revista Hurra con un título de tapa que decía: "Charly Garcia vs. Louis Al Spinetta ¿El rock es un partido de fútbol?", ilustrado con una imagen de García y Spinetta, uno con la camiseta de River y otro con la de Boca.
El show comenzó con Spinetta cantando el tema de Sui Generis, Cuando ya me empiece a quedar solo. Luego, de la oscuridad, surgió Charly García acompañando con el piano y coros el tema Qué ves el cielo, de Invisible. Bajo un clima enfervorizado, Lebón interpretó "Música del alma". A continuación subieron Pedro Aznar y Oscar Moro, completando el elenco de Serú Giran, que desarrolló una actuación contundente y fue largamente ovacionado por la gente.
Luego fue el turno de Spinetta, Pomo, Satragni, Rapoport y Del Barrio. La actuación de Spinetta Jade fue muy aplaudida, pese a su difícil estilo. Fue notorio el esfuerzo de Spinetta por lograr mayor simpleza en su música, para que el público pudiera entender su mensaje.
El recital cerró con los dos grupos sobre el escenario interpretando Cristálida -un clásico de Pescado Rabioso al que perteneció Lebón- y El mendigo en el andén. El bis final correspondió a Despiértate nena, un tema de Spinetta que en Pescado Rabioso cantaba David Lebón. Las palabras finales fueron de Spinetta:

Gracias, esto fue todo. Sin camelos, sin demagogias, esto quiere decir que algo de unión hay.
Luis Alberto Spinetta

Fue unos días después de ese recital que Spinetta Jade editó su primer disco, Alma de Diamante (1980), muy influido por los textos sobre chamanismo de Carlos Castaneda, e incluyendo dos canciones, "Dale gracias" («recuerda que un guerrero no detiene jamás su marcha») y Con la sombra de tu aliado (el aliado) («en el desierto ves la verdad»), que se refieren a la obra del autor de Las enseñanzas de Don Juan. "El repertorio incluía temas que hoy son verdaderos clásicos, como Alma de diamante, Dale gracias y Sombras en los álamos. También traía dos instrumentales (Amenábar y Digital ayatollah) y otras canciones como Con la sombra de tu aliado y La diosa salvaje, que años más tarde también fue el nombre de su célebre estudio casero", decía una nota de prensa de Sony Music, para la reedición en CD de 1995. En 1981 le seguiría el más accesible Los Niños que escriben en el cielo (1981). En éste el sonido se orienta más hacia el pop, aunque continúan las atmósferas cuidadas y el uso de sintetizadores, línea que se confirmará en el álbum siguiente, Bajo Belgrano (1983). Este álbum ha sido incluido por la revista Rolling Stone, en la lista de los 100 mejores álbumes de rock argentino, en el número 69. Entre las canciones del disco, dos han sido consideradas entre las 100 mejores de la historia del rock argentino: "Maribel se durmió" (número 79 para la revista Rolling Stone y MTV) y "Resumen porteño"(número 70 en la encuesta del sitio Rock.com.ar).
A partir de esa producción discográfica, y en poco tiempo, Spinetta Jade se convirtió en la otra gran banda en materia de convocatoria, con shows de un marcado preciosismo musical. A partir de 1982 las presentaciones de esta banda se volvieron más esporádicas debido al trabajo solista de Spinetta, que editó Kamikaze ese mismo año. Se trata de un disco que llegó a ser considerado entre los mejores del rock argentino de todas las épocas y, con sus ediciones digitales desde los 90, se convirtió en un objeto de culto no sólo en Argentina sino también en el exterior. Es una recopilación de canciones viejas que Spinetta solía tocar en vivo pero no integraban ningún álbum, desde el sentido Barro tal vez (la primera composición de Spinetta, una zamba que escribió a los 15 años de edad) hasta Águila de Trueno, una canción que habla sobre el suplicio de Túpac Amaru que había sido compuesta originariamente para el primer disco de Invisible. Pese a provenir de diferentes períodos, estaban unificadas por un clima de una gran austeridad, en el que la guitarra Ovation de Spinetta sólo está acompañada por los teclados de Diego Rapoport, sin más base rítmica que una máquina de ritmos y una sobria percusión a cargo de David Lebón.
Por su parte Serú Girán lanzó su cuarto álbum, Peperina en 1981, pero a finales del año Pedro Aznar abandonó la banda para aceptar la invitación de unirse al Pat Metheny Group en los Estados Unidos. El 6 y 7 de marzo de 1982, Serú Girán tocó por última vez en el Luna Park. El recital fue grabado y se editó en forma del disco en vivo No llores por mí, Argentina. Se trata de una repaso en vivo de los éxitos más importantes de la banda, con la excepción de dos canciones muy diferentes al estilo de la banda y que pueden interpretarse como un fallido intento de aggiornar su sonido a la new wave que comenzaba a escucharse en la Argentina y terminaría imponiéndose pocos meses después, tras la Guerra de Malvinas: el tema homónimo (sin relación con la canción de igual título del musical Evita) y Popotitos, una versión del clásico del rock de Los Teen Tops. Años después se ironizaría sobre el destino de la banda, diciendo que "Serú Girán pasó del rock sinfónico a Popotitos en sólo cuatro años". Si bien en un primer momento se barajó la posibilidad de continuar como trío (Lebón pasó a la doble función de guitarrista y bajista) y, en todo caso, buscar algún reemplazo para las presentaciones en vivo (como reemplazante de Aznar, fue pensado Beto Satragni, de Raíces.), la falta de motivación fue evidente y el proyecto quedó descartado. Lebón trabajaba en su proyecto solista El tiempo es veloz y García ya estaba embarcado en lo que sería su álbum doble Yendo de la cama al living / Pubis angelical.

## Guerra de Malvinas y resurgimiento (1982—1989)
La economía argentina se encontraba en plena recesión hacia 1982, y el descontento contra el gobierno militar iba en aumento. El 2 de abril, la Junta Militar inició un desembarco de tropas militares en las islas Malvinas (territorio históricamente reclamado por Argentina), más tarde dando inicio a la guerra de las Malvinas, como un intento desesperado por mantenerse en el poder mediante la manipulación del apoyo popular a través de una reivindicación que databa de casi 150 años, concretamente del año 1833. El conflicto duró 74 días y terminó con la rendición argentina el 14 de junio, volviendo las islas al control británico. En total, 649 militares argentinos, 255 militares británicos y tres isleños civiles de las Malvinas murieron durante las hostilidades. Tras este fracaso militar que acentuó su desprestigio, el gobierno llamó a elecciones tras siete años de dictadura. Si bien la guerra de las Malvinas fue uno de los episodios más trágicos de la historia argentina reciente, tuvo el paradójico efecto de revitalizar el rock argentino. Mientras la guerra se desarrollaba, se prohibió la música en inglés, lo que dio todavía mayor impulso a la música en castellano.
El 16 de mayo de 1982 el Festival de la Solidaridad Latinoamericana juntó a algunas de las bandas y solistas más destacados de "la Vieja guardia" del rock nacional (Ricardo Soulé con Edelmiro Molinari, Pedro y Pablo, Dulces 16 con Pappo como invitado, Litto Nebbia, Rubén Rada, Moro - Satragni, Tantor, Spinetta, Javier Martínez, Nito Mestre, León Gieco, Raúl Porchetto y Charly García, entre otros). El objetivo declarado por los organizadores del recital era el de apoyar a las tropas que luchaban en las islas, pero sin dejar de apelar a la paz. Para dejar en claro la vocación pacifista, calmando así la conciencia de los músicos, al organizador Daniel Grinbank se le ocurrió la idea de un final que, unos seis meses después, se replicaría en el B.A. Rock IV: reunir a varios de los principales músicos sobre el escenario para cantar "Algo de Paz", de Raúl Porchetto. En esta ocasión los invitados fueron Charly García y David Lebón quienes posteriormente llamaron al escenario a Nito Mestre y León Gieco para una inesperada reunión de PorSuiGieco, pero con 8 años más y sin ninguna contemplación a los intensos cambios que la música rock había tenido en ese tiempo. Cerraron con otro hit "clásico" de la década anterior: "Rasguña las piedras". Ningún músico, en las 4 horas que duró el festival hizo ninguna mención, ni siquiera sutil, al momento político, al intento de la dictadura por eternizarse en el poder ni a cómo se suponía en ese momento -a 15 días del inicio de las operaciones bélicas- que podría llegar "algo de paz" sin mediar el retiro de las tropas argentinas.
Los músicos pertenecientes a las nuevas camadas y los nuevos géneros no participaron del festival por considerarlo, en lo político, complaciente con la operación de autorrescate de la dictadura, y por no sentirse representados en la estética anticuada de la música elegida. Virus fue el único en decir que no a la invitación, por considerarla "desagradable", y a esa negativa se sumaron Los Violadores. No obstante, estas nuevas tendencias terminarían siendo, indirectamente, las más favorecidas por la guerra. De pronto, el rock en inglés fue censurado en las radios y los programadores debían llenar el espacio que dejaba el rock en inglés con rock en español. Entre las canciones que se convirtieron en hit en esa época estaban “Botas sucias” de los españoles Barón Rojo (que significó, para muchos jóvenes argentinos, su primer acercamiento al sonido de heavy metal contemporáneo), "Gente del Futuro" de Miguel Cantilo y Punch, “Ayer te vi” del uruguayo Rubén Rada, “Ando rodando” de Gustavo Santaolalla, “Va por vos” de Zas, "Radio Venus" de Los Helicópteros, "Colapso Nervioso" de La Torre, junto a canciones más alejadas del sonido rock pero que igualmente convivían con él, como “Solo le pido a Dios” de León Gieco (con popularidad renovada ya que lo solía interpretar en sus recitales la folklorista Mercedes Sosa tras su regreso al país), “Era en abril” y “Mirta, de regreso” de Juan Carlos Baglietto (punta de lanza de la efímera moda de la Trova Rosarina) además de distintas canciones de Sandra Mihanovich o Marilina Ross, o el regreso de Piero. Más allá de la confusión de estilos, ese fue el mayor impulso obtenido por el rock nacional en toda su historia y fue el motivo por el que muchas bandas llegaron a obtener un contrato de grabación, especialmente aquellas que, por tener propuestas cercanas a los estilos de rock más novedosos, no eran bien vistas por el público de los festivales masivos. Fue el momento exacto en el que comenzó el recambio estilístico y generacional que el rock argentino necesitaba y que se consolidaría definitivamente tras el restablecimiento de la democracia operado en 1983.

### Etapanew wavey el nacimiento delunder
Así fue como en las radios de la época comenzaron a aparecer una serie de bandas más enfocadas en el aspecto divertido, bailable, y hasta «humorístico» de la música, como Virus, Los Twist, Suéter y las Viuda e Hijas de Roque Enroll.

En 1979, en La Plata, los hermanos Julio, Marcelo, y Federico Moura, habían formado una banda pionera del género new wave llamada Virus quienes debutaron en vivo el 11 de enero de 1981, y para el 21 de septiembre de ese mismo año se habían presentado en el Festival Prima Rock en Ezeiza. En ese evento (ante un público hippie o "rockero") tuvieron la misma recepción que todas las bandas que representaban a las nuevas tendencias. Los asistentes les comenzaron a arrojar naranjas y les dieron la espalda. Mientras Federico pateaba las naranjas que recibía, provocó al público diciendo:
«Levantamo' el culo del piso, y bailamos un poco. ¡Muestren como hacen temblequear sus piernuchas!»
Aunque la banda no fue bien recibida en el festival, captó la atención de algunos sellos discográficos. Una semana después del Prima Rock, entraban a grabar en la discográfica CBS (conocida actualmente como Sony Music) su álbum debut, Wadu Wadu. «Soy moderno, no fumo» y «Wadu-wadu» fueron elegidos como cortes de difusión, que lograron tal propósito gracias a Lalo Mir, que conducía "9PM" por Radio del Plata y Alejandro Pont Lezica, de Radio Rivadavia. En 1982, para acompañar la nueva explosión pop, grabaron Recrudece, un disco que se convirtió en objeto de culto con los años, pero que en ese momento tuvo casi nula difusión. Sería el siguiente álbum, Agujero Interior, editado en diciembre de 1983, en los mismos primeros días de la restauración democrática, con la producción de Michel y Danny Peyronel (de Riff) y, este sí, con todo el apoyo publicitario de CBS, el que convertiría al sonido de Virus en masivo y prácticamente inescindible de ese momento histórico de la Argentina, con himnos como En mi garage, El Probador y Hay que salir del Agujero Interior. Los hermanos Peyronel le agregaron guitarras fuertes al ritmo pop bailable típico de Virus, y su representante Carlos Rodríguez Ares completó el concepto estético dándoles un look rockabilly, con camperas de cuero y peinados a lo Elvis,que le dieron gran notoriedad a la banda.
En 1981, Miguel Mateos, luego de hablar con el empresario artístico Alfredo Capalbo, quien había alumbrado la idea de traer a tocar a Queen a la Argentina (aprovechando el éxito comercial que estaba teniendo en el país su disco The Game) se ganó la oportunidad de telonear a la banda en su show en el estadio de Vélez Sarsfield con su banda Zas. Hasta ese momento sólo habían tocado en pubs y cultivaban un estilo de rock latino influido por la salsa. A raíz del impensado éxito en su actuación como teloneros de Queen, obtienen un contrato discográfico en el sello Sazam Records, subsello de Music Hall (de su productor Oscar López) y editan en 1982 su primer LP homónimo, con una propuesta más volcada hacia el pop. Como sucedió con tantas otras bandas, la fuerte difusión radial que obtuvo durante la Guerra de Malvinas debido a la prohibición de la música en inglés convirtió en hit a la canción Va por vos, para vos.

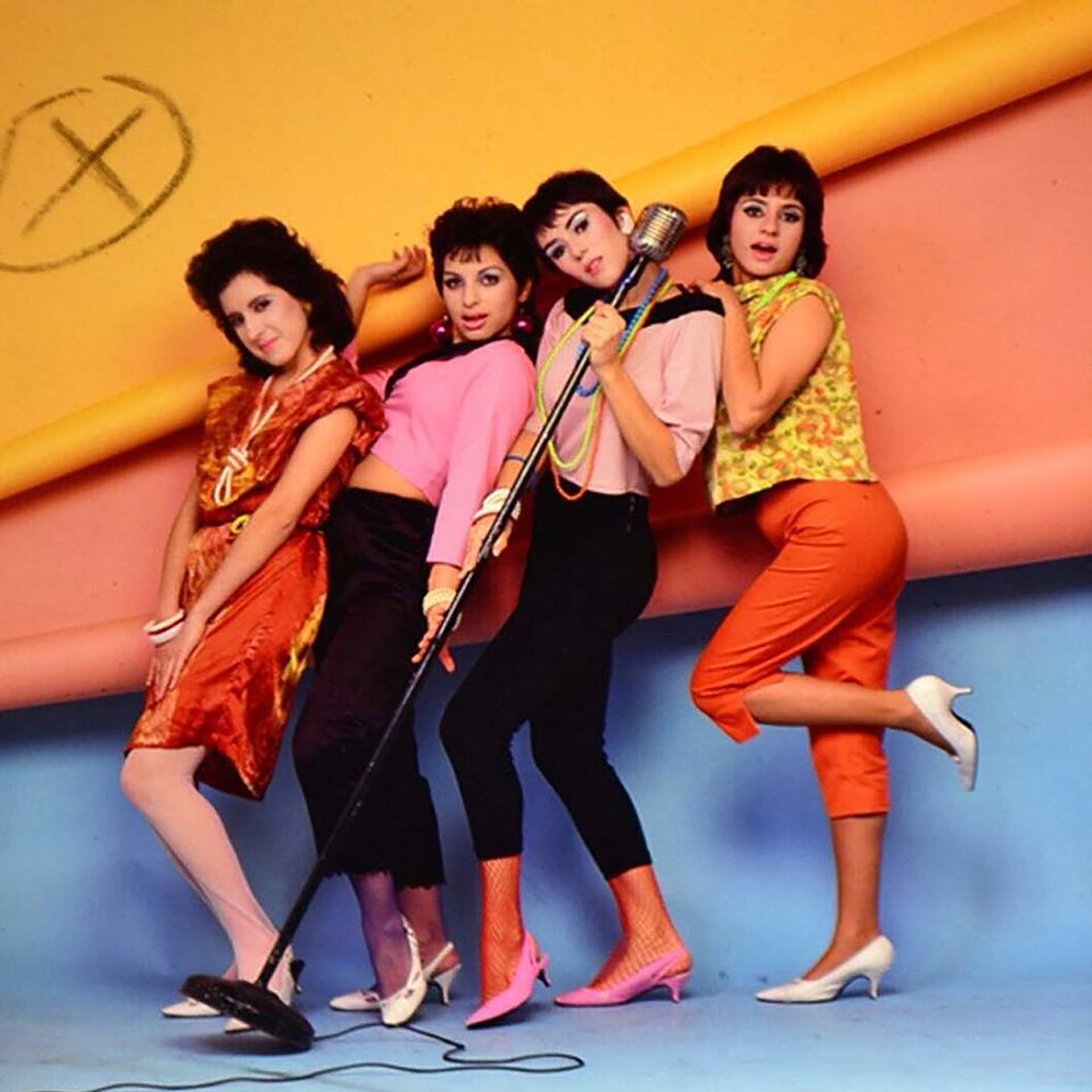
Viuda e Hijas de Roque Enroll en la portada de su álbum debut homónimo de 1984.

Por ese mismo momento estaban surgiendo dos grupos íntegramente compuestos por mujeres, con gran dedicación en sus puestas en escena y muy emparentados con el rock teatral: Las Bay Biscuits y Viuda e Hijas de Roque Enroll. En una época donde la participación de las mujeres en el rock argentino era muy limitada, las primeras se ganaron su espacio a fuerza de ser parte de la troupe circense que acompañaba a Patricio Rey y sus Redonditos de Ricota en sus presentaciones, y las segundas efectuando una mezcla singular: usar la música pop comercial de la nueva ola de los años '60, pero en lugar de hablar de temas ligeros y juveniles, buscar hacer críticas a la sociedad argentina, la clase política y la dictadura militar, de una forma ácida y burlona a través de letras humorísticas.
Suéter por su parte también tendría su lado cómico con letras y ritmos bailables como «Mamá planchame la camisa», «Métodos» y «Ciudadano ilustre». Pero a diferencias de las dos primeras agrupaciones se caracterizaron por su lado más serio y llegaron a lo más alto del pop rock de la década con temas como «Amanece en la ruta», «Vía México» y «Él anda diciendo».
Gran parte del mérito por imponer mayoritariamente el nuevo sonido new wave en el rock nacional viene del inicio de la carrera solista de Charly García, uno de los músicos más respetados del momento que, tras la disolución de Serú Girán avanzó decididamente en esa dirección con su trilogía inicial. Su primer disco de canciones solista, Yendo de la cama al living (1982) tuvo un gran suceso siendo uno de los primeros beneficiarios de la prohibición de la música en inglés en las radios. Se trata de un disco de transición en el que baladas tradicionales como "Inconsciente Colectivo" coexisten junto a canciones de pop "moderno" como la que da nombre al disco, "Yo no quiero volverme tan loco" o la casi improvisada "Peluca Telefónica". Para este trabajo, la banda estaba formada por Willy Iturri en batería, Gustavo Bazterrica en guitarra, Cachorro López en bajo y Andrés Calamaro en teclados. Los tres últimos eran al mismo tiempo integrantes de Los Abuelos de la Nada y esta banda fue una influencia directa para García. 
Desde el regreso de Miguel Abuelo al país, en 1981, venía usando el nombre de su vieja banda de siempre para esta nueva formación con la que se propuso popularizar el estilo new wave en la Argentina, con fusión de ritmos latinos y algunos ritmos reggae. adoptando un estilo alegre, descontracturado y pop, a tono con el movimiento de la música divertida de inicios de los años '80. Rápidamente se volverían uno de los grupos principales del rock nacional de los '80, gracias a sus temas pegadizos y al excelso dúo artístico conformado por Miguel Abuelo y el joven Andrés Calamaro. En junio de 1982, grabaron su primer álbum homónimo producido por Charly García. García no hacía mucho que había compuesto Mientras miro las nuevas olas, y su opinión de la new wave seguía siendo negativa. Durante la grabación, las peleas entre Miguel y Charly eran constantes, lo que provocaba situaciones incómodas para el grupo. Sin embargo, en el ambiente de transición democrática, el disco resultó ser un éxito en las ventas y en la difusión radial, sobre todo por el hit Sin Gamulán, compuesto por Andrés Calamaro. El trabajo con Los Abuelos de la Nada terminó cambiando el enfoque de Charly García, quien en Yendo de la cama al living llega a una síntesis entre su estilo anterior y el pop divertido que pedían los nuevos tiempos.
Este material fue presentado en un imponente recital (ante 25.000 personas) en el estadio de Ferrocarril Oeste, el 26 de diciembre de 1982, donde también interpretó el que sería otro de sus éxitos críticos, «Los Dinosaurios», metáfora del PRN y los miles de personas desaparecidas. En ese mismo show de Ferro, y como reconocimiento e intento de inauguración de una escena, llevó como teloneros a Los Abuelos de la Nada junto con el incipiente Suéter, aunque este último fue muy mal recibido, con insultos y objetos arrojados al escenario. En 1983 García hizo su primer viaje a New York. Ni bien llegó se cortó el pelo, renunciando a la típica imagen hippie y "rockera" que era la norma en el rock argentino. Guiado por Pedro Aznar y por la fotógrafa Ada Moreno, su amiga desde la época de Sui Generis, comenzó a transitar la movida cultural de Manhattan. Alquiló los estudios Electric Lady, creados por Jimi Hendrix, y contrató al productor Joe Blainey, que había producido el que era su disco de cabecera en esos días: "Sandinista!" de The Clash (al que incluso mencionaba expresamente en la canción "No bombardeen Buenos Aires" de su disco anterior). Según su relato: “Fui a comprar instrumentos y no tenía ni idea de que iba a grabar un disco, pero sentí una buenísima onda, así que pensé que iba a ser muy bueno quedarme un tiempo y curtir ahí, tener amigos, ir a clubes, tratar de tocar con alguien y todo eso. Empecé a trabajar y a hacer cosas en mi casa, con grabadores, y después encontré un tipo que mata, que se llama Joe Blaney, que venía de grabar con los Clash y se copó mucho conmigo, y encaramos el proyecto de grabar en estudios grandes con poca plata y mucha onda”.El resultado fue Clics modernos. Este nuevo trabajo presenta un giro en la música de García, con la introducción de ritmos bailables, canciones más cortas y por momentos más irreverentes, acordes a los aires de renovación que empezaron a llegar con la apertura democrática. Canciones que reflexionaban lúcidamente sobre el pasado inmediato, como «Los dinosaurios» y «Plateado sobre plateado», convivían con «Nos siguen pegando abajo (Pecado mortal)» y «No me dejan salir» cuyos ritmos bailables llegarían incluso a las pistas de las discotecas, terreno hasta ese momento vedado al rock nacional. Este material fue editado en noviembre de 1983, a poco menos de un mes de la asunción del gobierno democrático. Previo a ello, un mes antes, García también había producido "La Dicha en Movimiento", el primer disco de Los Twist, banda a la que había visto tocar en el Café Einstein y que le habían sorprendido por su propuesta rompedora y humorística. Charly resaltó este aspecto, dotándolos de detalles de sonido para que sonaran vintage, como a banda comercial de los años '60. Por último, en 1983, produjo Hotel Calamaro, el primero disco solista de Andrés Calamaro, con una propuesta de pop simple y bailable y producción mínima, que marcaría tendencia en los años de auge comercial del rock argentino.
Clics Modernos fue presentado los días 15, 16, 17 y 18 de diciembre en el estadio Luna Park, con una banda integrada por músicos de Los Twist, como Daniel Melingo (saxo), Fabiana Cantilo (coros), además de Pablo Guyot (guitarra), Alfredo Toth (bajo), Willy Iturri (batería), y un joven rosarino en los teclados: Fito Páez. El disco no fue, en principio, bien entendido por el público. Recibió críticas por incluir (por primera vez en la carrera de García) temas «bailables», es decir: el ritmo tomaba otra dimensión, recortando las letras, hasta entonces concepto primordial del rock nacional. Tuvo un reconocimiento más tardío. La trilogía esencial de García se completa con Piano bar, un álbum grabado en los estudios ION, en directo, con un mínimo uso de sobregrabaciones, que tiene en «Demoliendo hoteles», la balada «Promesas Sobre el Bidet», «Rap del Exilio», y «Cerca de la revolución» sus máximos logros. Es un disco con mucho de New Wave en sus ritmos, pero un poco menos bailable e incluso con ciertos matices más experimentales.
Argentina entró en diciembre de 1983 en una nueva etapa de su historia, con la inauguración del gobierno democrático de Raúl Alfonsín. Como si fuera un símbolo, la ceremonia del traspaso de mando y asunción de las autoridades democráticas, se dio en los mismos días en que se editaban, con enorme éxito, Clics Modernos de Charly García y Agujero Interior de Virus. El último día antes de la democracia, en la noche del 9 de diciembre de 1983, los Redonditos de Ricota dieron uno de sus shows multimediáticos en el Teatro Bambalinas. Una de sus bailarinas, "Monona", subió al escenario vestida con uniforme militar e improvisó un striptease hasta quedar desnuda, en un gesto de reafirmación de la libertad, que recién en ese momento parecía posible sin censura ni represión. Entrar en democracia significó la desaparición del aparato represivo y de censura del gobierno militar, por lo cual la libertad de expresión volvió a florecer. Toda una generación que no había disfrutado de esta libertad durante la dictadura, de pronto se sintió atraída por toda una serie de músicas populares que habían sido prohibidas y que no tenían que ver directamente con el rock. Cantautores de protesta como Piero, Víctor Heredia, la Nueva Trova Cubana, la Trova Rosarina y músicos folklóricos como Mercedes Sosa, coparon ondas radiales y escenarios que antes eran privativos del rock nacional.
Pero las nuevas generaciones, que no se sintieron identificadas con estas propuestas, fueron creando la escena que llevaría al desarrollo de las bandas mencionadas en primer término. El clima social festivo y de alegría marcó que avanzaran la new wave y el pop rock argentinos, que con sus ritmos enérgicos y su estilo desacartonado promoverían grupos que se harían con el protagonismo de la escena musical argentina y, a la postre, de toda Iberoamérica. Este tipo de bandas, que pasaban del sonido «solemne» y progresivo del rock sinfónico a una música más irreverente y accesible -lo cual ayudaría al rock nacional a expandirse en el exterior- representaban a la perfección el espíritu optimista y festivo del momento histórico. El progresivo avance de este estilo en el mercado discográfico, tenía su correlato en una fértil escena underground que durante toda la década representó un laboratorio de creatividad y nuevas propuestas.

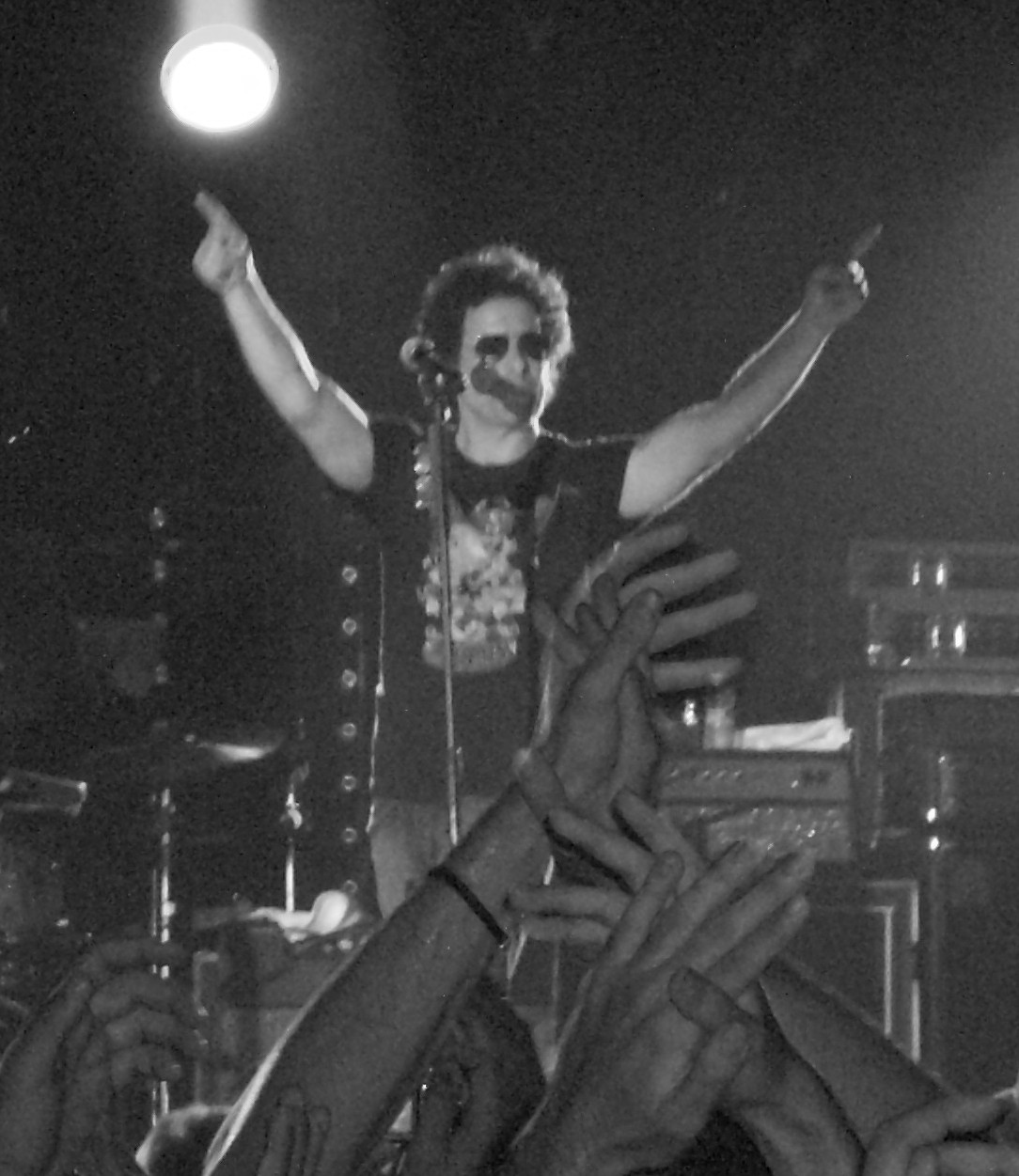
Andrés Calamaro, exvocalista e integrante de Los Abuelos de la Nada.

Ya a mediados de mayo de 1982, y en plena guerra de Malvinas, el actor teatral Omar Chabán, el periodista Sergio Aisenstein (de la redacción del Expreso Imaginario, que conducía el programa radial de rock El Tren Fantasma en las madrugadas de Radio Rivadavia) y el chef descendiente de alemanes Helmut Zeiger abrieron el Café Einstein. Inspirado por un bar holandés llamado No Name al que concurría Aisenstein cuando vivía en Ámsterdam, el espacio abría de martes a domingos. Los martes eran "de olla popular". Se realizaban en el local ollas populares similares a las que por entronces organizaban sindicatos y organizaciones vecinales, con mandarinas de postre. Esos martes no había espectáculos. El resto de los días, se brindaba comida y bebidas con actuaciones teatrales y musicales en vivo. Katja Alemann, pareja de Chabán, bailaba un tango erótico, Vivi Tellas hacia un show que se llamaba La Nadadora y tocaba con la banda Las Bay Biscuits, Chabán y Aisenstein daban un show como el dúo Pis y Caca, el clown Geniol actuaba como mimo al tiempo que iniciaba la andadura de su mítico proyecto de rock Geniol con Coca, Arturo Carrera recitaba su poesía o Guillermo Kuitca, aún desconocido en el mundo del arte, pintaba en el escenario del lugar. Hasta hubo actuaciones de un histórico del Instituto Di Tella, Federico Manuel Peralta Ramos, como marcando un nexo entre dos momentos de máxiima creatividad en Buenos Aires. En cuanto a la música, fue un escenario preferencial para las nuevas tendencias dentro del rock nacional. En el día de la inauguración debutaron en vivo Los Twist, la banda de Pipo Cipolatti, que era quien había realizado la instalación eléctrica del local. Su propuesta artística, basada en el humor y la música bailable con estética kitsch, representaba un auténtico parteaguas entre el sonido progresivo del rock argentino de los '70. Luca Prodan, quien no tenía un hogar en Buenos Aires y había hecho gran amistad con los dueños, llegó a dormir en el local o en la casa de Sergio Aisenstein, y tocaba prácticamente todos los días. Los fines de semana con Sumo y los días de semana con sus proyectos paralelos: La Hurlingham Reggae Band y Sumito (un grupo acústico que lo completaban Roberto Pettinato en saxo y Diego Arnedo en contrabajo), o un proyecto sin nombre con el que, junto a Pipo Cipolatti, Diego Arnedo y Daniel Melingo, hacían covers acústicos de Bob Marley, Dean Martin y Frank Sinatra.De ese modo Sumo, banda que por cantar en inglés no se había visto beneficiada por la prohibición de música extranjera durante la guerra, comenzaba a cimentar su prestigio como abanderados del under porteño, mientras que el histrionismo de Prodan sobre el escenario combinaba a la perfección con el ambiente teatral del lugar.
La otra banda que encontró su lugar de privilegio en esa mixtura de rock y teatro fueron los platenses Patricio Rey y sus Redonditos de Ricota, quienes, ya desde el año 1976, venían exhibiendo un estilo de rock teatral donde se incursionaba por otros tipos de espectáculo, además de lo que es estrictamente un recital de una banda de rock: una troupe circense de monologuistas, magos, payasos, acróbatas, bailarinas desnudistas y músicos subían al escenario y hacían sus números. No había integrantes fijos, eran alrededor de quince músicos arriba del escenario que se iban alternando entre los instrumentos. Este formato de mezcla de recital con show de variedades surgió también por el contexto particular de la escena platense de la era dictatorial, donde se hacía difícil realizar un recital de rock como tal:

Por aquel entonces la mayoría de los grupos de rock de la ciudad no estaban afiliados al sindicato de los músicos, y esto hacía que fueran perseguidos y que no los dejasen tocar. En Buenos Aires era mucho más fácil entrar al gremio, pero en La Plata los requisitos eran tantos que ningún rocker aceptaba esos condicionamientos burocráticos. De esa forma realizar lo que propiamente se podría llamar un recital era casi una ceremonia clandestina, o camuflada con otros condimentos, principalmente expresiones culturales como teatro, poesía, muestras artísticas, etc.
Revista Sudestada, abril de 2014.

Si bien llevaban años de historia, los Redonditos de Ricota nunca habían logrado tener continuidad y sus shows eran muy espaciados. Pero desde el 2 de enero de 1982, cuando resultan la revelación del Festival a beneficio de la revista Pan Caliente, su nombre comienza a crecer en el boca a boca de la Capital y la apertura de locales under les da una regularidad que nunca antes habían tenido. Ese mismo año, aunque no llegaron a editar comercialmente, grabaron su primer demo profesional. Este contaba en el lado A con grabaciones en estudio y en el lado B con registros del recital del Festival Pan Caliente. «Nene, nena», «Un tal Brigitte Bardot», «Mariposa Pontiac», «Superlógico» (que incluía en coros a Las Bay Biscuits: Fabiana Cantilo, Isabel de Sebastián, Diana Nylon y Viviana Tellas) y «Pura suerte» estuvieron entre las canciones registradas allí, y algunas de ellas engrosaron posteriores álbumes de la banda. Aunque la RCA no se interesó en ese trabajo y no fichó a la banda, el demo recibió una buena acogida del público y tanto las canciones de estudio como los registros en vivo ganaron difusión en las emisoras FM porteñas, especialmente en el programa "9 PM" que, a esa hora, hacían Lalo Mir y Elizabeth Vernaci en Radio Del Plata.
A partir de aquel lanzamiento, inició un crecimiento progresivo en la convocatoria de los shows, fomentado principalmente por el «boca a boca» de sus adeptos. Tal como lo atestigua un testimonio de la época, de la periodista de rock Gloria Guerrero:

Una es imparcial, trata de no tomar partido por nadie, pero a veces es imposible. El grupo que más me interesó en los últimos tiempos hace un recital y quiero que lo sepan. Y además porque es muy difícil que se enteren por otro medio, ya que estos delirantes tipejos no publicitan un cuerno nada de lo que hacen. Las noticias 'se corren' y los teatros se llenan.
Gloria Guerrero, revista Humor, diciembre de 1982.

El encumbramiento en el under de Sumo y los Redonditos, como las joyas ocultas de la movida fue simultáneo. Como señala el periodista Mariano Dal Mazo: "Sumo creció de manera simultánea a los Redonditos. Compartían público. Patricio Rey expresaba la cara política, más intelectual; Sumo la anarquía. Luca parecía congelado en ese rostro de bebé perplejo, esa mirada honda y triste, esos mohines callejeros y aristocráticos, siempre en el filo que separa la brutalidad de la ternuna. Siempre se mostraba con una ginebra en la mano. Todos tomaban ginebra en Buenos Aires. En los pubs, en La Paz y en todos los bares de la avenida Corrientes, los jóvenes, los viejos, los tangueros, los rockeros". Rebelándose contra los horarios controlados y la represión del Proceso, la ginebra y la cocaína se convertían, de pronto, en las señas de identidad de toda aquella movida nocturna de Buenos Aires.
En el mismo escenario de Einstein tocaron en sus comienzos otras bandas underground como Soda Stereo, Los Encargados, Casanovas, o Alerta Roja. Los Violadores, después del escándalo del Festival de la Universidad de Belgrano, comenzaron a tocar en el Einstein casi todos los domingos, convirtiéndolo en el primer lugar donde las nuevas tribus urbanas como los punks y darks comenzaban a darse cita mostrando su peculiar estética.
Poco después, en la esquina de República de la India y Las Heras en el barrio de Palermo, nace el Zero Bar con una propuesta similar, aunque más tranquila. Las mismas bandas y el mismo público alternaban entre el Einstein y Zero, generándose un ambiente de altísima ebullición cultural que, a partir de la restauración democrática, fue extendiéndose a otros recintos que copiaban la fórmula de bar con rock y teatro (Stud Free Pub, Palladium, Sham's, Medio Mundo Varieté, y, un poco más tarde, Prix D´ami y el Teatro Arlequines). En 1984, Gustavo De Rosa fundó La Esquina del Sol, un equeño lugar en la esquina de Gurruchaga y Guatemala, donde entraban no más de 120 personas y, en su primer año, no tenía escenario, tocando las bandas a la misma altura del público, En ese espacio, Los Redonditos de Ricota dieron varios de sus primeros shows en capital, y Sumo llegó a tener una fecha fija todos los viernes. La agitación que se vivía en esos shows era tan intesa que los vecinos terminaron quejándose por "ruidos molestos" y el bar se mudó a Av. del Libertador, esquina Olazábal, cerca del Stud.
El punto máximo de esta movida llegó en 1985, con la creación del Centro Parakultural, en San Telmo. El Parakultural fue inaugurado por Omar Viola y Horacio Gabin en un sótano que habían alquilado en la calle Venezuela 336. Lo habían alquilado como sala de ensayo, allí Viola, Gabin, y actores como Batato Barea, Alejandro Urdapilleta y Las Gambas al Ajillo, ensayaban por las noches, hasta que decidieron invitar gente a los ensayos y luego abrirlo al público. Se caracterizaba por ofrecer teatro, música en vivo y artes plásticas no convencionales en ese momento, destacándose principalmente la diversidad de espectáculos ofrecidos, desde el teatro underground, o los monologuistas, hasta las bandas de rock independientes.
En sus primeros años se destacaron allí las Gambas al ajillo (grupo humorístico formado por cuatro mujeres: Alejandra Flechner, María José Gabin, Verónica Llinás y Laura Markert), Barea, Urdapilleta, Humberto Tortonese, Susana Cook, Los Melli, Las hermanas Nervio, El Clú del Claun, entre otros. Por su escenario también desfilaron las más importantes bandas de la escena under y alternativa de la segunda mitad de los ochenta. Siguiendo la tradición del Café Einstein los domingos estaban reservados para artistas punks, en el ciclo llamado "Domingos Paramusicales". Por allí pasaron: Los Violadores, Sumo, Trixy y Los Maniáticos (luego simplemente Los Maniáticos), Comando Suicida, Cadáveres de Niños, Sentimiento Incontrolable, Celeste y la Generación, Rigidez Kadaverika, Flema, Todos Tus Muertos, Los Corrosivos, Los Pillos, Antihéroes, entre otras.
Casi por la misma época del nacimiento del Parakultural, Omar Chabán buscará reponerse del abrupto cierre del Einstein. Según Sergio Aisenstein, “No lo cerró la dictadura sino la democracia. Nos clausuró (el ministro radical Antonio) Tróccoli, porque ahí iban sus hijos”. Tras el cierre, Chabán, gracias a un préstamo de la actriz Katja Alemann, su pareja por aquellos años, inauguraba un espacio de mayores dimensiones: Cemento, inaugurado el 28 de junio de 1985, en una noche de lluvia torrencial y con parte del local inundado por las goteras en el techo de chapa que no habían llegado a repararse por falta de tiempo. Inicialmente fue pensado como discoteca orientada al rock (con Daniel Nijensohn como DJ), muy poco después comenzaron a realizarse recitales en vivo en el lugar, dada la alta rentabilidad de los recitales de rock. Por allí pasaron en sus épocas iniciales las bandas más importantes del rock argentino, como por ejemplo Los Violadores, Patricio Rey y sus Redonditos de Ricota, Riff, Sumo, etc.
Una buena descripción del ambiente que se generaba alrededor de estos espacios y que marcó un hito en la cultura argentina, es la que hace el periodista Jorge Luis Fernández en el libro "Gente que no": "La primavera alfonsinista había comenzado por expresarse en cierta desinhibición de la sociedad y ahora se reflejaba en un auge de la experimentación y en la agitación de las vanguardias. La renovación cultural no sólo quedaba de manifiesto por la cantidad y calidad de salas alternativas, entre las que se destacaban Cemento y el Parakultural, surgidas en aquella época, sino por la emergencia de un concepto relativamente desconocido, el underground. Bajo sus paraguas se abarcaba una serie de disciplinas en las que sobresalían el teatro y el rock, pero también cierto cine y, en algún sentido, un estilo de vida que incluía el consumo de drogas.
El país estuvo aislado del mundo, o mejor dicho privado de él, desde 1976. Habían pasado casi 10 años de oscuridad y de golpe llegaban todas las novedades, sin su consecución cronológica. En esa atmósfera, el tecno y el dark eran lo nuevo, pero también lo eran el punk y la new wave, el reggae y el ska, aunque en Europa y los Estados Unidos algunos de estos géneros ya habían pasado de moda. Lo que permitió la riqueza de las expresiones artísticas en aquella Buenos Aires fueron sus matices, la variedad de propuestas era vista en su conjunto como algo nuevo.
No solo la música y el teatro independiente vivían un reverdecer, sino también el cine. En ese contexto resultó decisiva la aparición de filmes como Blade Runner y especialmente Liquid Sky, con sus escenarios futuristas y apocalípticos, teñidos de encanto alucinógeno. Pero también fue importante la reposición de filmes que no habían sido entrenados en las salas porteñas, como The Wall y La Naranja Mecánica. Todos aquellos filmes habrían de proyectar en la mente de muchos su propia película, osada, psicodélica, dejando su impronta en buena parte de las nuevas propuestas”.

### Éxito comercial y masificación
Así como 1985 marca la consolidación de la escena under con la inauguración del Parakultural, también llega para muchas bandas la apertura a la masividad y, finalmente, a una proyección internacional. Muchos de los roqueros argentinos firman con las transnacionales y esto les garantiza distribución por el continente. El 23 de enero de 1985 el empresario Daniel Grinbank logró que comenzara a transmitir la Rock & Pop, radio que tendría tanto éxito que establecería un modelo de programación y locución enfocado en la música que sería seguido por los siguientes proyectos de FM, además que daría lugar a una revista, festivales y discos con su nombre. Una crónica periodística resume así este período: "El año 1985 fue un momento clave. En enero comienza a transmitir la F.M. Rock & Pop, causando una revolución en la radiofonía argentina. Por su parte, el diario Clarín lanza el suplemento Si, dedicado exclusivamente a la cultura joven y al rock como eje principal de sus contenidos. Con la llegada de la Rock & Pop se realiza el festival homónimo, el cual reúne por primera vez a figuras y bandas internacionales con los popes del rock nacional. Mediante un entramado de medios, productoras, agencias de representación, discográficas, discotecas y empresas de indumentaria, la industria del entretenimiento se volcó a “lo joven” como elemento de consumo masivo. En décadas anteriores hubo fenómenos adolescentes, nunca con este calibre de producción e impacto".
La era dorada del rock de Argentina, en términos comerciales, comenzó en abril de 1985, cuando Miguel Mateos /ZAS realiza cinco shows consecutivos en el Teatro Coliseo para presentar su tercer disco, Tengo que parar (1984), dsco que le había reportado a la banda una gran notoriedad por la constante difusión en radios de las canciones. Durante esas presentaciones se grabó su primer álbum en vivo, Rockas vivas, el que llegaría a vender más de 500 mil discos solo en Argentina, convirtiéndose en el disco más exitoso del rock argentino hasta ese momento. Tan exitoso fue que, pese a ser un disco ya grabado en vivo, igualmente, fue "presentado en vivo" en agosto en el Luna Park. La idea era hacer un solo show, pero la demanda de entradas supera todas las expectativas, terminando en una serie de cuatro shows convocando 60.000 espectadores.
El tremendo éxito de Rockas Vivas lleva a todas las compañías discográficas a apostar por el rock nacional e invertir en las bandas y solistas, incluyendo campañas de expansión y giras internacionales, batiendo récords de ventas de álbumes y asistencia en recitales en varios países del continente americano. Un hecho revelador del impulso que recibió el sonido pop y lo promisorio que era en términos de mercado, es que entre 1986 y 1987, varios de los nombres consagrados del rock nacional de los 70, cambian su estilo para grabar discos directamente influidos por el sonido pop y la imagen new wave, tratando de trepar a la ola. Es el caso de Puertos, de María Rosa Yorio, 7x7 de David Lebón, Fotos de Tokyo de Pedro Aznar o, el más exitoso de todos estos intentos, Noche y Día de Raúl Porchetto que incluye «Bailando en las veredas», un hit con alcance masivo. Todos estos discos se caracterizan, a grandes rasgos, por un sonido pop más simple y despojado que el de la new wave anglosajona. Canciones frescas, optimistas y bailables con preponderancia de teclados, una fórmula que ya en 1984, había iniciado Andrés Calamaro con el hit Mil horas compuesto para Los Abuelos de la Nada y, al margen de su participación en esta banda, con su debut en solitario Hotel Calamaro y con la producción realizada para el único disco del dúo Frappé, en el que participaba su hermano Javier Calamaro.
Este sonido, popular entre el público y con el apoyo de la industria discográfica, terminó convirtiéndose en masivo en todo el país. En la Provincia de Mendoza, surgiría una corriente denominada Rock de Mendoza y la agrupación más representativa serían Los Enanitos Verdes; que en 1984 fueron revelación del Festival de La Falda y llegaron editar su primer álbum homónimo. Su único sencillo «Aún sigo cantando» interpretado a dúo con David Lebón, sonó mucho en las radios locales y tuvo cierto éxito. A partir de ese momento, también ellos caen bajo la producción de Andrés Calamaro con quien prolongan el mismo sonido pop en tres álbumes: Contrarreloj (1986), Habitaciones extrañas (1987) y Carrousel (1988), Al mismo momento de su consagración, en 1984 también aparecía otra banda de Mendoza, Alcohol Etílico; autores del mega éxito «Lamento boliviano» (que años después sería interpretado por Los Enanitos Verdes en su álbum Big Bang de 1994).
En Rosario, donde todavía imperaba el sonido de la Trova, algunos de sus artistas más jóvenes ya comenzaban a acercarse a este sonido pop, especialmente Rubén Goldín con Hagamos algo, tema de difusión de su álbum debut Destiempo (1985), y Fito Páez con algunas canciones de su segundo disco Giros (1985) y, sobre todo, con el maxi Corazón Clandestino (1986). Para 1986 ya comienzan a parecer las primeras bandas rosarinas en incorporar sonido pop e imagen new romantic, como Identikit, Graffiti y Certamente Roma.
En Córdoba, el contexto era distinto debido a que en esa ciudad, y tradicionalmente, el espacio para la música popular, bailable y divertida, quedaba reservado para el cuarteto. Se trata de un género excepcionalmente masivo y que, al menos desde 1980, con la emergencia del "cuarteto moderno" iniciado por el grupo Chébere, ya venía incorporando algunos de los elementos presentes en el nuevo pop argentino (concretamente el sonido preponderante de los sintetizadores, que en Chébere reemplazaban al acordeón de los cuartetos tradicionales). En este contexto, el ambiente del rock en Córdoba -tradicionalmente refractario al fenómeno popular del cuarteto- permanecía en el underground y todavía se destacaban grupos de jazz rock como Los Músicos del Centro y Tamboor. Esta última banda intentó sumar elementos pop en su disco debut La Sal de Mandinga (1984), pero siempre en un marco de complejidad lírica y musical influida por Luis Alberto Spinetta. Por eso la incorporación del nuevo sonido no se dio a través de una banda de rock, sino de un músico adscripto al mercado del cuarteto. Pelusa provenía del mundo del rock, pero había alcanzado la fama como cantante de Chébere. En 1985, para lanzar su tercer disco solista, Teléfono Azul, intentó sumarse a los sonidos más modernos y para ello contrató como banda de apoyo a Pasaporte, quienes acababan de ser considerados la revelación del Festival Córdoba Rock (1984) y que colaboraron con la composición de algunos temas. Teléfono Azul, disco que contenía versiones covers de Paul McCartney, Badfinger y Alma y Vida (Del gemido de un gorrión), fue un disco que se convirtió en éxito en el ambiente del cuarteto debido al background de su cantante, pero cuyo sonido está más cerca de lo que sonaba en las bandas emergentes del rock nacional. Un año más tarde, este mismo sonido aparecería mejorado y más producido en Fuerzas del Interior, el disco debut de Pasaporte, que produjo un curioso fenómeno para el rock nacional. Se trató de un disco que pasó casi desapercibido en Buenos Aires, pero en el interior llegó a vender 30.000 copias. La banda llegó a tocar con gran éxito no sólo en Córdoba sino en todo el interior del país y hasta Bolivia, donde llenaron estadios en varias ocasiones.
Una revisión a los principales discos de rock nacional de 1985 resulta reveladora, pues muchos de ellos permanecieron por siempre entre los discos más recordados del género: además de Rockas Vivas, Nada Personal de Soda Stereo, Locura de Virus (marcando un fuerte giro estilístico hacia el synth pop), Giros de Fito Páez, Los Abuelos en el Opera de Los Abuelos de la Nada, y el segundo disco de G.I.T., conocido como el Álbum Negro, célebre por su particular sonido de batería electrónica. Ese mismo año, Miguel Mateos/Zas editó el primer video de rock argentino e introdujo en el mercado el formato de maxisencillo (con Mensajes y la versión en inglés de Perdiendo el Contacto), además de lograr un hecho curioso: tener éxito con una "gira presentación" de Rockas Vivas (que ya era, a su vez, un disco grabado en vivo).
Además de estos lanzamientos que fueron éxitos de ventas, también tienen lugar en este año la llegada a las bateas de las dos bandas más prestigiosas de la movida under: Patricio Rey y sus Redonditos de Ricota con Gulp!, y Sumo con Divididos por la Felicidad. Otra banda identificada con el under, Los Violadores, pioneros del punk rock en el país habían llegado a editar su primer álbum homónimo en 1983, pero a partir de ese momento y de la partida de la banda de Hari B -con la consiguiente consolidación de Stuka como guitarrista principal- comenzaron a alejarse del estilo punk puro, para tomar elementos del post punk y la new wave. La prensa inventa para ellos el mote de "pop duro", que también prodigan a otros proyectos de su entorno más encaminados a la new wave, como Trixy y los Maniáticos o el proyecto solista de Sissi Hansen. En 1985 editan su segundo disco, Y ahora qué pasa, eh? con el que llegan a tener un gran suceso comercial especialmente por la canción «Uno, dos, ultraviolento», Su convocatoria crece hasta alejarlos de los pequeños escenarios del under y llevarlos a tocar en recintos más grandes e incluso girar por el exterior.
En ese contexto de fervor por el rock argentino, surgió el proyecto de un álbum conjunto entre Luis Alberto Spinetta y Charly García. El disco se llamaría Cómo conseguir chicas (título que luego García utilizaría para un álbum propio), y la prensa local se entusiasmó mucho con el proyecto, el cual era muy aguardado. Ambos músicos llegaron, incluso, a hacer un adelanto tocando en vivo en el programa televisivo Cable a Tierra, que se emitía por ATC, la que a la postre terminaría siendo la única canción resultante del proyecto: Rezo por vos. Finalmente el proyecto fue abandonado por motivos que nunca quedaron en claro. Charly García grabó, en 1986, otro proyecto en colaboración, pero de alcance más acotado: Tango, junto a Pedro Aznar. Sólo seis canciones, de las cuales se elegiría como tema de difusión la bailable Hablando a tu corazón, que García había compuesto con miras al álbum con Spinetta.
En cuanto a Spinetta, en los últimos meses de 1985 grabó Privé, disco que vería la luz en febrero de 1986 y contiene la primera versión de Rezo por vos, así como otras que habían sido escritas para el disco con García: La Pelícana y el Androide y Una sola cosa. Se trata de un disco con una impronta casi experimental, sin baterías y con todos los ritmos hechos con una batería electrónica y donde el bajo, en muchos pasajes, es reemplazado por un secuenciador Casio CZ-5000 programado por Spinetta y Horacio "Chofi" Faruolo. Spinetta reunió para esta placa a una variedad muy grande de músicos amigos, incluyendo al Mono Fontana, Osvaldo Fattoruso, Andrés Calamaro, Ulises Butrón, Héctor Starc, Paul Dourge, Fito Páez y hasta León Gieco en ocasionales sonidos de armónica, además de las voces de Fabiana Cantilo, Isabel De Sebastián y Sergio Fernández. Además del aporte musical de todos ellos, para muchos fue una oportunidad de improvisar con una serie de instrumentos modernos (secuenciadores, sintetizadores cajas de ritmos, MIDI, etc.) que terminaron caracterizando los años '80, pero que eran nuevos para ellos y no tenían ninguna experiencia en su uso, lo que condujo a la obtención de un sonido particular y característico.
Durante la grabación de Privé, Spinetta trabó amistad con el rosarino Fito Páez. Éste había dado sus primeros pasos en la llamada Trova Rosarina, alcanzando notoriedad por su participación en la banda de Juan Carlos Baglietto, para quien también compuso varias de las canciones que llegarían al éxito. No obstante, desde un tiempo atrás, Páez había intentado despegarse de su imagen de hippie tardío y acercarse a la escena del rock nacional, ligándose a varios de sus nombres más importantes. Había llegado a integrar como tecladista la banda de Charly García, y en esa experiencia inició una relación de pareja con Fabiana Cantilo. La amistad con Spinetta le valió su ingreso definitivo a esa escena, ya que con posterioridad a Privé iniciaron la grabación de un disco conjunto, que terminó siendo doble, La La La (1986), que además fue presentado en vivo con un show multitudinario en el Estadio Obras Sanitarias. No se trata de un disco compuesto entre los dos, sino de canciones compuestas y arregladas por uno y otro, grabadas en el mismo momento y con los mismos músicos (además del cover del tango Grisel de Mariano Mores y de una única canción en común: Hay otra canción). El 7 de noviembre de 1986, poco días después de finalizar la grabación del disco, Fito Páez sufrió la tragedia de que su abuela (Delma Zulema Ramírez de Páez) y su tía abuela (Josefa Páez), que él reconocía como "sus madres" -su madre murió cuando tenía 8 meses-, fueran asesinadas brutalmente en su casa de Rosario. Junto a ellas fue asesinada también Fermina Godoy, que trabajaba en casa de los Páez y estaba embarazada.
El dolor y la tristeza, que se sumó a la muerte de su padre el año anterior, lo sumió en un estado de desesperación depresiva del que tardaría mucho en salir y que se expresaría primeramente en la canción "Ciudad de pobres corazones", estrenada precisamente en el recital en el Estadio Obras Sanitarias de diciembre de 1986, en el que lanzaron públicamente el álbum. A partir de ese momento, Páez adoptaría cada vez más, en entrevistas y apariciones públicas, una actitud de roquero inconforme. Esta actitud se ponía en evidencia al posar con una campera de cuero para la tapa de la revista Canta Rock, y contando en la misma que había ido a ver el primer show de The Ramones en Argentina. En esa misma entrevista decía  ya no querer ser más "el chico bueno del rock" y que "está explotando en mí una violencia que no la tenía muy clara" y usaba malas palabras, como en la letra de la canción cuando hablaba de "esta puta ciudad". Musicalmente, no obstante, estaba lejos de sonar tan pesado u oscuro como pretendía. "Ciudad de pobres corazones" seguía siendo una canción compuesta a partir del piano, pero oculto tras un riff de guitarra al estilo de AC/DC y con efectos de cámara sobre la voz. Esta etapa se plasmó en sus siguientes dos discos, Ciudad de pobres corazones (1987) y Ey! (1988) y  en estos, mucho más que sonidos pesados, incorporó como su principal influencia el sonido de funk digital psicodélico que en ese mismo momento estaba triunfando a través de la música de Prince. La notable influencia de Prince en estos dos álbumes se materializa tanto en su vertiente bailable (“A las piedras de Belén” y “Bailando hasta que se vaya la noche” del primero; y “Solo los chicos” del segundo), como en el sonido más soul de otras canciones (“Fuga en tabú” y “Nada más preciado”; y “Dame un talismán”, respectivamente).
Fue este el modo por el que el sonido de Prince se convirtió en uno de los más influyentes en el rock nacional de la segunda mitad de los ochenta. A Fito Paéz le siguió Charly García, quien en su siguiente álbum solista, Parte de la Religión (1987) incluyó (además de su propia versión de Rezo por vos), canciones de inocultable influencia de Prince como el tema de difusión No voy en tren o Buscando un símbolo de paz. El mismo título de esta canción parece inspirado en Sign O' The Times, el disco de Prince editado apenas dos meses antes de Parte de la Religión, y en cuya gráfica la letra O era reemplazada por un símbolo de paz. En dicha canción, además del ritmo funky, hay un solo de guitarra de David Lebón claramente inspirado en el estilo guitarrístico de Prince. En sus declaraciones públicas de la época, García no intentaba ocultar nada ni dejaba ningún lugar a dudas: cuando le preguntaron por la influencia de Prince en su música respondió “Yo le copio a Prince mucho antes que Fito, Fito después que yo. Prince es divino”.
En 1989, cuando Charly García cierra la década con un álbum bautizado como el abortado proyecto con Spinetta, Cómo conseguir chicas, el tema de difusión es Fanky, un tema conocido por el público ya que desde el año anterior, sonaba (en versión instrumental) en la apertura del programa televisivo de Antonio Gasalla. "Fanky" es una castellanización de "funky" y resulta clarísima la influencia del sonido de Prince en esta canción.

### Proyección hacia el exterior
Una vez consolidado el éxito masivo del rock argentino en todo el subcontinente, Soda Stereo, con su sonido new wave y post-punk se convertiría en una de las bandas más importantes del rock argentino y, al igual que Los Abuelos de la Nada y G.I.T. hallaría un gran éxito en el exterior. Como comentara Zeta Bosio, bajista de Soda Stereo:

«Nosotros salimos de Argentina y empezamos a ir a Chile, a Perú, empezamos a subir y en algunos países daba la casualidad de que llegábamos nosotros y nunca había ido una banda de Rock... nos decían que acá eso era una cosa del otro mundo y no iba a funcionar... ahora es una alegría ver que funciona y que tiene fuerza propia...»

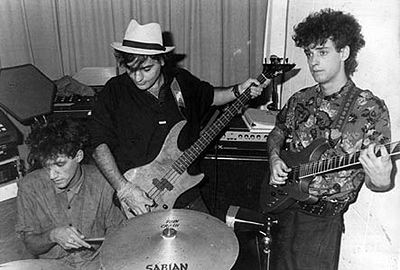
Soda Stereo

Soda Stereo pronto superó en éxito a todas sus contemporáneas y desató un movimiento de adhesión masiva en América Latina conocido como «sodamanía». En sus comienzos, la banda estuvo influenciada por los ritmos ska y el sonido de bandas de new wave como The Police, The Specials, Talking Heads y The Cure. Con su primer álbum, intitulado simplemente Soda Stereo (1984), lograron el éxito nacional; sin embargo, se los acusó de frívolos, al igual que a Virus. Su segundo disco, Nada Personal, fortaleció la popularidad del grupo, con éxitos como «Nada personal» y «Cuando pase el temblor», abriéndoles las puertas a todo el mercado hispanoamericano. A fines de 1986, Soda Stereo realizó su primera gira por América, aún dentro de la presentación de Nada Personal. La banda se presentó en Colombia (6-7-9-18 de noviembre en Bogotá y 8 de noviembre en Medellín), Perú (12 de noviembre en Arequipa y 14-15-16 de noviembre en Lima) y Chile, con los temas de Nada Personal y con un éxito considerable. Por entonces el rock latino tenía escasa adhesión entre los jóvenes de Iberoamérica y las bandas de cada país no acostumbraban realizar giras internacionales.
El éxito fue especialmente masivo en Chile, donde realizaron cuatro recitales en Santiago (21-23-24-25 de noviembre) y uno en Valparaíso (22 de noviembre). Un testigo los recuerda así:

Recuerdo casi como si hubiera sido ayer ese día, noviembre 25 de 1986. En esa época los conciertos se hacían los días viernes o sábados. Viernes, era ese día. Hacía un calor de mierda, y la fila para entrar el estadio iba ya en cuatro cuadras. Con mi mejor pantalón Smile amasado y mis Plumas del color de moda, me fumaba un Advance corto que compartíamos con mi primo y un compañero de curso, con pará de cancheros buscando alguna mina pa' engrupir. A las 19 se abrió el estadio y empezamos a entrar. Una mina nos pidió que la dejáramos colarse que andaba con dos amigas, !!!listo tres pa' tres!!!, y nos cambiábamos cigarros. Todos teníamos galería y quedamos inmediatamente arriba del escenario. Adentro, los vendedores trataban de pasar con la bandeja llena de vasos de Free, tarea casi imposible. Era el segundo de los Free Concert, el primero había sido G.I.T., pero nada se comparaba con la efervescencia que llenaba el entonces Estadio Chile. Se apagaron las luces y a las 20:30, Gustavo, Zeta y Charly, comenzaban a tocar. Créanme que fue increíble.

Cerati cuenta la historia desde su propio punto de vista:

El caso de Chile fue muy sorpresivo, porque vinimos dos o tres meses antes de tocar por primera vez, y lo que ocurrió en ese tiempo fue tremendo. Incluso antes de Viña del Mar (en febrero el 87), que fue como la explosión final. Para nosotros era muy interesante porque era la primera vez que salíamos del país. En Argentina la cosa fue mucho más progresiva, tocamos en muchos lugares y vivimos la escena under. Luego de Chile estábamos muy felices, porque queríamos la fama, vender muchos discos y creíamos que éramos el mejor grupo del mundo. En el fondo es muy raro no poder salir del hotel y toda esa locura, uno pensaba que estaba viviendo como una película de Los Beatles, y nos divertíamos.

En Perú el grupo también obtuvo un éxito sorprendente para una banda de rock:

En noviembre de 1986 Soda Stereo llegó a Perú por primera vez y revolucionó el mercado. Sus ventas fueron enormes y sus (tres) presentaciones en el Coliseo Amauta, inolvidables. Aquella vez escuché gritos, chillidos, berridos y hasta gemidos. Vi llantos, desmayos e innumerables besos volados. Histeria colectiva creo que le llaman. Fue, verdaderamente, una locura sólo comparada a la de los Beatles en el Shea Stadium.

A fines de año, Soda Stereo lanzó Signos, que consagraría su popularidad con éxitos como «Prófugos» y «Persiana americana». Los miembros se embarcaron en una nueva gira hispanoamericana que incluyó más de cien conciertos en once países diferentes (Argentina, Uruguay, Paraguay, Bolivia, Chile, Perú, Ecuador, Colombia, Venezuela, Costa Rica y México), además de grabar el álbum en vivo Ruido Blanco. Con la gira de Signos, los Soda Stereo se convirtieron en estrellas internacionales. El grupo continuaría con su éxito hasta su separación, y luego de esta se convertiría en una banda mítica del rock argentino.

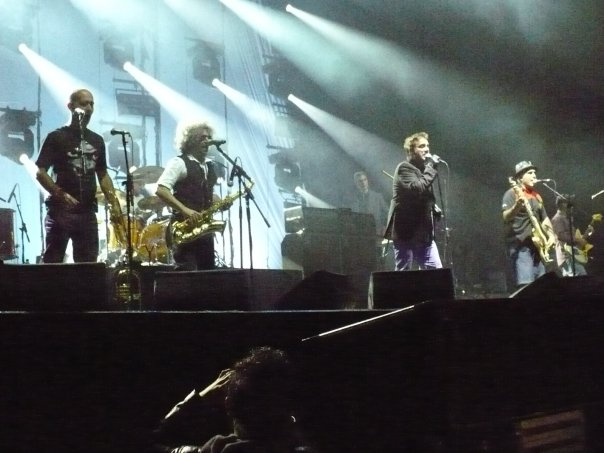
Los Fabulosos Cadillacs.

La pequeña onda se convirtió en una ola hacia 1986, y para comienzos de ese año se convirtió en un fenómeno continental, alcanzando América Central, México y cruzando el atlántico hacia España. Los Enanitos Verdes con su pop-rock enérgico lograron un gran éxito. Sissi Hansen, desde el under, llega al Perú, donde consigue tres hits con su primer disco Mi Religión, producido por Stuka.
Los Fabulosos Cadillacs, nacidos en el under porteño y completamente identificados con el sonido ska, fueron quienes introdujeron a la Argentina lo que el historiador del ska Albino Brown (del programa radial The Ska Parade), llamaría desde 1989 3rd Wave Ska (Ska de la Tercera Ola). Se trata de una variante del ska en la que adquieren protagonismo los riffs de guitarra y una potente sección de vientos. Ese es el sonido ska que desde la segunda mitad de los 80 se impuso en todo Latinoamérica, caracterizado por la mezcla de los ritmos, acordes e instrumentación de cada país; dicho de otra forma, cada país pasaría a desarrollar su propia forma de ska usando sus instrumentos locales y tradición propios, logrando que a través de los vientos se fusionaran todos los ritmos bailables. Los Fabulosos Cadillacs lograron reunir en su sonido ritmos latinos, ska, rock, y posteriormente salsa y otros ritmos centroamericanos. Pronto abandonaron los escenarios del under y lograron, a partir de su segundo álbum, Yo te avisé!!, todo el respaldo de Sony Music, para convertirse en estrellas en su país y en todo Latinoamérica, realizando en 1987 su primera gira fuera de su país natal, llegando a Chile y Perú. La presentación en su país fue en el Estadio Obras Sanitarias en el año 1988. El mismo camino de consagración seguirían Los Pericos, banda de reggae pero que tomó la idea de contar con una poderosa sección de vientos que le permitió hacer las mismas operaciones de mestizaje cultural que también a ellos le valieron un gran éxito en Latinoamérica. Su primer disco, "El Ritual de la Banana" vendió 180 mil placas convirtiéndose en el disco más vendido del año, otorgándole el título de Triple Platino. Sus primeros cortes, El ritual de la banana, Jamaica reggae, Nada que perder y Movida Rastafari, escalan rápidamente el ranking entre los más pedidos y escuchados en la radio Rock&Pop y se convierten en verdaderos clásicos. Otra cosa que ayudó para este éxito fue la aparición de la banda en la película El profesor punk. El álbum es editado en toda Hispanoamérica y la prensa los distingue como grupo revelación en 1988.
Este movimiento ayudó a revitalizar al rock hispanoamericano ya que le probaría a los productores y sellos discográficos de otros países que el rock en castellano funcionaba y era rentable. En México, los grupos argentinos eran promocionadas por medios como Televisa bajo la frase «Rock en tu idioma». La campaña era impulsada por la discográfica BMG Ariola (hoy Sony Music) y se encargaba de difundir bandas y artistas de Argentina, España y México. Fue en este último país donde sus efectos fueron más notorios a través de distintos discos recopilatorios y de la señal radiofónica Rock 101. También en Perú, las bandas argentinas fueron un catalizador que llevó al rock peruano hacia un público aún mayor, convirtiéndose en mainstream. En Chile, donde ya existían algunas bandas (como Los Prisioneros), la ola de grupos argentinos inspiraría e influiría a las bandas locales, hasta el día de hoy. El estallido del rock colombiano se puede rastrear hasta los años ‘80, con muchas bandas locales citando bandas argentinas como influencias directas.
Cuando Zas entró a los estudios Music Grinder de Hollywood para grabar su siguiente disco después del megaéxito de Rockas Vivas, el álbum doble Solos en América, con cifras de producción sin precedentes en el rock argentino, marcaron un hito que obligó a otras bandas a seguirlo. Los músicos argentinos patrocinados por multinacionales comenzaron a grabar en Estados Unidos los productos para vender en toda Latinoamérica con un sonido mucho más elaborado. A fines de 1986 se edita el álbum Signos de Soda Stereo, en el que la sofisticación del trabajo en estudio llegaba a una nueva cota, aportándole un sonido denso y cuidado que se convertiría en un nuevo sello de estilo de la banda e influiría a toda una generación de bandas underground que intentarían incorporar la misma riqueza sónica. El material de Signos, si bien no abrazaba abiertamente el sonido del rock gótico europeo, resultó de gran influencia en la escena dark argentina, debito a que, siendo un álbum teñido por los efectos del consumo de cocaína, las letras dan muestras de las sensaciones de susceptibilidad, alienación y paranoia que los integrantes de la banda experimentaban durante este momento en sus carreras.
En 1987, Signos pasó a tener un lugar destacado en la historia de la industria discográfica argentina: ese año se convirtió en el primer álbum de un artista argentino en ser lanzado en formato de CD. Debió ser fabricado en Holanda, ya que aún no había máquinas en Argentina para fabricar CD, y de ahí fue enviado a toda Latinoamérica. Este episodio es una de las muestras de cómo Soda Stereo era una banda vanguardista, siempre a la caza de los últimos adelantos tecnológicos y artísticos. Por otro lado, el lanzamiento en 1987 en formato CD de Signos marcó el inicio del retroceso del vinilo y el casete en Argentina frente a los CD, una tendencia que continuaría en los años siguientes.

### Elunderde fines de los 80: escenas metal, punk y dark
Para 1987, las agrupaciones argentinas más importantes (Soda Stereo, Los Enanitos Verdes, Charly García, Miguel Mateos, GIT, Virus) estaban girando por América, Europa y hasta países de Asia. Como contrapartida, en el circuito underground de Buenos Aires, una nueva camada de bandas jóvenes profundizaba en los sonidos más oscuros del punk y el post punk, acompañados por una estética e imágenes acordes, al mismo tiempo que renacía la escena del heavy metal con la reunión de sus dos bandas pioneras.
La escena del metal argentino había llegado a su adultez en abril de 1983 con la edición de Luchando por el metal, el disco debut de V8 que, pese al escaso éxito comercial, ganaría un enorme valor simbólico con el tiempo, llegando a ser una de las influencias más destacadas del género, e incluso es considerado como uno de los mejores álbumes del rock argentino.  La escena había tomado tal autonomía que en abril de 1984, la editorial Magendra, que editaba la revista Pelo, comenzó una nueva publicación, originalmente llamanda "Pelo Metal" y, ya a partir de su número 2, simplemente Metal, dedicada al público del género. La revista Metal existió durante más de una década y sirvió como el principal medio de difusión de toda una subcultura dentro del rock argentino. Las principales bandas de la llamada New Wave Of British Heavy Metal, como del glam metal americano llegaron a tener un gran éxito en el país a partir de la información brindada en sus páginas. Paradójicamente, mientras todo esto tenía lugar, Riff y V8, las bandas que habían iniciado todo el movimiento en el país, se habían disuelto poco después del retorno de la democracia debido a la creciente violencia en sus shows.
El regreso de Riff se produce a fines de 1985 con el disco Riff VII. En el mismo no participarían Michel Peyronel (quien por entonces estaba intentando una carrera solista con su disco "A Toda Mákina", un ejercicio de glam metal que contó con la guitarra de Stuka, de Los Violadores) ni "Boff" Serafine, quienes fueron reemplazados, respectivamente, por el mítico Oscar Moro y por JAF, un joven músico prácticamente desconocido en ese entonces, quien asumiría simultáneamente los papeles de segundo guitarrista y vocalista líder junto a Pappo. Es evidente el cambio de estilo en Riff VII, más cercano al hard rock, lanzado en octubre de aquel año por CBS, álbum en el cual descollaban la espectacular voz de JAF, la poderosa base rítmica de Vitico y Moro, y una buena porción de inspirados temas de Pappo, algunos de los cuales provenían de su reciente experiencia con el grupo brasileño Patrulha do Espaço.
En el mismo año, Ricardo Iorio y Alberto Zamarbide deciden rearmar V8. En una sucesión de músicos, convocan entre otros a Walter Giardino y Miguel Roldán en guitarras, y a Gustavo Andino en batería. A partir de ese entonces realizarían una serie de presentaciones, pero surgirían diferencias nuevamente, esta vez con Gustavo Andino y Walter Giardino. Este último para ese entonces ya estaba proyectando el grupo Rata Blanca junto a Gustavo Rowek y otros músicos.
En el mes de septiembre, V8 ingresa a los Estudios Panda para grabar un nuevo álbum, y durante la grabación del mismo comienzan a producirse algunas diferencias entre los integrantes de la banda. Iorio habría propuesto que el disco se titulara El vivo sustento del inquisidor —igual que uno de los temas— y había realizado para la tapa un dibujo que mostraba unos monjes quemando una cruz en una hoguera, con el logotipo de V8. Finalmente se opta por el nombre de El Fin de los Inicuos —otro de los temas del disco, compuesto por Iorio— y se elige una pintura de Hieronymus Bosch para el arte de tapa. El disco se graba en 100 horas debido al magro presupuesto ofrecido por la compañía discográfica, pero a pesar de ello, gana en musicalidad con respecto a los anteriores.
Ya por entonces, Zamarbide se había convertido al evangelismo, y sus creencias religiosas chocaban cada vez más con la estética buscada por Iorio. Estas discusiones fueron minando la banda hasta provocar su disolución a principios de 1987. Luego de su separación, V8 da origen a las bandas que conformarían la plana mayor del metal argentino en el cambio de década (fines de los '80 y principios de los '90): Rata Blanca (Giardino y Rowek), Horcas (Civile), Hermética (Iorio) y Logos (Roldán, Cenci y Zamarbide).
1987 también fue el año consagratorio para la agrupación Kamikaze, obteniendo un lugar destacado dentro del espectro del heavy metal argentino. El 14 de noviembre de 1987 se presentaron en el Teatro Roca de Buenos Aires, en el marco del ciclo "Rock de Primera". Compartirían fecha con los uruguayos Alvacast, y los locales Riff y La Torre, entre otros. Este espectáculo sería elegido por el público de la Revista Metal como el mejor del año, superando a V8 con su show en el Pub Gasoline y al debut de Rata Blanca en la Sala Luz y Fuerza.
La escena punk en estos años se hizo fuerte en el under a través de una gran variedad de bandas que van a apareciendo y de la información que circula por el boca a boca y por sus propios canales de difusión alternativos, como fue la escena de los fanzines.
"Vaselina", el primer fanzine, editado por el entorno de Los Violadores, fue pasando de mano en mano hasta llegar a Marcelo Pocavida, un joven que por esos mismos momentos intentaba unirse a la escena con una efímera banda llamada Muerte Civil. En uno de los números de "Vaselina" reseñó a Los Baraja, banda platense que le llamó la atención por sus influencias de The Damned y del glam rock británico, dos de las pasiones de Pocavida. Poco después, una pelea entre los integrantes de Los Baraja, lo llevaría a reemplazar a Claudo Apas, aportando un tono de voz desgarradora, única en la escena, convirtiéndose en un frontman de una presencia escénica inquietante. Otro miembro de Los Baraja, el guitarrista Marcelo Montolivo, editaba en La Plata el fanzine "Reacción Punk", y en 1984 Pat Pietrafesa comienza el fanzine Resistencia. Inspirada en la ideología del Hazlo tu mismo y una fuerte mirada anarco individualista que intentaba llevar a toda la escena: "Creo en la total autoridad del individuo que se niega a la aceptación pasiva porque sabe que éste no es su estado natural y creo sólo en la inconformidad total mientras continúe el actual estado de control". 
Pat Pietrafesa luego intentaría llevar estas ideas a la música con la creación del sello de cassettes "Grabaciones Caseras Cagan el Negocio de la Música", y la formación de su banda Sentimiento Incotrolable con Martín Peragallo (Lingux), en voz, su hermano Lucas Peragallo en Bajo, Pat en guitarra y Melchor en batería.  Además de ello, desde el número 2 de "Resistencia", se convocaba a las nuevas bandas a reuniones regulares en el Jardín Botánico para conocerse e intercambiar material. Como resultado de esas reuniones, el 9 de noviembre de 1985 se realizó en Avellaneda el primer festivalpunk autegestionado por las bandas, donde tocaron Todos Tus Muertos, Atentado, Conmoción Cerebral, Tumbas NN, Mutantes del Kaos, Alerta Roja, Mauser, Sucia, Antihéroes, Comando Suicida y Trixy y los Maniáticos. En 1986 cinco bandas (Sentimiento Incontrolable, Mutantes del Kaos, Todos Tus Muertos, Los Corrosivos y Antihéroes) crearon una cooperativa de bandas punks para organizar actuaciones conjuntas (llamados "festipunks", el primero de los cuales se realizó en el Salón Verdi de La Boca el 2 de mayo de 1986). Toda esta escena tuvo una muy fuerte actuación en las manifestaciones que, a partir de la primera marcha del 4 de julio de 1985 -entre cuyas organizadoras estuvo Pat Pietrafesa- comenzaon a pedir la derogación de los Edictos Policiales que permitían las detenciones por averiguación de antecedentes dándole además gran discrecionalidad a las autoridades policiales para determinar quiénes eran "sospechosos", lo que se había convertido en el principal instrumento del que se valían para perseguir a los punks y a otras minorías y tribus urbanas.
En 1984 comienza a gestarse todo una movida punk en el sur del conurbano bonaerense. A la presencia de Alerta Roja, que desde Gerli habían llegado a los escenarios del centro, se suman, desde Lomas, Banfield y Burzaco, bandas de art punk como Los Corrosivos y El Lado Salvaje. En Quilmes despuntaba Enema, quienes, para 1986, tras ser golpeados por un grupo de barrabravas en una pelea que se desató fuera del Salón Verdi en momentos en que se estaba desarrollando el primer festipunk, y enojados con la pasivildad mostrada por los punks de la cooperativa, que se autodefinían como "anarcopacifistas", decidieron que querían ser lo opuesto, y pasaron a identificarse como "anarkoquilomberos", dando inicio así a una sub tribu dentro del punk. Como lo narra Pat Pietrafesa: "Alex sería más adelante el creador de los "AK" (anarkokilomberos), un grupo radical punk que lamentablemente creció mucho, en oposición a lo que ellos llamaban “anarkopacifistas” o “punks de biblioteca” (yo, Lingux y otros). Venían a nuestros recis a criticarnos y expresar su rabia porque “el verdadero punk era la Anarquía y el Caos”. Nos cuestionaban todo: la ropa, la actitud, los planes y los proyectos. Decía “- Qué proyectos? Si no hay Futuro!”. No soportaba nuestra visión del punk que él consideraba “careta”..". Los punks "anarcokilomberos" se identificaban pintándose ojeras negras y, encabezados por Alex Putrid, cantante de Enema (a veces desde el escenario, otras entre el público), se peleaban ferozmente con los autoproclamados "pacifistas". Fue la primera de varias fracciones punk nihilistas y violentas que surgieron dentro del punk argentino, como lo fueron posteriormente los "obelos" (llamados así porque se reunian en el Obelisco) y, ya en los noventa, el llamado "hardcore negativo".
Entre 1985 y 1986 aparecen dos bandas que marcarían la escena: Todos Tus Muertos y Massacre.
Todos Tus Muertos nació en 1985 tras la disolución de Los Laxantes. Horacio Villafañe y Félix Gutiérrez, guitarrista y bajista de esa banda, forman Psico y el Drama de las Tres Cruces, una banda efímera. Después de esa breve experiencia reclutan a Jorge Serrano y a Fidel Nadal (que en ese momento tocaba en una banda llamada Los Eunucos), para formar Todos Tus Muertos. La banda debutó en 1985 en un local del Centro de Asistencia a los Detenidos, en el barrio de San Telmo, en la misma fecha en que debutó Sentimiento Incontrolable. Ambas bandas adoptaban un estilo que los ponía a medio camino entre el punk y la nueva movida dark que iba ganando espacio en el under porteño. Sentimiento Incontrolable se planteaban como abanderados del anarcopunk y comenzaban sus shows pasado lista de los punks que se encontraban detenidos y denunciando otros episodios de brutalidad policial, terminando esos relatos al grito de... BASTA!!!! para empezar a tocar. Musicalmente, no obstante, su sonido punk con predominancia de la base rítmica, ya los emparentaba con Joy Division y otras bandas post punk. Todos Tus Muertos, por su parte, se destacó por la incorporación de otros géneros y sonidos dentro de su música. Al principio de su carrera, su sonido fue fuertemente influenciado por las primeras bandas hardcore punk como Dead Kennedys y Bad Brains; por el death rock y por las bandas de rock gótico como Virgin Prunes y The Birthday Party, así como bandas de reggae (es de señalar que, en paralelo, Gamexane integraba el cuarteto de rock gótico, La Sobrecarga, con quienes llegó a telonear a la banda británica The Cure, en su recital de 1987 en el estadio Ferrocarril Oeste).
Sentimiento Incontrolable organizó y actuó en otros dos festipunks, el 30 de agosto y el 18 de octubre de ese mismo 1986, ambos en la Sociedad Polonesa Bartosz Glowacki, de Valentín Alsina. Este fue el último show de Pat con la banda. Ya entonces estaba ensayando con una nueva banda que debutó en diciembre como Cadáveres de Niños y continuaría en actividad hasta 1989.
Por su parte, Massacre (originalmente: Massacre Palestina) fue la banda pionera de skate punk en Argentina, influenciada por bandas de la costa Oeste de Estados Unidos, como TSOL, Dead Kennedys y Black Flag.
Mutante del Kaos, que se definían como "anarcopacifistas", fue el primer grupo punk en practicar el crossover con el metal (incluían en su formación dos guitarras, lo que era una rareza en la escena punk) y solían incluir pasajes reggae en medio de las canciones. Con esa fusión se adelantaron a los sonidos típicos del hardcore de los 90.
Comando Suicida, banda que desde 1984 venía destacándose en la segunda camada del punk argento, poco a poco, influidos por Cockney Rejects, 4 Skins y los españoles Decibelios, comenzaron a diferenciarse ideológicamente de los fanzines punk al tiempo que aumentaban la velocidad de su música convirtiéndose en los primeros representantes del género Street punk /Oi!. Tras ellos, surgieron otras dos bandas Oi!: Doble Fuerza y Defensa y Justicia, esta última una especie de proyecto paralelo de los hermanos Ciro y Mariano Pertussi, cuyo proyecto principal era Attaque 77, más pegado al sonido de los Ramones.Durante toda esta época, con la agitación de los festipunks y los fanzines, se dio una auténtica revolución de bandas, que aparecían por decenas prácticamente semana a semana. Como lo recuerda Daniel Conesa, de Descontrol: “las bandas de esa época se armaban y se desarmaban semana a semana” (...) “El batero de Attaque, Leo, tocaba en todas. Todos tocaban con todos, pero éramos pocos los que medianamente seguíamos firmes en una estructura. Nosotros nos mantuvimos y empezamos a sonar. Éramos distintos en ese sentido. Los Muertos estaban en un escalón más arriba, pero después nosotros, Conmoción Cerebral, Sentimiento Incontrolable, éramos las que medianamente sonábamos bien”. Además de las ya mencionadas, integraban la escena de esos años Secuestro, Tumbas N.N, Morgue Judicial, Exeroica (la primera banda punk enteramente femenina de la Argentina), División Autista (primera banda hardcore y straight edge), Soberanía Personal, entre otros muchos.
El próximo paso para esa escena era la posibilidad de grabar su propio material. Mayoritariamente relegados de los grandes sellos, también en Argentina comienzan a aparecer sellos independientes sin fines de lucro e interesados en documentar lo que estaba aconteciendo en el underground. Fue importante el trabajo de Daniel Melero (de Los Encargados) y César Rosas (de Mimilocos), quienes con su sello Catálogo Incierto documentaron en casete no sólo sus propios proyectos personales, en el campo del expresionismo electrónico, sino también el sonido de Los Corrosivos (Estudio de Casos) y Todos Tus Muertos (Noches Agitadas en el Cementerio, grabado en vivo en el Parakultural). Estas grabaciones poseen un inestimable valor testimonial debido al expreso designio de Daniel Melero de privilegiar, por sobre el sonido de la música, el clima caótico e intenso que se vivía en esos shows.
El post punk en la Argentina alcanzó una personalidad propia con todo una movida de bandas a las que por entonces se las catalogaba como "dark". Fue una movida heterogénea desde lo musical. Las bandas tomaban el sonido y la estética del post punk y el rock gótico anglosajón, pero sin incurrir en la mera copia, logrando rasgos propios que, posteriormente, hicieron escuela en el resto de Iberoamérica. El periodista Pablo Schanton solía decir en sus charlas, ya en los años 90, que la mayor síntesis de la escena dark argentina está dada por el videoclip de Cuando pase el temblor de Soda Stereo. A pesar de que no se trata de una canción "oscura" en ningún sentido, sino un ejercicio de pop bailable con ritmo de carnavalito, las imágenes filmadas en el Pucará de Tilcara concentran mucho de la estética que intentaba asimilarse con los videos de bandas alternativas británicas de la época. La grandiosidad abandonada del sitio arqueológico y los Andes de fondo crea una atmósfera misteriosa y subyugante en la que los integrantes del trío se mueven con la imagen que definiría el estilo: los peinados post punk (que comenzaban a imponerse en el under porteño a través del éxito "subterráneo" de The Cure, banda que por entonces era la que más ocupaba las portadas de Pelo y otras revistas de rock argentinas) combinados con camisas de seda abrochadas hasta el último botón, sobretodos y, como dato autóctono, pantalones abombados que recuerdan vagamente a las bombachas usadas tradicionalmente por los gauchos. Soda Stereo no fue una banda dark, pero es evidente que su sonido y su imagen influyó muchísimo a toda la escena que, de ese modo, pese a su lado oscuro y experimental, nunca dejó de lado el interés por crear canciones pop y hasta bailables.
La primera banda en marcar ese camino dentro del under porteño fue La Sobrecarga, y se trata de una banda especial, en primer lugar por ser del Interior, y en segundo lugar porque sus orígenes musicales se remontaban a una era anterior. Formada por César Dominici en guitarra y voz, Guillermo Robles en bajo y Gustavo Collado en batería, venían actuando como agitadores culturales en su ciudad natal de Trenque Lauquen desde los años 70 y, al menos desde 1978 funcionaban como banda de rock progresivo con el insólito nombre de Igoagrio y las Crestas del Estrangulano. Si bien la banda no llegó a trascender del sur de la Provincia de Buenos Aires, poseían una información incluso mayor a la que manejaban otras bandas del mismo género en la Capital, y manifestaban influencias de King Crimson, Van der Graaf Generator y Genesis, además de los experimentos sónicos de Fripp y Eno, entre otras. Dominici dice haber tenido "una iluminación" cuando, de viaje en General Roca (Río Negro), descubre en una vidriera el libro Punk: La Muerte Joven, de Juan Carlos Kreimer. La ávida lectura del mismo opera el cambio. La banda pasa a llamarse Los Belicosos y comienza a buscar nuevas influencias post punk y new wave. La misma trayectoria de sus músicos de cabecera en esos años tendía a ese destino. Lo estaba haciendo Robert Fripp, con su disco Exposure y también con el sonido más rítmico de la nueva versión de King Crimson y su trilogía de Discipline, Beat y Three Of A Perfect Pair. Siguiendo ese camino es lógico que llegaran a Talking Heads, cuyos experimentos étnicos los maravillaron y fueron una enorme influencia para la banda, que pronto volvió a cambiar el nombre: La Sobrecarga estaba tomado de una canción de Remain in Light, el disco más étnico de Talking Heads, producido por Brian Eno y con el sonido de guitarra de Adrian Belew (el mismo que había contribuido a operar el cambio de sonido en el nuevo King Crimson).
Los miembros de La Sobrecarga comenzaron a organizar shows en Trenque Lauquen para bandas del under porteño, como Sumo, Alerta Roja y la Hurlingham Reggae Band, oficiando ellos mismos como teloneros. Finalmente tomaron la decisión de mudarse a Buenos Aires y allí Luca Prodan les abrió la puerta a los principales escenarios de la escena underground, como el Café Einstein, Zero, Stud Free Pub, Caras Más Caras, La Esquina del Sol y Flashback. Según cuenta Guillermo Robles: "Empezamos a tocar en el Café Einstein, al principio cada quince días y después una vez por semana. Primero tocábamos los martes, que era el día de los novatos, y después fuimos ascendiendo al miércoles, al jueves, hasta llegar a los viernes". La originalidad de su propuesta los hizo notorios entre el público de ese circuito. Una noche, bajándose del escenario tras un show en Zero, fueron abordados por uno de los nombres más respetados de la movida underground: Horacio "Gamexane" Villafañe, de Los Laxantes. “Ustedes son la mejor banda de Buenos Aires pero les falta guitarrista que soy yo”, les dijo y desde ese momento se unió a la banda aportando otros tintes punks y siniestros a su sonido. Pronto fueron reclutados para CBS por Popy Manzanedo, productor que también trabajaba con Soda Stereo. Él les hizo grabar su primer disco en 1986 y, antes de que saliera a la venta, tuvo una buena idea publicitaria. Por esa época Rock&Pop era la novedad del espectro radiofónico argentino y llamaba la atención por su estilo de presentaciones. CBS lanzó entonces, copiando la idea de la serie de compilados de covers FM USA, el compilado FMRA -1° programa, compuesto de canciones de las bandas de rock nacional que representaba el sello con presentaciones grabadas por Lalo Mir y Elizabeth Vernaci, simulando un programa de FM. En ese casete, de enorme éxito especialmente entre los adolescentes, aparecía la canción Viajando hacia el Este, primer track editado por La Sobrecarga que así aparecía en un compilado compartiendo espacio con Soda Stereo, Sumo y Riff, entre otros. Inmediatamente después de eso, apareció su primer disco titulado Sentidos congelados, que alcanzó gran repercusión gracias a los hits «Conexión París», «Viajando hacia el este», «El gran laboratorio» y «Shock eléctrico», llegando a vender 30.000 copias y siendo editado con éxito también en Perú. La portada del álbum, con la foto de una canaleta, funciona como tributo a Unknown Pleasures de la banda inglesa Joy Division (aunque César Dominici lo niega y dice no haber reparado en ese detalle en ese momento).
Otra de las bandas dark de mayor repercusión fue Don Cornelio y la Zona, quienes llegaron a las estaciones de radio con su hit: Ella Vendrá. Fue la primera apuesta del sello EMI - Odeon por crear un subsello dedicado a las nuevas tendencias del rock en Argentina: "Berlín Records", regenteado por Fabián Couto. Para ello ficharon a la banda de Palo Pandolfo que hasta ese momento se llamaba "La Banda de Don Cornelio", los convencieron de cambiar su nombre por uno más "enigmático" (el agregado "La Zona" hace referencia al filme soviético de Andréi Tarkovski llamado Stalker, que se había estrenado en Argentina por esa época) y los metió en los estudios Panda a grabar con la producción de Andrés Calamaro. El resultado fue su primer disco, homónino, que mezclaba sonidos new wave con instrumentaciones no convencionales y post punk. Además de "Ella vendrá", el álbum contó con otro dos temas muy difundidos: "Tazas de té chino" (segundo simple de difusión) y "El rosario en el muro" (Lado B del simple "Ella Vendrá"). Los tres temas, muy reproducidos en las radios alternativas, contribuyeron a crear la estética de la escena. Inmediatamente después de haber logrado ese relativo suceso, Berlín Records editó otros tres discos fundacionales del dark argentino: el primer disco, homónimo de La KGB (conteniendo otro hit radial: "Picando una piedra"), "Viajar Lejos" de Los Pillos y "El Camino Contrario", segundo disco de El Corte, banda que en el año 1986 se había adelantado a esta movida grabando su disco homónimo. Este fue quizás el disco más original de la escena por su particular sonido, obtenido merced a la grabación en directo, en tan sólo una noche, en un galpón en desuso de la empresa Obras Sanitarias en Villa Devoto, aprovechando su "cámara natural", la cual le otorgó un sonido sórdido y crudo, lleno de ruidos ambientales. Su degundo álbum "El Camino Contrario" ya fue un disco más "luminoso", en el que las influencias dark se mezclaban con toques pop al estilo de The Cure, The Mission, The Smiths o Echo & the Bunnymen.
Igual impacto tuvo Fricción, proyecto que nació como una especie de supergrupo entre Gustavo Cerati (guitarrista de Soda Stereo), Richard Coleman, Christian Basso y Fernando Samalea (tres músicos que alternaban entre los proyectos new wave Metrópoli y Clap, y que por ese mismo momento integraban Las Ligas, la banda que acompañaba a Charly García en sus actuaciones). Era un proyecto paralelo a Soda Stereo en el que las canciones eran compuestas por Coleman, y Cerati ocupaba un lugar puramente instrumental, como un laboratorio para experimentar con distintos sonidos de guitarra. En el año 1986 dieron tres recitales en el Stud Free Pub que produjeron un intenso rumor entre músicos y periodistas, al punto de ser recordados por siempre por la calidad del sonido y la puesta en escena y el carácter rompedor de la música. Fue a raíz de esa repercusión que resultaron elegidos "Banda revelación" en el año 1986, por el suplemento Sí! del diario Clarín. En ese mismo año, fueron contactados por el mánager Fabián Couto para editar el primer álbum de la banda, llamado Consumación o consumo. En éste, Cerati ya ocupa solamente el rol de productor (y guitarrista invitado en el tema Arquitectura Moderna, una balada que recuerda a los tracks instrumentales de la Trilogía Berlinesa de David Bowie). La banda reducida a trío sumó la participación de Gonzalo Palacios en saxofón y Celsa Mel Gowland en coros, quienes pasarían a ser miembros permanentes a partir del segundo LP, Para Terminar (1988).
Los mencionados Clap, si bien claramente sonaban demasiado pop como para ser catalogados como "oscuros", compartieron con la movida dark no sólo los escenarios del under y varios de sus integrantes (Christian Basso, Fernando Samalea, Celsa Mel Gowland; todos pasaron después por Fricción), sino también el interés por la pulsión rítmica "tribal" tomado, como La Sobrecarga, de la influencia de Talking Heads. Al igual que en La Sobrecarga, también en Clap era notoria la influencia de la nueva encarnación de King Crimson de principios de los ochenta, con sus complejos y rítmicos fraseos de guitarra, a los que le sumaban el particular estilo vocal del cantante Diego Frenkel. Su único disco, de 1986, dejó dos de los más recordados hits "alternativos" de las radios de la época: Simios y Brujos (Brujerías Flotantes).
Otras agrupaciones ligadas al género del dark fueron Euroshima, Perdón Amadeus, Los Corrosivos, Duna, La Forma y El Extranjero. En el interior del país otras bandas intentaron seguir este camino pero, alejados de los templos del underground porteño, debieron conformarse con un pequeño núcleo de seguidores. Es el caso de las bandas cordobesas El Final de los Árboles, Los Enviados del Señor y La Batata. También los marplatenses Mellonta Tauta, quienes llegarían a editar y obtener reconocimiento internacional en la siguiente década. También, como sucedió en el resto del mundo, la estética dark era compartida por bandas de raíz electrónica, que no basaban su música en las guitarras, sino en los ritmos electrónicos y los teclados, abarcando un amplio espacio entre los ritmos bailables y las ambientaciones siniestras. En la Argentina ese espacio venía cubierto ya desde principios de 1982 por Los Encargados, una de las bandas más adelantadas a su época merced al grado de información musical e inquietud artística de su líder Daniel Melero. Después de dos intentos frustrados por editar material, para 1986 se habían convertido ya, al mismo tiempo, en un mito del under por sus actuaciones y en un grupo reconocido por el mundillo del rock a raíz del cover de su canción Trátame suavemente, que había grabado Soda Stereo en su primer disco. Ese año, al fin, logran editar el que sería su único álbum, Silencio, el cual fue elegido como Mejor Disco del Año en la encuesta del suplemento "Sí", del Diario Clarín. La misma mixtura entre synth pop bailable y reflexivo a la vez, con ambientes oscuros y post punk taciturno era seguido por otros proyectos como Mimilocos, Uno x uno, Art Nouveau, y ya al final de la década (y marcando el vínculo con la movida electrónica de los 90), por el dúo El Signo.
El 17 de marzo de 1987, toda esta incipiente "subcultura dark" tuvo su primera gran cita masiva en el show de The Cure en Ferro (y con La Sobrecarga como teloneros). Hubo incidentes por hordas que entraron al estadio sin pagar entrada, infiltrándose a través de techos vecinos, y que luego, una vez en el campo se pusieron a pelear con los empleados de seguridad y sus perros. Los propios músicos sufrieron agresiones mientras tocaban, aunque el recital nunca se canceló. Hubo rumores acerca que productoras rivales enviaron barras bravas como venganza hacia el organizador del recital, Grinbank. El saldo de los incidentes fue de 20 heridos, 100 detenidos y 1 muerto (un vendedor de panchos que trabajaba en el estadio y tuvo un paro cardíaco).
La Sobrecarga abrió el show de The Cure con un set de 25 minutos acompañados por Roberto Pettinato, de Sumo, como saxofonista invitado. Llegaron al estadio en transporte colectivo porque no disponían de movilidad propia y no cobraron absolutamente nada. Mientras tanto, para recaudar fondos, hacían recitales en la casa que alquilaban y de donde los estaban por desalojar por falta de pago. Poco después de ese show se editó su segundo disco, Mentirse y creerse, el que profundiza el sonido oscuro y hasta experimental de la banda, pero adosándolo a pequeñas gemas pop como Cabeza Rota, Ansiedad oculta y, especialmente, Es Telepatía, la canción más pop compuesta por Gamexane. Pero para ese momento, la crisis económica hizo que CBS no invirtiera nada en su difusión. De ese modo, el material vendió muchísimo menos que su anterior disco. Desalojados, acuciados por la crisis, e impedidos de seguir viviendo de la música, la banda se terminó disolviendo a principios de 1988. Su final era otro de los signos del fin de esa era. Como lo expresó una crítica posterior:
«Aunque pasó casi inadvertido, Mentirse y Creerse es, junto con Patria o Muerte de Don Cornelio, la mejor banda de sonido de la Argentina de fines de los 80, cuando la primavera alfonsinista y el poptimismo de Los Twist y Sueter habían quedado atrás y el gobierno radical empezaba a ser jaqueado por los levantamientos militares, las huelgas sindicales y la aceleración de la inflación. En ese contexto, varios temas de La Sobrecarga suenan claramente anticipatorios. El corte de difusión del disco fue Verano Negro, que desde el título adelantaba lo que iba a suceder una temporada después cuando la híper se llevó puestos al Plan Austral y al gobierno de Alfonsín. El propio presidente además participó en Condenados, con una grabación de su voz, un recurso que había sido utilizado por David Byrne y Brian Eno seis años antes en su seminal My Life in the Bush of Ghosts, pero que en la Argentina de Miguel Mateos y Soda Stereo era una verdadera novedad. El fallecido líder radical aparecía en el disco de La Sobrecarga repitiendo el No podemos que un año después iba a formar parte del discurso del triple no, en el que hacía un repaso sobre lo que no pudo, no supo o no quiso hacer durante su mandato".

### Final de los años 1980

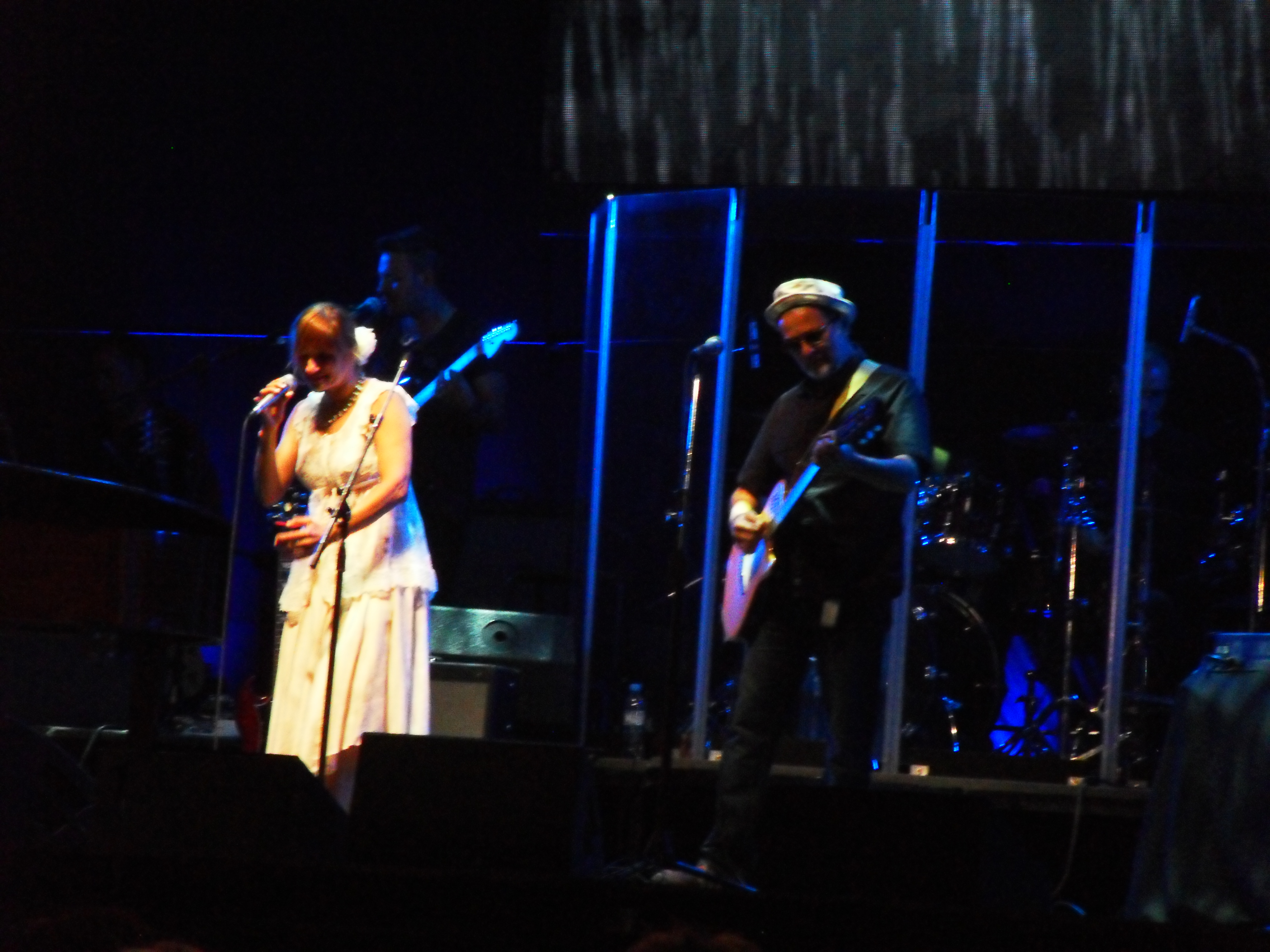
Man Ray en concierto, el 15 de diciembre de 2013. Formados en 1988, alcanzarían el éxito en la década siguiente con las canciones «Extraño ser» (de Miguel Zavaleta) y «Sola en los bares».

A inicios de 1987 se realizó una edición del festival de rock La Falda que fue particularmente negativa. A causa de la mala organización, lluvias torrenciales y un público agresivo (que tuvo incidentes con la policía), quedó en la historia como uno de los peores episodios del rock argentino. En el recital de Miguel Mateos/ZAS, por ejemplo, en un momento el cantante se cansó de los que le arrojaban choclos y empezó a insultarlos duramente, mientras abajo un punk con navaja en mano y cigarro en la boca aterrorizaba al público. También Charly García insultó al público, que le arrojaba choclos, lo que provocó que también dijera "¡no me maten en este lugar, yo quiero morir en Hollywood!"
El episodio negativo en el festival La Falda 87 provocó que Miguel Mateos decidiera dejar de lado el mercado argentino y comenzara a priorizar los mercados mexicano y estadounidense, donde cosecharía los mejores éxitos de su carrera y donde su prestigio sería tan alto que sería únicamente comparable al de las bandas argentinas más populares internacionalmente (Soda Stereo, Enanitos Verdes, Fabulosos Cadillacs).
Pero, fundamentalmente, el escándalo del festival La Falda 87 fue un duro golpe a realización de festivales federales de rock. La idea se volvió prohibitiva para los productores a partir de ese episodio, lo que llevó a que durante largos años no se volviera a hacer un festival federal de rock en Argentina. Recién en 1992 con el Festival Argentino de Música Contemporánea de La Falda, publicitado con el eslogan "renace el mito" a modo de despejar dudas y traumas, volvió a hacerse uno: fue un éxito y no hubo incidentes. Sin embargo, esto no significó que se asentara la idea de los festivales federales, ya que no tuvo regularidad en los años siguientes. Recién en 2001 con la primera edición del Cosquín Rock, se asentó definitivamente la idea de hacer un festival masivo de rock en las provincias: logró tener regularidad en los años siguientes.
El 2 de mayo de 1987 en el recital de Soda Stereo en la discoteca Highland Road de San Nicolás de los Arroyos un balcón se derrumbó, dejando un saldo de 5 muertos y 110 heridos. El recinto, habilitado para 1500 personas, tenía 2500 esa noche. A causa del incidente, el siguiente recital en Obras de la banda se hizo en tono sobrio, sin decoraciones, a modo de conmemoración a las víctimas.
Como un anticipo del fin de esa movida, en diciembre de 1987 se produjo la muerte de Luca Prodan, líder de Sumo. Fue encontrado muerto el 22 de diciembre en su habitación, estando en discusión la causa de su muerte. Su fallecimiento provocó conmoción entre sus fanáticos y en la escena del rock argentino. Luego de la muerte de Prodan, Sumo se separaría y sus miembros formarían dos nuevas bandas, Divididos (con Ricardo Mollo y Diego Arnedo) y Las Pelotas (con Germán Daffunchio, Alejandro Sokol y Alberto Troglio). De las dos, Divididos lograría mayor éxito comercial, contando con un sonido de rock potente, publicitándosecon el apodo de «La aplanadora del rock». Pettinato, por su parte vivió unos años en España, donde formó Pachuco Cadáver, un dúo con Guillermo Piccolini con el que editó dos discos explorando los sonidos de la psicodelia y el rock experimental de todas las épocas. A su regreso al país volvió al ámbito periodístico y de conducción de programas de televisión.
En 1988, Fricción editaría su último álbum Para terminar dándole un cierre a la etapa post-punk del rock argentino. Tras su disolución, Richard Coleman se alió con Horacio "Gamexane" Villafañe, de Todos Tus Muertos para crear Los 7 Delfines, que sería otra de las bandas que cultivaría en los 90 un sonido potente y muy trabajado.
En ese mismo año, perdería otro artista de gran protagonismo en la escena del rock: Miguel Abuelo, fundador de Los Abuelos de la Nada, fue diagnosticado de sida. Murió el 26 de marzo de 1988 de un paro cardíaco a poco días de haber cumplido 42 años.
El líder de Virus, Federico Moura, también fue notificado de tener sida. Moura murió de una insuficiencia cardiorrespiratoria el 21 de diciembre de 1988, justo un día antes de cumplirse el primer aniversario de la muerte de Prodan. Sin embargo, Virus sobrevivió a la muerte de su líder, ya que varios meses antes de su muerte, Federico le ordenó a su hermano, el tecladista y corista de la banda Marcelo Moura, que ocupara su lugar. La banda continúa activa hasta la actualidad, como una banda de pop-rock con influencias del synthpop y el electropop.
Los finales de los 80's también marcan la transición, para Patricio Rey y sus Redonditos de Ricota, del underground a la masividad, hasta convertirse en un fenómeno de masas. Su popularidad aumentaba con base en las reseñas en medios de prensa especializados y al boca a boca entre los aficionados. El 2 de diciembre de 1989 el grupo tocó en el Estadio Obras Sanitarias. El estadio techado contaba con una capacidad para 4700 personas, la cual fue rápidamente alcanzada, sorprendiendo a la propia banda. Por lo que agregaron una nueva fecha, pero una vez más las entradas fueron vendidas rápidamente. Ante la demanda, la banda anuncio un tercer show para el 29, pero esta vez no en el estadio techado, sino afuera, en las canchas de hockey de Obras, que al ser un espacio abierto permitía una capacidad de hasta 25.000 personas y logrando vender todas las entradas. Los Redondos pasaron de tocar en lugares pequeños a llenar un estadio en sólo veintisiete días. Era la segunda vez en la historia que una banda tocaba en la cancha de hockey de Obras con un recital propio (no como parte de un festival), sólo después de Soda Stereo, que lo había logrado en diciembre de 1988. En este recital aparecieron los primeros problemas de seguridad y el control sobre su público, los seguidores empezaron a mover el escenario, lo que hizo peligrar la estructura del mismo y provocó que la banda parara con el recital y pidiera al público que se calmara. Pese a este incidente, los shows de Obras tuvieron muy buena recepción del público y crítica, y en las votaciones de fines de 1989 en el Suplemento Sí! y la revista Rock&Pop, Los Redondos fueron elegidos como la banda del año, cortando con la hegemonía que había tenido Soda Stereo en el ambiente en los años 1985, 1986, 1987 y 1988. Soda Stereo únicamente fueron votados banda del año en la Pelo.
A un sector de los fanes le disgustó que tocaran en Obras, pues consideraron que presentarse en un estadio con tanta capacidad consistía en una traición a los principios del grupo. Días antes de la secuencia de shows, el periodista Carlos Polimeni, desde el suplemento "El Tajo" del Diario Sur, publicó una nota titulada "El Silencio es salud" en la que recordaba que había sido el líder de la banda, el Indio Solari, quien "en más de una oportunidad declaró que el grupo jamás tocaría en Obras o en el Luna Park, deslizando acusaciones, veladas o no, a los que sí lo hacían, las bestias pop. Hoy, ante necesidades específicas, los Redondos aparecen en la tapa de la revista Pelo -para lo cual muchos han pagado-, abonan avisos en el suplemento Sí de Clarín, negocian con los dueños de Obras el precio del alquiler (...) Los Redondos no son lo que dicen sino lo que hacen. Y tienen contradicciones que un montón de palabras difíciles dichas para una secta ensoberbecida de supuesta pureza no pueden ocultar". Como respuesta, en el shw del sábado, Solari le dedicó a Polimeni una retahila de insultos desde el escenario: "A vos, Carlitos del Sur, me cago en tu puta boca".
Más allá de la anécdota de este enfrentamiento verbal, lo cierto es que la popularidad de los Redondos se expandió enormemente con su llegada a los grandes estadios, y qu e hste paso marcó un punto de quiebre en la historia de la banda, generando un marcado cambio en la composición social de su base de seguidores. Las "misas ricoteras" como se llamaba a los shows en estadios que la banda dio en los años 90, se caracterizaban por la presencia de banderas, cánticos futboleros y hasta un discurso en el público que no se condecía con la música de la banda ni con sus letras. Entre las consecuencias de este cambio estuvo el crecimiento de los hechos de violencia, tanto en enfrentamientos entre el público (parte del cual se identificaba como "barras" con banderas y distintos nombres, a veces vinculados con su lugar de origen, y de un recital a otro arrastraban relaciones de amistad o enemistad con otras barras) como enfrentamientos con la policía. En el nuevo folklore que se iba generando en torno a las "misas" en los estadios, estos enfrentamientos eran contados como una señal de "aguante", término tomado del ámbito del fútbol argentino. Este nuevo ambiente, alejado del under de los años 80, fue el caldo de cultivo para lo que, en la década siguiente, se llamó el rock barrial.
El 27 de diciembre de 1988 se dio un hito en el rock argentino: por primera vez tuvo un megafestival, algo que se concretó con la realización del Festival Tres Días por la Democracia que juntó a 150.000 personas, una cantidad nunca antes vista en la escena y que la ponía al nivel de las mayores escenas del mundo. El festival se realizó en la avenida 9 de Julio y que tuvo entre sus números a La Torre, Ratones Paranoicos, Enanitos Verdes, Fito Páez, Charly García, Luis Alberto Spinetta y como plato fuerte de la noche a Soda Stereo. De esta forma se cumplió aquel anhelo de hacer un megafestival de rock en Argentina, algo que se había intentado frustradamente en 1970 con el Primer Festival de Música Joven en Lobos; quedaba claro que ahora sí estaban dadas las condiciones y contexto en Argentina para emprender un proyecto de este tipo.

## Hiperinflación y convertibilidad (1989—2004)
El 14 de mayo de 1989 estalló la hiperinflación argentina cuando, en medio de una recesión económica, las elecciones presidenciales efectuadas ese día arrojaron como resultado que el partido radical dejaría el gobierno y que asumiría el peronismo con Carlos Menem como nuevo presidente de la nación. Como consecuencia, se aceleraron las tendencias previas de caída económica, explotaron los saqueos y disturbios por todo el país, y diversos sectores empezaron a presionar para que el traspaso de mando no fuera en diciembre sino que se diera anticipadamente, cosa que se concretó el 8 de julio. No obstante, la hiperinflación fue larga y continuó con el nuevo gobierno, teniendo coletazos hasta abril del año siguiente.
La hiperinflación afectó severamente la escena musical argentina. Las bandas consagradas y con mayor poder adquisitivo pudieron en cierto modo sortear la crisis, haciendo giras internacionales donde pudieran recaudar los tan necesitados dólares. Sin embargo, las bandas chicas que recién estaban empezando corrieron otra suerte: debido a que la industria de la música se vio severamente afectada por la crisis. Los sellos indepoendientes que estaban empezando a hacerse notar e influir en la escena, desaparecieron. En cuanto a los sellos grandes, pasaron a descartar cualquier riesgo y a centrar sus catálogos solamente en artistas consagrados cuyo caiudal de ventas estaba practi amente asegurados por su trayectoria. Así, varios proyectos quedaron en pausa o directamente descartados, lo que afectó las carreras de diversas bandas y solistas que venían en crecimiento.
Uno de los efectos a largo plazo de aquella hiperinflación fue que, mientras que fueron desapareciendo las bandas chicas del pop rock y new wave que seguían el modelo de unirse a una gran discográfica, fue creciendo un modelo alternativo de autogestión y de grabar producciones de forma independiente, y de hecho entre fines de los '80 y principios de los '90 nacieron varias bandas contraculturales, del rock alternativo y del género luego conocido como rock barrial. Incluso si hubieran buscado usar la vía de las grandes discográficas, las bandas emergentes se hubieran encontrado con las puertas cerradas, tanto por la crisis económica como por reticencias de los sellos, que con el cambio de formato de vinilo al CD prefirieron ir al negocio seguro de reeditar placas de artistas consagrados, en vez de arriesgar por editar artistas nuevos. Al respecto de esta época comentó años más tarde el músico Fernando Samalea, en su libro autobiográfico Mientras otros duermen: una larga vigilia del rock (2017):

Sucedían tiempos particulares para la industria musical. El cambio del vinilo al CD había hecho que la mayoría de las compañías grandes apostasen más a reediciones que a proyectos actuales. Como consecuencia, en Argentina surgieron radios alternativas, sellos independientes, compilados (...) y bandas (...) [que] mostraban otra escena alternativa.
Fernando Samalea.

Como muestra de que en ese periodo se vivió una debacle para el under, puede decirse que en el año 1990 casi ninguna banda argentina de rock obtuvo su debut discográfico. Las pocas ediciones fueron de artistas ya consagrados, y los discos destacados del año fueron Canción Animal de Soda Stereo y Filosofía Barata y Zapatos de Goma de Charly García. Como única excepción, el sello punk Radio Trípoli intenta volver a las fuentes y edita, ese 1990, el disco debut ( y que sería el único) de una histórica de la escena punk porteña: Trixy (ya sin los Maniáticos).

### Industria musical posterior
Con respecto al estado de la industria discográfica, recién en 1991, con una cierta estabilidad económica, sin inflación pero también sin mucho poder adquisitivo, las discográficas pudieron lanzar los primeros y segundos álbumes de numerosas bandas emergentes, álbumes que en algunos casos estaban pendientes desde hacía 2 años. Algo que motivó críticas del productor Daniel Grinbank fue que durante la crisis las discográficas no hicieron muchos esfuerzos para exportar las bandas argentinas, y por eso en 1991 acusó a las discográficas de una falta de creatividad ejecutiva. En 1992 continuó la mejoría y se produjo un repunte de las ventas de discos y asistencia a recitales, y aunque las productoras aún veían complejo hacer giras por las provincias, sí veían con buenos ojos volver a enviar bandas a tocar a otros países. Como muestra de la mejoría económica y mayor poder adquisitivo, a partir de ese 1992 estallaron las visitas de bandas y artistas internacionales, que fueron aprovechadas por las bandas locales haciendo de teloneras.
Hacia 1993 estaba asentándose el modelo "multitarget" de radios FM, con rankings del tipo "los 40 principales" que no seguían un género en particular sino que simplemente seguían un criterio de popularidad: los oyentes votaban las canciones y las más elegidas eran pasadas. De modo que en una radio podían pasar por igual artistas tan diferentes como Patricio Rey y sus Redonditos de Ricota, Julio Iglesias y Michael Jackson. Tal era la programación de, por ejemplo, FM 100. Sin embargo, en paralelo estaba surgiendo otra movida más roquera: el Condon Clú establecía cada fin de semana recitales en distintos locales, a donde tocaban números como Las Pelotas, Los Piojos, Memphis la Blusera, Bersuit Vergarabat, Pappo y Juanse. Esta movida sería un importante eslabón en el posterior estallido del rock barrial.
No obstante, ya para 1994 las excelentes ventas de discos y de entradas a recitales no volvieron a repetirse, y en el ambiente se hablaba de una baja estimada en un 20-30%. Grinbank reflexionaba que tal vez fue un error depositar a fines de 1993 una gran concentración de megaestrellas internacionales como Michael Jackson, Madonna y Guns N' Roses, y declaraba que "la industria había llegado a su dimensión real". Para sortear la baja, empezó a realizar recitales con duplas de artistas internacionales: Ramones-Motörhead, Kiss-Black Sabbath, Sting-James Taylor, etc. Los artistas nacionales continuaron aprovechando estas visitas para ser teloneros.
Las siguientes tendencias reflejaron el poco poder adquisitivo del público, por ejemplo, en el verano de 1996 hubo poca actividad de recitales en la costa argentina debido a ese factor. Varios años más tarde, Grinbank se refirió a estos problemas:

Cuando me dicen "para vos la época del 1 a 1 fue fantástica" digo que no, porque podía comprar baratos los artistas, pero la gente no tenía plata para pagarlos y, además, no era muy buena la situación que se vivía.
Daniel Grinbank, La Nación, 31 de enero de 2016.

En 1996 tuvo lugar en Estados Unidos un acontecimiento que tendría grandes consecuencias a largo plazo en la industria musical global, cambiando la evolución de la música estadounidense y, por tanto, de todo el mundo: se aprobó la Telecommunications Act, una ley cuyo principal argumento era desregular el mercado de telecomunicaciones para que cualquier compañía pudiera comprar sin límites espacios mediáticos, y que entre otros resultados favoreció el avance de monopolios en la radiodifusión, llevó a una mayor homogeneización de sonidos y perjudicó la difusión de artistas nuevos o independientes.
1999 fue el año del pico máximo histórico de ventas de la industria discográfica global, con un récord de U$28.900.000.000 generados, en gran medida gracias al formato del CD, que también llegó ese año a su apogeo.
No obstante, el 1 de junio de ese mismo 1999 se fundó Napster, compañía dedicada a descargas en línea de música. A partir de ese momento, en los años siguientes se produciría una caída sin interrupciones en las ventas de formatos físicos, y un aumento sostenido en las descargas digitales. Aunque también hubo voces que argumentaron que tradicionalmente solo un 20% del público compraba música, y con la llegada de las vías digitales apareció en escena el otro 80%.
La crisis económica argentina de 2001-02 provocó que se repitiera un patrón que ya se había visto en la hiperinflación argentina de 1989-90, con bandas y artistas argentinos que se fueron a tocar en giras por el exterior para buscar los tan necesitados dólares, aunque esta vez no fueron únicamente los artistas consagrados sino también otros en ascenso y con popularidad menor.
La mejora económica se sintió en la reanudación de las visitas internacionales, la primera en llegar tras la larga crisis fue Iron Maiden, que tocó el 11 de enero de 2004 en Vélez con Horcas y O'Connor de teloneros.

### Megafestivales
El gran éxito del megafestival Tres Días por la Democracia de 1988 (juntó 150 mil personas) había sugerido la idea que en la escena argentina se establecerían los megafestivales; sin embargo, la hiperinflación hizo que la idea quedara en pausa y que el gobierno no hiciera un megafestival en 1989.
No obstante, ya para diciembre de 1990 la situación económica se había recompuesto lo suficiente como para que se reflotara la idea de los megafestivales, y el 14 de diciembre de 1990 se realizó el festival Mi Buenos Aires Rock en la avenida 9 de Julio, con 100.000 personas y teniendo entre sus números a La Portuaria, Fabiana Cantilo, Luis Alberto Spinetta y Charly García.
La experiencia de dicho megafestival tendría continuidad en los siguientes años, por lo que en los años '90 el rock argentino mostraría una tendencia de un aumento exponencial de su poder de convocatoria con respecto al nivel que tenía en la anterior década. Del panorama de los años '80, donde los recitales eran mayoritariamente en teatros y estadios chicos, con muy pocos episodios de recitales masivos, en los '90 pasó a ser usual que se realizaran recitales masivos: el festival Mi Buenos Aires Querido II en la avenida 9 de Julio en 1991 (250.000), el festival Rock de Corazones Solidarios en el mismo lugar en 1992 (100.000), los dos River de la reunión de Serú Girán en 1992 (120.000). Además, a partir de 1992 se le sumaría otro espacio masivo al rock argentino: ese año comenzó la costumbre de incluir recitales en el tradicional festival anual de aniversario de La Plata, realizado típicamente en noviembre en la Plaza Moreno. La primera edición de 1992 tuvo como números centrales a Horacio Fontova, Luis Alberto Spinetta y Fito Páez.
Por otro lado, el 30 de noviembre de 1991, en otra fecha del festival Mi Buenos Aires Querido II, se realizó en la avenida 9 de Julio un recital de tango. En una sección, artistas del rock argentino se sumaron y cantaron tangos emblemáticos; participaron los roqueros: JAF, Celeste Carballo, Horacio Fontova, Fabiana Cantilo, Roque Narvaja, María Rosa Yorio, Moris, Litto Nebbia, Silvina Garré, Alejandro Lerner, Patricia Sosa y Juan Carlos Baglietto. Este recital de tango tuvo una asistencia de 40.000 personas.
El 3 de marzo de 1999 se estaba realizando el festival Buenos Aires Vivo III en Costanera Sur, cuando en los shows de Caballeros de La Quema y Divididos sucedieron hechos lamentables: dos fanes de 21 años llamados Raúl Lumille y Diego Aguilera murieron electrocutados al tocar un alambrado que se había electrificado con cables sueltos, además hubo un apagón que fue aprovechado por hordas de delincuentes para robar al público y acuchillarlos, en total hubo 25 heridos. Estos hechos provocaron que fueran canceladas las últimas dos fechas del festival, que iban a contar con mensajes de Amnesty International por los 50 años de los derechos humanos y artistas a tono (León Gieco y Mercedes Sosa). Pero fundamentalmente, sembraron serias dudas de cara al futuro acerca de que el gobierno volviera a hacer recitales masivos de rock.
Sin embargo, el gobierno quería continuar realizando recitales de rock, así que tras los incidentes replanificó todo el formato para el año siguiente: en 2000 se realizó el Festival Argentina en Vivo, ahora ya no solo en capital sino con conciertos a lo largo y ancho del país, y exclusivamente en recintos cerrados (más fáciles de vigilar que los espacios abiertos de la anterior vez). Ahí sí se pudo hacer la fecha especial de Amnesty que había sido planeada originalmente para el año anterior. El Argentina en Vivo 2000 fue un éxito, y volvería a tener una edición al año siguiente, pero fundamentalmente fue importante para volver a convencer a empresarios y organizadores de que era posible hacer festivales en las provincias (una idea que había quedado descartada tras el trauma de los incidentes en La Falda Rock '87), y que en 2001 desembocaría en el nacimiento del Cosquín Rock.
El 4 de abril de 2000 el rock argentino conquistó un récord: por primera vez en la historia mundial se hizo un recital de rock en Antártida, con la presentación de León Gieco en la Base Marambio como parte del itinerante Argentina en Vivo.
En octubre de 2003 un nuevo festival apareció en la escena del rock argentino: el Quilmes Rock. La principal premisa del Quilmes era convertirse en el primer festival argentino que alojara distintas temáticas, a la manera de los más importantes festivales anglosajones, por eso ya en su primera edición los artistas fueron ubicados en fechas según su estilo (por ejemplo, el 10 de octubre fue un día pop con Gustavo Cerati y Emmanuel Horvilleur, y el 11 de octubre fue un día de rock barrial con Ratones Paranoicos y La Mancha de Rolando).

### Medios
En los años '90 habrían cambios sustanciales en la escena de radios argentinas, con el inicio de emisión de radios como la FM Hit, Metro 95.1, NRG 101, y FM Panda.
El 24 de abril de 2000 se produjo un hito en la radiodifusión del rock argentino: comenzó a emitir la Mega 98.3, radio FM que ya desde su eslogan (puro rock nacional) dejaba en claro su contenido: 100% de música de artistas del rock argentino. Si bien ya había habido casos de radios argentinas que pasaran solo rock argentino (Red TL en 1989 y FM La Boca en 1993), era la primera vez que sucedía con un megaemprendimiento de la capital. Apenas empezada la radio conquistó un récord: en menos de 30 días ya se había convertido en la radio más escuchada, con un 15,03% del porcentaje de audiencia. Sin embargo, sus organizadores tenían claro desde antes que sería un éxito: un estudio preliminar de mercado había arrojado que gran parte del público argentino quería una radio que pasara solo rock nacional, y que incluyera a artistas que habían quedado casi olvidados en las radios argentinas, como Sandra Mihanovich, Miguel Mateos y Juan Carlos Baglietto.
El 1 de abril de 2004 comenzó a emitir FM Kabul, un nuevo proyecto de Daniel Grinbank ideado para difundir bandas emergentes e independientes. Con un enfoque opuesto, el mismo día comenzó a emitir Pop Radio 101.5.

### Ley de discotecas
En junio de 1996 surgió un obstáculo para la escena: el gobernador de la provincia de Buenos Aires, Eduardo Duhalde, promulgó una ley que restringía las actividades de las discotecas de la provincia, por ejemplo, establecía las 04:00 de la madrugada como horario máximo de actividad. La ley había surgido como respuesta a episodios recurrentes de violencia en las discotecas, y al avance de las drogas en Argentina. Pero por otro lado, esta medida suponía un golpe a la actividad de las bandas en la provincia, y especialmente en el conurbano (uno de los circuitos de rock más importantes en el país). Como consecuencia, hubo artistas que compusieron canciones criticando la medida, como Kapanga con «El mono relojero» y Bersuit Vergarabat con «Se viene el estallido». No obstante, en la práctica la medida fue bastante inefectiva: al ser tan impopular, casi nadie hizo esfuerzos por hacerla valer. Otro flanco débil para ejercerla fue la falta de coordinación con la capital, donde simplemente no atendieron la ley. Los empresarios estuvieron entre quienes más sufrieron la medida, y 100 discotecas quebraron, por lo que libraron batallas legales para conseguir recursos de amparo y contrarrestar una ley que, en su entender, era contraria al espíritu de libertad de negocio. A causa de la medida, Duhalde perdió el apoyo del sector de votantes más jóvenes, algo que lo perjudicó en las elecciones de 1999. Con el cambio de gobierno tras estas elecciones, el nuevo gobernador provincial, Carlos Ruckauf, derogó la ley a principios de 2000, estableciéndose que cada municipio arreglaría su actividad de discotecas.

### Recrudece la violencia
Los Redonditos serían particularmente perjudicados por la violencia recurrente en sus recitales. Comenzó el 19 de abril de 1991 con el recital en Obras que desembocó en 73 detenidos, uno de los cuales murió por heridas de golpes en la comisaría, iniciando un largo juicio (el caso Bulacio). Los dos de diciembre de 1994 en Huracán dejaron 28 heridos y 60 detenidos. El del 23 de mayo de 1998 en Villa María (Córdoba) dejó 1 muerto, 30 heridos, 20 detenidos y un móvil de Crónica TV destruido. Los de junio de 1999 en el Patinódromo de Mar del Plata dejaron 1 muerto, 100 heridos, 500 detenidos, 3 autos incendiados y numerosos comercios saqueados y destrozados. Los de abril de 2000 en River dejaron 1 muerto, 150 heridos y 39 detenidos. Finalmente, su último recital, el 4 de agosto de 2001 en el Chateau Carreras, dejó 1 muerto y 2 heridos.
A partir de la muerte de Bulacio el 26 de abril de 1991 y del juicio que le siguió, se terminó la práctica, común desde hacía décadas, de que la policía estuviera emplazada en los recitales con órdenes de llevarse una cuota de detenidos para las comisarías, en grandes operativos que incluían autobuses vacíos para llenarlos de detenidos. Por otro lado, se dio la casualidad que también terminó ese año otra modalidad policial común desde hacía décadas: la de secuestros, tras la caída de la banda de comisarios que el 24 de agosto secuestró a Mauricio Macri. En suma, en 1991 el rock argentino se deshizo del último vestigio de represión que quedaba de la época dictatorial, el de la represión y acoso policial. En los años siguientes, los recitales argentinos se hicieron en un clima de mayor libertad y holgura, y con la policía ya no emplazada para hacer detenciones arbitrarias, sino simplemente como seguridad de eventos con gran concentración de gente. Aunque también la menor actividad policial en el rock llevó a que se volviera común que, ante el surgimiento de algún incidente, la policía tardara en llegar y restablecer la seguridad (algo que se evidenció en 1996 en los incidentes de Florida y Lavalle, causados por una promoción de entradas para los Ramones).
El 1 de diciembre de 1992 se tenía planeado hacer el festival por el Día Mundial de la Lucha Contra el sida en la avenida 9 de Julio, anunciando que tocarían Fito Páez, Charly García y Soda Stereo. Cuando ya estaban reunidas 45 mil personas, se anunció que finalmente no tocarían esos artistas, lo que provocó que la multitud se enfureciera y hubieran saqueos de negocios y 200 heridos.
El 18 de febrero de 1994 Hermética estaba tocando en la discoteca Morón 90 cuando una descarga eléctrica mató a un fan de 16 años llamado José Luis Damián. Sin embargo, a continuación sucedió algo inédito, que no había sucedido en los casos anteriores de muertes en recitales de la escena (y que tampoco sucedería en los casos futuros): la banda decidió, a modo de disculpa con la familia de Damián, pagar el entierro y realizar un recital en la discoteca Stadium destinando todo lo recaudado hacia la familia. No obstante, la familia igual hizo juicio a la banda, y allí los miembros argumentaron que eran empleados del bajista y letrista Ricardo Iorio así que quedaban libres de culpa. Iorio sería el único penado por este juicio, ya que le embargarían su cuenta de SADAIC (algo que recién se levantaría en 2012). Como consecuencia de este evento, los miembros quedaron seriamente enfrentados y Hermética entró en su recta final. La banda pasaba por su mejor momento y el 12 de noviembre tuvieron su primer Obras propio, pero igual se separó el 18 de diciembre de ese mismo año en la discoteca Go! de Mar del Plata.
También habría muertes con las visitas internacionales. El 4 de diciembre de 1992, un día antes del recital de Guns N' Roses, una fan de 16 años llamada Cynthia Tallarico se suicidó de un disparo a raíz de que su padre le prohibió ir al recital, el padre también se mató al ver el cuerpo de su hija. El 3 de septiembre de 1994 en el recital de Kiss murieron los fanes Edgardo Pereyra (23 años) y Carlos Clavero (25 años), ambos por caídas desde gran altura; la banda se enteró y estuvo a punto de no tocar, pero finalmente los convencieron de cumplir sus compromisos. El 14 de octubre de ese mismo año, en las filas de la boletería para el recital de los Rolling Stones en febrero del año siguiente, un fan de 22 años llamado Fabián Maldonado fue asesinado de un corte en el cuello con una botella rota; el caso se resolvió con la condena del agresor, Raúl Zarza, a 9 años de prisión.
Sin muertes, pero igualmente con incidentes fueron las visitas de The Exploited (20 de marzo de 1993, hubo una batalla campal entre punks y skinheads), Poison (agosto de 1993, se presentaron en el programa de televisión Ritmo de la noche y destrozaron el estudio) y Ramones (marzo de 1996, una promoción de canje de entradas por tapas de gaseosa termina siendo un desastre y provoca saqueos y destrozos en pleno microcentro porteño).
El 8 de mayo de 2004 en la visita de Motörhead al boliche Hangar sucedió algo ominosamente profetizador: una horda de violentos ingresó golpeando a los patovicas y luego, ya en el recital, uno prendió una bengala, lo que quitó el oxígeno dentro del boliche y provocó que los miembros de la banda empezaran a sentirse mal y decidieran dar por terminado el recital tras solo 50 minutos. Esto encendió la ira del público, que destrozó el boliche y los equipos de la banda.

## Estilos de los años '90

### Lo que quedó del under de los 80
Distintas circunstancias hicieron que al principio de los años 1990 la rica escena under de los 80 quedara totalmente transformada. La crisis económica y la hiperinflación hicieron caer sellos discográficos, lugares de reunión y se produjo la desaparición de la mayoría de las bandas más relevantes. Por otro lado, algunas de las bandas que no desaparecieron, lograron una inesperada masividad, saliendo del circuito underground. El caso más emblemático fue el de Patricio Rey y sus Redonditos de Ricota. Desde su llegada a Obras en 1989 quedó en claro que la etapa de pequeños shows caóticos en lugares pequeños quedaba definitvamente clausurada. Comenzaba la etapa de las "misas ricoteras", los grandes shows en estadios para un público cada vez más numeroso.
Algo similar sucedió con los dos grupos nacidos tras la muerte de Luca Prodan y la consiguiente disolución de Sumo. Tanto Divididos como Las Pelotas iniciaron sus respectivas carreras como una continuación lógica de Sumo, algo muy notable en el sonido del primer disco de Divididos, 40 dibujos ahí en el piso (1989). Pero ya desde el segundo álbum, Acariciando lo áspero (1991), giran hacia un sonido de rock más duro basado principalmente en el trabajo de guitarra de Ricardo Mollo. Con esta nueva fórmula ya en 1992 realizaron varios recitales en el Estadio Obras Sanitarias, convirtiéndose en una de las pocas bandas de rock que podía competir con los Redonditos en cuanto a convocatoria y al fanatismo demostrado por sus más jóvenes seguidores. Las Pelotas nunca llegó a ese nivel de popularidad. pero ya desde 1994, con motivo de la presentación de su segundo disco, Máscaras de Sal, comienzan a tocar en Obras y a realizar conciertos masivos.
Todos Tus Muertos, la banda que representaba las tendencias más under del punk y el dark en los 80, luego de su debut discográfico de 1988, prolonga su carrera con el magistral Nena de Hiroshima (1991), un disco que sigue manteniendo ese perfil sombrío de su predecesor, pero despegándose de los sonidos punk y hardcore para profundizar en su vertiente más oscura, como se aprecia en "Terror al cambio", "Fallas" o "El espejo". También hay un cover de The Doors, "Break on Through (To the Other Side)", en una versión en castellano. Posteriormente, a partir de su tercer disco, Dale Aborigen (1994), dejarían atrás el estilo para pasarse al crossover entre estilos como el reggae, raggamufin, hip-hop, hardcore y otros ritmos.
Paralelamente a la carrera de Todos Tus Muertos, y ya desde 1989, Horacio Villafañe integraba Los 7 Delfines, banda formada por Richard Coleman tras la disolución de Fricción. Aunque todavía no tenían un disco en la calle, los Delfines fueron galardonados como la Banda Revelación en el año 1990, por el Sí de Clarín. Habían tenido una gran recepción en los recitales organizados por la Municipalidad de Buenos Aires, al aire libre en la 9 de Julio. Allí se presentaron junto a Charly García, Luis Alberto Spinetta y Fabiana Cantilo.
En junio de 1992, la banda editó su primer trabajo discográfico, titulado L7D; del cual se destacan canciones como «Dale salida», «Es tan celosa» y «Post Crucifixión», versión de una canción de Pescado Rabioso. Este material fue grabado en los estudios de Soda Stereo y contó con la producción artística de Gustavo Cerati. Su sonido potente y muy cuidado los acercaba a la escena del llamado "rock sónico".
De las cenizas de la otra gran banda del under, Don Cornelio y la Zona, nacieron Los Visitantes. Era el proyecto del líder y principal compositor de Don Cornelio, Palo Pandolfo e incluía a otros dos exintegrantes: Federico Gahzarossián y Daniel Gorostegui Delhom. La línea de continuidad con Don Cornelio estaba marcada por el propio nombre de la banda, que hacía referencia a la última canción del último disco de la vieja banda, Soy el visitante. A diferencia de su agrupación anterior, Pandolfo agrega nuevos sonidos a este proyecto, en donde el rock, el pop, el tango, el folklore y candombe, son algunas de las nuevas influencias en cada disco grabado de esta alineación.
El circuito under no cambió demasiado. Cerraron algunos sitios históricos y abrieron otros que harían historia. El Parakultural cerró sus puertas el 17 de julio de 1990, con una fiesta despedida que incluía la actuación de Amor Indio,  una banda que desde el año anterior estaba intentando introducir en el under porteño canciones bailables con sonidos beat y psicodélicos y que terminaría generando una efímera nueva escena que terminaría confluyendo un par de años después en la más amplia y variada escena "sónica". Ya a fines de 1991 (el 4 de octubre o antes) se abre un nuevo "Parakultural New Border" en la calle Chacabuco al 1000. Aquí se suman nuevos artistas, como Alfredo Casero, Carlos Belloso, Diego Capusotto, Mex Urtizberea, Marcelo Mazzarello, Mariana Briski y Valeria Bertuccelli. Sergio Aisenstein, uno de los exdueños del Café Einstein inaugura en 1989 Nave Jungla, un lugar de mayores dimensiones. En el mismo año el artista plástico Sergio De Loof abre Bolivia, el primero de sus muchos clubes en el que intentó crear una atmósfera distintiva y basada en materiales baratos y el encanto del kitsch que se complementaba con la "cocina pobre" (se servía polenta y guisos con vino servido directamente de damajuana). Según lo dijo De Loof en una entrevista: "En el baño del Parakultural vi a un punk vomitar vino de cartón y dije basta, voy a dar de comer y tomar al menos vino de damajuana". En una de las paredes del bar, un grafiti sintetizaba la directriz estética: Haute trash (algo así como "Alta basura"). Fue el inicio de la "estética trash" que triunfaría en los años 90 dentro del rock nacional a través del éxito de Babasónicos, una banda formada por habitués de Bolivia que tomaron mucho de esa influencia.
Después de Bolivia, De Loof continuó el estilo que él llamó "trash rococó" en otros tres clubes diseñados por él: El Dorado, Morocco y finalmente Ave Porco.
Cemento, el espacio de Omar Chabán, seguía siendo la meca del under, el lugar donde tocaban las bandas más convocantes justo antes de pasar a los recitales masivos. Además, desde 1992, el mismo Chabán ideó un paso previo: "Die Schule", en la zona de Congreso, era un lugar similar a Cemento, pero más pequeño. La capacidad y los costos eran más reducidos, lo que lo convertía en el lugar ideal para las bandas que daban sus primeros pasos antes de acceder a Cemento. El primer número de la revista "El Cazador" (de octubre de 1992), lo describía como "Un brote expansido de Omar Chabán en la zona de Congreso. El espacio es bien grande, reproduce el clima oscuro y berlinesco de Cemento aunque con mejores espacios y comodidades. Hay dos o tres ámbitos distintos, podés estar en el recital o podés quedarte en la barra o en los extraños reservados con ventanas y paredes falsas, hay escaleras, barra grande y mucho personaje raro dando vuelta. Hay teatro, rock and roll y menos aglomeraciones que Cemento". Fue un punto clave para las escenas punk y hardcore, para la movida sónica y también tocaron bandas señeras del rock barrial como La Renga y Los Piojos.
En diciembre de 1989, Javier Grosman inauguró el Centro Cultural Babilonia en el barrio del Abasto. Siguió la línea del Parakultural en la mixtura de teatro y rock, y de hecho, al coincidir sus inicios con el cierre del Parakultural, varios de los nombres más emblemáticos de éste, como Batato Barea y Daniel Veronese, se hicieron asiduos al Babilonia, donde incluso terminaría presentando sus más importantes producciones Eduardo Pavlovsky, quien ya en ese momento era considerado un nombre mayor en el teatro argentino. Estéticamente, en cambio, el lugar mantenía su apariencia de depósito, con paredes grises y piso de cemento, contratando con la estética de glam contracultural de lugares como Eldorado, Bolivia o Morocco. Este cambio de actitud estética también se reflejaba en la música ya que, pese a la variedad de propuestas, el lugar tenía un criterio mucho menos rupturista. Desde la cabina del DJ lo que sonaba por lo general era rock nacional más mainstream, y la misma noche de inauguración puede considerarse un cambio de ciclo ya que, esa misma noche y en ese escenario, se vio el último show de Don Cornelio y la Zona, que inmediatamente después de eso se disolvería. A partir de entonces, entre los espectáculos en vivo de Babilonia sobresaldrían bandas de blues, como Memphis o La Mississipi, y bandas emergentes que buscaban un sonido de rock más directo y con un efecto directo sobre el público. Entre ellas, estaban dando sus primeros pasos varias de las que, en años posteriores, darían nacimiento a la corriente del Rock "barrial", entre ellas La Renga y Los Piojos, que inmortalizó el local en su canción Babilonia, cuyo sonido ejemplifica bien la nueva estética que estaba surgiendo.
A fines de 1990, en el número 33 de la revista Cerdos & Peces se publicó un Top 40 de bandas under evaluando "frecuencia de actuaciones, innovaciones temáticas o musicales, calidad de sonido, movida que provocan con la gente, "calidad musical", huevos o pelotas o como concha se llame la fuerza de la propuesta". Se trata de una lista completamente arbitraria y no se sabe quién la confeccionó. No obstante ello, por tratarse de un medio de prensa que retrató con fidelidad la escena under durante muchos años, bien se le puede conceder un valor testimonial a la opinión allí vertida. Lo que se ve en la lista es una escena en transición, agrupando a las pocas bandas que quedaban en actividad del under de los 80 (Attaque 77, Massacre Palestina, Duna, Perdón Amadeus, Sentimiento Incontrolable, Diana Nylon), junto a bandas recién surgidas de esa misma escena (Los 7 Delfines y Los Visitantes) y bandas nuevas que aún no habían editado material (Los Piojos -ocupando el n.º 1 del ranking-, Los Caballeros de la Quema -banda de la que también se reproducían las letras de dos canciones inéditas-, Juana La Loca -que poco después editaría su casete Autoejecución, en lo que sería el canto del cisne del sello indie "Catálogo Incierto", y Amor Indio, que pese a ser una de las bandas de culto del momento se disolverían sin llegar a editar). Puede considerarse una postal de una escena que comenzaba a virar hacia los estilos típicos de los años 90. La importancia dada a Los Piojos como a las letras sucio-realistas de Los Caballeros de la Quema, al igual que la alusión a los «huevos» o «potencia» de los grupos, pueden ser vistos como señales embrionarias de la sensibilidad que poco después animaría al rock barrial.

### Rocksónico y alternativo
Durante la primera mitad de los años 1990 surgen en la escena del rock nacional una nueva generación de bandas que intentaban, de distintas formas y en distintas proporciones, incorporar a su música los estilos musicales que se encontraban en boga en ese momento en el Hemisferio Norte (shoegaze, britpop, dream pop, distintos tipos de electrónica, ambient, trip hop, etc.).
El origen de esta corriente puede rastrearse ya desde el mismo 1990, cuando Soda Stereo se instaló en el estudio junto a su amigo Daniel Melero, ahora en el rol de productor, para grabar su quinto LP, Canción animal. Este álbum provocó un gran impacto en el rock nacional y latino, siendo considerado como el segundo mejor álbum de la historia del rock iberoamericano alternativo, según el ranking realizado en 2006 por J.L. Mercado y publicado por la revista norteamericana Al Borde y el noveno según la revista Rolling Stone. La canción más destacada del álbum, «De música ligera», ha sido considerada como la cuarta mejor canción del rock latino en la clasificación de Satélite Musical, mientras que en Argentina es considerado también como la cuarta mejor por el sitio Rock.com.ar.

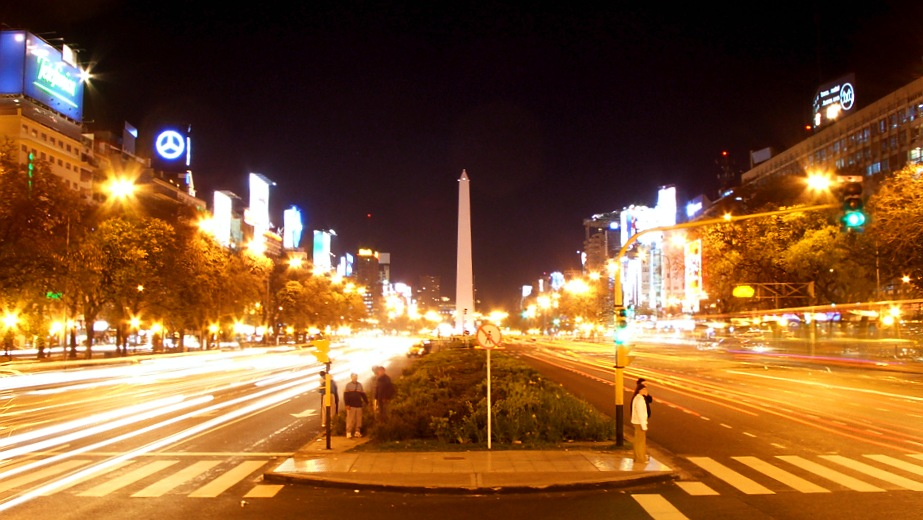
La Avenida 9 de Julio, en Buenos Aires. Allí Soda Stereo realizó un histórico recital gratuito para presentar su disco Canción Animal, ante 250 000 personas, el 14 de diciembre de 1991; la mayor cantidad jamás reunida en el país para escuchar música.

Canción animal confirmó que estaba bien que el rock argentino volviera a una actitud más potente, siendo las guitarras eléctricas las estrellas en riffs y solos. Para hacer Canción animal, la banda se inspiró en el sonido guitarrero de bandas alternativas americanas que se adelantaban a la explosión grunge del año siguiente (como Screaming Trees y Pixies), pero también en el sonido de las bandas de rock argentinas de los años setenta que habían escuchado durante su adolescencia, como Pescado Rabioso, Vox Dei, Color Humano y Aquelarre. “Suena como Led Zeppelin y Pescado Rabioso”, le describía el disco Daniel Melero a la revista Pelo.Todo eso mientras Los 7 Delfines sacudían la escena con su arrolladora vesión de "Post Crucifixión" de Pescado Rabioso (incluso la tocaron en el concierto de presentación de Canción Animal en el que fueron teloneros). Este cambio de sonido en Soda pronto influiría en la evolución que tomaría el rock en todo el continente. De ese álbum, el sencillo «De música ligera» se convirtió en un clásico del rock nacional, pero casi todas las canciones de este disco fueron lanzadas como sencillos, por lo que incluye varias de las más conocidas de la banda, como «(En) El séptimo día», «Cae el sol», «Un millón de años luz», «Entre caníbales», «Sueles dejarme solo», «Té para 3», «Hombre al agua» y la epónima «Canción animal».
En 1990 comenzaron a presentarlo con la Gira Animal, por todo el continente americano, que finalizó el 14 de diciembre de 1991 con un recital gratuito en la avenida 9 de Julio de Buenos Aires. Soda Stereo sorprendió, y se vio sorprendido, reuniendo a 250.000 personas (hay quienes dicen 400.000) para escuchar a la banda en el marco del ciclo de recitales gratuitos realizados por la Municipalidad de Buenos Aires llamados Mi Buenos Aires Querido II, que además fue televisado en directo. Se trata de la mayor reunión de personas de la historia argentina para escuchar música, relegando al segundo lugar a Luciano Pavarotti que reunió a 200.000 personas ese año en ese mismo lugar. Este álbum significó para la banda el acceso al público español, que se plasmaría en mayo de 1992 con presentaciones en las ciudades de Madrid, Oviedo, Sevilla, Valencia y Barcelona.
La Gira Animal fue la más extensa que una banda iberoamericana hubiera realizado hasta entonces, tanto en recorrido como en tiempo de viaje.
A partir de entonces y de ese éxito, la banda apuesta por continuar ese proceso de asimilación de nuevas influencias y en 1992 lo lleva al extremo con Dynamo, un disco que trae a la Argentina los sonidos del shoegaze y otros géneros que por entonces eran considerados la vanguardia dentro del rock anglosajón. No sólo fue un disco disruptivo por su sonido sino que la banda lo presentó con cuatro recitales realizados en el Estadio Obras a fines de ese mismo año. Cada show contó con una banda nueva como invitados y así estuvieron de soporte Babasónicos, Juana La Loca, Martes Menta y Tía Newton. Fue el bautismo de fuego de la «movida sónica», que también integraban Los Brujos y Peligrosos Gorriones. A mediados de 1993, todos esos grupos viajaron a Córdoba, junto a dos históricos del underground de los 80, como Todos Tus Muertos y Los Visitantes para participar del Festival “Nuevo Rock Argentino”, organizado por el empresario Héctor Emaides.
Daniel Melero, el exlíder de los disueltos Los Encargados, fue considerado el gran inspirador de toda esta escena. Además de producir los discos más "sónicos" de Soda Stereo, acompañó la edición de "Dynamo" con "Colores Santos", disco acreditado a dúo junto a Gustavo Cerati. Ese disco introdujo a la Argentina los sonidos del ambient house y la psicodelia electrónica que por entonces eran vanguardia en Europa. Su impacto fue tan potente que el crítico de música Ivan Adaime de Allmusic dijo que "de alguna manera este disco fue como un ovni en la escena del rock argentino a principios de los años 90". Fue a partir del influjo de Colores Santos, que varios de los discos más representativos del rock sónico incorporan largos pasajes de experimentación electrónica, ya sea complementando las canciones creadas con base en instrumentación típica del rock (como es el caso de Sueño Stereo de Soda Stereo; Amor Amarillo, el debut solista de Gustavo Cerati o Miss Universo, el debut solista de Carca tras la disolución de Tía Newton), o como su elemento principal (en Bistró Málaga, disco debut de Estupendo, o Veladabristolcasino, de los marplatenses Altocamet).
Melero colaboró también con varias bandas de la movida, produciendo los mejores álbumes de Los Brujos (Fin de Semana Salvaje y San Cipriano) y Juana La Loca (Electronauta, la Biblia del shoegaze argentino) y actuando como invitado en discos y conciertos de Babasónicos y Carca. Dos aportes de Melero, en particular, permiten apreciar su rol como creador consciente de esta movida. En 1992 fue su intervención directa lo que le consiguió el primer contrato de grabación, y nada menos que con Sony Music (a través de su subsidiaria Epic), a la banda que terminaría siendo la de mayor relevancia de la camada sónica, Babasónicos. Lo notable es que al momento de obtener el contrato la banda no había tocado ni una vez en vivo. Melero lo comprometió a Gustavo Cerati para que fuera su productor y, al mismo tiempo, los presentó a la compañía con dos evidencias de que se trataba de una propuesta que venía a romper con todo lo anterior: una sesión de fotos de prensa (con la banda mostrando su peculiar estética "trash", con ropa antigua comprada en ferias americanas) y una gacetilla escrita por Pablo Schanton, en la que hacían declaraciones como: “Crecimos en el proceso y no nos dimos cuenta. Nosotros éramos los chicos que esperaban ver crecer a sus Sea Monkeys (...) Hasta hace poco se sufría horrores por cualquier cosa. En los 70 fue la revolución; en los 80, lo dark y la transgresión. Nosotros somos de los 90, somos optimistas. Somos buenos, queremos a nuestros padres. Ya no nos quejamos: total, hoy todo da lo mismo. Mataron las ideologías; y lo del sida, por ejemplo, no es tan terrible. Tomá las precauciones necesarias. Tratá de no morir”. Recién después de grabar el disco, Babasónicos empezó a presentarse en vivo. Hicieron cuatro shows con poco público. El quinto fue la presentación en Obras como teloneros de Soda Stereo el 19 de diciembre de 1992 y, ese mismo día, salió a la venta Pasto, el disco debut, conteniendo como tema de difusión un claro himno generacional: "D-Generación": “Porque a mi generación/ no le importa tu opinión/ Porque a mi generación/ algo le pasa/ Porque mi generación/ hoy se caga en tu opinión”.
Justamente la otra persona que impulsó el estilo fue el crítico de rock Pablo Schanton. Su ingreso al "Suplemento Sí" de Clarín en el año 1991 fue el punto de partida para que estas bandas alternativas tuvieran un espacio de difusión de sus propuestas en la prensa masiva. Al mismo tiempo, Schanton editaba en paralelo "Aparato Ruido", donde ensayaba formas alternativas de escribir sobre rock y a la que concebía no como una revista sino como un objeto de arte, en el que los textos se combinaban con el novedoso diseño gráfico de Alejandro Ros (que por esa época había llamado la atención con sus diseños, entre otros, de las tapas de Dynamo y Colores Santos) y con un casete que las bandas grababan especialmente para acompañar la edición de la revista.Fue a través de las ediciones en casete de “Ruido” que se fueron sumando a la movida propuestas más elaboradas y rompedoras en estilo, como Suárez y Resonantes. Además de todo eso, Schanton también curaba el ciclo Estetoscopio en el instituto Goethe de Buenos Aires, destinado a propuestas artísticas y musicales más underground y experimentales. Según lo expresó Schanton: "Esta situación anfibia entre mainstream e independencia la moldeé aprendiendo de Daniel Melero: él podía grabar un disco con Soda Stereo o con Gustavo Cerati y al mismo tiempo, hacer un álbum como Recolección vacía (1990) u Operación Escuchar (1995). Por eso después le puse un nombre a esta forma de moverse que desafiaba la idea de “lo alternativo” que se vendía por MTV: lo llamé “alternancia”, la idea era convertirse en un alternante". Como ejemplo de esta alternancia, el ciclo Estetoscopio '93, curado por Schanton tuvo como número central la visita a la Argentina del experimentador alemán Asmus Tietchens, pero al mismo tiempo programó en el mismo lugar a bandas de rock sónico como Babasónicos y Tía Newton.
Fue fundamental, también fue la edición, en 1993 del disco ambient "Recolección vacía", de Daniel Melero que incluyó un booklet donde se registran meses de conversación entre Melero y Schanton Ese booklet incluye reflexiones sobre la música y el arte y puede ser tomado como un manifiesto estético del movimiento sónico de los años 90.
En el año 1994 lanza el disco "Travesti" por Random Records, con la participación de los integrantes de Babasónicos, trabajo basado en canciones acústicas, con influencias de cantautores piscodélicos como Kevin Ayers y Nick Drake, pero con el sonido aggiornado a los años 90. Esta etapa "clásica" de los discos de Melero culmina en 1996 con el lanzamiento de "Rocío", donde confluyen el easy listening y la bossa nova. Este disco fue lanzado de manera independiente y se vendieron cinco mil copias.
Otras bandas del movimiento 'alternativo' eran Perdón Amadeus (en su nueva versión), Massacre (tras el cambio estilístico y de nombre operado a principios de los '90), Los 7 Delfines, Carca (su proyecto solista tras la disolusión de Tía Newton), Copiloto Pilato, Iguana Lovers, Pirata Industrial, Exhibición Atroz, Avant Press, Estupendo, El Otro Yo, Demonios de Tasmania, Giradioses, La Nueva Flor (y su continuadoras Victoria Abril y Victoria Mil), Altocamet, Jaime Sin Tierra y Santos Inocentes, entre muchos otros.
En el año 1995 apareció el último material de estudio de Soda Stereo: el tranquilo y casi chillout Sueño Stereo, un álbum por momentos mucho más electrónico que roquero, lo que sería un preludio de los primeros tiempos de Cerati como solista. Soda Stereo hizo su última gran gira internacional a través de los Estados Unidos y Latinoamérica, agotando las entradas en dondequiera que se presentara.Su último concierto en Buenos Aires, fue el 20 de septiembre de 1997, donde llenaron el estadio de River Plate, al que concurrieron aproximadamente 80 000 personas, y fue lanzado luego como un álbum en directo doble. La banda se despidió de su público tocando su famosa canción «De música ligera», con sus últimas líneas: «Nada más queda...» repitiéndose una y otra vez y con Cerati diciendo a todo su público una frase que se convirtió en legendaria: «¡Gracias... totales!»

### Rockbarrial
La breve estabilidad económica de comienzos de la década le dio a un sector de la población una mayor posibilidad real de acceder a discos y tecnologías importadas, propiciando toda una nueva camada de bandas de rock que buscaban sus influencias más allá de la tradición hasta entonces vigente en el “rock nacional”. Pero, en contrapartida, existía otro sector que era expulsado de la clase media y, al caer bajo la línea de pobreza, y al caer también el nivel de la educación pública, terminaba -especialmente las generaciones más jóvenes- adoptando la cultura y las referencias de las clases excluidas.
La "era barrial" en el rock nacional argentino es la expresión de los jóvenes pertenecientes a esas nuevas clases empobrecidas, y deja al descubierto un cambio de tendencias musicales. Varias bandas que se van popularizando en la década de 1990 ya no se interesan por estar a la vanguardia para agradar a la prensa musical propia e hispanoamericana en general (como sucedía anteriormente con bandas como Soda Stereo), sino que dan prioridad a la comunicación directa con un público mayoritariamente urbano y de clases baja y media baja, retomando y reconfigurando el legado de artistas que ya en décadas anteriores habían tenido un mayor impacto en las clases sociales menores (como Vox Dei, Pappo o Patricio Rey y sus Redonditos de Ricota), y sumando lírica con jerga y temáticas mas comunes en esos estrato.
Desde el punto de vista musical, se observa un aislacionismo con las corrientes y estilos internacionales. EE. UU. y Reino Unido pasaban por el post grunge, el brit hop, el teen pop y el nu metal. Latinoamérica y España pasaban por el pop rock y el pop latino. Nada de estos movimientos mainstream internacionales hace efecto en el rock nacional durante esta época, y si bien había buena cantidad de ofertas de propuestas (rolinga, punk, dark, metal, indie, tropical, alternativo) es nulo el contacto que se hace con las corrientes internacionales. Este hermetismo fue defendido por los representantes del rock barrial como una forma de "vuelta a las raíces", a un estilo que consideran más auténtico; mientras que sus detractores lo verían como un estancamiento.
Pablo Semán, investigador del Conicet, publicó en 2005 "Vida, apogeo y tormentos del rock chabón", el intento teórico más serio para explicar la génesis del fenómeno en términos sociales. En él se profundiza en el cambio social vivido por la Argentina en la década del '90: el crecimiento de la pobreza en el país, la decadencia institucional y moral que experimentó el país durante el apogeo de la globalización y el crecimiento y popularización de la violencia en el fútbol que venía registrándose ya desde mediados de los años '80. Para Semán, resulta claro que hasta ese momento el "rock nacional" era, predominantemente, un fenómeno de clase media. "De esa fracción proceden los "grandes nombres", dice y ejemplifica: "Litto Nebbia (Los Gatos), Charlie García (Sui Generis, La máquina de hacer pájaros, Serú Giran), Luis Alberto Spinetta (Almendra, Pescado Rabioso, Spinetta Jade), Gustavo Cerati (Soda Stereo), el “Indio Solari” (Patricio Rey y sus redonditos de ricota), Federico Moura (Virus) son algunas de las figuras-guías de la producción de rock en Argentina que pertenecen a diversas trayectorias típicas de las clases medias. Al mismo tiempo las clases medias han sido las que, históricamente, más público le aportaron a esos músicos y sus grupos desde los inicios del rock nacional hasta la actualidad. En los sectores populares, en la población de trabajadores manuales, y de empleos poco calificados como entre los desocupados la tradición roquera se hacía presente de forma infrecuente, formando ínsulas, sobre todo de oyentes de heavy metal, en un campo dominado por la música melódica, la cumbia, el chamamé y la "música folklórica en general"". El "rock barrial" nacería no como género musical sino como respuesta a la difusión de la cultura rock en una población de clase media empobrecida material y culturalmente y cuyas formas de pensamiento estaban más cercanas a las clases populares que, hasta ese momento, eran ajenas al rock. Para consumar el acercamiento, las bandas de rock barrial rechazan de plano las influencias "modernas" del rock "sónico", concentrándose en un rock considerado más “puro” y al que le suman, también de distintas formas y en distintas proporciones, elementos de otras músicas populares (principalmente reggae, murga, candombe y tango; también algo de cumbia o folklore).
El primer síntoma de este cambio social se pone en evidencia en la notable transformación del público de la principal banda de culto del rock argentino: Patricio Rey y sus Redonditos de Ricota. “Patricio Rey y los Redonditos de Ricota” citaba cifradamente a los héroes del rock junto con los próceres del anarquismo. Su canción “Todo preso es político” afirmaba, en sintonía con Bakunin, un grito desgarrado: “reos de la propiedad/todo preso es político” e interpelaba el anarquismo juvenil de las clases medias mientras ocasionaba revuelo en la cultura de izquierda que no se mostraba muy afín a la posibilidad de poner en un mismo plano a las víctimas de la dictadura que a los delincuentes comunes. Pero hacia fin de los años ochenta otro público comenzó a dominar entre el de “Patricio Rey”. Para este público esa canción era una reivindicación de la práctica de todo tipo de ilegalismos. En ese contexto varios observadores notaron que el público de “los redondos”, como los llamaban sus nuevos admiradores, fue recomponiéndose y mientras las jóvenes vanguardistas de clase media de la Capital Federal dejaban su lugar en recitales que se organizaban en los teatros del centro, ganaba espacio el público del gran Buenos Aires que comenzaba a llenar canchas de fútbol en las que cultivaban el fervor por su grupo preferido. El publico universitario mermaba y, en cambio, aumentaba el de los que habían tenido un pasaje propio o familiar por el mundo del delito y la penitenciaría".Este cambio más que evidente acompañó la fuerte masificación de la banda que pasó de los recitales en teatros y espacios underground al Luna Park en 1989 y desde allí a los grandes estadios. Las "misas ricoteras" como se llamaba a estas enormes congregaciones, se caracterizaban por la presencia de banderas, cánticos futboleros y hasta un discurso en el público que no se condecía con la música de la banda. El público hacía gala de un culto purista hacia el "rocanrol" (esta palabra se usaba como un fetiche o como contraseña entre los nuevos seguidores), algo que nunca practicaron los Redonditos de Ricota. Por eso quizás fue este caldo de cultivo el que dio lugar al próximo fenómeno masivo del rock argentino: el de La Renga, una banda que sí se anclaba en las formas más puras del rock and roll y abordaba temas más acordes al público de rock barrial.
Grupo nacido a fines de la década de 1980, La Renga había editado su primer álbum en 1991, de forma independiente y con escasa repercusión. Sin embargo, la misma dinámica de nacimiento de un público diferente para el rock de principios de los 90 es lo que llevó a su masificación. Como lo explica Semán, “Un ejemplo de lo que sucedía en ese contexto es el surgimiento, precedido por encuestas, de una radio de rock nacional dedicada a los segmentos populares. La empresa que la constituyó quiso averiguar cuál era la radio que faltaba en la población de bajos ingresos y conoció la demanda de una radio de rock en español que, según el público encuestado, debería basar su programación en un repertorio de 200 canciones que pocas personas de la clase media hubieran identificado con el rock o con lo mejor del rock. Ellas eran el acervo del rock que se venía escuchando en los sectores populares. Esa radio llegaría a ser la expresión de los jóvenes del gran Buenos Aires mientras la emisora que hasta ese entonces fue insignia del rock nacional (Rock and Pop) vería recortado su imperio, antes incuestionable, a los jóvenes de la Capital Federal y los núcleos urbanos del interior”.Una de las canciones más representativas de ese nuevo sentir roquero fue, sin dudas, “Blues de Bolivia”, del primer disco de La Renga, el que llegaba al público más joven por la fuerza de su estribillo que, quizás por primera vez, llamaba a las drogas por su nombre y se jactaba abiertamente de su consumo, al contrario de las complejas metáforas usadas por los Redonditos de Ricota y otras bandas históricas del rock nacional.
Para 1993, cuando La Renga edita su segundo disco, A donde me lleva la vida..., la demanda por el mismo es tan grande que supera ampliamente las posibilidades de distribución de la banda, viéndose obligados a contratar con PolyGram, un sello discográfico grande que fue el primero en apostar por esta nueva forma de expresión dentro del rock argentino.
De esta manera, el intenso cambio económico y social vivido en Argentina a principios de los 90 como consecuencia del Plan de Convertibilidad, la mayor estabilidad económica en décadas y la apertura al mundo en virtud de la Globalización por entonces en boga, como también sus consecuencias secundarias en términos de desempleo, aumento de la marginalidad y familias de clase media descendiendo bajo la línea de pobreza, produjo transformaciones contradictorias en la producción y consumo de música popular. Por un lado, la mayor posibilidad real de acceder a discos y tecnologías importadas, propició toda una nueva camada de bandas de rock que buscaban sus influencias más allá de la tradición hasta entonces vigente en el “rock nacional”, dando lugar a la "movida sónica".
Pero paralelamente a esa movida, en los escenarios del Gran Buenos Aires y del interior, se vivía un proceso opuesto. Los nuevos recitales masivos de Los Redonditos de Ricota, como los de La Renga, daban lugar a grandes concentraciones de un público de clases populares, identificado con banderas y cánticos futboleros y buscando vivir el recital más como una fiesta o como una manifestación de una “mística” del vivir en un barrio y ser de clase trabajadora. Como lo expresa Semán: "La actividad del público en el rock chabón es tanto o más importante que la que ofrecen las bandas. El protagonismo es dividido y desplazado por aparición de un nuevo actor en el espectáculo: los grupos de seguidores practican el “aguante” de la misma manera en que lo hacen las hinchadas de fútbol en relación con su equipo. Siguen a las bandas en sus viajes y en los festivales locales, presentando banderas, bengalas, vestimentas y coros en una contraescena que crea un piso mínimo de público y fervor para la actuación de la banda que está en el escenario".
En 1994, cuando La Renga da su primer recital en Obras, dejaron en el camarín un grafiti con la leyenda "El barrio llegó a Obras", demostrando que la misma banda veía ese día como el puntapié inicial de un nuevo movimiento, algo que hasta ese momento no existía en el rock argentino. Y de hecho, a partir de ese momento, las primeras bandas de rock barrial comenzarían una etapa de recitales en grandes estadios y con importantísima convocatoria. Fue en ese contexto que la crítica comenzó a hablar de la “futbolización del rock” y a catalogar a La Renga como “rock barrial”, una nueva categoría que al principio abarcaba también a grupos que compartían escenario con las del “Nuevo Rock Argentino”, como Los Piojos, Los Visitantes y Caballeros de la Quema. Fue este el núcleo inicial que desarrolló la tendencia de pensar el universo del rock en relación directa con la vida cotidiana en los barrios populares del Gran Buenos Aires o de los barrios de clase media baja de la Capital. No obstante, estando estas bandas enraizadas en el under de los 80, todas ellas tenían un desarrollo musical y lírico de una riqueza muy superior a las bandas que les seguirían, es decir a las bandas de rock barrial de segunda camada.
En 1994 se da el hecho que la prensa considera como hito fundacional del rock barrial: la publicación del disco Valentín Alsina, de 2 Minutos, que fue el primero en centrarse en la temática callejera (si bien anteriormente ya existían canciones referidas a los mismos temas, no había antecedentes de que un disco entero se centrara en ellos, aunque algunos de otras bandas de punk porteño, como Sin Ley, Attaque 77, Comando Suicida y Flema se acercaban mucho a ello), sumado a la jerga juvenil y callejera utilizada por la banda y la fuerte impronta de la misma por marcar su orgullo por su identificación con su lugar de origen, Valentín Alsina (ubicado en la zona sur del área metropolitana de Buenos Aires). El disco entero se refiere a peleas callejeras, alcohol, fútbol y violencia hacia la policía y la burguesía.
Al año siguiente publicó su primer disco Viejas Locas, el cual contenía una temática principalmente referida al sexo, las drogas y el alcohol, lo que hizo crecer al rock rolinga enormemente en las clases bajas pero también contribuyó al crecimiento del rock barrial, debido a las temáticas de las canciones de la banda y al origen proletario de sus integrantes y de gran parte del público. También en ese año se formaría Los Gardelitos, banda cuyos recitales al principio se realizaban usualmente de manera gratuita o con precios bajos en suburbios obreros, villas de emergencia e incluso cárceles (muchas veces con fines benéficos).
En 1996, Los Piojos editan su tercer disco, 3er Arco, y el rock barrial se consolida como el sonido dominante a nivel comercial. En el verano del 97, Los Piojos fueron indudablemente el grupo de moda con los hits El Farolito y Verano del '92, liderando todos los rankings radiales. En julio de 1997 dos conciertos a sala llena convocaron a más de 10.000 personas en el microestadio del Rácing Club de Avellaneda, convirtiéndolos en una banda de multitudes, mucho más allá de sus inicios en el under.
En los años siguientes, la mayoría de las bandas de rock barrial que surgirían (como La 25, en 1996) o publicarían sus primeros discos (Jóvenes Pordioseros), serían parte del rock stone (también denominado rock rolinga), tendencia que continuó hasta mediados de la década del 2000, por lo que se confundieron ambos conceptos, y de esta manera se relacionó toda la corriente barrial del rock and roll argentino como parte de la escena stone, cuando en realidad es exactamente al revés. Esto hizo que bandas como Los Gardelitos, Callejeros, La Beriso y muchas otras del circuito underground, fuesen catalogadas como rolingas, cuando, si bien tenían influencia de The Rolling Stones, no buscaban imitarlos como hacían las bandas pertenecientes al rock stone. Sin embargo, sí tenían muchos seguidores de la subcultura rolinga o stone, la tribu urbana más ligada al rock barrial. En 1998, en el marco del programa radial "Day Tripper" que hacía Juan Di Natale en Rock & Pop, nace el segmento "El Bombardeo del Demo", conducido por Marcelo Torabe Martínez con el fin de difundir demos enviados por bandas emergentes. Según recordaría años más tarde Torabe, "Cuando empezó El bombardeo, el 90% de los grupos eran copias de La Renga, Los Piojos o Viejas Locas. El rock barrial es producto del contexto social de ese momento, de la crisis y de esa cosa de llevar al rock la pasión futbolera".
La disolución de los Redonditos de Ricota, en noviembre de 2001, motivó el crecimiento de distintas bandas barriales que intentaban imitar el sonido o ciertos recursos líricos de esta banda, aunque con un nivel de desarrollo muchísimo más básico. Pier y Callejeros son dos de las bandas que más éxito tuvieron en captar a las generaciones más jóvenes del público "ricotero".
Más adelante, el fenómeno del estilo marginal nacido en las villas, la cumbia villera, desafiaría el predominio del rock rolinga en las clases bajas y trabajadoras en Argentina. Este género, de gran popularidad tras la crisis argentina de 2001, también contaba con el atractivo de relatar la vida cotidiana y la realidad de la calle.

### Punk y hardcore

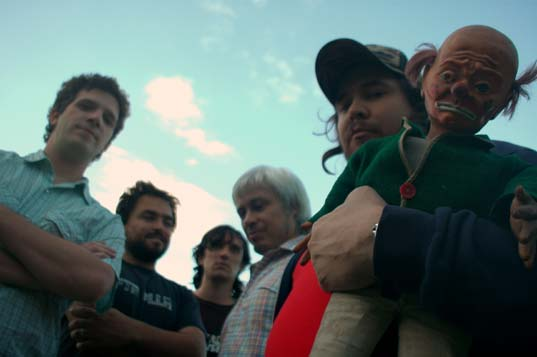
Massacre

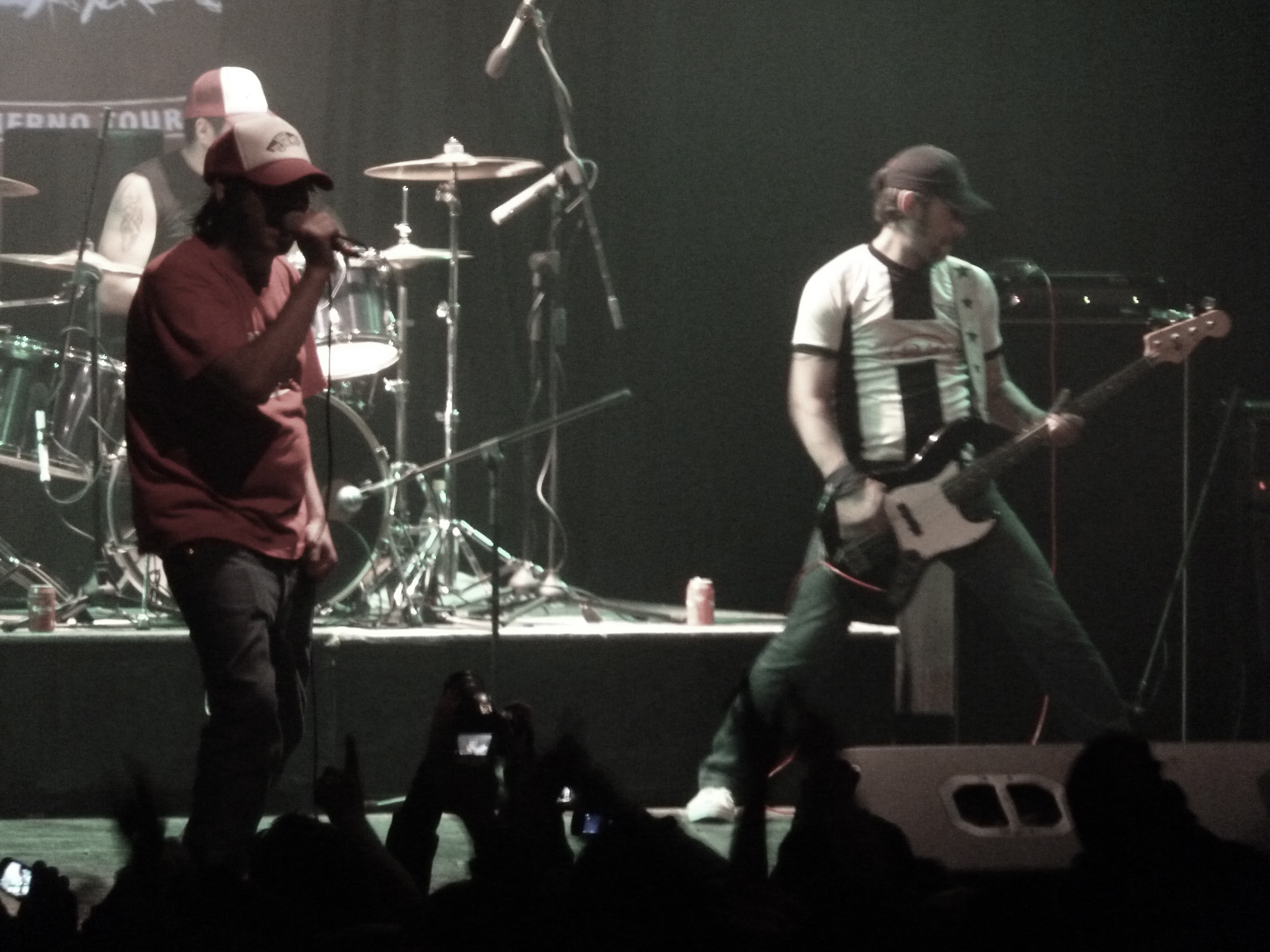
2 Minutos

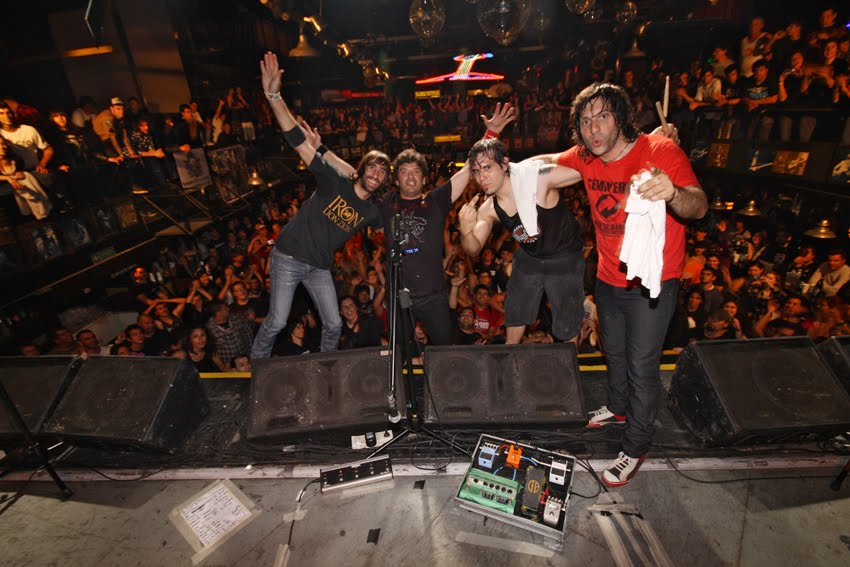
Bulldog

Con la llegada de la década de los 90, todos los grupos principales del punk que habían llegado a editar material propio, terminan cambiando de estilo. Todos Tus Muertos, después de su disco debut, prolonga su carrera con el magistral Nena de Hiroshima (1991), un disco que sigue manteniendo ese perfil sombrío de su predecesor, pero despegándose de los sonidos punk y hardcore para profundizar en su vertiente más oscura, como se aprecia en "Terror al cambio", "Fallas" o "El espejo". También hay un cover de The Doors, "Break on Through (To the Other Side)", en una versión en castellano. Posteriormente, a partir de su tercer disco, Dale Aborigen (1994), dejarían atrás el estilo para pasarse al crossover entre estilos como el reggae, raggamufin, hip-hop, hardcore y otros ritmos.
Massacre Palestina, que al mismo tiempo de la edición de su primer álbum de estudio, Sol Lucet Omnibus (1992), acortaron su nombre a Massacre, también iniciaron ya en ese momento un giro estilístico que los llevaría a abrazar distintos tipos de sonidos del rock alternativo hasta acercarse a la "Movida Sónica" que en ese momento imperaba en Buenos Aires.
En 1990 Radio Tripoli edita El cielo puede esperar, el segundo disco de Attaque 77 producido por Juanchi Baleiron de Los Pericos, en el que se alejan definitivamente del sonido y la estética del punk rock. Se inicia, para ellos, un período de mucha popularidad, que incluye la emisión constante de «Hacelo por mí» en todas las radios de la Argentina y de algunos otros países de Sudamérica. La canción llega a ser tan popular que hasta se convierte en el nombre de un programa ómnibus de televisión dominical con el que Mario Pergolini intentaba competir con el exitoso Ritmo de la noche de Marcelo Tinelli. Ya en ese momento la banda llegó a tocar ante cerca de 10 000 personas en el Estadio Obras el 5 y 6 de octubre de 1991, agotándose las entradas. Por la exposición de "Hacelo por mi" el grupo recibe la distinción de "triple platino" y comienza una larga gira que lo llevó desde Paraguay hasta Tierra del Fuego. Totalmente alejados de los circuitos under y de festipunks, también su sonido queda atrapado en una especie de pop punk muy simple con letras políticamente correctas que intentan ser presentadas como "canciones de protesta".
Finalmente, el punk también cae en la "barrialización" que marcó a gran parte del rock argentino en los años 90. Era la época en que los Ramones, a partir de su segunda visita a la Argentina (en abril de 1991, cuando hicieron tres shows consecutivos en el Estadio de Obras Sanitarias, todos con lleno total), dejaron de ser una banda de culto para convertirse en un fenómeno de masas en la Argentina. Durante toda la década, cada nueva actuación de la banda neoyorkina despertaba en Buenos Aires un fervor y una convocatoria de público que los Ramones ya no vivían en el resto del mundo. Gran parte de este fenómeno se debe a la aparición de una nueva prensa de rock que sería también la que cimentaría las bases del fenómeno del "rock barrial". "Rock en blanco y negro" fue la primera revista de rock semanal de la Argentina y se editaba en formato tabloide siguiendo el estilo de las revistas populares y sensacionalistas del país. Como éstas, tenía una gran penetración en un público de clase media baja y de barrios populares que, hasta poco tiempo atrás, era refractario al rock. Si bien la revista hacía mucho hincapié en la historia del rock, estaba claramente destinada a un público adolescente. Los Ramones llegaron a aparecer en la portada de "Rock en blanco y negro" más veces que ninguna otra banda, y en las largas notas que publicaban, siempre se resaltaba el carácter callejero de sus integrantes y de su mensaje, algo que también se valoraba en Attaque 77, cuyo sonido se vinculaba al de Ramones. Entre 1991 y 1996 los Ramones realizan una serie de 7 shows en Argentina con localidades agotadas. En ellos actúan como teloneras muchas de las bandas que conforman la escena nacional, como: 2 Minutos, Attaque 77, Cadena Perpetua, Flema, Mal Momento, Superuva, Doble Fuerza, Mala Suerte y Bien Desocupados lo cual les ayuda ayuda a cimentar su fama. Todos aquellos grupos, en mayor o menor medida, eran deudores de su sonido simple, rápido y directo. Todos ellos, también, mostraban el giro del punk contracultural de los años ochenta al punk callejero de los noventa.
Esta tendencia se consolidó en el año 1994, cuando se edita "Valentín Alsina", primer disco de 2 Minutos, que significó un hito para el rock barrial y también un punto de ruptura para el punk argentino. En la propuesta musical de 2 Minutos se intensifica el sonido "ramonero" que Attaque 77 había tenido en sus inicios, pero también la temática de sus letras, de las que desaparecen todo el interés por la contracultura de que el punk había hecho gala durante los años ochenta. Sus letras, en un vocabulario simple y despojado, relatan las vivencias de los jóvenes de clase media empobrecida o de los barrios obreros, la vida sin trabajo ni estudio ni mayores perspectivas, que se basan en una eterna repetición de la reunión en la esquina, tomar cerveza en los kioscos, las drogas, las mujeres y la pasión por el fútbol. Casi todo el punk rock argentino de la década adquiere esa señal de identidad, aunque en algunos casos, logrando picos de calidad que lograron elevarse sobre el promedio, como fue el caso de las composiciones de Ricky Espinosa para Flema y su proyecto paralelo Flemita.
La impronta contracultural de las bandas de los ochenta comienza a desaparecer. Como describiría ese momento Pat Pietrafesa: "En el punk, surgen bandas que se popularizan, aunque caen las prácticas que a mí me habían interesado y con las cuales me había compenetrado a mil por ciento. Además de musical y artística, yo pensaba que el punk era una herramienta política y social muy grande, muy útil. Pero muchas experiencias que terminaron mal me hicieron desilusionar y tomé otros rumbos, pero rumbos underground. Siempre el underground es el lugar que más me interesa. Con los desilusionados del punk –con (Marcelo) Pocavida, con el Gitano, con Lula (Lucio Adamo)– nos fuimos a un género como el protopunk y a emborracharnos, drogarnos, autodestruirnos, divertirnos y provocar; es que musicalmente hablando buscábamos un tipo de provocación. En ese mismo tiempo intentamos llevar al fanzine estas músicas de las cuales tampoco se sabía tanto en Argentina: el garage, grupos de Australia y todas las bandas de los 70 como los Stooges."  Cadáveres de Niños, tras la incorporación del histórico Marcelo Pocavida, abrevia su nombre a Cadáveres y se convierte en una banda de killer punk, con un repertorio que incluía varios covers (de The Stooges, Radio Birdman, The Damned, entre otros). La carrera de Cadáveres continuó hasta 1995. Posteriormente, Marcelo Pocavida profundizaría en ese estilo y estética con su nueva banda The Star Losers, mientras Pat Pietrafesa centró su atención en un nuevo proyecto: She Devils, primer grupo de queercore del país, para luego sorprender con la banda Kumbia Queers con quienes intenta fusionar la ética y estética del punk rock con sonidos de cumbia y música tropical.
Lejos de esta tendencia, en 1992 se separan Los Violadores y su cantante, Pil Trafa, forma Pilsen (1992-1995), banda que editaría dos álbumes y sumaría colaboraciones con personajes claves de la historia del punk, como Ronald Biggs, el histórico ladrón del asalto al tren postal de Glasgow-Londres de 1963; que trabajó con los Sex Pistols, Campino, líder de la banda punk alemana, Die Toten Hosen y Steve Jones, exguitarrista de los Sex Pistols. Por la misma época, Stuka formó la banda Stukas en vuelo, quienes editarían dos trabajos discográficos: Stukas en vuelo (1992) e Interzona 66 (1995).
También se puede destacar durante la década la aparición de otras bandas como los marplatenses Loquero, Katarro Vandaliko, los rosarinos Gatos Sucios, Expulsados, Eterna inocencia y Mal de Parkinson.
Si bien el hardcore Punk en Argentina ya tenía un lugar reducido con grupos como División Autista y posteriormente Massacre Palestina, se popularizó principalmente en los '90 con el denominado Buenos Aires Hardcore, un movimiento muy influenciado por el New York hardcore (que habría explotado en la década anterior de la mano de bandas como Agnostic Front, Sick of It All y Biohazard entre otras). Los principales exponentes argentinos de este género fueron B.O.D (Buscando otra diversión), D.A.J (Diferentes actitudes juveniles), E.D.O (Existencia de odio) y N.D.I (No demuestra interés). Esta movida encontró en Zona Cyborg (San Telmo) y el Teatro Arlequines sus principales lugares para recitales y punto de reunión para la juventud. Este momento de ebullición y crecimiento del estilo se materializó en la edición del compilado independiente Mentes Abiertas, la verdadera invasión, editado por el Sello Mentes Abiertas.
Paralelamente, en las perifierias de la Ciudad de Buenos Aires y el conurbano surgieron bandas que si bien se apropiaron del estilo hardcore punk tendrán una impronta política más definida, al tocar y vincularse con organizaciones sociales y políticas y basar el armado de sus recitales y festivales en la vía pública como expresión de la filosofía del "hazlo tu mismo". En este grupo se puede incluir a bandas como Detenido Desaparecido (zona sur Gran Buenos Aires), La Banda del Cuervo Muerto (Monte Grande), Familia Asesina, Acción Directa (La Plata) y Os Mocos (Bragado). En sus primeros años, las primeras presentaciones en Buenos Aires de los marplatenses Loquero también fueron con este grupo de bandas, aunque su sonido fue tomando más elementos del pop punk y el rock alternativo.
Mientras tanto, en el oeste del conurbano bonaerense también surgen bandas de hardcore con un vínculo y una impronta más cercana al metal. En Merlo a fines de los '80 surgen los ODR (Odiosa Discrminación Racial) y en Moreno AEM (Asesinato en Masa). El gran crecimiento de bandas de hardcore punk en el oeste tuvo como materialización la creación del "Oeste Hardcore", que en el Club Social de Paso del Rey (Moreno) su centro musical y juvenil.
Con variante Straight edge se encontraba XAutocontrolX y Vieja Escuela, mientras que la variante melódica estaba representada por Restos fósiles y, principalmente Anesthesia (posteriormente Fun People). Esta banda terminó convirtiéndose en la más trascendente de la escena hardcore, y ampliando sus letras a cuestiones relacionadas con los derechos humanos, los derechos LGBT y de los animales, de los niños, feminismo y el aborto legal, el vegetarianismo, el amor propio, a los demás y el ambientalismo. También fueron incorporando a su música otros ritmos como de pop, indie rock, ska, reggae, folk, balada, tango, grindcore y thrash metal. Llegado el éxito de la banda, comenzaron a aparecer boneheads, en sus recitales que disfrutaban de la música de una forma violenta y agresiva. En respuesta a esto, los integrantes del grupo, quienes predican el pacifismo y el amor, se autodenominaron como una banda "hardcore gay antifascista", para apartar a estos sujetos violentos, creando controversia y siendo clasificados como una banda queercore.

### Rock latino y crossover
El rock tropical, fusión y de influencias latinas siguió creciendo, 1992 fue el año de «La Pachanga»: el sencillo de los rosarinos, Vilma Palma e Vampiros. Su popularidad invadió las radios a comienzos de los años 1990.
Bandas como Los Auténticos Decadentes, que tuvieron un gran éxito en 1990 con «Loco (tu forma de ser)», y Los Pericos reflejaron la tendencia. Otra banda surgida afines de los ochenta fue La Sonora de Bruno Alberto; creadores del mega éxito «Tirá la goma», cuyo título marcaría como referencia en doble sentido al acto de felación muy popular y «La Canoa», cuya melodía se empezó a utilizar en las canchas de fútbol de toda la Argentina.
Los Fabulosos Cadillacs, tuvieron un desplome a comienzos de los 1990, después de haber cosechado elogios a finales de los 1980, pero regresaron en 1993 con su disco Vasos Vacíos, que contaba con el megahit «Matador». El sencillo ganaría alcance internacional, ganando los Premios MTV a vídeo del año 1994 y logrando el puesto n.º 3 de los mejores 100 videos MTV.
También a comienzos de la década comenzó a tocar una agrupación caracterizada por su mezcla de rock tropical, algo de cumbia, una gran cantidad de miembros y un carismático líder calvo: Bersuit Vergarabat. Esta banda, se caracterizaría por tener un nombre sin significado alguno y usar pijamas en el escenario, que es en sí, un homenaje a los internos del Hospital Municipal José Tiburcio Borda y una respuesta contraria al atuendo de cuero, que usan los grupos normalmente vinculados con el rock y heavy metal. Tras tres discos de mediano éxito: Bersuit Vergarabat y punto! (1992), Asquerosa alegría (1993) y Don Leopardo (1996); el reconocimiento nacional y mundial, lo alcanzarían a su cuarto trabajo discográfico, titulado Libertinaje (1998). Tras el éxito masivo de este material, visitarían España, Estados Unidos, México, Chile, Venezuela, Colombia, Costa Rica, Uruguay, Bolivia, Perú, Nicaragua, Guatemala, Ecuador y Puerto Rico.
La Mosca Tsé-Tsé, también mostraría el crecimiento del género con su salto a la popularidad hacia fines de los 1990, dando una gran presencia del género en la llegada del tercer milenio. En 1992, se forma Las Manos de Filippi, grupo de rock fusión liderado por Hernán de Vega, un músico callejero que militaba en el Partido Obrero. En sus letras se encontraban canciones contra el capitalismo y al orden establecido, como también letras graciosas. Sus mayores éxitos fueron la cumbia «El himno del Cucumelo» (popularizada posteriormente por Rodrigo Bueno) y «Sr. Cobranza», (popularizada por Bersuit Vergarabat).
Por el lado del reggae-pop, Los Pericos y Los Cafres dominaron la escena. Aunque la renovación del género se vea impulsada por festivales y grupos nuevos de diferente capacidad de convocatoria y creatividad. El Ska tenía a La Mosca, Los Calzones y Kapanga como las versiones más comerciales con importante éxito nacional e internacional, pero Los Fabulosos Cadillacs seguían siendo la banda más famosa del género, mezclando rock, ska, rap, reggae y música latina, hasta su separación. Las bandas ska más underground que nacieron en los años ochenta inspiradas el rock steady británico han desaparecido en su totalidad. Inspiradas en la creatividad y el estilo brit-fussion de Sumo, los estilos del ska, el reggae y el punk no trascendieron los años ochenta con la fuerza alternativa que las caracterizaba. Solo Dancing Mood, Mimi Maura, Cienfuegos o La Portuaria suponen un intento de ese espíritu creativo para un público de las clases medias sensible a la fusión contemporánea con ritmos latinos.
Una banda nueva del género es Karamelo Santo, de la ciudad de Mendoza (al igual que Los Enanitos Verdes). La banda cuenta con un sonido bastante nuevo de rock, punk, ska, reggae y cumbia que le ganó la atención de la crítica. El grupo pasó la mayor parte del período 2001 a 2007 haciendo giras por Europa y América y es la única banda que ha tocado en el Roskilde Festival de Dinamarca.

### Metal

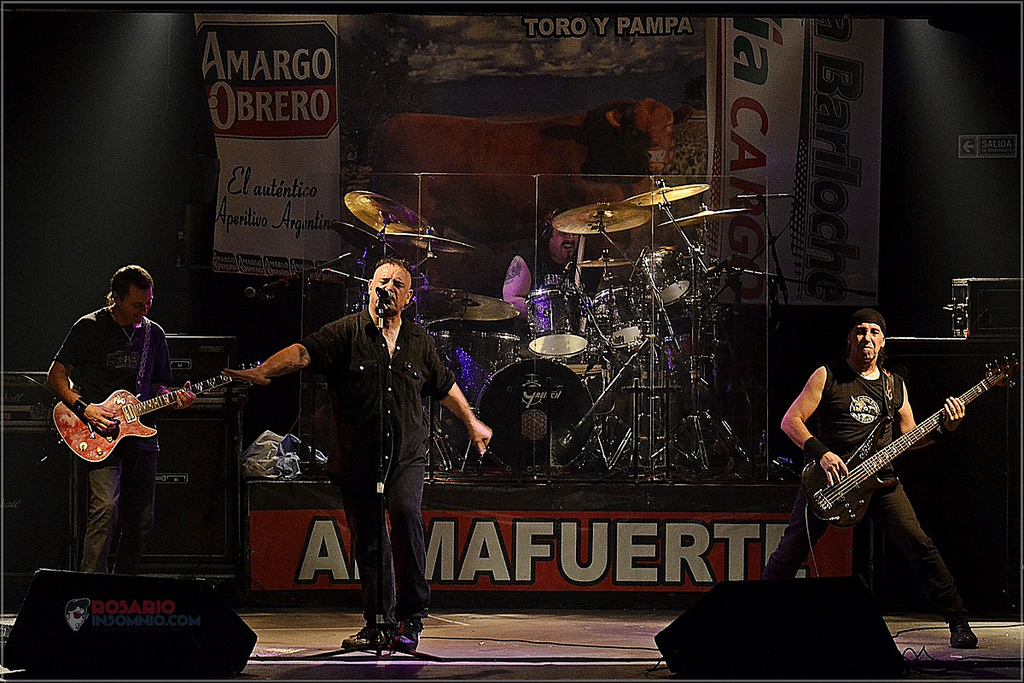
Almafuerte en un Concierto en Willie Dixon, Rosario

A comienzos de la década, las bandas de heavy metal Hermética, Rata Blanca, Horcas y Logos ya tenían carreras destacables dentro del metal nacional, pero, excepto Riff, ninguna banda metalera había estado en el circuito mainstream del rock argentino, sino que generalmente eran eclipsadas por otros géneros, y se mantenían en el undergound. Esto cambió en los años 1990, principalmente a través del éxito de Rata Blanca y Hermética.
Rata Blanca, tras su disco debut homónimo de 1988, llegaría al éxito masivo con su segundo trabajo, el neoclásico Magos, espadas y rosas (1990), que los llevó a recorrer gran parte de Hispanoamérica y otros países del mundo. En 1991 harían una fecha en el estadio de Vélez Sarsfield, presentando su álbum Guerrero del Arco Iris ante más de 30.000 personas, cifra que ninguna banda metalera argentina logró antes ni después.
Hermética, sólo a fuerza de sus letras profundas y personales de descontento social, sin tener videoclips o una difusión radial o mediática importante, se estableció firmemente en la escena e influenció a gran parte de las nuevas bandas y el público, hasta llegar a ser considerada como una de las agrupaciones más notorias del género en Hispanoamérica y a su vez como el grupo insignia y fundamental del heavy metal argentino.Incluso, por arrastre, V8, la banda anterior de Ricardo Iorio, principal responsable de ambos grupos, alcanzó un nivel de popularidad mucho mayor del que tuvo en vida. Hermética —al igual que V8 y luego Almafuerte— marcó un antes y un después en el heavy metal nacional de pura cepa, con su sonido "seco y brutal", como lo llamaban sus integrantes y seguidores. Hermética consiguió una popularidad impensada, convirtiéndose en grupo soporte de grandes bandas del género, como Motörhead y Black Sabbath. Incluso, participaron en festivales heavys junto a otras bandas como Slayer y Kiss.
Hermética se separó en 1995, dando origen a Almafuerte (el bajista Ricardo Iorio, Claudio Marciello y Claudio Cardaci) y a Malón (el resto de los ex-Hermética). Con un sonido más actualizado, Almafuerte pasó a la cabeza del metal nacional, junto con Rata Blanca y A.N.I.M.A.L.(Acosados Nuestros Indios Murieron Al Luchar). Esta banda trajo a la Argentina el sonido del crossover y el metal alternativo. Su sonido combinaba con el hardcore punk, el heavy metal y el thrash. La mayor parte de su público estaba entre los más jóvenes, que recién descubrían el heavy metal.
Otros grupos importantes de la década (en el underground) fueron Tren Loco (quienes viajaron a tocar a Japón), Lethal, Nepal, Imperio, Jeriko, Jason, entre otros.
Hacia la segunda mitad de la década, también se impondría en Argentina, como en el resto del mundo, el sonido del stoner rock, que en la Argentina tomó un matiz distinto debido a la influencia local. Como escribió un comentarista: "La confluencia de la cultura skater, con Massacre o Babasónicos como banda de sonido, las disquerías de barrio donde los jóvenes pasaban horas revolviendo bateas y la llegada de las revistas metaleras extranjeras fueron el caldo de cultivo para una generación que se alimentaba de una estética impulsada por los videos de MTV. Escuchando bandas como Kyuss, también descubrieron que ese sonido se familiarizaba con linajes anteriores como Black Sabbath o Metallica, pero también con Pescado Rabioso o V8". Los Natas originalmente fueron la primera banda en destacar en esa movida. Su primer disco, Delmar, no tuvo una gran recepción, acusándoselos poco menos que de plagiar a bandas como Kyuss. Su sonido característico llega a partir de su segundo álbum, Ciudad de Brahman (1999). A partir de entonces llegaron a dar giras por Estados Unidos durante los años 1998, 1999 y 2000, y en sus últimos álbumes fueron pasando a un sonido más experimental y estridente con una propuesta cercano a la psicodelia, inspirada en The Doors, los primeros álbumes de Black Sabbath, Led Zeppelin, Pink Floyd o Hawkwind, entre otras, además de la influencia siempre vigente del grupo pionero del desert rock, Kyuss. A raíz de eso, Los Natas proponen un sonido con fuerte presencia de equipamiento valvular e instrumentos vintage. Su música se caracteriza por constantes cambios a la largo de una canción, y por largas improvisaciones, que varían en cada interpretación, mezclando rock espacial, rock psicodélico y jazz. Se diferencias estilísticamante del mainstream del 'metal' local, aunque reconocen en Pappo's Blues o Color Humano una fuente creativa.

### Solistas

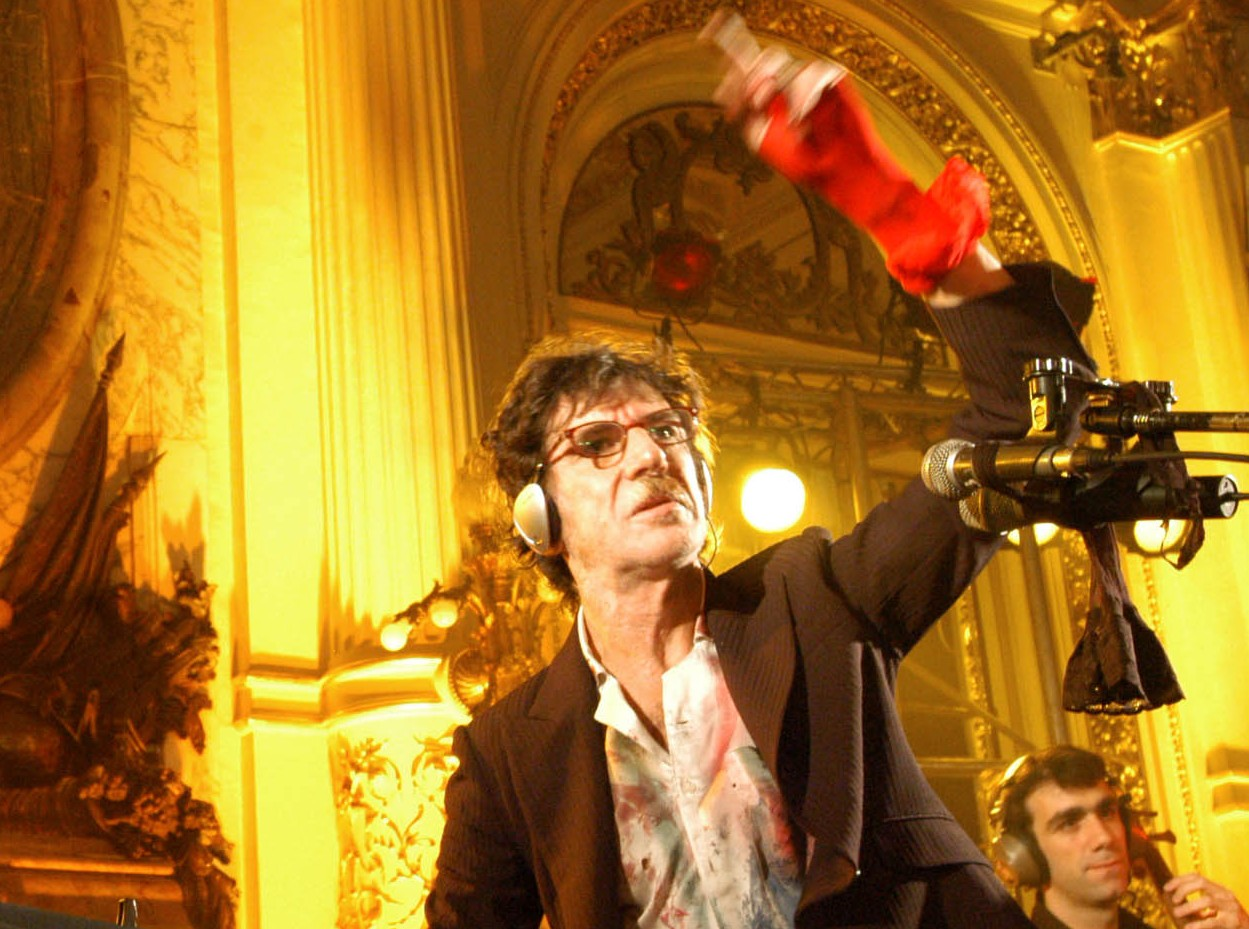
Charly García, en el ciclo de recitales oficiales realizados en la Casa Rosada, 2005.

Los artistas solistas hacía tiempo que estaban establecidos como grandes figuras del mundo del rock nacional. Las dos grandes estrellas desde los años 1970 fueron Charly García y Luis Alberto Spinetta. Charly disfrutó de unos prolíficos años ochenta, editando varios álbumes y con sus canciones convirtiéndose en clásicos absolutos del rock argentino. Sin embargo, en los años 1990, al mismo tiempo que avanzaban sus problemas de salud relacionados con el consumo de drogas, sus álbumes fueron decayendo en calidad, aunque nada podía hacer mella en el fanatismo de su núcleo duro de seguidores. En 1996 comenzó a usar el eslogan «Say No More», que con el paso del tiempo se convertiría en su «marca registrada».
En diciembre de 1990 Charly García tocó una versión rock del «Himno nacional argentino» ante 100.000 personas reunidas en un festival público organizado en la Avenida 9 de Julio por la Municipalidad de la ciudad de Buenos Aires. La interpretación generó un amplio debate, e incluso denuncias penales y una descalificadora crítica de la esposa del presidente Carlos Menem.
A fines de febrero de 1999, durante el festival Buenos Aires Vivo 3, organizado por el Gobierno de la Ciudad (con entrada libre y gratuita), Charly García realizó su concierto más convocante en Puerto Madero, estimándose que asistieron entre 130 000 y 300 000 personas (según la fuente).
Luis Alberto Spinetta lanzó en 1990 su primer álbum en vivo como solista, denominado Exactas debido a que fue grabado durante el recital realizado en la Facultad de Ciencias Exactas y Naturales de la UBA los días 30 y 31 de agosto de ese año. La banda que acompañó a Spinetta volvía a la tendencia que había desarrollado en los años '70, de rodearse principalmente de músicos de jazz: el Mono Fontana y Claudio Cardone en teclados, Guillermo Arrom en guitarra, Javier Malosetti en el bajo y Marcelo Novati en batería.

Con esa misma formación grabó en 1991 Pelusón of milk, un álbum introspectivo y familiar, grabado caseramente (en su nuevo estudio propio, Cintacalma, luego rebautizado La Diosa Salvaje) mientras toda la familia esperaba el nacimiento de su cuarta hija, Vera. El título Pelusón of milk es una metáfora de la beba. El tema «La montaña», cuya letra según Spinetta se relaciona con los desaparecidos, fue grabado también como videoclip. El álbum resultó votado como el mejor disco del año, (1991) y la mejor canción, «Seguir viviendo sin tu amor», que se convirtió en el mayor éxito radial de toda la carrera artística de Spinetta y ha sido ubicada en el puesto n.º 33 entre las 100 mejores de la historia del rock argentino. Era el momento del cambio tecnológico e inicio de la era del CD. Por ese motivo, fue su último álbum en editarse en vinilo (sólo se editaron 4.000 copias en vinilo y contenía 11 canciones, una menos que la versión en casete y tres menos que la versión en CD).
Este disco llevó mucho tiempo, porque hice todo solo. Hay algunas intervenciones de músicos de mi banda, pero lo hice casi todo yo. Pelusón se parece a Spinetta de entrecasa. [...] Hay canciones acústicas, las melodías son frescas, tiene una buena selección de material. [...] Como para que sea entendido.

Luis Alberto Spinetta
En 1993 lanzó el álbum Fuego gris, con los diecisiete temas que integran la película homónima exhibida al año siguiente, una obra surrealista sin diálogos, concebida como un "drama-rock" por su director Pablo César, que narra la búsqueda interior de una adolescente perdida en las cloacas de Buenos Aires, con imágenes orientadas por la música y la poesía de Spinetta. Es un álbum de calidad pareja, considerado por uno de sus analistas como "la última obra maestra de Spinetta", aunque sus canciones se encuentran entre las menos difundidas de la obra spinetteana. Spinetta mismo no hizo casi ninguna referencia explícita a Fuego gris, ni incluyó ninguna de sus canciones en el histórico concierto Spinetta y las Bandas Eternas con el que repasó toda su carrera en 2009. Se destacan canciones como "Escape hacia el alma", "Preciosa dama azul", "Parado en la sentina", "Dedos de mimbre" y "Penumbra", estas dos últimas compuestas respectivamente en 1973 y durante su adolescencia. Ocasionalmente lo acompañan Claudio Cardone, Machi Rufino y Jota Morelli. A partir de ese momento, recupera las ganas de tocar en una banda y en 1994 forma, junto a Daniel Wirtz y Marcelo Torres el power trio Los Socios del Desierto, que sería su última experiencia colectiva, durando hasta el año 1999.
Para la edición del primer disco de Los Socios del Desierto, Spinetta entró en conflicto con la industria discográfica, ya que se trataba de un disco doble de 33 canciones, una apuesta arriesgada que ningún sello se animaba a hacer. Finalmente, luego de muchas negociaciones, lo pudo editar sin cortes por medio del sello Sony Music. Las críticas fueron muy buenas y el tema “Cheques” se convirtió en un hit tanto en las radios como en los canales de música con un impactante videoclip filmado en el Subte B y protagonizado por Carolina Peleritti, pareja de Spinetta por ese momento. Con posterioridad, la banda lanzó dos álbumes en vivo, uno acústico y el otro eléctrico (Estrelicia MTV Unplugged y San Cristóforo) y un segundo disco en estudio: Los ojos.
Miguel Mateos seguía siendo popular y reconocido en Latinoamérica, aunque casi desapareció del panorama local debido al éxito obtenido en los Estados Unidos, que lo hizo tomar la decisión de radicarse en la ciudad de Los Ángeles, California desde 1989, luego de dar el primer concierto de rock en español en «The Palace» y hacer giras en ese país ya sin ZAS, y con una banda formada por su hermano y reconocidos músicos estadounidenses como Stuart Mathis y Jennifer Batten (guitarrista de Michael Jackson) y codeándose con bandas anglosajonas como Bon Jovi hasta 1994 que regresa para grabar el álbum «Pisanlov».
Celeste Carballo pronto dejó atrás su breve etapa punk y se empezó a dedicar a experimentar con el blues tradicional, los ritmos folclóricos e incluso el tango.

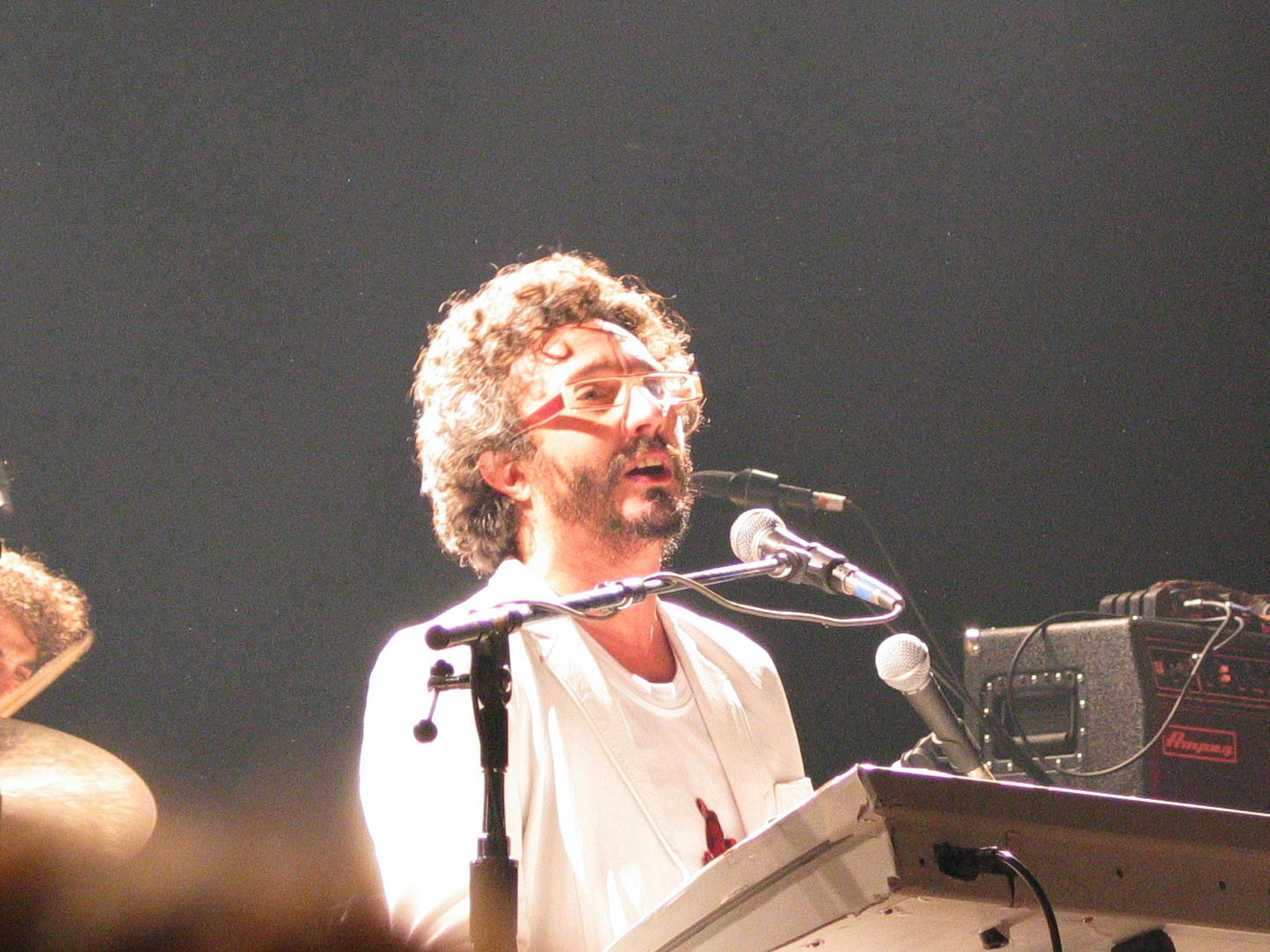
Fito Páez.

La carrera de Fito Páez tomó un curso inesperado cuando, en 1992, lanzó El amor después del amor, álbum que se convertiría junto a Rockas Vivas de la banda Zas de Miguel Mateos, en uno de los discos de rock argentino más vendidos de todos los tiempos. Enraizado como cantautor en la escena de la Trova Rosarina, se había convertido en un nombre reconocido del rock nacional a partir de la segunda mitad de los años 80, especialmente con sus discos Ciudad de Pobres Corazones y Ey!, se había hecho famoso y había ganado numerosos elogios de la prensa de rock, pero el éxito comercial le seguía siendo esquivo. Un periodista escribió sobre esa época: "En 1990 Fito Páez no tenía plata para pagar todas sus comidas. Iba a casas de amigos para comer y lamentarse. Hacía shows pequeños con uno o dos músicos porque el presupuesto no alcanzaba para toda la banda. En las entrevistas despotricaba contra las discográficas. Estaba sin mánager. Decía que nadie apoyaba sus proyectos y aseguraba que las radios no pasaban sus canciones. Se había transformado en la caricatura de un personaje de Bukowski. Sin plata, triste, siempre con mujeres, escuchaba música, iba a conciertos, veía películas, leía libros y compartía la vida cultural de Buenos Aires con artistas de todos los ambientes. Su vida no tenía horarios. Se emborrachaba seguido y tocaba el piano todo el día. Cambiaba de vivienda con la misma velocidad con la que destapaba botellas. Alquilaba una sala de ensayo en Caballito que se comía parte de los escasos ingresos que tenía. Usaba un solo calzoncillo, lo lavaba y se lo volvía a poner sin secar. Llegó a contagiarse piojos y ladillas. Volvía a casa en lo que podía: en el camión de la basura o en un patrullero. Su vida personal había tocado fondo. A veces comía gracias a los bares que le fiaban el menú". En esa situación extrema, y mientras planeaba radicarse en Europa. lo sorprendió el éxito de su disco Tercer Mundo, el que vendió 30.000 discos en una semana. La balada Fue amor, una especie de despedida en buenso términos a su relación con Fabiana Cantilo, tuvo amplia difusión en las radios de la época, al igual que Y dale alegría a mi corazón, dedicada a Diego Maradona y con las voces de David Lebón y Luis Alberto Spinetta, este último cantando en un registro diferente al que acostumbraba. Páez lo presentó en un show en el Teatro Gran Rex y, poco después, en una fiesta de disfraces en Punta del Este conoció a la actriz Cecilia Roth, quien se convertiría en su esposa. Esa experiencia es la que inspiró el título de El Amor después del Amor. Con el gigantesco éxito comercial de ese álbum Páez, se confirmó como estrella nacional e internacional trascendiendo el ámbito del público de rock.
En 1996 Fito Páez fue protagonista de un momento histórico: por primera vez el rock argentino llegó al teatro Colón, habitualmente destinado a la presentación de óperas y orquestas de música clásica. Sucede que el pianista Miguel Ángel Estrella le ofreció a Páez que se le uniera en una gira junto a la Camerata Bariloche, para la Fundación Música Esperanza. A pesar de algunas críticas de sectores puristas y conservadores de la música clásica, que no querían que su habitual espacio fuera ocupado por un artista de otro género, el recital fue un éxito y recibió muy buenos elogios de los medios.
Mientras tanto, Andrés Calamaro disfrutaba de cierta popularidad como solista, pero hasta entonces no había logrado un éxito masivo. Calamaro dejó la Argentina y se fue a España, donde junto con Ariel Rot y otros conforman Los Rodríguez en 1991. Dos años después, el hit «Sin documentos» le dio finalmente a Calamaro un éxito internacional que haría despegar su popularidad en España y, sobre todo, en la Argentina. Con este disco Los Rodríguez logran conquistar Latinoamérica, especialmente Argentina, y Calamaro se convierte en el roquero argentino con más popularidad internacional. La banda hispanoargentina permaneció desde 1991 hasta 1996 y fue la que más veces lleno las instalaciones de la Plaza de los Toros, llamada Las Ventas, en Madrid.
En 1999 Andrés Calamaro publica Honestidad brutal, que según algunos críticos puede considerarse el mejor disco del cantante. Sin embargo ese disco marcó el inicio de una etapa en la que el artista comenzó a sufrir un colapso tóxico, que lo alejó de los escenarios por más de cinco años.

## Tragedia de Cromañón y crisis (2004—2020)

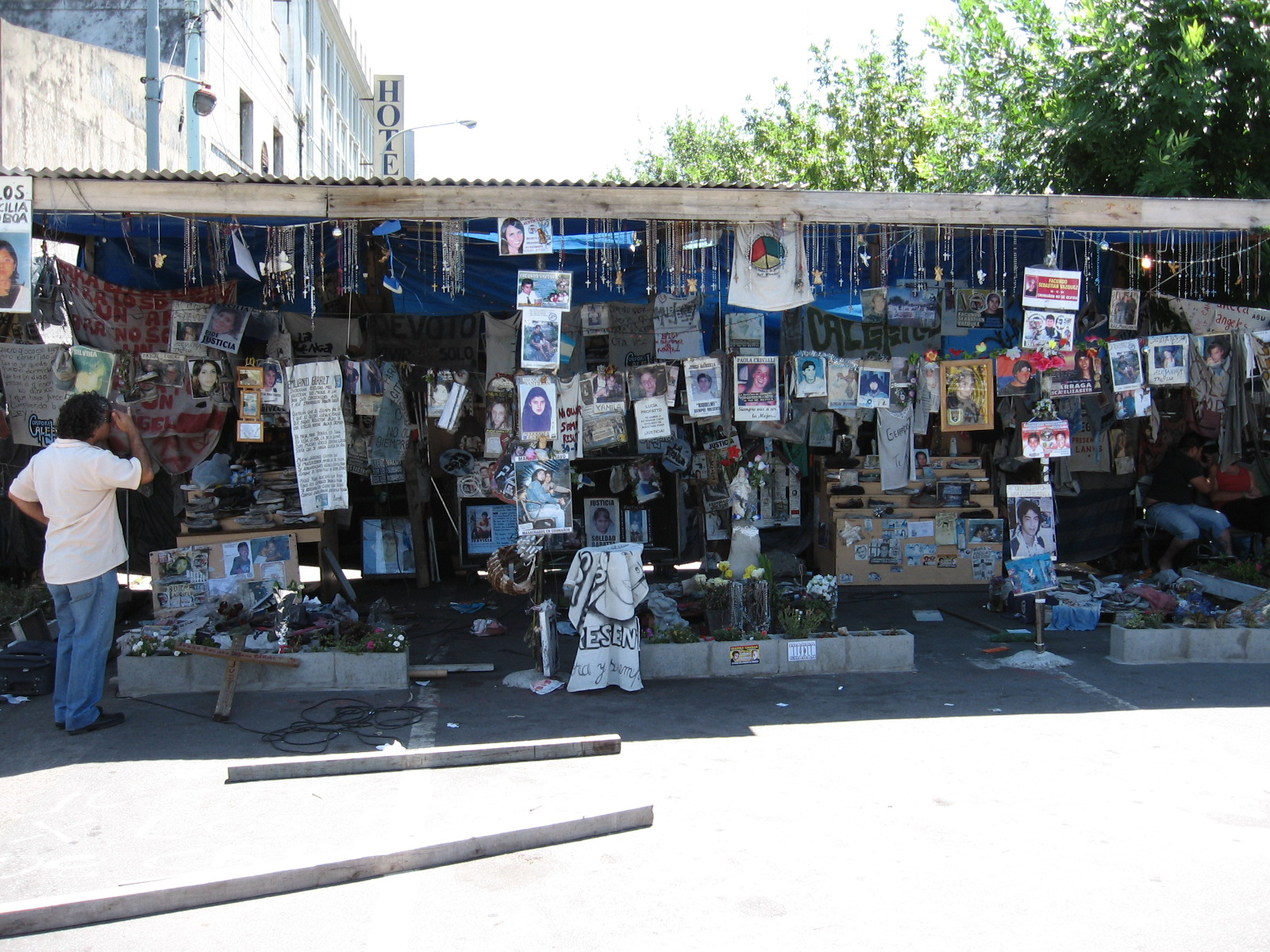
Santuario situado a metros de República Cromañón, con fotos de las numerosas víctimas.

En la noche del 30 de diciembre de 2004 el boliche bailable República Cromañón se incendió como consecuencia de una bengala que se enredó en una tela de media sombra, mientras tocaba Callejeros. La banda estaba, en ese mismo momento, atravesando un intenso crecimiento en su convocatoria, lo que la había convertido en los últimos meses en una de las bandas más reconocibles y representativas del rock barrial. Habían llegado a tener dos fechas en Obras en el mes de junio y, pocos días antes de Cromañón habían tocado para 15.000 personas en el estadio de Excursionistas. Irónicamente Callejeros también fue la banda que inauguró el local de Omar Chabán.    
En la noche del 30 de diciembre, el combo fatal de las bengalas, la media sombra, el sobrepasado de la capacidad del local (hubo sobreventa de entradas, que hizo que hubiera más gente en el local que la legalmente permitida), las puertas de emergencia que fueron macabramente cerradas (lo cual provocó una trampa mortal para las personas que intentaban escapar, que murieron sofocados por la estampida humana y por la inhalación de gas venenoso), la falta de ventilación del local (lo que provocó que durante el incendio se convirtiera esencialmente en una cámara de gas), la negligencia y desidia de la clase política que no atendió las necesidades de la sociedad, la corrupción de los inspectores que debían chequear el estado del local, y la inconsciencia del público del rock barrial encendiendo elementos pirotécnicos en un espacio cerrado, fueron todos factores que fueron sumándose y que resultaron en el desencadenamiento de una tragedia mortal. El incendio del boliche Cromañón significó la mayor tragedia del rock nacional en sus más de cuarenta años de vida, ya que dejó un saldo de 194 muertos, además de ser la mayor tragedia no natural de la historia argentina. Entre las víctimas fatales además de los jóvenes que habían ido a ver el recital, también fallecieron familiares y amigos de los miembros de la banda. En los años posteriores, la depresión, el síndrome de estrés postraumático y las enfermedades también fueron matando a sobrevivientes y a familiares de los fallecidos.
Cromañón era administrado por Omar Chabán, artista y hombre de negocios estrechamente relacionado con el mundo del rock, y que había sido dueño de otros dos sitios importantísimos para el rock en general: Café Einstein y Cemento. Tras la tragedia, Chabán fue detenido, procesado y encarcelado. Durante su periodo en la cárcel, Chabán entró en tristeza y depresión y su salud fue progresivamente desmejorando, razón por la cual finalmente contrajo cáncer. En 2014, por su delicado estado de salud, fue sacado de la cárcel para ser tratado en un hospital, pero continuó desmejorando y murió el 17 de noviembre de 2014, cuando faltaba poco más de 1 mes para cumplirse 10 años de la tragedia.
Además de Chabán, fueron llevados a juicio el intendente de la Ciudad Autónoma de Buenos Aires, Aníbal Ibarra, quien fue destituido de su cargo, los responsables de la inspección del local, los empleados del local que cerraron las puertas de emergencia la noche del incendio provocando una trampa mortal, y los músicos de Callejeros. Con distinta suerte, algunos fueron absueltos, mientras que otros fueron encarcelados.
Se llamó "efecto Cromañón" a la clausura masiva de espacios de recitales en forma posterior al incendio, que incumplían normas de seguridad. Esta clausura masiva no se produjo solamente en la Ciudad de Buenos Aires, sino también en diversas partes del país. Tras Cromañón se establecieron nuevos estándares de infraestructura, seguridad, control y capacidad que en un primer momento, al no haber casi ningún espacio que lograra calificar en esos estándares, provocaron los cierres masivos. Inclusive, la onda expansiva de Cromañón se trasladó al ámbito de los actos masivos políticos, y por eso durante los primeros años post-Cromañón hubo controles para que no asistieran más manifestantes que el espacio permitido.
Frente al cierre de los pequeños locales, se fortaleció el recurso de los festivales al aire libre, una tendencia que ya venía creciendo desde el primer Cosquín Rock de 2001 y que se aceleró aún más tras Cromañón. En los años siguientes se asentó en la escena argentina una programación de festivales a lo largo del año: Cosquín Rock, Quilmes Rock, Pepsi Music y Personal Fest. La mayor parte de la escena del rock argentino, desde entonces, debió adaptarse a esos festivales o bien, en el caso de las bandas con gran convocatoria, a organizar shows en estadios al aire libre. El costo de este tipo de shows los hizo imposible de alcanzar para la mayoría de las bandas chicas y emergentes, quienes quedaron durante años relegadas al circuito de locales del conurbano bonaerense.
En cuanto a la evolución musical del rock argentino, tras Cromañón se produjo un retroceso en el apoyo al género del rock barrial, que comenzó a sufrir una demonización en los medios y cierto rechazo en parte de la sociedad, que veía la principal causa de la tragedia en la cultura del "aguante" y el "descontrol" que preconizaban tanto los músicos como los fanáticos del género. Según el diario Página 12 sobre el estado del rock barrial a fines de los años 2000:

Cromañón le arrancó la inocencia y expuso todo su potencial peligroso. Lo convirtió en un factor maléfico, en un profanador de cunas sobre las que lloran aquellos padres dueños de un dolor en eterna procesión.
Página 12, 31 de diciembre de 2009

La utilización de bengalas y otro tipo de pirotecnia, tanto en espacios abiertos como (peligrosamente) en espacios cerrados, era común en los recitales del llamado rock barrial o rock chabón. La pirotecnia llegó a convertirse en parte del folclore y de la estética de esa música, un ritual dentro del propio recital. Estas prácticas fueron completamente alentadas por los artistas. En la edición de noviembre de 2005 de la revista Rolling Stone Argentina, en una entrevista al Indio Solari, uno de los principales referentes del rock argentino, este comentaba declarando explícitamente su deleite por ver bengalas encendidas en los recitales:

En referencia a las bengalas y demás, digamos que la cultura rock tiene eso, también: no es una cultura progresista, de todo prolijito. Ahora les recomendamos a los chicos que no vayan con pirotecnia al show (...) Pero, en definitiva, a mí me cuesta mucho renegar del folklore de las bengalas y las banderas del rock. Creo que el rock es eso. Yo tengo la imagen de «Juguetes perdidos» en River, entrando a cantar con todo eso y… ¡Guau! No es sopa. Yo no quiero renegar definitivamente de todo eso. Aunque, desde ya, en este momento tiene que primar el respeto y el cuidado. (...) [La pirotecnia] Dejó un acento, una marca estética en casi todo lo que llamamos rock nacional, que por algo es diferente del rock belga, del rock japonés o de cualquier otro.
Indio Solari.

De hecho, hasta el mismo momento de la tragedia, Callejeros se promocionaba, en flyers, como "la banda más explosiva" por la cantidad de pirotecnia que usaba su público, algo usual en todos los recitales de rock barrial, aunque estuvieran lugar en espacios cerrados. Han quedado como testimonios dos entrevistas de éstos en la radio Rock&Pop en los meses previos a la tragedia:

— Juan di Natale: hay un rumor parece, que no se van a dejar pasar las bengalas y que si pasa alguna, le pondrían una multa a la banda. Esto tiene que ver igual con las condiciones de seguridad de Obras, y no es nada contra Callejeros ni contra este show.

— Patricio Fontanet: no, no, es así en todos los shows.

— Juan di Natale: bueno, ¿y qué hacemos con las bengalas, Pato?

— Patricio Fontanet: el problema con las bengalas es que te las saca la seguridad de Obras. Cuando nosotros tocamos, tratamos que puedan pasar las bengalas.
Entrevista en la radio Rock&Pop, agosto de 2004.

— Eduardo Vázquez: vivo acá, después de tres shows intensísimos acá en Cromañón. Fueron tres días... ayer tocamos con 4000 personas.

— Juan di Natale: ¡guau!, muchísima bengala, ¿no?

— Eduardo Vázquez: muchísima bengala, fue la frutilla de la torta.
Entrevista en la radio Rock&Pop, 10 de diciembre de 2004.

A causa de esto, en el fallo del juicio oral se expresó:

Sí hemos podido extraer una conclusión: que la banda toleraba el uso de pirotecnia. Ello así, pues su empleo en los recitales fue siempre una constante y nada serio se hizo para evitar que esa práctica cesara definitivamente.

También se probó que no se trató de un hecho aislado: otra importante banda de rock barrial, La 25, tocó en el mismo escenario de Cromagnon cinco días antes de la tragedia, y también sufrió un principio de incendio que pudo ser sofocado a tiempo.
Paradójicamente, tras la tragedia, Callejeros tuvo un aumento en su difusión en las radios (quizás por la curiosidad que provocaba su mención en las noticias, sus canciones «Una nueva noche fría» y «Prohibido» rotaron fuertemente en los meses siguientes llegando a una masividad que nunca antes habían tenido), continuaron haciendo shows (aunque cada vez con más obstáculos, pues cada una de sus presentaciones se veía rodeada de polémicas y protestas) e incluso el 11 de mayo de 2006 lanzaron su álbum Señales a un precio equivalente a 15 dólares, un 29% más caro que lo entonces habitual, y sin embargo el álbum se agotó rápidamente.El baterista de Callejeros, Eduardo Arturo Vázquez, sería luego protagonista de un crimen de femicidio, cuando en febrero de 2010 asesinó a su pareja Wanda Taddei prendiéndola fuego, crimen por el cual fue condenado a prisión perpetua y que aceleró la separación definitiva de Callejeros. No obstante ello, el cantante Patricio Fontanet y el bajista Cristian Torrejón todavía intentaron seguir con el mismo proyecto, rebautizándolo Casi Justicia Social (sus iniciales son CJS, manteniendo el logo de Callejeros). Luego de un tiempo, tras la salida en libertad de Fontanet en 2014, la banda cambió su nombre a Don Osvaldo y editaron su primer disco en 2015.
La caída del rock barrial continuó manifestándose en forma paulatina en los años siguientes a Cromañón, especialmente con las separaciones de Jóvenes Pordioseros en 2008, Los Piojos y Bersuit Vergarabat en 2009 y Callejeros en 2010. Para mediados de la década de 2010, y ya adaptadas a la nueva modalidad dominante de recitales en grandes estadios o grandes festivales, bandas propias del género que habían sobrevivido de los años noventa, como Guasones y Los Gardelitos resurgieron obteniendo un público más numeroso. Fue el surgimiento de otras bandas como Las Pastillas del Abuelo, Don Osvaldo (con dos miembros de la disuelta Callejeros), La Mancha de Rolando, El Bordo y La Beriso (aunque estas tres últimas, con una carrera apoyada en un sello multinacional, Sony Music -sea directamente o a través de su subsidiaria Pop Art Discos-, algo diferente a los orígenes del género), lo que dio pie a hablar del resurgimiento del género. En el mismo contexto, la continuidad en la vigencia de La Renga y de los proyectos solistas del Indio Solari (con Los Fundamentalistas del Aire Acondicionado) y de Andrés Ciro (con Los Persas) y también de bandas Uruguayas influidas por ese género, como No Te Va Gustar y La Vela Puerca (y también, a partir de 2006 El Cuarteto de Nos, aunque esta banda no se relaciona con el rock barrial sino que proviene del under montevideano de los ochenta), le dio nuevas alas a los recitales multitudinarios en estadios con banderas y ritual futbolero que marca una continuidad con el rock barrial, aunque sus protagonistas en general tiendan a rehuir la etiqueta.

### Avance de las plataformas en línea
Es la era en que empiezan a incorporarse en la sociedad argentina las nuevas tecnologías digitales, y el uso de internet sobre todo abre nuevas posibilidades para el mundo del rock nacional, a lo largo de la era se irían sucediendo distintos espacios digitales que ayudarían al rock nacional como Blogspot, Fotolog, Myspace, Facebook, Twitter, Spotify y Bandcamp.
En la misma línea, se profundizó el avance de sitios web con gran cobertura de la escena musical, como 10Musica.com, Terra, Rock.com.ar, y los sitios web de Rolling Stone Argentina, de los suplementos Sí (Clarín) y No (Página 12), y de radios como FM Hit, Mega 98.3, Rock & Pop y La 100.
Como parte de estos cambios tecnológicos, distintas bandas (tanto consagradas como nuevas) se abren al nuevo escenario y crean sus páginas web oficiales con las que difunden sus actividades.
Ayudados por la llegada de la banda ancha, el público también comienza a usar los medios digitales y se produce un intercambio de información revolucionario como nunca antes visto en la historia de la música argentina.
Babasónicos se convirtió el 25 de febrero de 2009 en la primera banda argentina en llegar al millón de visitas en su perfil de Myspace.

### Revitalización del rock alternativo e indie

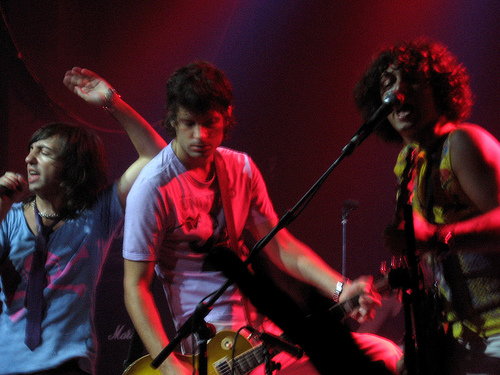
Babasónicos, dominadores de la escena en los años 2000, desde el Pop rock.

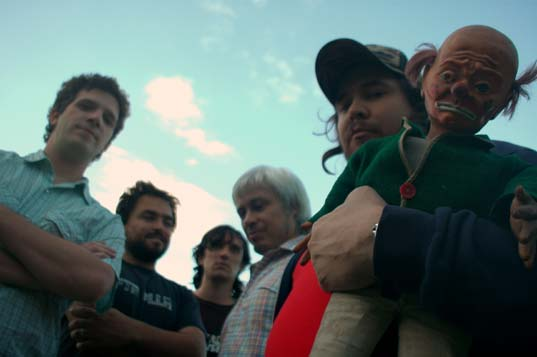
Massacre, formados en 1985 como «Massacre Palestina» e integrantes de la renovación estética del «nuevo rock argentino».

En 2007 Massacre lanzó a la venta su álbum El mamut. El álbum brindó el punto de partida de la nueva etapa en la carrera del conjunto. Este fue también el año del regreso de Soda Stereo, cuyo rotundo éxito comercial no tardó en evidenciar la vigencia del rock alternativo.
Durante este período se produjo el surgimiento de la mayor cantidad de bandas indie en la Argentina, por consecuencias que deja la tragedia de República Cromañón. Todos estos grupos salen a la luz producto del avance de internet y las redes sociales, boliches underground y centros culturales. Este tipo de bandas comenzó a tomar gran importancia en la escena local a principio de la década de los 2010, ejemplo de esto son: Eruca Sativa, Connor Questa, Él Mató a un Policía Motorizado, 107 Faunos, Mustafunk, Usted Señalemelo, Sewer, Perras on the beach, Guauchos, Sig Ragga, Cirse, Eruditos, Huevo, Los Espíritus, Octafonic, Banda de Turistas, Caballo, Bicicletas, Sur Oculto, Científicos del Palo, y otras más, todas pertenecientes a distintos subgéneros que van desde el rock más puro a fusiones con el funk, el jazz, la música electrónica, el rock progresivo y hasta el reggae.
En el año 2017 vuelve a tomar fuerza el Indie Rock con el lanzamiento de discos como La síntesis O'konor de Él Mató a un Policía Motorizado y Agua Ardiente de Los Espíritus colocándose en el centro de la escena alternativa.

### Megafestivales y las visitas internacionales
En la primera mitad de la década, se incrementaron notablemente, tanto la cantidad de festivales dedicados completamente al rock nacional, como la visita de bandas internacionales. Si bien desde sus comienzos el rock nacional tuvo festivales masivos, eventos como el «Pepsi Music» o el «Cosquín Rock» han aumentado considerablemente tanto su público como sus propuestas. Por ejemplo, el Pepsi Music contaba con más de diez días dedicados casi completamente al rock nacional (agrupado en días temáticos como el día reggae, el día metalero, el día punk, etc).
En 2011 comenzó a realizarse el Movistar Free Music, un festival que con el correr de los años iría cambiando de época del año y ganando cada vez más espacio.
En octubre de 2009 sucedió una ruptura en el ámbito de la realización de recitales. A causa de las recurrentes quejas de los vecinos por los problemas de los recitales (altos niveles de contaminación sonora, falta de seguridad, deterioro de la vía pública), el gobierno de la ciudad de Buenos Aires ordenó que se clausuraran varios estadios donde se solían realizar recitales: River Plate, GEBA, Club Ciudad, Obras, Club Hípico y Defensores de Belgrano. Esta medida planteó a los empresarios un nuevo la necesidad de buscar otros espacios para continuar con las actividades musicales. Los clubes mencionados hicieron diferentes reformas de infraestructura para ajustarse a las normas de aislamiento acústico, algunos volvieron a dar algunos recitales pero inmediatamente volvieron a ser cerrados. De modo que perdieron su regularidad y previsibilidad, y pasaron a ser otros los espacios principales en la escena.
Por otro lado, a partir de la reinauguración del Estadio Único de La Plata el 17 de febrero de 2011 cambiaron los escenarios elegidos por los empresarios para hacer los festivales y las visitas internacionales. Por un lado, el Único de La Plata era muy distinto a los estadios de fútbol argentinos hasta ese momento: presentaba una infraestructura moderna, cumpliendo las normas de los estadios de fútbol europeos, con amplio uso de elementos tecnológicos modernos como cámaras, además de ser el primer estadio techado del fútbol argentino. Pero, fundamentalmente, lo que terminó de convencer a los empresarios de realizar los recitales más importantes en el Único de La Plata en lugar de continuar haciéndolo en el Estadio de River Plate fue el tema de la seguridad y el problema de las barras bravas, que traía varios inconvenientes: perder dinero al otorgarle entradas gratis a los barras, liberación de molinetes, trapitos en las inmediaciones de las canchas, falta de prevención a episodios de violencia, y venta no autorizada de bebidas. A raíz de estos factores, los empresarios empezaron a decantarse por espacios que no estuvieran en poder de clubes, sino que estuvieran bajo la órbita del gobierno municipal o provincial, como el mismo Estadio Único de La Plata, el Estadio Mario Alberto Kempes de Córdoba y el Estadio José María Minella de Mar del Plata. El cambio en las tendencias se evidenció en los recitales de los Rolling Stones en febrero de 2016: se realizaron en el Único de La Plata, siendo que en todas las anteriores visitas la banda había tocado en River; resulta que los organizadores de la gira de los Rolling Stones querían hacerlo en River, pero Grinbank los convenció de lo contrario al mostrarles videos del ataque con gas pimienta en el Superclásico de la Copa Libertadores 2015.
En 2014 la escena argentina de festivales experimentó cambios drásticos. Por un lado, ya no se realizarán los festivales Pepsi Music y Quilmes Rock (que tuvieron sus últimas ediciones en 2013), por el otro, aparece el Lollapalooza. Este fenómeno en particular fue analizado en una nota del 8 de marzo de 2014 en el diario La Nación, donde se advirtió la ausencia de anuncios para las ediciones del Pepsi y el Quilmes, que tradicionalmente ocupaban los espacios del otoño y la primavera. En la nota se reportaron los argumentos de los empresarios acerca de las dificultades para organizar los festivales: por un lado, en su entender la música quedaría opacada en un año mundialista, por el otro, la creciente inflación durante el gobierno de Cristina Kirchner les dificultaba hacer planes. No obstante, los empresarios afirmaban que los cañones apuntaban a la segunda mitad del año, lo que sugería que el Pepsi y el Quilmes se harían en la primavera. Finalmente el Lollapalooza se realizó en el otoño, el espacio de la primavera fue ocupado por el Movistar Free y el Personal Fest, y el Pepsi y el Quilmes desaparecieron. Así en 2014 se comenzó a realizar en Argentina el mundialmente famoso Lollapalooza, realizado una vez al año en dos jornadas que albergan la participación de músicos de la escena alternativa tanto nacionales (tales como IKV, Eruca Sativa, Él Mato a un Policía Motorizado, Sig Ragga, Onda Vaga o Babasónicos) como internacionales (Robert Plant, Red Hot Chili Peppers, Nine Inch Nails, Soundgarden, Eminem, entre otros).
Durante 2015 se realizó la primera edición del Rock en Baradero, segundo festival organizado en la ciudad (su antecesor fue el Baradero Rock) después de casi ocho años de no realizarse ningún evento similar allí. Desde entonces se consagró como el festival más importante de la provincia de Buenos Aires, contando con la participación de bandas como Almafuerte, Kapanga, La 25, Las Pelotas, Guasones, entre otros.

### Fines de 2000 y principios de 2010: reuniones y separaciones
En 2007, Soda Stereo anunció su regreso para una gira americana que incluyó seis fechas totalmente agotadas en Argentina, en el estadio River Plate. Aproximadamente un millón de personas presenciaron la gira, en países de Hispanoamérica y en Estados Unidos. En el citado año, Andrés Calamaro llenó dos veces el estadio Club Ciudad de Buenos Aires, congregando a 70 000 personas en dos noches. En esos conciertos presentó el álbum La Lengua Popular.
Se produce una oleada de reuniones, varias bandas que se encontraban separadas deciden volver a juntarse, tal decisión tomaron tras la reunión de Soda los exintegrantes de los Fabulosos Cadillacs.
Con respecto al punk argentino, uno de sus principales exponentes se volvió a reunir a cinco años de la muerte de su líder. Así, Flema volvió en 2007 a los escenarios, manteniéndose en actividad hasta la actualidad. Por otro lado, 2011 es el año en que Los Violadores deciden disolverse definitivamente. De todas formas, en 2015 anuncian un regreso con su formación original.
Estas separaciones y reuniones se hicieron presentes también en el rock barrial de los '90. En el año 2008, Intoxicados (una de las bandas más importantes de la década del 2000) comenzó a disolverse, dando fin a su carrera en la edición de 2009 del Cosquín Rock (aunque ya la mitad de la banda no estaría presente en dicha presentación). Jóvenes Pordioseros se aleja de los escenarios en 2008, aunque en 2011 vuelve al ruedo con una formación diferente de la que contaba al momento de su separación. A fines de 2008 Ciro Pertusi (líder de Attaque 77) propuso un descanso de la banda por un año. Esa propuesta fue denegada por los tres integrantes restantes por lo que el 18 de marzo de 2009 (mismo día en el que cumplía 41 años) Pertusi anunció su desvinculación de la banda. El 30 de mayo de 2009 se produjo la separación de Los Piojos. Su último concierto se hizo ante 70 000 personas en el estadio de River con un show que repasó toda la historia del grupo por más de tres horas. Por otra parte, Ratones Paranoicos, fundadores de la música stone argentina, dio a conocer la noticia de su separación definitiva en agosto de 2011.
En 2010, luego de varias controversias arrastradas desde la tragedia de Cromañon, Callejeros comienza a disolverse. A partir de la salida de casi todos los miembros, su bajista y su líder deciden fundar Casi Justicia Social, grupo que contaba con los músicos reemplazantes del Callejeros de su última etapa. A partir de entonces comenzaron a trabajar en nuevas canciones, y en 2014 (luego de un largo proceso judicial que mantuvo a los músicos de Callejeros privados de su libertad) el grupo fue renombrado como Don Osvaldo, que ya cuenta con dos álbumes propios (Casi Justicia Social y Casi Justicia Social II).
Ya en 2011, los miembros de Bersuit Vergarabat deciden volver a juntarse luego de realizar una pausa en la carrera de la banda para dedicarse cada uno a distintos proyectos solistas. A la reunión no se sumó su líder Gustavo Cordera, quien decidió poner su carrera solista por sobre la nueva etapa de Bersuit. Este mismo año, otra banda exponente del rock fusión latinoamericano, Todos Tus Muertos, se disuelve a causa de la muerte de su guitarrista y fundador: Gamexane. No obstante, en 2015 Fidel Nadal se reúne con los demás miembros de TTM y anuncian un regreso a los escenarios para 2016.
Respecto del metal, luego de algunos largos períodos de separaciones, el grupo Malón realiza en 2011 su reunión definitiva, reunión que los mantiene en actividad hasta el presente.
El 30 de octubre de 2012 se presentó La Tolva (junto al músico de jazz Omar Garayalde y el músico de tango Walter Slongho) en la Base Marambio, Antártida Argentina, como parte de la campaña de promoción para la creación del INAMU y la sanción de la Ley de Música. El rock argentino volvía a tocar en Antártida después de una ausencia de 12 años, desde el recital de León Gieco como parte del festival Argentina En Vivo 2000.
Para principios de la década de 2010, ya se notaba un cambio generacional en la escena del rock en Argentina: bandas como Carajo ya se asentaban férreamente en la escena nacional, bandas como Eruca Sativa y El Bordo consolidan su lugar con públicos cada vez más sólidos, y comienzan a aparecer nuevos grupos como Dudosa Moral, Sygma, Placton en el norte de la Provincia de Buenos Aires.

### La Ley de Medios
Uno de los problemas que venía arrastrándose desde la hiperinflación de 1989-90 era que los grandes sellos discográficos preferían quedarse con los artistas consagrados, en lugar de apostar por artistas emergentes poco conocidos. Esto llevaba a que, desde aquella época, hubiera cierto estancamiento al menos en las escenas mainstream y pop de Argentina, y que fueran bastante lentos los movimientos de recambio generacional, como ascensos de nuevos grupos y solistas. Las bandas del rock barrial, por ejemplo, se habían consagrado en popularidad masiva en los '90 a pesar de las grandes discográficas, no gracias a ellas.
Debido a esta situación, un sector importante de la escena del rock argentino apoyó el proyecto de Ley de Servicios de Comunicación Audiovisual (conocida popularmente como "ley de medios"), propuesta en 2009. Uno de los sectores que más estuvo al frente del activismo por la aprobación de la ley fue la Unión de Músicos Independientes (UMI), fundada en 2001 y que tenía como presidente al músico Cristian Aldana (guitarrista de la banda de rock alternativo El Otro Yo). El UMI también apoyaría otras medidas de la época relacionadas con la actividad musical hasta el año 2016, cuando la condena de Cristian Aldana a 22 años de prisión efectiva por abuso sexual agravado y corrupción de al menos cuatro menores de edad, hizo caer en el descrédito no sólo a Aldana sino también a su banda (que entró en receso por tiempo indefinido) como a la UMI que nombró un nuevo presidente pero, poco a poco fue cesando su actividad.
Entre los motivos que despertaban esperanzas por La Ley de Medios estaba que su artículo 65 establecía que el 30% de la música transmitida en las radios debería ser nacional, y de ese porcentaje la mitad debería ser de música independiente.
Sin embargo, el proyecto de ley no estuvo exento de polémicas y rechazos: hubo sectores que interpretaron que su verdadera intención no era democratizar los medios, sino destruir el poder del Grupo Clarín, y otorgarle al gobierno nacional el poder para silenciar las críticas de los medios. A pesar de ello, la ley fue aprobada el 10 de octubre de 2009 pero nunca llegó a tener plena vigencia debido a sucesivos planteos de inconstitucionalidad y medidas cautelares que postergaron su aplicación durante más de cuatro años. El 29 de octubre de 2013, la Corte Suprema de Justicia dictó un fallo en el que determinó la constitucionalidad de la ley, pero no fue claro respecto a los requisitos que debían cumplir los grupos mediáticos para sus planes de desinversión. Esta falta de claridad motivó nuevos planteos y medidas cautelares que continuaron impidiendo la aplicación plena de la ley. El Estado argentino intentó iniciar de oficio un plan de desinversión no voluntario al Grupo Clarín pero este intento fue frenado por la Justicia por la Sala I de la Cámara Nacional de Apelaciones en lo Civil y Comercial Federal, que mediante sentencia del 19 de febrero de 2015 suspendió el procedimiento y mantuvo la medida cautelar vigente a favor del grupo. Finalmente, sus puntos centrales, entre ellos los artículos que regulaban la venta de licencias, fijaban topes a la cantidad de las mismas que puede poseer un grupo de medios y establecían restricciones a la propiedad privada, fueron derogados por un decreto de necesidad y urgencia del presidente Mauricio Macri en diciembre de 2015, a pocos días del alejamiento del kirchnerismo del poder. La derogación de estos puntos fue finalmente confirmada por Ley del Congreso el 6 de abril de 2016, con el voto de todos los legisladores de Cambiemos más el apoyo de distintos sectores del peronismo, como los que respondían a José Manuel de la Sota y a Sergio Massa.
Así, diez años después de su sanción, quedaba muy poco en pie del proyecto original de la Ley de Medios. El candidato a presidente Alberto Fernández, que había sido uno de los pocos miembros del kirchnerismo que se habían opuesto a la ley, argumentó en una nota con Tiempo Argentino que el fracaso de la iniciativa se debió a que las organizaciones sin fines de lucro no tienen la capacidad para manejar proyectos comerciales:

Si el Grupo Clarín, como consecuencia de esto, tiene alguna posición dominante o alguna posición para-monopólica o cuasi-monopólica, se resuelve con las leyes de Defensa de la Competencia y de Defensa del Consumidor. Y esas son las leyes que tenemos que utilizar para ver si el Grupo Clarín incumple algunas de esas cosas. Pero no se resuelve eso con la ley de Medios. La Ley de Medios puede ser una gran herramienta si es que queremos multiplicar voces, y si queremos promover algo que, recuerdo, en esencia es un negocio. Porque ese fue uno de los errores de la Ley. Cuando la Ley dice que un tercio del espectro debe estar en manos de ONGs y de entidades sin fines de lucro. Porque no podés dejar en manos de una entidad sin fines de lucro un proyecto comercial. No es posible eso. (...)

El error es pensar que puede una ONG tener una radio y competir con una radio que tiene una capacidad de contratación de locutores, de periodistas, de músicos, infinitamente mayor. Porque entonces nosotros creamos dos radios pero hay una que concentra la atención del público. Eso es el resultado de no advertir que los medios de comunicación son negocios. En la sociedad moderna son un negocio. (...) La ley de Medios no sirvió para aquello que quería servir.
Alberto Fernández, 26 de mayo de 2019.

### Éxitos de los solistas
En 2006, muchos solistas se consagraron como Andrés Calamaro (quien grabó durante este año un disco en compañía de Litto Nebbia), quien recibió la consagración definitiva por su carrera, lanzó dos álbumes, grabó dos discos tributo, brindó recitales repletos de público, se reunió con Ariel Rot como homenaje a Los Rodríguez, fue invitado por el Indio Solari a compartir escenario en un recital de La Plata, y ganó el Gardel de oro y otros homenajes durante esos años.
Por otra parte, 2006 fue el año del retorno discográfico de Gustavo Cerati, con su trabajo Ahí Vamos. El nuevo disco fue un gran éxito para Cerati, dándole numerosos premios y nominaciones a lo largo del continente, como lo fueron sus premios Grammy Latino al Mejor álbum 2006, Mejor canción 2006 (Crimen) y Mejor canción 2007 (La excepción); su premio MTV Video Music Awards Latinoamérica al Mejor artista sur 2006; sus premios Rock & Pop Awards al Mejor solista nacional 2006 y Mejor cantante nacional 2006; su premio en la encuesta del suplemento Sí! del diario Clarín al Solista del año 2006; sus premios Premios Carlos Gardel 2007 al Álbum del año, Mejor álbum de rock, Canción del año (Crimen) que también fue Interpretación del año y Videoclip del año; y el Premio Carlos Gardel 2008 al Mejor DVD del año (Ahí Vamos Tour). Con Ahí Vamos llegó la consagración internacional definitiva de Cerati como solista, que hasta entonces no había conseguido despegarse de la imagen de Soda Stereo, y le dio una solidificación y consolidación como uno de los mejores solistas de la historia del rock nacional.[cita requerida]
En el 2009, se produce la vuelta de Charly García, luego de un encierro largo debido a sus problemas de adicción, vuelve a los escenarios de Hispanoamérica.
Luego de un mes del regreso de Charly García en Vélez, Luis Alberto Spinetta hace un megarecital titulado Spinetta y las Bandas Eternas, en donde durante más de cinco horas tocó con todas las bandas que tuvo a lo largo de su carrera: Almendra, Pescado Rabioso, Spinetta Jade, Invisible y Spinetta y los Socios del Desierto, así como con los principales músicos a nivel local, incluyendo a Charly García, Fito Páez, Gustavo Cerati y Pedro Aznar. Dicho recital fue considerado posteriormente como el «Recital de la Década», y quizá el más importante de la historia del rock argentino.
A partir de 2010 el Indio Solari experimentó un crecimiento exponencial en la asistencia a sus recitales en los siguientes años, batiendo cada año sus propios récords personales. Comenzó en su recital del 13 de noviembre de 2010 en el Hipódromo de Tandil, siendo su único show en el año, en el cual batió su récord personal de cantidad de público hasta ese momento, con 80.000 espectadores.
En 2011 el Indio realizó tres recitales en el marco de la presentación de El perfume de la tempestad. El 26 de marzo en el Estadio Padre Ernesto Martearena de Salta (35.000 personas), el 3 de septiembre en el Autódromo Eusebio Marcilla de Junín (100.000 personas, batiendo su récord personal) y el 3 de diciembre en el Hipódromo de Tandil (80.000 personas).
Tras un alejamiento de más de un año, regresó en el recital del 14 de septiembre de 2013 en el autódromo Jorge Ángel Pena en San Martín, Provincia de Mendoza, con 150 000 espectadores (batiendo su récord personal).
El 12 de abril de 2014 dio un show presentando Pajaritos, bravos muchachitos ante más de 170 000 espectadores en Gualeguaychú, Entre Ríos, batiendo su récord personal. No obstante, recibió críticas por el mal estado del suelo del hipódromo.
El 13 de diciembre del mismo año volvió a dar un recital en el Autódromo Miguel Ángel Pena de San Martín, en Mendoza. La organización esperaba a 50 000 personas, pero las expectativas fueron superadas y asistieron 120 000 personas. No obstante, la violencia recurrente en sus recitales volvió a aparecer, con peleas entre seguidores y la policía. Además, se le criticó que el sonido fuera bastante bajo.
Luego de otro alejamiento de más de un año, se presentó nuevamente el 12 de marzo de 2016 en un recital en Tandil. La venta de entradas fue más prudente que en recitales anteriores, porque no se dieron a conocer hasta el día de su venta para prevenir entradas falsificadas. La asistencia finalmente fue de 200 000 personas, lo cual no solo batió el récord personal del músico sino que a la vez se convirtió en el recital pago con más gente en la historia del rock argentino.
En 2008 se produjo un hito en la radiodifusión del rock argentino con la primera FM del gobierno dedicada al rock argentino, Radio Nacional Rock, que además contaba entre sus principales premisas difundir a bandas emergentes e independientes.
En 2012 Mario Pergolini, tras haber abandonado la Rock & Pop después de 25 años trabajando en ella, inauguró su megaproyecto Vorterix, que incluía una radio, transmisiones de video en línea y hasta un teatro (el ex Teatro Colegiales) para hacer recitales.

### Denuncias por delitos sexuales (2016—2020)
El 15 de abril de 2016 José Miguel del Pópolo, cantante del grupo de indie rock La Ola que quería ser Chau, fue denunciado por violación a través de un video subido a Youtube donde la víctima, Mailén Frías, contaba a la cámara el hecho. Al día siguiente el mismo canal de Youtube subió otro video, con el testimonio de Rocío Márquez, exnovia del cantante, donde contaba haber vivido lo mismo. Los videos se viralizaron rápidamente y el caso generó gran repercusión en los medios, numerosas bandas emitieron comunicados por Twitter y Facebook en repudio a del Pópolo y en solidaridad a las víctimas. Como resultado del escándalo, la banda decidió no presentarse ese fin de semana en un festival indie, un recinto canceló el recital que había agendado con la banda, y dos de sus miembros anunciaron su alejamiento. La denuncia a del Pópolo es de suma importancia histórica, abrió camino a más denuncias en el rock argentino que pronto aparecerían masivamente.
Se generó así un movimiento llamado Ya no nos callamos más, destinado a denunciar estas conductas en el rock argentino, y que tuvo su primera marcha en el Obelisco de Buenos Aires el 20 de mayo de 2016. Por ende, el movimiento Ya no nos callamos más fue pionero en el planeta, se adelantó 1 año y medio al estallido global del Me Too el 5 de octubre de 2017, cuando se denunció públicamente por abusos al productor hollywoodense Harvey Weinstein.
A partir de 2017 distintos medios comienzan a darle difusión a esas denuncias, postulando que se trataría de un punto de quiebre. Un sitio web llamado Rock and Ball incluso llegó a compararlo con la tragedia de Cromañón diciendo:

Una vez más, el Rock nacional afronta un "punto de quiebre". Desde ahora, ya nada será lo mismo. (...) Es cierto, esto pasaba y se decía desde hace mucho tiempo. Pero un día pasó de lo privado a lo público y ahora es el momento de actuar. Así como todos sabíamos que había bengalas en el rock, pero hasta que no sucedió “Cromañón” nadie actuó en consecuencia. Bueno, esto es lo mismo. Una vez más, el Rock queda en un lugar incómodo, del que volver no le será fácil. Habrá que afrontar acusas de demonización, gente hablando sin saber y mecanismos de degradación. Pero como aquella vez, el Rock podrá defenderse y seguir. Pero porque el Rock no es bengalero, el rock no es abusador, el rock no mata. Sí las personas que lo integran. Ojalá el propio Rock (sus integrantes) sean capaces de volver a interpelarse, de juzgarse, de volver a cambiar las reglas del juego. Aquella vez, todos salimos beneficiados: sin bengalas, todo se volvió un lugar más seguro. Imagínense si el rock madura de una vez y entiende que una pibita de 16 años, por más “buena que esté”, por más fan que sea, por más “provocadora” que se presente, no es un trofeo, ni una conquista, ni una medalla. Una vez más, saldremos todos beneficiados y nuestro rock volverá a sanar.
Rock and Ball, 29 de septiembre de 2017.

En la misma línea, la revista en línea Arcadia publicó el 6 de julio de 2018:

Dos años después de aquel momento de quiebre (...) Estas violencias son el cimbronazo más grande que el rock argentino haya sufrido desde el incendio de Cromañón durante un recital de Callejeros, que se llevó la vida de al menos 194 personas a fines de 2004. Lo sucedido aquella noche, donde se violaron protocolos de seguridad por parte de la organización del concierto, provocó una serie de clausuras y restricciones a los recitales que impactó duramente en la escena underground. Las leyes del negocio cambiaron, así como la relación de los fans con su artistas preferidos. Se les empezó a exigir que cuidaran de su público; ahora, se les pide que se pongan a tono con el creciente cuestionamiento al statu quo patriarcal.
Arcadia, 6 de julio de 2018.

El sitio web La Primera Piedra declaró, el 14 de septiembre de 2017 en una nota con la cronología de las denuncias: "En 2016, las denuncias (...) generaron un quiebre en la escena del rock argentino".
La revista Sudestada, en su edición bimensual de julio-agosto de 2018, dijo: "2016 se convirtió en un hito para la cultura del rock".
El caso del Pópolo generó una onda expansiva que arrasó con toda la escena del rock argentino. Comenzaron a surgir denuncias a varios artistas, siendo la más grave la de Cristian Aldana quien el 12 de julio de 2019 sería condenado a 22 años de prisión. Tras valorar la declaración de 83 testigos, el Tribunal consideró probado que el músico tenía todo un mecanismo para abusar de sus seguidoras que consistía en una selección especial de sus víctimas basadas en su vulnerabilidad e inexperiencia sexual, entre otros artilugios. Según los testimonios vertidos en la audiencia de juicio, pudo establecerse que, una vez captadas, el músico las sometía sexualmente, en algunas ocasiones con violencia, las maltrataba, las filmaba y las obligaba a ver las filmaciones, y luego las impulsaba a convencer a amigas para que participaran en tríos u orgías que él organizaba. Las obligaba a practicarle sexo oral, les introducía utensilios de cocina en la vagina y el ano y a menudo incorporaba a otros hombres en los encuentros sexuales con las niñas, las obligaba a tener relaciones con desconocidos y las doblegaba psicológicamente. Algunas de las víctimas aseguraron que Aldana disfrutaba de orinar o defecar sobre sus cuerpos, y una de ellas, Ariell Carolina Luján, dice haberse contagiado así de hepatitis B. La misma víctima relata haber sido golpeada y violada por Aldana el día siguiente al suicidio de su hermano: "El día que muere mi hermano es una de las peores veces que me golpeó, que me violó. Los violentos y pedófilos saben muy bien en el momento que vos estás hecha mierda para hacerte más mierda. Es una historia muy intensa. Cristian es una persona muy perversa".Siendo condenado de forma unánime tras la sentencia firmada por los jueces Rodolfo Goerner, Rodolfo Bustos Lambert y Ana Dieta de Herrero. También se evaluó que Aldana "era un hombre adulto, que destacaba como ídolo de las niñas sometidas, a las que les imponía una suerte de pacto de silencio bajo la cobertura de la incomprensión de los adultos de las prácticas a las que eran sometidas".
También fueron denunciados Yamandú Rodríguez, guitarrista de la banda punk Loquero, y Pity Álvarez, cantante de Viejas Locas, este último por haber golpeado y encerrado a dos trabajadoras de prensa durante un show de Viejas Locas en Florencio Varela.
El 10 de agosto de 2016 se armó un enorme escándalo por las declaraciones de Gustavo Cordera en una charla con alumnos de periodismo de TEA Arte. Le habían preguntado su opinión sobre los casos de denuncia a del Pópolo y Aldana, a lo que él contestó:

Es una aberración de la ley que si una pendeja de 16 años con la concha caliente quiera coger con vos, vos no te las puedas coger. (...) Hay mujeres que necesitan ser violadas para tener sexo porque son histéricas y sienten culpa por no poder tener sexo libremente
Gustavo Cordera, 10 de agosto de 2016.

A raíz de estas declaraciones, Gustavo Cordera fue denunciado por incitación pública a la violencia, ciertas radios dejaron de pasar sus canciones y ciertos recintos cancelaron sus presentaciones programadas. La carrera de Cordera quedó así prácticamente en suspenso durante casi tres años. Tras eso, el 3 de abril de 2019 el juicio contra él finalmente se resolvió aceptando la propuesta que hizo el propio Cordera: suspensión del juicio a prueba con la condición de filmar un video disculpándose y publicarlo, dar dos recitales a beneficio y con presencia en el escenario de activistas feministas, y hacer un taller de igualdad de género.
Luego hubo más casos de denuncias en el rock argentino, pero éstas se dirigieron a figuras menos conocidas, como Alan Eric Martensen, cantante de Tarantos y bajista de Drogadictos, Miguel Castillo, baterista de De Lo Ajeno, Martín Marroco, bajista de Sueño de Pescado, Jean Deon, integrante de la banda del solista Diosque, Franco Salvador, baterista de Pez, y Juano Falcone, baterista de Don Osvaldo y de un proyecto paralelo llamado La Caverna, quien además es nieto de Estela de Carlotto, la titular de Abuelas de Plaza de Mayo, y sobrino de María Claudia Falcone, activista adolescente desaparecida durante el Proceso de Reorganización Nacional. Pero estos casos ya no tuvieron el mismo impacto, y en general los artistas pudieron continuar con su actividad normalmente.
Puede deberse a varios factores: cierto backlash global contra el feminismo por sus posiciones más intransigentes y agresivas, que hizo que como respuesta creciera la imagen negativa del movimiento, y que crecieran en popularidad las posiciones antifeministas; la constante muestra a partir de octubre de 2017 de casos ya no argentinos sino internacionales, tras el escándalo hollywoodense de Harvey Weinstein; el surgimiento en noviembre de 2017 del sitio web "Tu ídolo es un forro", que también publicó constantemente denuncias contra figuras; la sobre-exposición de denuncias públicas y cierto desgaste en la sociedad de ver casos de alto impacto replicados por todas las redes sociales; el uso y abuso de este recurso en Argentina, especialmente en la semana del 20 de septiembre de 2017, donde hubo 5 denuncias consecutivas; y la derrota de los grupos pro-aborto en la votación del Senado en 2018. También hubo críticas al recurso de denunciar y lo denominaron como caza de brujas, alegando que: es una táctica desigual desde el anonimato contra personas públicamente conocidas, efectúa un daño gratuito a la reputación de artistas, falta al principio de presunción de inocencia, y usa métodos por fuera del sistema judicial.

### Ley de cupo femenino
El debate sobre la ley de cupo femenino en los festivales en Argentina comenzó en la primavera de 2017, cuando comenzaron a aparecer discusiones en las redes sociales acerca de que los festivales de ese año en homenaje al rock nacional, como el B.A. Rock, no habían incluido casi ninguna artista mujer.
El 23 de enero de 2018, Día del Músico en Argentina, se llevó a cabo en Canal CM un programa de debate donde surgió la idea de establecer una ley de cupo femenino en los festivales musicales argentinos. La idea se vio viable, sirviéndose de la ley existente en la política argentina que asignaba una cuota de 30% de mujeres en las listas electorales, y de medidas que estaban promulgándose en el mundo, como la que impulsaba, en los festivales en Norteamérica y Europa, llegar a un 50% femenino en cabezas de cartel, jurados y comisiones antes de 2022.
Tras el fin de su cargo como vicepresidenta en el INAMU el 3 de agosto de 2018, la música Celsa Mel Gowland giró su atención hacia la elaboración de un proyecto de ley. Su primer paso fue juntarse con la investigadora del Conicet Mercedes Liska y la gestora del SINCA Alcira Garido, para realizar una investigación estadística sobre el estado de la participación de artistas femeninas en festivales latinos en general, y argentinos en particular. En dicha investigación, se encontró que en Argentina estaban registrados como músicos un 70% de hombres y un 30% de mujeres, pero que en los festivales había solo un 13% de bandas con al menos una integrante femenina, y en el principal festival de rock argentino esta cifra era de solo 10%. Luego convocó a 18 colegas para redactar los fundamentos del proyecto de ley, entre ellos, garantizar que ese 30% de mujeres registradas se equipare con un 30% de participación de mujeres en festivales. Bautizó al grupo armado como «Por más mujeres músicas en los escenarios». Una vez redactado el proyecto, buscaron alguna figura de la política que ayudara a ingresarlo en ese terreno. Se lo presentaron a Anabel Fernández Sagasti, senadora kirchnerista mendocina de 34 años, quien lo aceptó y promovió en la escena política.
El 2 de octubre de 2018 el grupo «Por más mujeres músicas en los escenarios», encabezado por la senadora Anabel Fernández Sagasti, presentó formalmente el proyecto de ley de cupo femenino y acceso de artistas mujeres a eventos musicales, cuya principal propuesta era establecer un 30% de artistas femeninas en festivales que presentaran un mínimo de tres artistas, y con multa de 6% de todo lo recaudado en el festival para los que no la cumplan.
El 22 de mayo de 2019 el proyecto de ley obtuvo media sanción, al ser aprobado en el Senado argentino, con 50 votos a favor y solo 1 en contra. Fue crucial el tener apoyo de las dos principales fuerzas políticas del país: Cambiemos y el peronismo. Esto sorprendió a las propias impulsoras, que temían que las fuerzas políticas frenaran el proyecto en 2019 por tratarse de un año electoral.
Finalmente, el 20 de noviembre de 2019 fue aprobada la ley de cupo femenino en festivales en Argentina, en una sesión en la Cámara de diputados argentina donde hubo 133 votos a favor, 5 en contra y 6 abstenciones. Este acontecimiento hizo historia a nivel global: fue la primera ley en todo el mundo que estableció un cupo femenino para eventos musicales. El 18 de diciembre de 2019 la ley fue promulgada en el Boletín Oficial.

### Surgimiento de artistas femeninas
Los Premios Gardel 2017 galardonaron los álbumes de Eruca Sativa, la banda de rock alternativo de Lula Bertoldi, ganó el premio "Mejor álbum grupo de rock" por su álbum Barro y fauna; mientras que Marilina Bertoldi como solista ganó el premio "Mejor álbum artista femenina de rock" por su álbum Sexo con modelos.
Los Premios Gardel 2019 premiaron a Marilina Bertoldi con el Gardel de Oro (el premio mayor de la ceremonia, dedicado al mejor álbum de todos los géneros) por su álbum Prender un fuego, que también recibió el premio "Mejor álbum artista femenina de rock". El Gardel de Oro para Marilina Bertoldi fue un acontecimiento histórico por varios motivos: desde el inicio de los Premios Gardel en 1999, solo una mujer había ganado el Gardel de Oro—Mercedes Sosa, en 2000—por lo que era la primera vez en 19 años que el Gardel de Oro iba para una mujer, pero además era la primera vez en toda la historia que iba para una artista femenina de rock, para una artista femenina underground, y (algo que personalmente celebró Marilina Bertoldi en su discurso) para una artista lesbiana.
Las hermanas Bertoldi sentaron posiciones distintas con respecto a Palazzo, el organizador del festival Cosquín Rock, cuando este hizo polémicas declaraciones en febrero de 2019 contra el cupo femenino. Marilina respondió anunciando que no tocaría nunca más en el Cosquín, e instó a sus colegas mujeres a tomar la misma medida. En cambio, Lula declaró que Eruca Sativa seguiría presentándose en el Cosquín, argumentando que, en su visión, una vez que se conquista un espacio hay que utilizar todas sus facilidades en pos de difundir un mensaje.
En noviembre de 2018, cuando recién empezaba a tratarse la ley de cupo femenino en los festivales argentinos, solo había un festival en Argentina que se ajustaba a las normas establecidas por el proyecto de ley: el festival La Nueva Generación, que en su edición del 18 de noviembre de 2018 incluso superó el número promovido, llegando a un 46% de artistas femeninas.
Al mes siguiente se hizo la primera edición del festival GRL PWR, con participación casi exclusiva de artistas femeninas. En poco tiempo el festival demostró ser un éxito, y a lo largo del siguiente año tuvo ediciones en las tres principales ciudades argentinas: Córdoba, Rosario y Buenos Aires.
Luego de promulgarse la ley de cupo el 18 de diciembre de 2019, fue celebrado que aparecieran los primeros festivales que se ajustaran a las nuevas normativas: el Fiesta Nacional del Chamamé, el festival Rock en la Casa (San Luis), y el Cosquín Rock. No obstante, como la mayoría de los festivales del verano 2020 había establecido sus contratos a lo largo de 2019, cuando la ley todavía no había entrado en vigor, ese verano de 2020 la mayoría de los festivales continuaron teniendo cifras insuficientes de participación femenina.
Con respecto al Cosquín 2020, fue particularmente destacado, ya que en la edición de 2019 hubo polémica por ciertas declaraciones de su organizador Palazzo, cuando afirmó que no había el suficiente número de artistas femeninas para cubrir el cupo propuesto. Sin embargo, tras aquel episodio hizo un mea culpa, reconociendo su propia ignorancia sobre las artistas femeninas del momento, e hizo caso a los mensajes que le decían que buscara más mujeres. Se comunicó con Hilda Lizarazu, que por ser miembro de "Por más mujeres músicas en los escenarios" tenía acceso a información sobre artistas femeninas. Palazzo dedicó los siguientes meses a investigar artistas femeninas y comunicarse con ellas, y para la edición de 2020 logró programar la grilla con un 31,96% de mujeres—superando, de hecho, la norma promovida.
Aunque, una inquietud que surgió fue que ahora fueran las radios las que pasaran más bandas de mujeres, según opinó Rosario Ortega.
A inicios de 2020 y visto el panorama con la reciente sanción de la ley de cupo femenino, los críticos afirmaban que el próximo recambio generacional en el rock nacional se daría con rol protagónico de las mujeres. Había mucha expectativa hacia la temporada 2020, porque allí se comenzaría a ver quiénes serían las artistas mujeres que continuarían con la larga tradición del rock argentino.

### Cosquín Rock se expande a otros países
La nueva etapa del rock argentino fue particularmente positiva para el festival Cosquín Rock, que por primera vez para un mega festival argentino, comenzó a ser exportado, a la manera de festivales internacionales como Lollapalooza y Rock in Rio.
La primera versión en el exterior fue el Cosquín Rock México, realizado el 18 de febrero de 2017.
Le siguieron las primeras ediciones en Perú (14 de octubre de 2017), Colombia (21 de octubre de 2017), Bolivia (4 de noviembre de 2017), Uruguay (6 y 7 de octubre de 2018), Chile (6 y 7 de octubre de 2018), Paraguay (24 de noviembre de 2018) y Estados Unidos (13 de julio de 2019).
El 5 de enero de 2020 José Palazzo, organizador del Cosquín, afirmó que tenían en mente exportar el festival a España, Costa Rica, Francia y Portugal.

### Otros festivales
Aparte del Cosquín, los otros tres grandes festivales de la escena argentina Lollapalooza, Movistar Free Music y Personal Fest, tuvieron espacios destacados. Mientras que el Festival de Movistar cambió su nombre a Movistar FRI Music, comenzó a hacer más de una edición por año, por ejemplo, en 2018 hicieron una temporada de verano con shows en Pinamar y Mar del Plata en enero y febrero, y luego una edición en octubre en capital con diversas bandas homenajeando a Sumo, y a partir de 2019 su edición veraniega pasó a convertirse en un megafestival: ese año 135.000 personas vieron a Ciro y los Persas, y en la del año siguiente 140.000 vieron a Divididos.
Con respecto al Personal Fest, tras catorce años de actividad en la escena tuvo su última edición en 2018, y para 2019 fue reemplazado por el Flow Music XP, un proyecto multimedia de amplio despliegue tecnológico que inició con un recital de Muse en octubre de ese año en el Hipódromo de Palermo, y que tenía programado realizar distintos espectáculos musicales en distintos puntos del país en los siguientes doce meses.

### Las otras tendencias por fuera de la escena de mujeres
El 17 de diciembre de 2016 La Beriso tocó en el Estadio Monumental de River Plate ante 55.000 personas, consagrándose como uno de los números principales de la escena del rock argentino.
Con respecto a justamente esta banda, Salta La Banca, su carrera estaba en un momento muy bueno en las primerísimas partes de esta etapa del rock argentino. Tenía aclamación de la crítica, convocatoria creciente, y había filmado un DVD titulado Somos en un recital el 18 de marzo de 2017 en el Estadio Malvinas Argentinas. Además del Malvinas, Salta La Banca había tocado en otros importantes recintos, como el Gran Rex y el Luna Park. La legitimidad de la banda se había construido en que su cantante, Santiago Aysine, era sobreviviente de la tragedia de Cromañón, logrando que su lírica tuviera un peso mayor, y que fuera visto por sus seguidores como un testimonio viviente de los efectos mortales de la corrupción y la desidia del Estado.
Sin embargo la denuncia del 20 de septiembre de 2017 contra Santiago Aysine por acoso puso fin a la prometedora carrera de la banda de rock neo-barrial, y a su vez demostró el cambio de época en el rock argentino: incluso las «vacas sagradas» como los sobrevivientes de Cromañón ya no tenían inmunidad de la crítica de los sectores de izquierda. Era otra muestra de que la etapa post-Cromañón del rock argentino había terminado y ya se estaba en otra etapa, con mayor repercusión de la actividad de las mujeres.
El Indio Solari fue protagonista de un acontecimiento histórico en el rock argentino: el 11 de marzo de 2017 dio un recital en Olavarría ante 300.000 personas, lo cual se convirtió en récord de asistencia a un recital de rock argentino, tanto pago como gratuito, en toda la historia. Esta fue la cumbre de una tendencia que venía desde su recital en Tandil en 2010, donde año tras año batía su récord personal de asistencia. Sin embargo, en aquel recital volvió a aparecer la violencia recurrente en sus recitales. Hubo numerosas interrupciones en el recital por estampidas en el público. En un momento el Indio Solari anunció "Ya no tengo más ganas de tocar", y, si bien siguió con el show tal como estaba programado, con esas palabras dejó bien claro cuál sería su futuro.
Los siguientes días el Indio fue el objeto de numerosas críticas en el ambiente del rock argentino que se replicaron por todos los medios y redes sociales, ya que el recital dejó un saldo de 2 muertos por asfixia (Javier León, 42 años, y Juan Francisco Bulacio, 36 años), además de numerosos heridos y perdidos. Se crearon páginas para buscar personas que fueron al recital y que se encontraban desaparecidas. La salida del recital fue un completo desastre entre el lodazal, la oscuridad y el hacinamiento. Las rutas quedaron atascadas y los vehículos quedaron atrapados. Numerosas investigaciones dieron cuenta de cómo el sistema sanitario de la ciudad estuvo completamente colapsado. Surgieron críticas contra el Indio por tocar para 300.000 personas, cuando el predio estaba previsto solo para 150 000 —argumento que aludía a la tragedia de Cromañón, donde un público hacinado que desbordó la capacidad del recinto fue un elemento fatal para el desenlace de aquel incendio- se supo que, al igual que anteriores recitales del Indio (y tal como sucedió en la época de los Redonditos), hubo miles que ingresaron, sin entrada.
Los Caligaris se convirtieron en otro de los conjuntos destacados de la era: no solo que se volvieron uno de los números principales de la escena argentina (por ejemplo, en los Premios Gardel 2016 fueron nominados a 4 categorías) sino que, sorpresivamente, se volvieron un fenómeno de multitudes en México solo comparable con el que tienen en el país azteca las bandas argentinas más populares internacionalmente, como Los Fabulosos Cadillacs, Los Enanitos Verdes o Soda Stereo. Esta historia había comenzado en el primer recital de Los Caligaris en México, el 17 de mayo de 2007. Luego a lo largo de los años siguieron teniendo presentaciones en distintos países de Hispanoamérica, Estados Unidos y España, pero siempre haciendo una escala en México. El 18 de marzo de 2017 tocaron para 50.000 personas en el festival mexicano Vive Latino, algo que tuvo gran repercusión en los medios tanto mexicanos como argentinos. Y como coronación de la década, el 9 de noviembre de 2019 tocaron como número propio en el Foro Sol ante 60.000, llevando su show titulado La noche más feliz del mundo, con notable despliegue escénico y circense. Los medios se refirieron al recital como el show más importante de su carrera, e hicieron hincapié en que batió un récord histórico de show más convocante en todo el mundo para un artista o agrupación cordobesa.
Airbag también se consolidó como una de las principales bandas de la escena. El caso es notable porque en sus inicios la banda recibió ciertas críticas del núcleo más duro del rock argentino, por ser chicos adolescentes que hacían pop rock y que tenían un público mayormente de colegialas: creían que eran un invento marketinero de la industria discográfica. Sin embargo, en 2009 los Airbag iniciaron un conflicto con su mánager que provocó que renunciaran a su discográfica y estuvieran fuera de los escenarios los siguientes 2 años. A partir de 2011, los Airbag decidieron hacer borrón y cuenta nueva con su carrera, y emprendieron una labor para hacerse de abajo. Una de sus nuevas iniciativas fue empezar a tener un mensaje comprometido socialmente en sus canciones y de participar en actividades de reclamo, por ejemplo, por la Tragedia de Once. Luego de unos años su labor rendía frutos: fueron nominados en los Premios Gardel 2014 a "Mejor álbum de rock" por Libertad. En 2016 fueron elegidos para ser la banda de la reapertura del templo del rock argentino, el Estadio Obras Sanitarias, que desde febrero de 2009 no presentaba recitales de rock. La banda nunca había tocado en Obras, por lo que con este recital quedaban confirmados como uno de los números principales de la escena. El recital fue el 22 de diciembre de 2016 y con muy buena crítica. Airbag también empezó a ser elegida como telonera de visitas internacionales: de Guns and Roses el 5 de noviembre de 2016 en el Estadio de River, de Bon Jovi el 16 de septiembre de 2017 en el Estadio de Vélez, y de Muse el 11 de octubre de 2019 en el Hipódromo de Palermo. El 15 de febrero de 2020 tocaron para 35.000 personas en el festival Rock en la Casa de Villa Mercedes (San Juan).
El Cirque du Soleil realizó un espectáculo en honor a Soda Stereo. El proyecto había sido anunciado el 15 de junio de 2015, revelándose que el espectáculo se llamaría Sép7imo Día - No Descansaré. Para producir la parte sonora, los exintegrantes Zeta Bosio y Charly Alberti y el ex sonidista Adrián Taverna volvieron a juntarse y trabajaron con los másteres de las canciones de la banda. El 9 de marzo de 2017 fue el debut del espectáculo, en el Luna Park de la capital argentina, con muy buenas críticas y asistencia. Le siguió una gira que duró entre 2017 y 2018, presentándose en Chile, Perú, Colombia, Panamá, Costa Rica, Guatemala, México, Estados Unidos, Paraguay y nuevamente Argentina.
Este reencuentro con Soda Stereo caló hondo en Zeta Bosio y Charly Alberti, al ver lo vigente que estaba la banda en todo el continente. Comenzó a danzar la idea de volver a juntarse. Zeta así lo manifestaba el 4 de junio de 2018, en los últimos días de la gira del espectáculo de Cirque du Soleil: "Me haría muy feliz tocar los temas de Soda Stereo una última vez". Sin Gustavo Cerati, fallecido el 4 de septiembre de 2014, los recitales tendrían varios invitados de varios países (Chris Martin, Rubén Albarrán, Juanes, Adrián Dárgelos, Julieta Venegas, Mon Laferte, Gustavo Santaolalla, Andrea Álvarez, Fernando Ruiz Díaz, Álvaro Henríquez y León Larregui) por otro se utilizarían pistas con la voz de Gustavo mientras su imagen aparecería en pantallas. La gira pasaría por: Colombia, Perú, Chile, México, Paraguay, Argentina, República Dominicana, Costa Rica, Panamá y Estados Unidos. El 29 de febrero de 2020, y en un clima muy emotivo, se dio el debut de la gira, presentándose en el Estadio El Campín de la capital colombiana. La programación de la gira sufrió fuertes modificaciones: el recital de Chile pasó del 7 de marzo al 14 de mayo debido a las protestas en Chile de 2019-2020; en su fecha se programó un recital en la ciudad mexicana Tijuana, pero este a su vez fue cancelado por dificultades logísticas; y debido a la pandemia del coronavirus el 13 de marzo anunciaron la postergación de todas las fechas hacia el segundo semestre.
El 17 de enero de 2020 por primera vez un artista mainstream estadounidense usó samples de un artista del rock argentino, cuando el rapero Eminem lanzó la canción «Stepdad», que samplea «Petiribí» de Pescado Rabioso, lanzada originalmente en 1973 en el álbum Pescado 2.
El 7 de marzo de 2020 el Indio Solari cantó en un recital sin estar en el mismo. El grupo que lo acompañaba, Los Fundamentalistas del Aire Acondicionado, siguió tocando tras su alejamiento de los escenarios, pero tuvieron la idea de, mientras tocar, mostrar un holograma 3D con la figura del Indio Solari. El holograma era siempre usado para artistas fallecidos: el de Solari era el primer caso con un artista que aún estuviera vivo.

## Pandemia de Coronavirus (2020)
El 12 de marzo el Gobierno de la Ciudad de Buenos Aires realizó una conferencia de prensa anunciando que debido a la pandemia del coronavirus, que empezaba a tener sus primeros casos fatales en Argentina, quedaban prohibidas las actividades con concentración masiva de público, entre ellas los espectáculos deportivos y musicales. Esto llevó a que quedara suspendida toda la actividad porteña de festivales que había sido programada, incluyendo los recitales de Soda Stereo, Fito Páez y el Lollapalooza.Con esta medida el gobierno porteño dio un giro rotundo con respecto a su posición manifestada 3 días antes, cuando había dicho en otra conferencia que no harían modificaciones en la programación de recitales y festivales masivos.
Las medidas se expandieron hacia todo el país poco después: el 20 de marzo a las 00:00 comenzó a regir la cuarentena a nivel nacional, anunciada por el presidente Alberto Fernández en una conferencia el día anterior. En un principio estaba prevista para que durara hasta el 31 de marzo, pero finalmente se extendió hasta el 26 de abril inclusive, y en las áreas urbanas de más de 500 mil habitantes (seis áreas urbanas) hasta el 10 de mayo inclusive; el resto del país pasó a una situación de distanciamiento social preventivo obligatorio (DiSPO). El Decreto 459/2020 dio por terminada desde el 11 de mayo la cuarentena en las grandes áreas urbanas, con excepción del Área Metropolitana Buenos Aires (AMBA), manteniendo genéricamente el resto del país en situación de distanciamiento (DiSPO). A partir de esa fecha se adoptó una política de segmentación territorial, disponiendo el aislamiento o distanciamiento según la situación sanitaria de cada ciudad. A partir del 27 de abril se establecieron medidas segmentadas territorialmente, de aislamiento o distanciamiento, según lo exigiera la situación sanitaria de cada lugar. De este modo, la ciudad de Buenos Aires vivió la segunda cuarentena más larga del mundo, con 234 días de duración, sólo superada por la de Melbourne, que duró 262 días.Así, durante todo ese extensísimo período de tiempo, la escena del rock argentino quedó paralizada como sucedió con el resto de las actividades artísticas o de esparcimiento. El panorama era que por un tiempo indeterminado no habría movimientos y quedarían en pausa las carreras de los artistas.
Para sortear el problema de no tocar debido al coronavirus, los artistas empezaron una nueva práctica: hacer recitales vía streaming (transmisión por internet). Tan solo en marzo de 2020, durante el primer mes de la cuarentena, hubo recitales de artistas del rock argentino como Los Pericos (en dos oportunidades, la primera por Instagram y la segunda por Youtube), Airbag, Fito Páez, Pedro Aznar, Alejandro Lerner, Coti, Gabriel Pedernera, Diego Frenkel, Karamelo Santo, Palo Pandolfo, Los Fundamentalistas del Aire Acondicionado entre otros. Los críticos comentaron que esta modalidad era una buena alternativa a la típica secuencia "composición-grabación-disco-gira".Uno de los casos más interesantes que se dio en este nuevo escenario fue el surgimiento dentro de la escena punk de una gran cantidad de proyectos solistas que aprovecharon los teléfonos celulares para componer su propio material. Ante la imposibilidad de juntarse con otros músicos, utilizaron aplicaciones como Bandlab, n-Track Studio, y Caustic 3 para grabar sus discos.
En octubre de 2020, el Gobierno de la Ciudad de Buenos Aires autorizó las reaperturas de recitales al aire libre, al principio con una capacidad máxima de 100 personas y con distanciamiento social. Con el tiempo, y principalmente a partir del 2021, se fueron levantando progresivamente las restricciones hasta volver a la normalidad. A finales de ese año, Los Fundamentalistas del Aire Acondicionado, sin la presencia en el escenario del Indio Solari, darían el primer show masivo desde la pandemia, en el Estadio Único de la Plata, con una multitudinaria asistencia.

## El presente
En 2022 volvieron los festivales masivos más importantes, como Cosquín Rock, Rock en Baradero, Lollapalooza Argentina y Quilmes Rock.
También el underground se reactivó tras la reactivación de las actividades culturales y el regreso a los shows en vivo, generándose una nueva escena muy influenciada por las subculturas punk, post-punk y shoegaze británicas de los años 70, 80 y 90, incluyendo a bandas como Buenos Vampiros, Mujer Cebra, El Club Audiovisual, Nenagenix, Las Tussi. Niño Mercurio, Fuun, Fin del Mundo, Tomates en Verano y Dum Chica.  En línea con el revival del shoegaze mundial, la mayoría de esta nueva ola de bandas shoegaze se caracteriza por un tono sombrío y triste, tomando algunas de elas sonidos e influencias del emo, el metal y el post-hardcore. Gran parte de esta movida contó con el apoyo del sello indie marplatense Casa del Puente que, ya desde la década del 2010 venía dándole gran impulso a la escena shoegaze argentina con sus ediciones de Sobrenadar, Asalto al Parque Zoológico, Riel o La Suma de Todos los Tiempos, y de bandas extranjeras como los americanos DIIV y The Stagazer Lilies o los peruanos Resplandor.
Ya en 2024 se nota un cambio de época en la escena under nacional, con el surgimiento de bandas de subgéneros con un nicho que parecía más acotado pero que comienza a alcanzar otros públicos: bandas como .MAR (formada por Manuel Cernello y Augus Fernández Britos, miembros de la banda Dudosa Moral), que empiezan a sonar en vivo con un sonido orientado al post-rock con elementos de música progresiva; Placton con un sonido influenciado por el metalcore y el post-hardcore; Para Establecer Un Río, banda con tintes de shoegaze.

## Patrimonio cultural
En octubre de 1996, como conmemoración de los 30 años del lanzamiento del sencillo Rebelde de Los Beatniks, el cual para algunos historiadores fue el inicio del rock argentino, se realizó en el Centro Municipal de Exposiciones el evento Rock Nacional 30 Años, con una gigantesca muestra de fotos y objetos pertenecientes a figuras del rock argentino, presentaciones de artistas de los primeros tiempos de la escena, una grabación internacional por teléfono entre Santaolalla (en Los Ángeles) y Gieco (en Buenos Aires), y computadoras para navegar por internet, que en ese entonces era una gran novedad para el público argentino. Acompañando el evento se lanzó un álbum doble compilatorio con canciones emblemáticas del rock argentino, un libro enciclopédico a modo de diccionario con las bandas y artistas, y un film documental con apoyo del canal MTV, todos productos titulados Rock Nacional 30 Años. En noviembre, la mayor parte de la muestra se trasladó al Centro Cultural Recoleta, donde continuó habiendo recitales gratuitos hasta el verano del '97.
En 2006 nuevamente hubo homenajes por los 40 años de Rebelde: se lanzó el film Que sea rock y los documentales Argentina Beat: crónicas del primer rock argentino y Rock nacional: la historia, este último producido por el Pepsi Music y estrenado en la edición de ese año de dicho festival.
En 2007 hubo homenajes por los 40 años del lanzamiento del sencillo La balsa, de Los Gatos, el cual para otro grupo de historiadores fue el inicio del rock argentino. De esta forma, en 2007 la revista Rolling Stone lanzó un ranking con los mejores 100 álbumes de la historia del rock argentino, y el sitio Rock.com.ar lanzó uno con las mejores 100 canciones.
Entre el 21 y el 25 de mayo de 2010 se festejaron los 200 años de existencia de la República Argentina, en un evento que reunió a más de un millón de personas en un gran escenario apostado frente al Obelisco. En este multitudinario evento se presentaron algunos de los grandes artistas del rock nacional, tales como Lito Nebbia, Ricardo Soulé, Miguel Cantilo, Fito Páez, entre otros.
El 23 de febrero de 2016 se anunció la recuperación de 1500 álbumes de rock, tango y folklore argentino pertenecientes entre otro al famoso sello Music Hall, entre otros subsellos. El INAMU compró los derechos de todos esos álbumes por 2.750.000 pesos.

El Instituto compró estos derechos, entre otras cosas, para permitir que los músicos, que durante todo este tiempo no pudieron trabajar con estos discos, ni percibir derechos de intérprete porque no estaban a la venta, sean quienes decidan cómo y cuándo reeditarlos, quedándose con los beneficios económicos que de ellos surjan.
Diego Boris, músico y presidente de INAMU (Instituto Nacional de la Música).

En enero de 2017 cerró La Perla del Once para convertirse en una sucursal de la cadena de pizzerías La Americana. El hecho provocó consternación en el público roquero argentino, dándose fin a un lugar crucial en el nacimiento del rock argentino.
En 2017 se realizaron diversos eventos para celebrar los 50 años del lanzamiento del sencillo La balsa. Por empezar, la edición de ese año del Cosquín Rock tuvo un escenario temático llamado "Rock 50 años", con presentaciones de artistas clásicos y consagrados del rock nacional. El 2 de septiembre se realizó un recital homenaje en el predio Tecnópolis, que también sirvió de promoción al lanzamiento de un álbum compilatorio del rock nacional hecho por la radio FM 93.7 Nacional Rock. Luego en octubre se realizó una nueva edición del festival B.A. Rock, aunque hubo polémicas por la organización, la grilla, y las no inclusiones de Ricardo Iorio (quien en 1982 ya había sufrido un episodio negativo con el festival BA Rock cuando una patota de hippies agredió a su banda de entonces, V8, mientras tocaban), Salta La Banca, Héctor Starc, Los Twist y Horcas. Luego tuvo otro homenaje en noviembre en la Plaza Moreno de La Plata, en el festival del 135° aniversario de la fundación de la ciudad; sin embargo, provocó polémicas en el ambiente del rock la inclusión de artistas con casi nula relación con el rock nacional como Lali Espósito, Agapornis y Soledad Pastorutti.
El 21 de noviembre de 2018 el diputado Mario Arce envió un proyecto de ley para que el rock argentino fuera declarado "de interés nacional". Si la iniciativa tiene éxito, la Unesco podría en algún momento declarar al rock argentino "Patrimonio Cultural Inmaterial de la Humanidad".
A partir de mediados de la década de 2010 surge una nueva corriente dentro de la investigación histórica del rock argentino, su principal argumento es situar el inicio del rock argentino en los años '50, incluyendo a los artistas y registros discográficos que habían sido omitidos por los historiadores clásicos (pues estos habían considerado, como inicio, el lanzamiento del sencillo La balsa en 1967). En 2016 surge la publicación en línea Universo Epígrafe, la cual realizó avances al hallar y restaurar numerosos sencillos y álbumes de los años 50 y 60, elaborar nuevas cronologías, biografías y análisis, fundamentalmente con la forma en que el jazz argentino de los años '50 evolucionó naturalmente en el rock argentino. En diciembre de 2018 se produce otro avance en esta nueva corriente, con el lanzamiento del libro Catálogo de vinilos de rock argentino 1958-1996, el cual incluye también a artistas hasta ese momento omitidos por los historiadores clásicos.

## Libros, películas y bookazines
A lo largo de las décadas en que ha transcurrido su vida, el rock argentino ha sido objeto de estudio en numerosas investigaciones, biografías y enciclopedias, las cuales se han publicado en formato de libros, películas o bookazines (ediciones especiales de revistas, fabricadas con mayor calidad y con contenido temático—por ejemplo, la carrera de Soda Stereo). Especialmente, a partir de la década de los 2010 aumentó enormemente la cantidad de lanzamientos de libros del rock argentino, fenómeno al que el diario Clarín le dedicó una nota, que el periodista Marcelo Fernández Bitar (autor de la obra más completa, 50 años de rock en Argentina) concluyó opinando "hoy, cuando entrás a las librerías, es una alegría ver que ahora tenés a la vista un estante que antes, ni siquiera existía".
Para comprender los primerísimos momentos del rock argentino a mediados de los años '50, es fundamental un libro, que en realidad trata sobre el jazz argentino, titulado Memorias del jazz argentino: décadas del '40 y del '50: músicos y orquestas argentinas de jazz, de Ricardo Rosetti, publicado el 13 de diciembre de 1994. La importancia del libro radica en que los primeros artistas de rock and roll en Argentina provenían del jazz, y este es uno de los pocos testimonios escritos que han quedado de esas figuras. El sitio web Universo Epígrafe, que ha hecho numerosas investigaciones sobre el rock argentino, llegó a la conclusión que el rock argentino, en sus inicios en los 50, fue una evolución natural del jazz argentino. Victor Tapia, del sitio web Universo Epígrafe, comentó:

Las orquestas de jazz argentinas tomaron al rock como un subgénero más (...) el rock formaba parte del acervo musical del jazz argentino de los 50. La revista Jazzlandia fue la primera en difundir al rock and roll, sintiéndose totalmente cómoda a la hora de poner en tapa tanto a Louis Armstrong como a Elvis Presley. Bailarines como José María Paniagua nos contaron que el baile del rock no los agarró desprevenidos, ya que la juventud que bailaba el boogie woogie fue la que abrazó al naciente género. Músicos como Oscar Linero nos indicaron que las orquestas tocaban dixieland cuando se les acababan los temas de rock, debido al ritmo acelerado que poseen en común ambas vertientes musicales. Jorge Mario Rodríguez, cantante de la orquesta de Lalo Schifrin e integrante del grupo vocal Los Gin Fizz, nos insistió en que todas las orquestas de jazz incorporaban un repertorio de rock para el cual se contrataba a cantantes específicos (...) Una nota de enero de 1961 rezaba: “El rock es un nuevo estilo de jazz (...) La extracción de músicos como Eddie Pequenino debería ser suficiente prueba para reconocerle a los jazzeros su papel en la creación del rock local. Sea por convicción o necesidad económica, los primeros músicos argentinos de rock eran jazzistas.
Victor Tapia, 15 de febrero de 2018.

De esta época primigenia del rock argentino ha quedado como testimonio la película Venga a bailar el rock (1957), con participación de importantes figuras de los 50 como Eber Lobato, Alberto Anchart, Nélida Lobato, Eddie Pequenino, Pedrito Rico, Alfredo Barbieri y Amelita Vargas. Musicalizó el film Lalo Schifrin. Venga a bailar el rock es la primera película del rock argentino, de todo el rock en español, y muestra algunas de las primerísimas canciones originales creadas en idioma español en el rock, como la canción homónima, que es tocada dos veces en el film (la segunda, para la escena final) y que es cantada y bailada a dueto por Eber Lobato y Alberto Anchart.
El primer libro que se lanzó sobre el rock argentino es Agarrate!!! Testimonios de la música joven en Argentina, de Juan Carlos Kreimer, publicado en 1970, es decir, ya en la escena post-«La balsa». Nuevamente, el libro no trata solamente de rock, ya que en realidad habla de la escena contemporánea de la música beat argentina, que incluía también artistas pop. El libro, no obstante, es un trabajo hijo de su era, en que la sociedad argentina estaba altamente polarizada y politizada, por lo que Agarrate!!! queda teñido de sesgos ideológicos, y diferencia las dos vertientes del beat, denominando el ala contracultural como música progresiva y al ala pop como música complaciente. Como fue el primer libro que investigó el rock argentino, trabajos posteriores continuaron teniendo esta visión politizada, consideraron únicamente a los roqueros progresivos como los verdaderos creadores del rock argentino, y negaron toda actividad de rock en Argentina previo a «La balsa».
El primer documental sobre el rock argentino post-«La balsa» es Rock hasta que se ponga el sol (1973), con filmaciones del festival B.A. Rock III, y con la participación de varios de los principales artistas de la escena de rock (Pappo's Blues, Pescado Rabioso, Vox Dei, etc.) e incluso Sui Generis, el dueto de folk rock que por entonces recién empezaba y era completamente desconocido.
En 1977 se publicó un libro que sería la base de numerosas investigaciones posteriores: La música progresiva argentina (cómo vino la mano), de Miguel Grinberg, por editorial Convergencia. Más extenso y fácil de conseguir que Agarrate!!! (que nunca se reeditó), con entrevistas a artistas y varios pasajes con reflexiones de Grinberg, los investigadores del rock argentino posteriores se guiaron usando la historia contada en este libro. Y como Grinberg es de las mismas opiniones que Kreimer, se consolidó la posición de negar y ningunear todo el rock argentino pre-«La balsa». El libro tuvo varias reediciones, ya con el título de Cómo vino la mano a secas, y con cada vez más agregados: en 1985 por editorial Mutantia, en 1993 por editorial Distral, en 2008 por editorial Gourmet Musical, y en 2014 por la misma.
En 1983 se lanzó la película Buenos Aires Rock, con filmaciones del festival del mismo nombre que se realizó en el Estadio Obras en noviembre del año anterior. El film testimonia la primerísima escena del rock argentino post-revitalización con la Guerra de Malvinas: aún la escena estaba muy politizada, con artistas acústicos como Piero, León Gieco y Miguel Cantilo entre sus principales figuras; lo curioso ocurre con la inclusión en el film de V8, banda seminal del heavy metal argentino que por entonces era desconocida y no había grabado nada.
En 1986 se publicó el primer libro enciclopédico del rock argentino: El rock en la Argentina: la historia y sus protagonistas, de Osvaldo Marzullo y Pancho Muñoz. La mayor parte del libro la ocupa un diccionario de bandas y artistas del rock argentino, formato que se repetiría con mayor amplitud en trabajos posteriores. El criterio de inclusión es el más flexible de entre todas las enciclopedias del rock argentino que se han escrito: entran todas las bandas, sin importar que hayan durado un par de semanas o que nunca se hayan presentado en un recital o que no hayan grabado ni un demo, y entran todos los subgéneros, haciendo importantes análisis en géneros por entonces underground en Argentina como el punk rock, el heavy metal, el ska y el proto-rock barrial, dejando así uno de los pocos testimonios que han quedado sobre esos géneros en esa época. El rock en la Argentina también tiene breves análisis de los distintos subgéneros, un resumen de la historia del rock argentino hasta ese momento, un listado con la discografía completa del rock argentino hasta la publicación del libro, listado de álbumes en conjunto y listado de festivales.
En 1987 se publicó otro libro enciclopédico de enorme importancia: Historia del rock en Argentina: una investigación cronológica, de Marcelo Fernández Bitar, por editorial Distal. El enfoque es totalmente distinto a los anteriores: el libro se divide por años, y en cada uno relata los sucesos ocurridos ese año en el rock argentino, con profundidad y detallismo, algo que hizo que recibiera gran aclamación por la crítica. También le fue celebrada la acción de dejar asentado por escrito los hechos cuando aún eran recientes y estaban frescos en la memoria, ya que con el paso del tiempo se dificulta realizar investigaciones de estas características: los hechos quedan olvidados o distorsionados. El libro tuvo varias reediciones, cada vez con más años agregados: en 1992, 1997, 1999, y finalmente en octubre de 2015, ya con el título de 50 años de rock en Argentina, por editorial Sudamericana y con toda la historia desde 1964 hasta 2014. 50 años de rock en Argentina es un libro que satisfizo la intención del autor de modificar profundamente la estructura del libro, algo que la anterior editorial (Distal) le impedía, y que fue el motivo por el cual el libro no se reeditó durante muchos años. 50 años de rock en Argentina es, por tanto, un libro con una edición de lujo, con materiales de calidad superior, numerosos agregados como una galería de fotos a mitad del libro e imágenes de los álbumes en la sección de discografía de cada año, y un nivel de detallismo que es incluso superior al de las anteriores versiones, por lo que fue aclamado por la crítica como la obra más completa de investigación del rock argentino.
En 1992 Miguel Grinberg volvió a publicar un trabajo sobre rock argentino, el bookazine 25 años de rock argentino, por editorial Promundo. El bookazine sigue la misma línea que su anterior trabajo, Cómo vino la mano, pero es poco lo que agrega: Grinberg no logra actualizar sus análisis tras los sucesos de 1982 y casi ni habla de la evolución del rock argentino tras ese año.
En 1993 se lanzó la película Tango feroz: la leyenda de Tanguito, cuyo argumento era un relato libre de la vida de Tanguito, uno de los emblemas del ala contracultural de la música beat argentina de los '60, y coescritor de la canción «La balsa». A pesar de polémicas sobre la exactitud de los hechos mostrados, Tango feroz fue un gran éxito de taquilla, su propio álbum de banda sonora fue un éxito de ventas, y revitalizó el interés por los roqueros de esa época. Como consecuencia de este boom por Tango feroz, se reactivaron las carreras de esos músicos, ya por reediciones de álbumes, ya por un crecimiento de ventas y de ofertas por presentarse. El boom del interés por la historia del rock argentino tuvo varios efectos: el diario La Nación lanzó una enciclopedia del rock argentino en fascículos, el diario La Razón lanzó otro titulado Loco - tu forma de ser (como la canción de los Auténticos Decadentes), la revista Gente sacó una edición titulada Historia viva del rock and roll, la radio FM La Boca empezó a transmitir 24 horas de solo rock argentino (primera vez que una radio lo hacía), y se abrió el Museo Rock en el barrio de San Telmo, tras un convenio con la Subsecretaría de la Juventud.
En 1993 también se publicó Heavy metal argentino, el primer libro que investigó dicha escena musical, con la clave de dejar testimonio de la misma cuando aún los hechos estaban frescos en la memoria. Escrito por Frank Blumetti y Carlos Parise, y publicado por ediciones Karma, tiene un estilo mixto: hay partes que relatan año por año los sucesos de la escena, hay análisis de bandas específicas, hay reportajes a figuras del género y hay un listado discográfico.
En octubre de 1996 se realizó en el Centro Municipal de Exposiciones el evento Rock Nacional 30 Años, conmemorando los 30 años del lanzamiento del sencillo «Rebelde» de Los Beatniks (el cual algunos historiadores de ese momento señalaban como el inicio del rock argentino, por oposición a otros que tomaban como inicio a 1967 con «La balsa»). Tuvo una gigantesca muestra de fotos y objetos pertenecientes a figuras del rock argentino, presentaciones de artistas de los primeros tiempos de la escena, una grabación internacional por teléfono entre Gustavo Santaolalla (en Los Ángeles) y León Gieco (en Buenos Aires), y computadoras para navegar por internet, que en ese entonces era una gran novedad para el público argentino. De ese evento se lanzaron varios trabajos, todos con el nombre Rock Nacional 30 Años: un álbum doble compilatorio con canciones emblemáticas del rock argentino, un film documental dividido en 4 capítulos, y un libro enciclopédico a modo de diccionario con las bandas y artistas. El libro Rock Nacional 30 Años combina el formato de diccionario del libro de Marzullo y Muñoz con el detallismo y extensión del de Fernández Bítar: es de dimensiones grandes y en las entradas de las bandas y artistas, sin importar si lograron o no trascendencia, hay fragmentos de entrevistas e imágenes, que suman para conocer sus figuras. Como resultado, el libro es uno de los trabajos más logrados de todos los que analizaron el rock argentino. Fue por años el mejor libro de rock argentino, aún a pesar del paso del tiempo que dejaba su relato hasta 1996 cada vez más atrás. Solo cuando se publicó en 2015 la edición definitiva del de Fernández Bitar apareció un libro aún mejor.
En 1996 también se lanzó el film documental Mejor hablar de ciertas cosas, por el canal de televisión MTV. El documental está dividido en 2 capítulos.
En 1998 se lanzó la revista Rolling Stone Argentina, inaugurando toda una nueva saga en la investigación del rock argentino, con las ediciones especiales y bookazines que iría publicando. En marzo de 2002 lanzó una edición especial con una lista, elaborada junto al canal MTV, con las 100 mejores canciones del rock argentino. En abril de 2007 lanzó otra, con los 100 mejores álbumes del rock argentino (que reeditaría en junio de 2013, con algunas variaciones en los puestos, y ya con el formato bookazine que habían logrado consolidar). Justamente, su saga de bookazines con las carreras de bandas y artistas del rock argentino sería destacada, con números dedicados a: Patricio Rey y sus Redonditos de Ricota (noviembre de 2012, reeditado en mayo de 2019 con el agregado de un Top 40 de sus canciones), Luis Alberto Spinetta (noviembre de 2013), Pappo (octubre de 2015), Charly García (agosto de 2016), Soda Stereo (febrero de 2017), Sumo (diciembre de 2017) y Gustavo Cerati (marzo de 2020).
En diciembre de 2005 se publicó el libro enciclopédico Diccionario del rock argentino, publicado por Musimundo y teniendo como autores a: Javier Aguirre, Mariana Roveta, Martín Correa y Gabriela Tijman. El libro es un buen continuador de las enciclopedias anteriores, si bien no llega a la magnitud de aquellas, pero presenta una ventaja única: incluye entre sus entradas los escenarios y recintos del rock argentino.
En 2006 se lanzó el documental Que sea rock, que ha quedado como testimonio de la primera escena del rock argentino post-Cromañón.
En 2006 se lanzó el documental Argentina Beat: crónicas del primer rock argentino, relatando la escena del beat contracultural argentino de los años '60.
En 2006 se lanzó el documental Rock nacional: la historia, hecho por el festival Pepsi Music, estrenado en la edición de ese año del festival, y dividido en 13 capítulos.
En 2009 el canal Encuentro comenzó la serie de televisión documental Quizás porque, donde en cada capítulo explorarían las carreras de los artistas del rock argentino. En 2013 sacaron un nuevo formato, Quizás porque: Especiales, con mayor duración para repasar la obra de los artistas.
En octubre de 2010 se publicó el libro Estadio Obras: el templo del rock, de Gloria Guerrero, por editorial Sudamericana. La importancia del libro radica en que, para las bandas y solistas, el primer recital en el Estadio Obras significaba la consagración como uno de los principales números de la escena. Ver qué artistas tocaban en Obras daba una idea de qué tendencias y qué cambios habría en el rock argentino. Esto, por ende, ayuda a precisar con más exactitud la evolución del rock argentino y sus diversas tendencias a través de los años. El libro es de formato mixto: en partes cuenta los sucesos históricos del estadio desde su apertura en 1978, en otras presenta informes con los espectáculos, eventos y recitales que Obras tuvo en un año, y en otras muestra una entrevista a un artista.
En diciembre de 2011 se publicó el libro Derrumbando la casa rosada: mitos y leyendas de los primeros punks en la Argentina, de editorial Piloto de Tormenta y teniendo como autores a: Daniel Flores, Alfredo Sainz, Adriana Franco, Diego Ladrón de Guevara, Patricia Pietrafesa, Leandro Uría y Marcelo Pocavida. El libro relata los primeros 10 años del punk argentino, desde 1978 hasta 1988, es decir, desde las primeras experiencias de los futuros miembros de Los Violadores hasta el lanzamiento del álbum compilatorio Invasion 88 que abrió una nueva etapa en la historia del punk argentino. Además de los relatos, cuenta con entrevistas a figuras que estuvieron en la escena.
En la década de los 2010 las series de televisión volvieron a tener interés por el rock argentino: en 2012 se emitió Graduados, y entre 2014 y 2015 se emitió Viudas e hijos del rock and roll; ambas series tuvieron al rock argentino como elemento esencial de su temática y banda sonora, y ambas fueron un gran éxito en la audiencia argentina.
En octubre de 2015 se publicó el libro Cuando éramos reyes: memoria del heavy argentino de los '80s, de Rubén Cañízares, publicado por Jedbangers. Desde el libro de Blumetti y Parise de 1993 no había uno de este tipo. Está dividido en capítulos donde se entrevista a figuras de la escena de la época, y presenta material fotográfico inédito ilustrando las notas. Como puntos negativos (debido al amateurismo del autor) la redacción es repetitiva, con frases sobre las dificultades de las bandas que se repiten capítulo por capítulo, y hay puntos flojos en los títulos de los capítulos y las conclusiones del autor al cerrar las notas.
En 2015, y también en el ámbito del heavy metal, se lanzó el documental Sucio y desprolijo: el heavy metal en Argentina, investigando la historia del género desde sus inicios hasta 2015, pasando por las diversas bandas y subgéneros que tuvo la escena.
En diciembre de 2018 se publicó el libro Catálogo de vinilos de rock argentino 1958-1996, de Claudio Zuccala y Fernando Brener. Muestra las portadas de los vinilos editados, siguiendo un orden alfabético tipo diccionario para los artistas, y a continuación un orden cronológico al mostrar los vinilos de estos. Pero lo que lo hace único es que incluye a los primeros artistas de rock and roll en Argentina, ninguneados y menospreciados por los historiadores clásicos. El libro es en definitiva hijo de una nueva corriente revisionista en el rock argentino, que cuestiona la creencia instalada que el rock argentino nació en 1967 con «La balsa».
En junio de 2025, se publicó el libro Hablemos de rock nacional de Nicolás Fernández Almirón, un libro con una mirada más moderna que repasa la historia del rock en Argentina, analizando sus variantes, contextos sociales y procesos hasta la actualidad.   

## Listas de las canciones más destacadas

### Al Borde: las 500 mejores canciones del rock iberoamericano
El 9 de marzo de 2006, conmemorando los 50 años del rock iberoamericano, la revista estadounidense Al Borde publicó una lista con las 500 mejores canciones del rock iberoamericano. En ella hubo un total de 154 canciones argentinas.
| Posición | Canción                         | Artista                 | Autores                                   | Año  |
| -------- | ------------------------------- | ----------------------- | ----------------------------------------- | ---- |
| 1.º      | «De Música Ligera»              | Soda Stereo             | Gustavo Cerati y Zeta Bosio               | 2005 |
| 2.º      | «Matador»                       | Los Fabulosos Cadillacs | Flavio Cianciarulo                        | 1993 |
| 5.º      | «Demoliendo Hoteles»            | Charly García           | Charly García                             | 1984 |
| 7.º      | «Persiana Americana»            | Soda Stereo             | Gustavo Cerati y Jorge Antonio Daffunchio | 1986 |
| 9.º      | «La Muralla Verde»              | Enanitos Verdes         | Marciano Cantero y Daniel Piccolo         | 1986 |
| 13.º     | «El Amor Después del Amor»      | Fito Páez               | Fito Páez                                 | 1992 |
| 18.º     | «Sin Documentos»                | Los Rodríguez           | Andrés Calamaro                           | 1993 |
| 23.º     | «Rasguña las Piedras»           | Sui Generis             | Charly García                             | 1973 |
| 28.º     | «Cuando Seas Grande»            | Miguel Mateos/ZAS       | Miguel Mateos                             | 1986 |
| 31.º     | «La Leyenda del Hada y el Mago» | Rata Blanca             | Walter Giardino                           | 1990 |

### Rolling StoneArgentina y MTV: las 100 mejores canciones
En marzo de 2002 la revista Rolling Stone Argentina y el canal MTV publicaron una lista con las 100 mejores canciones del rock argentino. A continuación los 10 primeros puestos:
| Posición | Canción                              | Artista                                 | Autores                       | Año  |
| -------- | ------------------------------------ | --------------------------------------- | ----------------------------- | ---- |
| 1.º      | «La Balsa»                           | Los Gatos                               | Litto Nebbia y Tanguito       | 1967 |
| 2.º      | «Muchacha ojos de papel»             | Almendra                                | Luis Alberto Spinetta         | 1969 |
| 3.º      | «Rasguña las piedras»                | Sui Generis                             | Charly García                 | 1973 |
| 4.º      | «De música ligera»                   | Soda Stereo                             | Zeta Bosio y Gustavo Cerati   | 1990 |
| 5.º      | «Jijiji»                             | Patricio Rey y sus Redonditos de Ricota | Indio Solari y Skay Beilinson | 1986 |
| 6.º      | «Sólo le pido a Dios»                | León Gieco                              | León Gieco                    | 1978 |
| 7.º      | «Presente (El momento en que estás)» | Vox Dei                                 | Ricardo Soulé                 | 1970 |
| 8.º      | «Seminare»                           | Serú Girán                              | Charly García                 | 1978 |
| 9.º      | «Y dale alegría a mi corazón»        | Fito Páez                               | Fito Páez                     | 1990 |
| 10.º     | «Matador»                            | Los Fabulosos Cadillacs                 | Flavio Cianciarulo            | 1993 |

### Rolling StoneArgentina: los 10 mejores videoclips
El 2 de diciembre de 2010 la revista Rolling Stone Argentina publicó una lista con los 10 mejores videoclips del rock argentino.
| Posición | Canción                  | Artista                                 | Año de la canción |
| -------- | ------------------------ | --------------------------------------- | ----------------- |
| 1.º      | «Masacre en el puticlub» | Patricio Rey y sus Redonditos de Ricota | 1988              |
| 2.º      | «Microdancing»           | Babasónicos                             | 2008              |
| 3.º      | «Raros peinados nuevos»  | Charly García                           | 1984              |
| 4.º      | «Zoom»                   | Soda Stereo                             | 1995              |
| 5.º      | «Vos sabés»              | Los Fabulosos Cadillacs                 | 1999              |
| 6.º      | «Inmaduro»               | El Otro Yo                              | 2002              |
| 7.º      | «Arrancacorazones»       | Attaque 77                              | 2003              |
| 8.º      | «Bi bap um dera»         | Los Visitantes                          | 1996              |
| 9.º      | «Capitán América»        | Las Pelotas                             | 1996              |
| 10.º     | «Día de los muertos»     | El Mató a un Policía Motorizado         | 2008              |

### Rolling StoneArgentina: votación por usuarios de los 10 mejores videoclips
El 1 de septiembre de 2011 la revista Rolling Stone Argentina publicó una lista, hecha con los resultados de una votación de usuarios en sus distintos portales y perfiles de redes sociales, con los 10 mejores videoclips del rock argentino.
| Posición | Canción                                     | Artista                                 | Director del videoclip | Año de la canción | Año del videoclip |
| -------- | ------------------------------------------- | --------------------------------------- | ---------------------- | ----------------- | ----------------- |
| 1.º      | «En la ciudad de la furia»                  | Soda Stereo                             | Alfredo Lois           | 1988              | 1989              |
| 2.º      | «Los calientes»                             | Babasónicos                             | Emiliano Ferrando      | 2001              | 2002              |
| 3.º      | «Abarajame»                                 | Illya Kuryaki and the Valderramas       | Alejandro Hartmann     | 1995              | 1995              |
| 4.º      | «Masacre en el puticlub»                    | Patricio Rey y sus Redonditos de Ricota | Guillermo Beilinson    | 1988              | 1988              |
| 5.º      | «Matador»                                   | Los Fabulosos Cadillacs                 | Pucho Mentasti         | 1993              | 1994              |
| 6.º      | «Cheques»                                   | Spinetta y Los Socios del Desierto      | Eduardo Martí          | 1997              | 1997              |
| 7.º      | «Hola qué tal»                              | Las Pelotas                             | Rodrigo Espina         | 1995              | 1995              |
| 8.º      | «Y lo que quiero es que pises sin el suelo» | Catupecu Machu                          | Gianfranco Quattrini   | 2000              | 2000              |
| 9.º      | «Somos»                                     | Los Auténticos Decadentes               | Pablo Armesto          | 2006              | 2006              |
| 10.º     | «Estadio Azteca»                            | Andrés Calamaro                         | Rafa Sañudo            | 2004              | 2004              |

## Listas de los álbumes más destacados

### Al Borde: los 250 mejores álbumes del rock iberoamericano
En diciembre de 2006, y junto con la lista de 500 canciones, la revista estadounidense Al Borde publicó otra lista con los 250 mejores álbumes del rock iberoamericano. En ella hubo un total de 78 álbumes argentinos. A continuación los 10 mejores álbumes argentinos de la lista:
| Posición | Disco                       | Artista                 | Año  |
| -------- | --------------------------- | ----------------------- | ---- |
| 2.º      | Canción Animal              | Soda Stereo             | 1990 |
| 3°       | Clics Modernos              | Charly García           | 1983 |
| 7°       | Vasos Vacíos                | Los Fabulosos Cadillacs | 1993 |
| 10°      | Almendra                    | Almendra                | 1969 |
| 15.º     | Comfort y Música Para Volar | Soda Stereo             | 1996 |
| 16°      | Vida                        | Sui Generis             | 1972 |
| 20°      | Alta Suciedad               | Andrés Calamaro         | 1997 |
| 26°      | Serú Girán                  | Serú Girán              | 1978 |
| 29°      | La Biblia                   | Vox Dei                 | 1971 |
| 32°      | Infame                      | Babasónicos             | 2003 |

### Rolling StoneEstados Unidos: los 10 mejores álbumes del rock latinoamericano
El 22 de noviembre de 2012 la revista Rolling Stone EEUU publicó una lista con los 10 mejores álbumes del rock latinoamericano. A continuación, los álbumes argentinos que entraron en la lista:
| Posición | Disco              | Artista                 | Año  |
| -------- | ------------------ | ----------------------- | ---- |
| 2.º      | Fabulosos Calavera | Los Fabulosos Cadillacs | 1997 |
| 4°       | Sueño Stereo       | Soda Stereo             | 1995 |
| 5°       | Infame             | Babasónicos             | 2003 |

### Rolling StoneArgentina: los 100 mejores álbumes
En abril de 2007, en conmemoración de los 40 años del lanzamiento de la canción «La balsa», la revista Rolling Stone Argentina publicó una lista con los 100 mejores álbumes del rock argentino. A continuación, los 10 primeros puestos:
| Posición | Disco                      | Artista                                 | Año  |
| -------- | -------------------------- | --------------------------------------- | ---- |
| 1.º      | Artaud                     | Pescado Rabioso                         | 1973 |
| 2.º      | Clics modernos             | Charly García                           | 1983 |
| 3.º      | Manal                      | Manal                                   | 1970 |
| 4.º      | Oktubre                    | Patricio Rey y sus Redonditos de Ricota | 1986 |
| 5.º      | Divididos por la felicidad | Sumo                                    | 1985 |
| 6.º      | Almendra                   | Almendra                                | 1969 |
| 7.º      | La era de la boludez       | Divididos                               | 1993 |
| 8.º      | Treinta Minutos de Vida    | Moris                                   | 1970 |
| 9.º      | Canción Animal             | Soda Stereo                             | 1990 |
| 10.º     | Alta Suciedad              | Andrés Calamaro                         | 1997 |

### Rolling StoneArgentina: los 10 mejores álbumes en vivo
En octubre de 2007 la revista Rolling Stone Argentina publicó una lista con los 10 mejores álbumes en vivo del rock argentino.
| Posición | Disco                               | Artista                                 | Año  |
| -------- | ----------------------------------- | --------------------------------------- | ---- |
| 1.º      | Rockas Vivas                        | Miguel Mateos                           | 1985 |
| 2.º      | Los Abuelos en el Ópera             | Los Abuelos de la Nada                  | 1985 |
| 3.º      | Vivo                                | Virus                                   | 1986 |
| 4.º      | En acción                           | Riff                                    | 1983 |
| 5.º      | Ruido blanco                        | Soda Stereo                             | 1987 |
| 6.º      | Yo no quiero volverme tan loco      | Serú Girán                              | 1981 |
| 7.º      | En Directo                          | Patricio Rey y sus Redonditos de Ricota | 1992 |
| 8.º      | De la cabeza con Bersuit Vergarabat | Bersuit Vergarabat                      | 2002 |
| 9.º      | Exactas                             | Luis Alberto Spinetta                   | 1990 |
| 10.º     | Insoportablemente vivo              | La Renga                                | 2001 |

### Rolling StoneArgentina: votación por usuarios de los 10 mejores álbumes
El 3 de junio de 2007, y como continuación de la lista anteriormente mencionada, la revista Rolling Stone Argentina publicó otra lista, hecha con los resultados de una votación de los usuarios de su sitio web, con los 10 mejores álbumes del rock argentino.
| Posición | Disco                      | Artista                                 | Año  |
| -------- | -------------------------- | --------------------------------------- | ---- |
| 1.º      | Oktubre                    | Patricio Rey y sus Redonditos de Ricota | 1986 |
| 2.º      | Canción Animal             | Soda Stereo                             | 1990 |
| 3.º      | Artaud                     | Pescado Rabioso                         | 1973 |
| 4.º      | El amor después del amor   | Fito Páez                               | 1992 |
| 5.º      | Alta Suciedad              | Andrés Calamaro                         | 1997 |
| 6.º      | Clics modernos             | Charly García                           | 1983 |
| 7.º      | La Biblia                  | Vox Dei                                 | 1971 |
| 8.º      | Divididos por la felicidad | Sumo                                    | 1985 |
| 9.º      | Honestidad brutal          | Andrés Calamaro                         | 1999 |
| 10.º     | Almendra                   | Almendra                                | 1969 |

## Los cien mejores guitarristas según la revistaRolling Stone
En su edición de septiembre de 2012, la revista Rolling Stone realizó una lista sobre los 100 mejores guitarristas del rock argentino, donde votaron diferentes voces del género, como Carca, Flavio Cianciarulo, Juanse, Litto Nebbia, Gustavo Santaolalla, entre otros.
1. Pappo (Los Abuelos de la Nada, Los Gatos, Pappo's Blues, Aeroblus y Riff).
2. Ricardo Mollo (Sumo y Divididos).
3. David Lebón (Pappo's Blues, Color Humano, Pescado Rabioso y Serú Girán).
4. Luis Alberto Spinetta (Almendra, Pescado Rabioso, Invisible, Spinetta Jade y Socios del Desierto).
5. Claudio Gabis (Los Abuelos de la Nada, Manal y Billy Bond y La Pesada del Rock and Roll).
6. Skay Beilinson (La Cofradía de la Flor Solar, Patricio Rey y sus Redonditos de Ricota y Skay y Los Fakires).
7. Gustavo Cerati (Soda Stereo y Fricción).
8. Claudio Marciello (Almafuerte).
9. Ricardo Soulé (Vox Dei).
10. Gustavo «Chizzo» Nápoli (La Renga).